# Архитектура Нижнего Новгорода

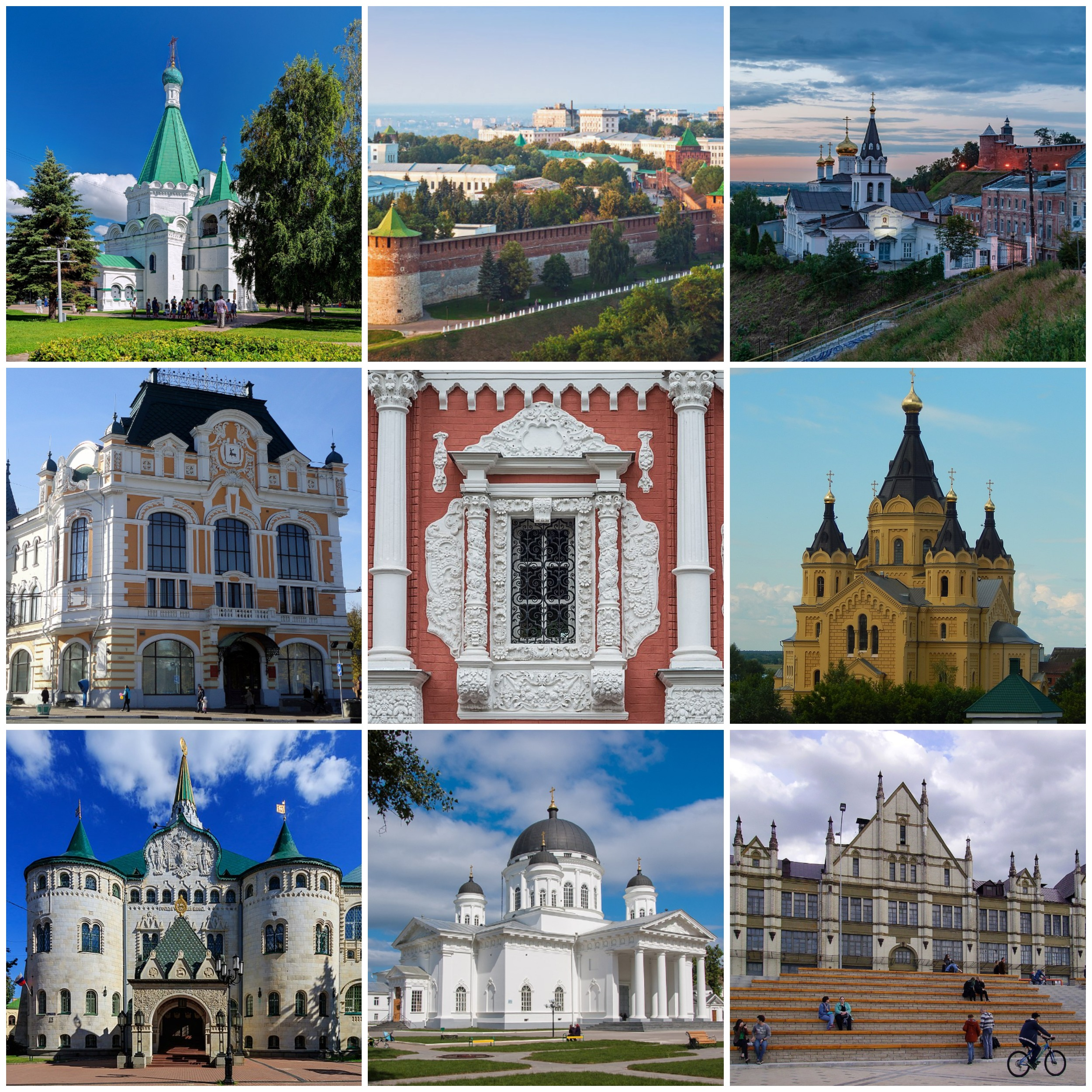

Архитектура Нижнего Новгорода — комплекс исторически сложившейся застройки и планировки, совокупность зданий, сооружений и архитектурных стилей города Нижнего Новгорода.
Архитектура города отличается своеобразным историческим развитием: с одной стороны, она развивалась в общем русле русского зодчества, соединяя в себе черты столичной российской и европейской архитектуры, с другой — подвергалась влиянию региональных традиций, отличавшихся художественным богатством и самобытностью, обусловленных разнообразием кустарных промыслов Нижегородского края.

## Основные этапы застройки города

### XIII век. Основание города. Крепость
Нижний Новгород основан в 1221 году великим князем Георгием Всеволодичем, как крепость на восточных рубежах Владимиро-Суздальского княжества. Основание поселения, входившего в список двадцати ведущих городов княжества, помогло расширить восточные границы Владимиро-Суздальской земли, ранее заканчивавшиеся Городцом. С появлением новой крепости, княжество стало контролировать место слияния Волги и Оки, а также территорию по реке Клязьме, вплоть до её впадения в Оку. Поселение, расположенное на холме высокого берегового плато (Дятловы горы), господствовало над окружающей равниной. Удачное расположение превратило Нижний Новгород в центр внешней торговли и славянской восточной колонизации: через крепость пролегал торговый путь в Волжскую Булгарию и среднеазиатские государства.

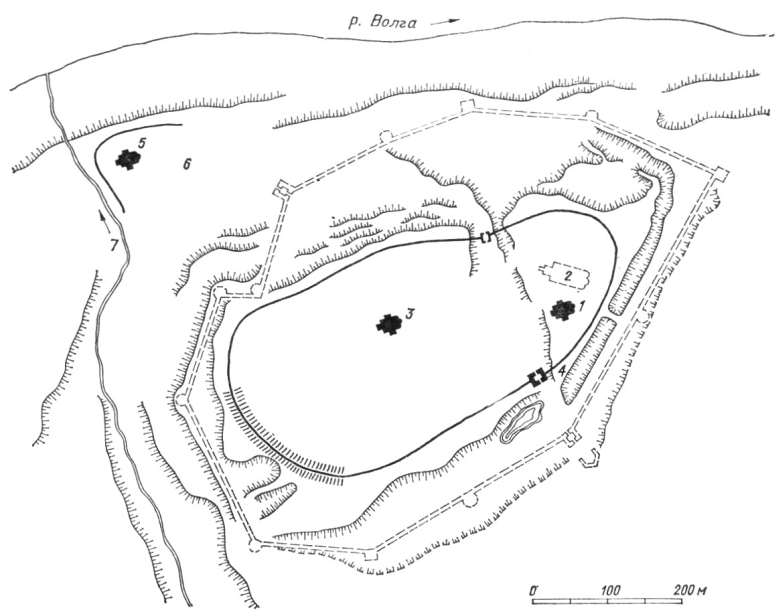
План деревоземляных укреплений Нижнего Новгорода XIII—XIV вв.

Поселение имело небольшой размер и овальную в плане форму. Вдоль бровки берега Волги проходили деревоземляные укрепления, с запада ограничивавшиеся Почаинским оврагом, имевшие двое проездных ворот: верхние и нижние. От нижних ворот начиналась дорога вдоль Оки к Благовещенскому монастырю и к окской переправе. От верхних — две дороги: во Владимир и Золотую Орду. Территория укреплённой части кремля разделялась на две части крутым спуском с проложенной по нему главной дорогой, соединявшей нагорную часть с береговой территорией.
В плане поселение имело размеры: в продольном направлении — около 520 м, в поперечном — около 260 м. По величине город, на тот момент, превышал Москву, Кидекшу, Кашин, Городец, Ярополч, был сравним с Дмитровым, Юрьев-Польским, Галичем и существенно уступал таким древним городским центрам, как, например, Тверь, Переславль-Залесский, Владимир, Суздаль и Ярославль. Представлял собой типичный княжеский город, со стенами валов, двумя белокаменными соборами — Спасским и Архангельским, — построенными в 20-е годы XIII века. Остальные здания были деревянными, в том числе княжеский двор.

### XIV век. Столица Великого Суздальско-Нижегородского княжества
В XIV веке, с повышением значения Волжского торгового пути, Нижний Новгород стал активно развиваться. В районе устья речки Почайны начал формироваться торговый Нижний посад, в котором разместился торг (рынок). На левом берегу Почайны возникла Пушкарская слобода с деревянной Мироносицкой церковью. Вдоль береговой линии основаны пригородные монастыри с торгово-промышленными слободами: Зачатьевский монастырь (1355) и Печёрский (1330).
В 1350—1392 году Нижний Новгород выполнял функции столицы княжества, что повлекло значительные изменения в планировке поселения. Перестроены деревоземляные укрепления, предпринята попытка выстроить каменные стены с башнями. В резиденции суздальско-нижегородского князя велось каменное строительство. В 50-х годах были обновлены и перестроены обветшалые каменные соборы. На торгу в 1371 году была выстроена первая приходская каменная церковь Николы. Активно застраивался Благовещенский монастырь и прилегающая к нему слобода: построена церковь Благовещения (1370), а в слободе — деревянная Предтеченская церковь. Во второй половине века, на территории посадов были построены три деревянных церкви.
Постепенно складывалась уличная сеть, возникла торговая площадь Нижнего посада. Архитектурный облик Нижнего Новгорода того периода определялся наличием деревянного кремля с белокаменными соборами и торга с церковью Николы. В речной панораме доминировал ансамбль Благовещенского монастыря.

### XV — начало XVI вв. Крупнейшая крепость на восточных рубежах Московского государства
В XV веке Нижний Новгород стал важнейшей крепостью Русского государства. Одновременно с этим, город активно разрастался: осваивалась обширная территория до Ковалихинского оврага и Благовещенской слободы. Сильно разросся Нижний посад, протянувшийся вдоль берега почти на 3 км. Возникли новые монастыри: Успенский, на Успенской горе, и Симеоновский (1440). Было выстроено несколько новых церквей: Петропавловская и Рождественская в Нижнем посаде, Козьмы и Демьяна между торгом и Рождественской церковью. На бровке высокого откоса — церковь Рождества Христова. Все сооружения были возведены из дерева, так как город утратил столичный статус и каменное строительство в нём не велось.
В начале XVI века были проведены работы по сооружению новых и перестройке старых укреплений крепости. В 1500—1512 годах был возведён Нижегородский кремль, включавший территорию кремля XIII века и наиболее обжитую часть Нижнего посада. С возведением кремля город вошёл в систему крепостей Тульской засечной черты и стал основным опорным пунктом восточного направления. По размерам территории и протяжённости стен (более 2 км) кремль был сравним только с Московским и Коломенским кремлями. Одновременно с кремлём были выстроены новые деревоземляные укрепления Большого острога (1510—1521), в пределах которых город развивался до конца XVIII века.

### XVI — начало XVII вв. Становление Нижнего Новгорода как крупного торгового центра

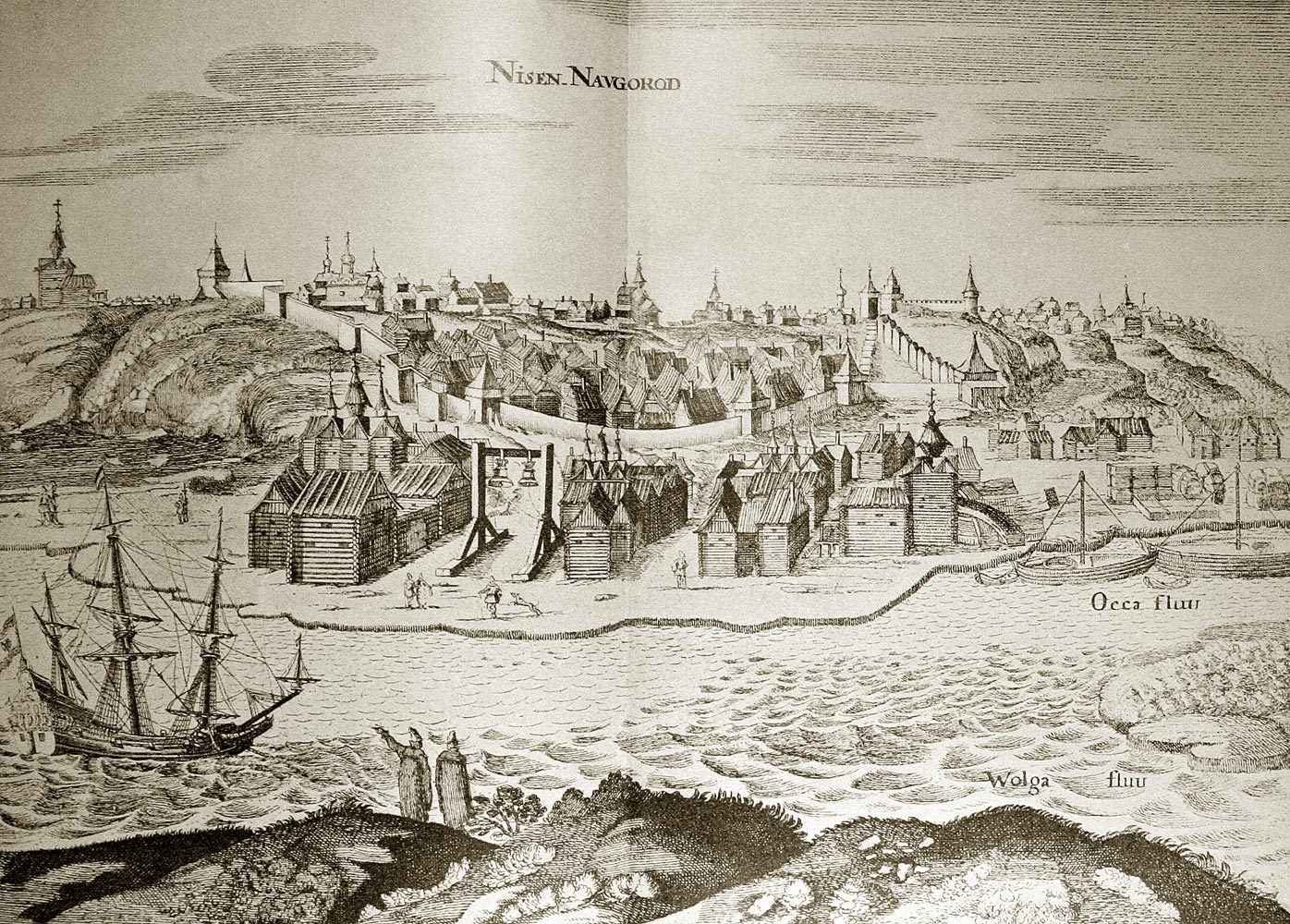
Нижний Новгород в начале XVII в. Иллюстрация из книги А. Олеария «Описание путешествия Голштинского посольства в Московию и Персию».

К середине XVI века, во времена Казанских походов, военно-стратегическое значение города оставалось по-прежнему велико: он был местом сбора русских войск. Вследствие возник ряд новых слобод: Панская, Стрелецкая, Немецкая. Разрастался район започаинской территории, район Щипачёво. В верхней части Ильинской улицы была воздвигнута новая церковь Вознесения, а старая церковь Жён Мироносиц перестроена в 1535 году. На Нижнем посаде, на месте старой деревянной, была выстроена новая каменная церковь Козьмы и Демьяна (1531). Начала формироваться Верхнепосадская торговая площадь у Дмитриевских ворот, на которой была выстроена Казанская церковь. В этот период возникли два новых монастыря: Сергиевский, около Успенского оврага (1533), и Духовской в кремле (1574).
Во второй половине XVI века, из-за расширения государства на восток, Нижний Новгород потерял своё значение пограничной крепости, но стали развиваться его торговые функции: в городе была сосредоточена торговля солью. Увеличилось население города, в особенности района по Казанской дороге, где были возведены Троицкая и Варваринская каменные церкви. Жилая застройка оставалась сплошь деревянной и одноэтажной.
В течение XVI — начала XVII веков обживались территории, включённые в Большой острог. Застройка была сосредоточена в трёх районах: Нижнего посада, вдоль Казанской дороги и в зоне Ильинской и Почаинской улиц. Застройка кремля уплотнялась: около Архангельского собора появились церковь Ильи Богослова, Дудино подворье; рядом с Дмитриевской башней — Печёрское подворье. Вдоль кремлёвской стены, на краю склона у Георгиевской башни, возведён новый Происхожденческий монастырь (1614). В этот период формировалась планировочная структура береговой и нагорной частей города, направление основных улиц.

### XVII — 70-е гг. XVIII вв. Расцвет торгового значения города
После завершения смутного времени Нижний Новгород развивался как торгово-ремесленный город. При этом развивалась и его оборонная архитектура: в 1618—1619 годах князем Б. М. Лыковым был возведён Новый острог, назвавшийся Малым. Согласно Писцовой книге 1622 года, к тому времени в городе образовалась Ямская слобода, сформировавшая Ильинскую улицу; рядом расположенная Телячья слобода растянулась вдоль Телячьей улицы (сегодня улица Гоголя). От торга, района Зарядья, поднималась Почаинская улица, переходившая за Малым острогом в Плотничью. От Дмитриевских ворот начиналась Большая Никольская улица, продолжавшаяся за острогом Московской дорогой. От Дмитриевских ворот также брала начало Дмитриевская улица, продолжавшаяся за Малым острогом в Варваринскую и Казанскую с Большой Печёрской. Вдоль Волги от торга к Благовещенскому монастырю растянулась Большая Козьмодемьянская улица. Вдоль Волжского откоса — Георгиевская улица.
На первую половину XVII века пришлись резкие изменения в застройке, отразившие торговый характер города. В кремле и вдоль берега Волги под его стенами возникло шесть монастырских подворий: Дудино, Печёрское, Троице-Сергиевское, Спасо-Ефимиевское, Покровское, Симоново, — бывших торгово-ремесленными центрами. В нагорной части, близ церкви Варвары, располагалось второе Дудино подворье. Нижний посад с торгом был сосредоточием деловой жизни. Основу торга составляла площадь, на которую выходили гостиный двор, таможня, земская изба и церковь Николая. Вокруг торга располагались 23 торговых ряда. В наиболее обжитой части города велось активное культовое строительство: внутри кремля было возведено четыре новых церкви и перестроен Архангельский собор (1631). Были построены шатровая Симеоновская церковь (1621), двухшатровая церковь Печёрского подворья (1606) и другие.
В середине XVII века начались крупные работы, связанные с перестройкой деревянных церквей и возведением на их месте каменных. Многие церкви строились на пожертвования нижегородских купцов, таких как С. Задорин, А. Олисов, Г. Строганов, Я. Пушников и др. Первоначально перестраивались церкви в районе торга: Троицкая (1663), Казанская (1687), Предтеченская (1683); затем церкви вдоль бровки откоса: Мироносицкая (Знаменский собор) (1649), Ильинская (1655), Успенская (1672), Пятницкая (1689), — и на главной площади: Благовещенский собор (1695). В кремле в 1652 году был возведён пятиглавый кафедральный Спасо-Преображенский собор.
К середине XVII века сложились ансамбли крупных монастырей: Благовещенского и Печёрского, — сохранившиеся до наших дней. К концу века конструкции острогов пришли в упадок и уже не выступали границами городских частей. Разрозненные слободы функционально и планировочно слились между собой и образовали сплошную застройку.

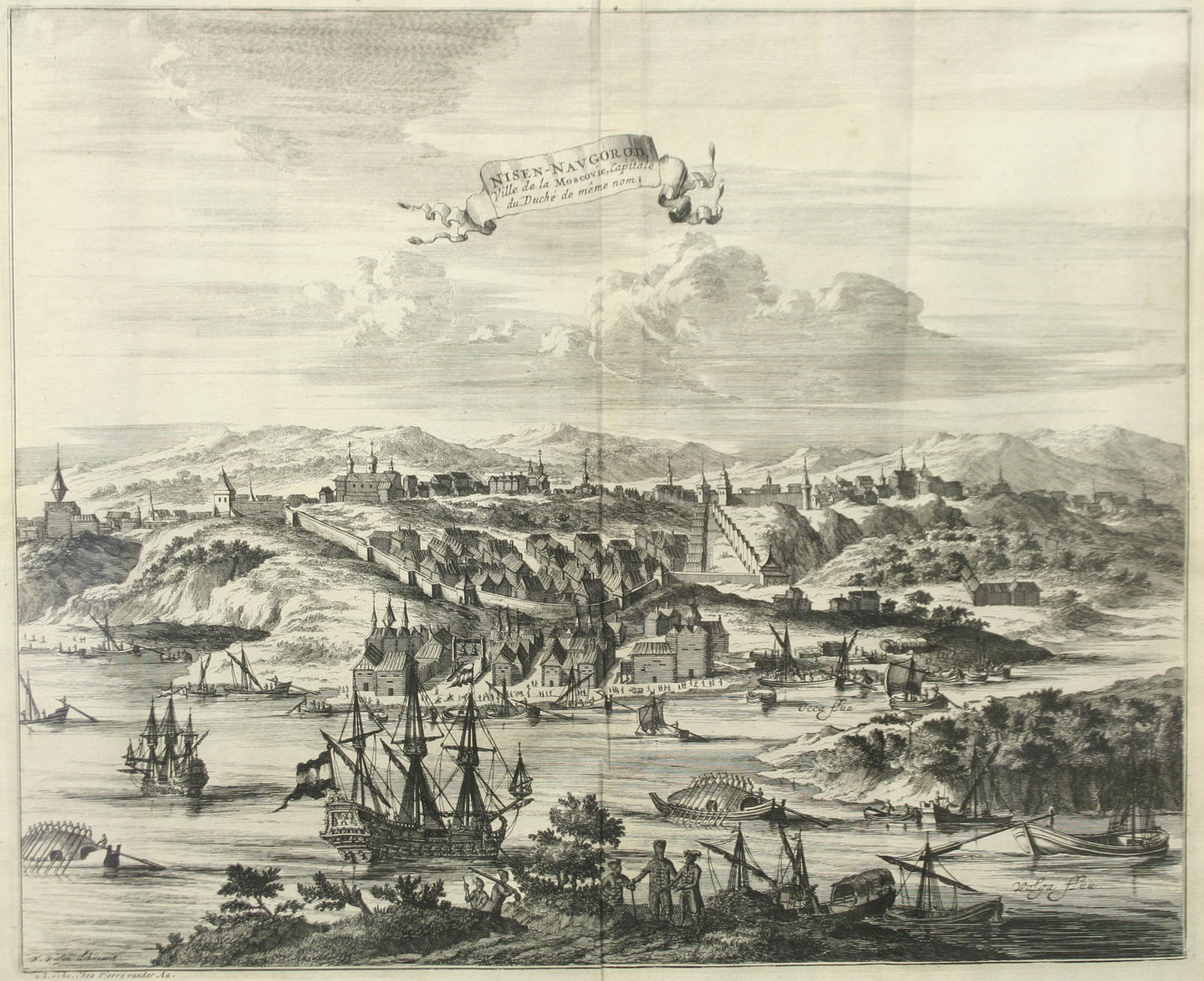
Нижний Новгород в 1727 году. Иллюстрация из собрания издателя Питера ван дер Аа.

К XVIII веку, после многочисленных пожаров (особенно пожара 1715 года), все церкви в городе стали каменными. В Нижнем посаде были последовательно возведены: Живоносновская (1702), Никольская на Торгу (1715), Спасская церкви (1710). В западной части города: церковь Вознесения (1715), церковь Святого Николая на Гребешке (1719) и церковь Святого Сергия (1723). Наиболее важной для силуэта города стала ярусная церковь Святого Георгия (1702), построенная на средства нижегородского бургомистра Я. Пушникова. В западной части города была возведена Рождественская церковь (1719). В кремле была возведена новая восьмигранная колокольня (1719) и церковь Святого Духа (1703).
Помимо культовых построек, в городе развивалось каменное гражданское домостроение, возведение торгово-складских построек. Богатое купечество стало обзаводиться каменными домами — обширными палатами. Строились они в трёх местах: на Верхнем посаде (палаты Пушниковых), на Нижнем посаде и на Ильинской горе. Первая половина XVIII в. отмечена возведением десяти новых храмов: Алексеевской (1719), Никольской (1741), Тихоновской (1742), Покровской (1709), Похвалинской (1742), Варваринской (1760) и Предтеченской церквей (1727). В кремле был возведён тёплый Скорбященский собор (1745).
К концу XVII века Нижний Новгород стал одним из крупнейших торговых центров России. В связи с введением государственной монополии на торговлю солью в 1705 году Нижний Новгород стал центральным складочным пунктом этого товара. Вдоль правого берега Оки вытянулись цепочкой деревянные соляные магазины — склады Голицыных, Строгановых, Шаховских и др. К середине XVIII века около гостиного двора были выстроены: магистрат, купеческие амбары, винные подвалы. Самым крупным сооружением стала Соляная контора (1753) по проекту московского архитектора В. С. Обухова. В 1762 году было возведено новое двухэтажной здание архиерейского дома (сегодня здание консерватории). Рядом начал формироваться комплекс семинарии (1743). Многие монастыри были закрыты и превращены в приходские церкви.
В 1768 году случился крупный пожар, уничтоживший почти всю застройку Нижнего и частично Верхнего посадов. Тогда же был снят первый план города. Нижний Новгород, как и другие древнерусские города, имел живописную и дробную структуру: улиц как таковых в классическом понимании ещё не существовало. Композиция города складывалась из «отдельных домов и построек, объединявшихся в группы и соподчинявшихся между собой. Улицы являлись коммуникационными артериями, по существу это были дороги, живописно извивавшиеся, следуя рельефу местности и конфигурации отдельных земельных участков».

### Конец XVIII — середина XIX вв. Регулярная планировка и классицизм
В 70-х годах XVIII века была развёрнута обширная деятельность «Комиссии о каменном строений Санкт-Петербурга и Москвы» по перепланировке провинциальных городов. В 1770 году утверждён проектный план, в соответствии с которым Нижний Новгород должен был реконструироваться. Автором плана выступил А. В. Квасов, крупный градостроитель и приверженец концепций классицизма. По плану Квасова центром планировочной структуры оставался кремль, вокруг которого создавалось открытое пространство. Улицы-дороги должны были быть выпрямлены и расширены. Чёткую геометрическую структуру должны были приобрести кварталы. Проект был осуществлён с некоторыми изменениями, и в соответствии с ним город развивался в дальнейшем вплоть до середины XIX века.
В 1782 году план Квасова был скорректирован из-за привязки разбивки сети улиц к местности. К началу XIX века город был перестроен по этому плану. Культовое строительство практически не велось, город застраивался общественными и жилыми зданиями. Новый архитектурный стиль определялся строившимися государственными административными и общественными зданиями, которые возводились по обязательным образцовым проектам, с использованием классических ордеров и гладких плоскостей стен. Планировочную структуру во многом определяли площади, закреплявшие многие градостроительные узлы. В 1780-х годах в кремле сложился ансамбль Плац-парадной площади. К концу XVIII начала формироваться главная площадь города — Верхнепосадская у Дмитриевских ворот, от которой радиусами расходились улицы Большая Покровская, Алексеевская, Варварская и Тихоновская.
В 1804 году утверждён новый план города, в связи с переводом Макарьевской ярмарки и постройкой на Стрелке гостиного двора. Открытие в 1817 году Нижегородской ярмарки стимулировало увеличение количества жителей и развитие строительства жилых и доходных домов. Особенно это сказалось на застройке Рождественской улицы, связывавшей центр города с ярмаркой. К середине XIX века сложился её архитектурный ансамбль. Наиболее значительную роль в облике улицы играли дворянские усадьбы Голицыных и Строгановых, купеческие дома И. С. Пятова, Ф. Переплётчикова, А. Б. Смирнова. Важными градостроительными акцентами стали Крестовоздвиженский монастырь (арх. И. И. Межецкий, 1823) и тюремный замок (острог) (арх. И. Е. Ефимов, 1823).
В 1824 году утверждена новая планировка Нижнего Новгорода по проекту архитектора В. И. Гесте. Он закрепил результаты перепланировки по проекту 1770 года, а также гигантский ярмарочный комплекс, выстроенный по проекту архитектора О. Монферрана под руководством инженера А. А. Бетанкура в 1822 году. На этом плане город впервые рассматривался с ярмарочным ансамблем и Кунавинской слободой, ставшей частью города и получившей регулярную планировку. Началось активное освоение левобережной зоны Оки. 20 — 30-е годы XIX века в архитектуре Нижнего Новгорода связаны с творчеством нижегородских архитекторов А. Л. Леера, И. Е. Ефимова и петербургского архитектора А. И. Мельникова.

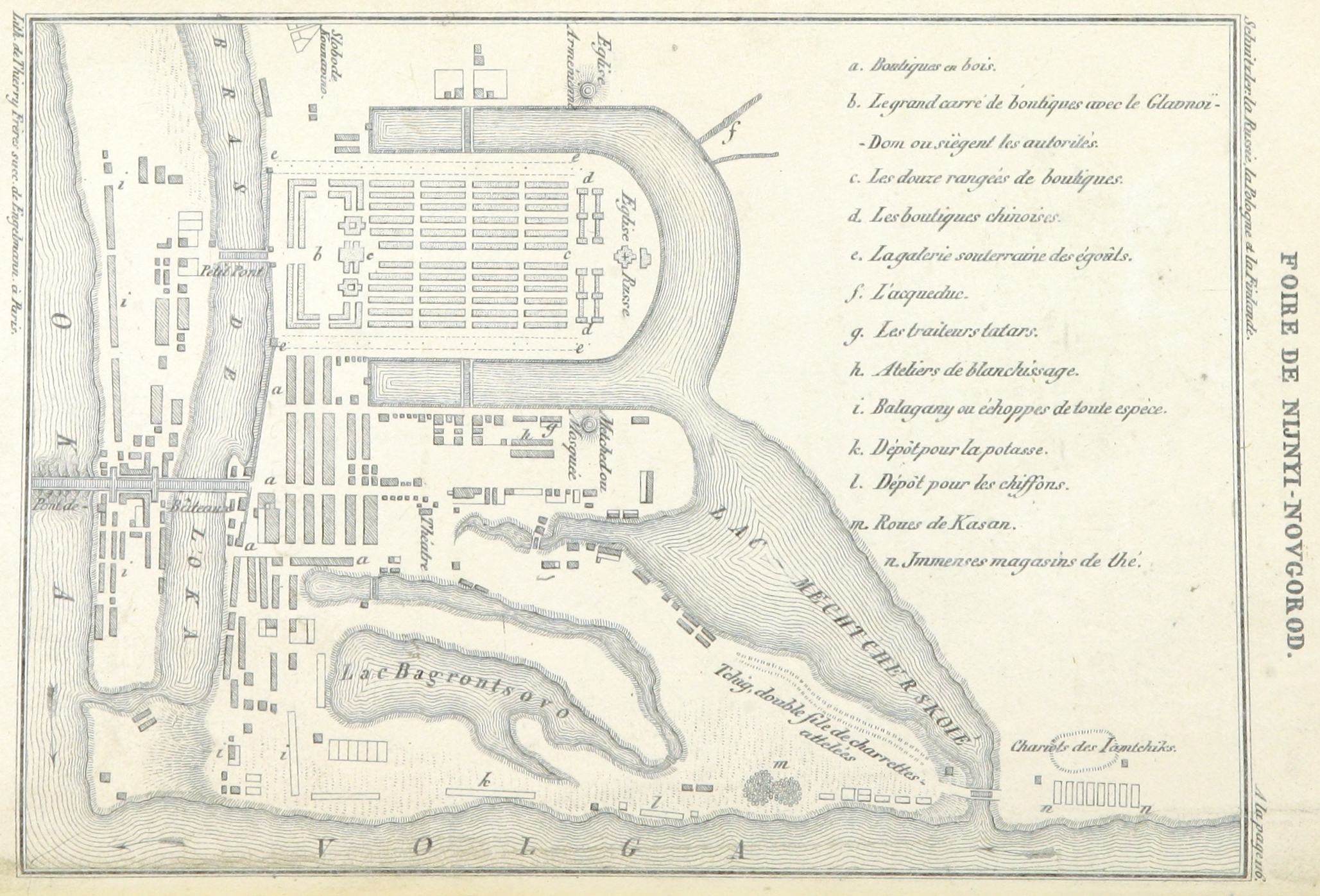
План Нижегородской ярмарки 1835 года.

В 1839 году был принят новый план города, в котором основное внимание было направлено на панораму города с Волги и благоустройство. Была устроена Верхневолжская набережная, ставшая одним из красивейших мест города. Параллельно набережной, на склоне, был разбит живописный Александровский сад в английском стиле. Большие планировочные работы проводились в южной части города, где была создана новая магистраль от окского до волжского склона, протяжённостью более 2 км. На её пересечении с важными улицами созданы новые площади: на месте Ковалихинского оврага и на пересечении с Варварской у тюремного острога. Большая Покровская улица получает продолжение до городской черты. По верхней бровке Почаинского оврага проложен бульвар, ставший видовой площадкой, существующей по сей день. При губернаторском доме в кремле был заложен сад в английском стиле.
В 30 — 40-е годы проведены крупные планировочные работы по улучшению транспортных связей нижний и верхней частей города. С возникновением ярмарки возникла серьёзная транспортная проблема, которую решал проект инженера П. Готмана по созданию т. н. «деловых дорог» — съездов. Были проложены Похвалихинский и Зеленский съезды, объединившие транспортную систему. С обеих сторон Верхневолжской набережной были проложены два съезда: Георгиевский и Казанский. В этот период началось активное строительство каменных жилых зданий. Большое влияние на этот процесс оказал первый городской архитектор Г. И. Кизеветтер в 1836—1847 годах. Ему принадлежала ведущая роль в застройке Ильинской, Рождественской улиц, набережной Благовещенской слободы (сегодня улица Черниговская). Архитектурный ансамбль кремля, вследствие размещения в нём военного гарнизона, был перестроен: реконструировано здание Присутственных мест, построен манеж, разобраны все старые здания на соборной площади, где выстроен новый кафедральный собор (1834).
В 40-е годы завершился классический период в архитектуре города, нашедший наиболее яркое воплощение в постройках архитектора А. А. Пахомова (Дворянский институт, 1848) и А. Е. Турмышева (доходный дом Абмелек-Лазоревых, 1845). К середине XIX века Нижний Новгород был развитым, сравнительно благоустроенным городом, с регулярным планом и массовой застройкой в русском классицистическом стиле.

### Вторая половина XIX — начало XX вв. Развитие пространственной структуры города
В период капиталистического развития Нижнего Новгорода планировочная структура города сохранилась, при этом плотность застройки значительно возросла. Численность населения города увеличилась с 30 тыс. жителей в середине XIX века, до 70 тыс. на рубеже XX-го. Активно застраивались пустыри и иные свободные пространства. Многие здания были перестроены. Благодаря Нижегородской ярмарке, город был включён в систему железных дорог: с постройкой Московского вокзала (1862) Нижний Новгород соединился с Москвой, а с постройкой Ромодановского (1903) — с южными и средневолжскими губерниями. Во второй половине XIX века активно застраивалась территория ярмарки, особенно вдоль Оки. Были возведены: Главный ярмарочный дом (1890), три часовни и Александро-Невский собор (1883).
Во второй половине XIX века все архитектурные проекты в городе перестали утверждаться в Санкт-Петербурге. В архитектуре произошёл переход от русского классицизма к эклектике. В русско-византийском стиле выстроены такие культовые здания, как Ильинская церковь (1877), Вознесенская церковь (1866), Сергиевская церковь (1869) и Трехсвятская церковь (1860). В конце 1860 — 1870-х годах в Нижнем Новгороде распространился русский стиль, возрождавший черты русского зодчества XVII века и связанный с именем учёного-исследователя и архитектора Л. В. Даля, по проектам которого были возведены Козьмодемьянская церковь (1890), часовня Понатаевского монастыря и Александро-Невская церковь у Вокзальной площади (не сохранились).

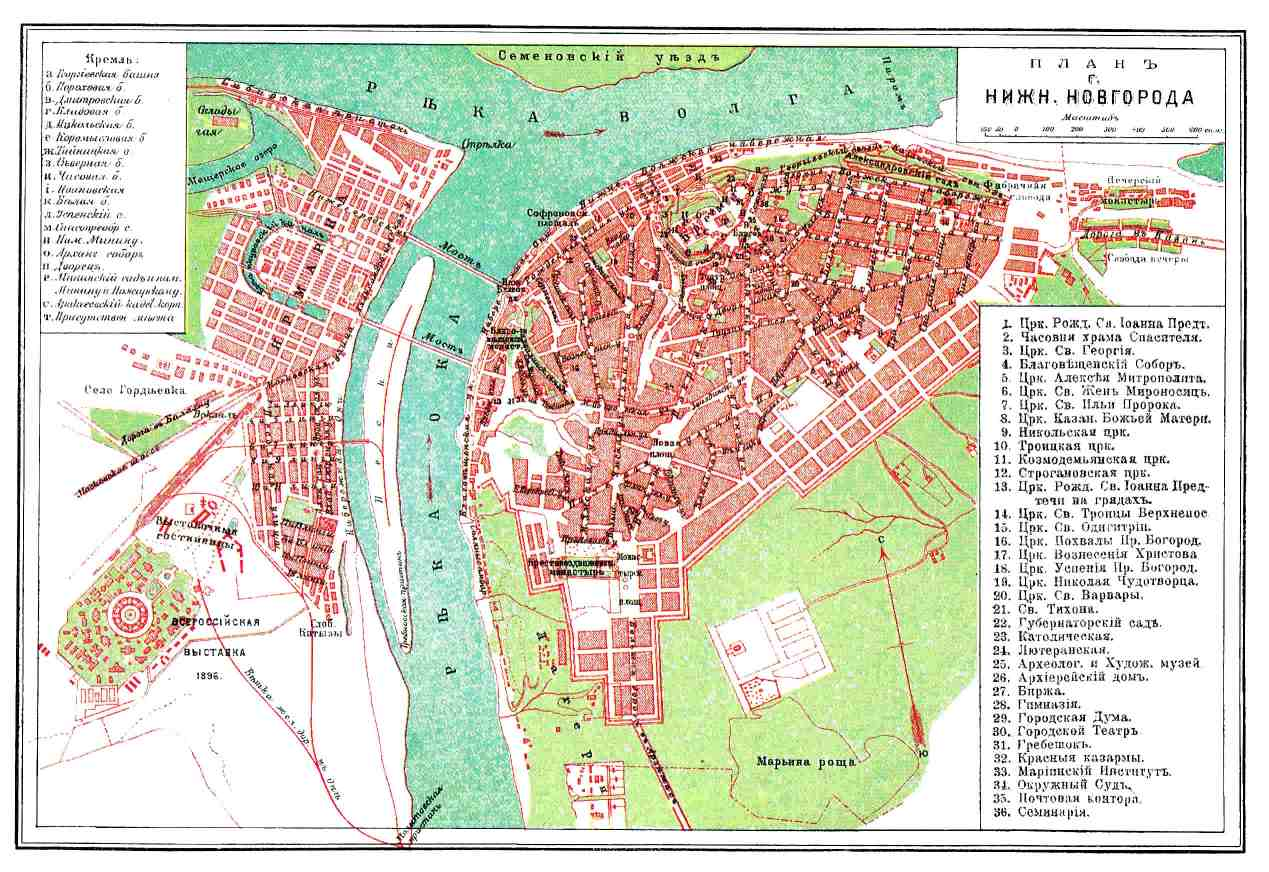
План Нижнего Новгорода в конце XIX века.

Застройка многих улиц отразила развитие капитализма в стране. Рождественская улица, оставаясь главной в городе, стала уже не столько торговым, сколько банковско-коммерческим центром. На улице были возведены: Блиновский пассаж (1878), Волжско-Камский банк (1896), банк Рукавишниковых (1908). На территории кремля застройка не велась, за исключением постройки элеватора-подъёмника (1896). Важным фактором развития города стало его становление крупным мукомольным центром. По обоим берегам Оки возникли крупные комплексы мельниц Башкировых (1876) и Дегтярёвых (1880). Композиционно преобразовывались площади города, следу приёмам эклектики: изменился силуэт Благовещенской, Троицкой, Софроновской площадей. К концу века сформировались новые площади: Московская и Ромодановская при вокзалах, Монастырская, Сенная, Острожная, Новая и Театральная.
Важным событием для архитектурного развития города стало открытие в 1896 году Всероссийской промышленно-художественной выставки, располагавшейся в заречной части, рядом с вокзалом. К её открытию были проведены трамвайные линии по Рождественской и Большой Покровской улицам, устроены два фуникулёра, на Большой Покровской построены здания гостиницы и драматического театра (арх. В. А. Шретер). К началу XX века сформировался ансамбль Благовещенской площади: реконструирована под историко-художественный музей Дмитриевская башня (1896), построены здания гостиницы «Россия» и Городской думы (1902). На Большой Покровской были выстроены крупные здания Крестьянского поземельного банка (1916, арх. Ф. О. Ливчак) и Государственного банка (1913, арх. В. А. Покровский); на Варварской — Дом трудолюбия (1903). В речной панораме добавилось несколько культовых построек: Воскресенская церковь (1886), Успенская старообрядческая церковь (1914) и мечеть (1915).
Город активно разрастался, выходя за пределы старой городской черты. За городской чертой был построен комплекс Тобольских казарм, тюрьмы, а также нового кладбища. Вблизи города намечалось строительство корпусов политехнического университета, переводимого из Варшавы. В жилой застройке распространились особняки крупных купцов, банкиров и промышленников, большинство из которых возводились в новом стиле модерн: особняк Д. Сироткина (1916, арх. братья Веснины), особняк О. Каменской (1913, арх. Б. Коршунов), особняк С. Рукавишникова (1877, арх. П. Бойцов), особняк А. В. Маркова (1905). В то же время основная часть застройки оставалась деревянной, определяя облик большинства улиц.

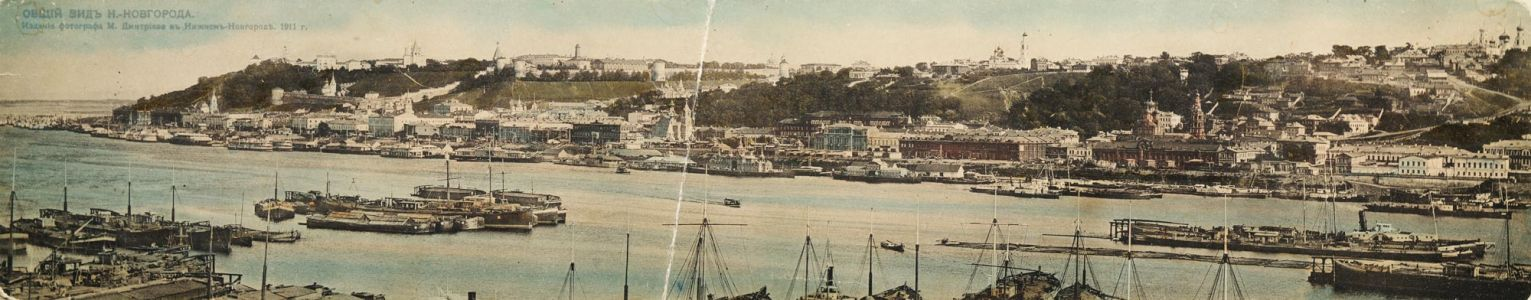
Панорама Нагорной части города. 1911 год.

### XX век. Градостроительство города Горького
После революции 1917 года и установления советской власти, последовали большие изменения в общественном строе страны, повлекшие кардинальные изменения в градостроительной деятельности. После окончания гражданской войны в России началось масштабное жилищное строительство. В Нижнем Новгороде первым градостроительным мероприятием советского времени стало строительство посёлка на Молитовских буграх в Канавине — так называемого Ленинского городка. Заложенный 1 мая 1925 года, посёлок стал первым в истории города благоустроенным рабочим посёлком из ста двухэтажных деревянных домов, с комплексной застройкой и объектами соцкультбыта.
В 1928 году был образован Большой Нижний Новгород: к городу присоединены Сормово и Канавино. Эпоха индустриализации предопределила развитие городской структуры — Нижний Новгород становился индустриальным городом-гигантом, с возведением в первую пятилетку автозавода, авиационного и машиностроительного завода, что привело к возникновению новых рабочих посёлков: Соцгорода автозавода, им. Серго Орджоникидзе, им. Калинина и др. На проектирование Соцгорода был объявлен международный конкурс, а опыт его возведения лёг в основу проектирования всех последующих соцгородов в стране.
В 1932 году Нижний Новгород был переименован в Горький. В 1933—1936 годах изменилось административно-территориальное деление города: образованы новые районы, в черту города включён Автозавод. В предвоенные годы получили развитие новые типы общественных зданий и сооружений, создана первая проектная организация «НижегородгражданНИИпроект», открыт постоянный Канавинский мост через Оку (1933). В центре города снесены многие культовые постройки, в том числе Благовещенский собор и церковь митрополита Алексия.
В 1937 году разработан генеральный план города, реализации которого помешала Великая Отечественная война. В проектировании участвовали знаменитые советские архитекторы: профессор А. П. Иваницкий, В. В. Кратюк, Н. Н. Селиванов, Н. А. Солофненко, И. Н. Ратько, Н. В. Ушаков, С. М. Готлиб и другие, а также крупные инженеры того времени Г. В. Шелейховский, Я. С. Ротенберг, Н. Я. Бурлаков. В годы войны строительство велось в незначительных размерах.
Послевоенный период характеризовался распространением малоэтажной и индивидуальной застройки, часто методом народной стройки, который зародился в Горьком в 1957 году. В историческом центре начались работы по сносу ветхой застройки и возведении на её месте жилых массивов с многоэтажными домами. Постепенно возрастает этажность — до 3—5 этажей. Застройка вытягивается вдоль главных магистралей. С возросшим объёмом строительства, в 1956 года возобновились проектно-планировочные работы, а в 1967 году разработан новый генеральный план города (Гипрогор; арх. Л. Букалова, А. Саруханян), утверждённый Советом Министров СССР. Вся территория города была разделена на функциональные зоны: промышленные, коммунально-складские, селитебные (жилые), транспортные. Районы стали делиться на микрорайоны. В 1960—1970-е годы распространился тип застройки микрорайонами и группами микрорайонов, сооружаемых индустриальным потоковым методом типового строительства. С 1964 года стали возводить 9-этажные и 14-этажные жилые дома. В этот период построены речной вокзал, новые кинотеатры, гостиницы, цирк, дворец спорта.
В 1970-е годы изменились требования к жилищному строительству. Запрещено типовое строительство в историческом центре. В 1980-е годы новое поколение горьковских архитекторов стало уделять всё больше внимания возрождению традиций местного зодчества.

### Конец XX — начало XXI вв. Современный период
Основным направлением градостроительства в Нижнем Новгороде в конце XX века стали работы по реконструкции исторического центра города, сохранившего радиально-полукольцевую планировочную структуру, с преобладанием застройки XIX века. Прекратился натиск многоэтажных и панельных домов на историческую застройку. Новое строительство стало осуществляться на средства частных заказчиков. В 1990-х годах, после законодательного запрета на строительство панельных и многоэтажных домов в границах исторического центра, начались процессы по выборочной реконструкции и выборочный снос ветхих зданий. Новая застройка располагалась внутри кварталов, за счёт сноса сараев и хозяйственных строений, что помогало сохранить исторический фронт улиц и кварталов. Параллельно шёл процесс уплотнения застройки первых микрорайонов 1960—1970-х годов вне центра города.
В 1999 году был принят новый генеральный план города, разработанный ГлавУАГ и отделом генпланов НижегородгражданНИИпроекта. Новая редакция генплана города до 2030 года, разработанная ГУП НИиПИ генплана г. Москвы в 2011 году, относила к индивидуальным особенностям города: природную ситуацию, своеобразие ландшафта, особенности исторического развития, планировочной структуры, пространственной организации застройки. К проведению чемпионата мира по футболу 2018 года в Нижнем Новгороде было положено начало формированию нового благоустройства: реконструкции Нижневолжской набережной, улицы Большой Покровской и Стрелки.
К современным проблемам городской среды Нижнего Новгорода относят: снос исторических памятников, в особенности — исчезновение деревянной застройки; разрозненность городской территории, поделённой Окой на две части, вызывающее необходимость преобразования транспортной системы, инженерной и социальной инфраструктуры.

## Деревянное зодчество
Русское деревянное зодчество в Нижнем Новгороде за века своего существования прошло те же стадии эволюции, что и архитектура всей России. Каждый этап был подвержен влиянию господствовавшего в ту пору стиля. До градостроительных преобразований 80-х годов XVIII века в Нижнем Новгороде преобладала деревянная застройка, следовавшая как древним прообразам (ставились трёхчастные избы с самцовыми бревенными под конёк торцами, украшенными прилечинами и резными охлупеневыми брёвнами), так и новым веяниям: возводились новые типы домов — деревянные на каменных фундаментах (или полуэтажах) с колонными портиками (или пилястрами) на главных фасадах и высокими (колпаком) шатровыми четырёхскатными кровлями, в которых по традиции располагались светлицы женской половины семьи (как пример, дома по ул. Ульянова, 8 и Б. Покровской, 21).
В период классицизма, архитектор Я. А. Ананьев создал для города несколько типовых проектов деревянных домов. Для состоятельных людей и чиновников возводились дома на каменном цоколе, строгие в объёмно-пространственном решении, определяющую роль в оформлении которых играл ордер — чаще всего колонные портики главного входа (дом по ул. Ульянова, 10а). Для купцов и промышленников возводились дома на каменном фундаменте или служебном полуэтаже, с мезонином, но без колонн и пилястр на фасаде (дома по ул. Ильинской, 98 и 112, ул. Б. Покровской, 44).
После издания в 1809—1812 годах образцовых фасадов в массовой деревянной застройке Нижнего Новгорода колонные портики и пилястры на парадных фасадах стали обязательными. Дома стали штукатурить и окрашивать в пастельные тона, элементы декора — белым (дома по ул. Варварской, 8 и 27, на Ошарской площади, 36). Повторение форм придавало застройке ансамблевость. На окраинах города застройка сохраняла связь с традициями русского деревенского деревянного зодчества. В Печёрской слободе, вдоль древней дороги из Балахны в город у Сормовского завода, в районе Всесвятского кладбища вплоть до середины XIX века строились дома, обильно украшенные с торцов глухой резьбой, с широкими лобовыми досками.
Ярким представителем деревянной застройки Нижнего Новгорода стал дом П. Климова по Б. Печёрской, 35 (1870—1871), построенный по проекту Р. Я. Килевейна, помощника архитектора Л. В. Даля, изучавшего древние памятники Поволжья и оказавшего большое влияние на своего ассистента.
После признания в России и за рубежом работ И. Н. Петрова-Ропета в деревянном стиле с пропильной в убранстве резьбой (Соляной городок в Санкт-Петербурге, 1877; Русский павильон на Всемирной выставке в Париже, 1878), подобным образом стали украшать дома и в Нижнем Новгороде: дом Алелекова на Архангельской улице (1885, арх. Н. Григорьев), Чайный павильон в Кремле (1906, арх. Н. и. Хинский), Коммерческий клуб на Откосе (1908, арх. П. П. Малиновский). С приходом в архитектуру модерна, этот стиль распространился и на деревянную застройку. Ведущий мастер модерна начала XX века С. А. Левков возвел в городе: дом М. Н. Абрамовой (1905), дом Н. Ф. Скворцовой (1907), лавки Н. С. Бузина (1908), службы П. И. Платоновой (1910).
После того, как мода на модерн стремительно закончилась, в Нижнем Новгороде продолжили возводить значительное число деревянных зданий, формы и убранство которых заимствовались из древнерусской архитектуры с применением килевидных кокошниковых кровель и наличников, кубоватых столбов опор крылец с гирьками, как, например, дом Н. И. Ремезова на Гребешке (1912, арх. К. Назаров).

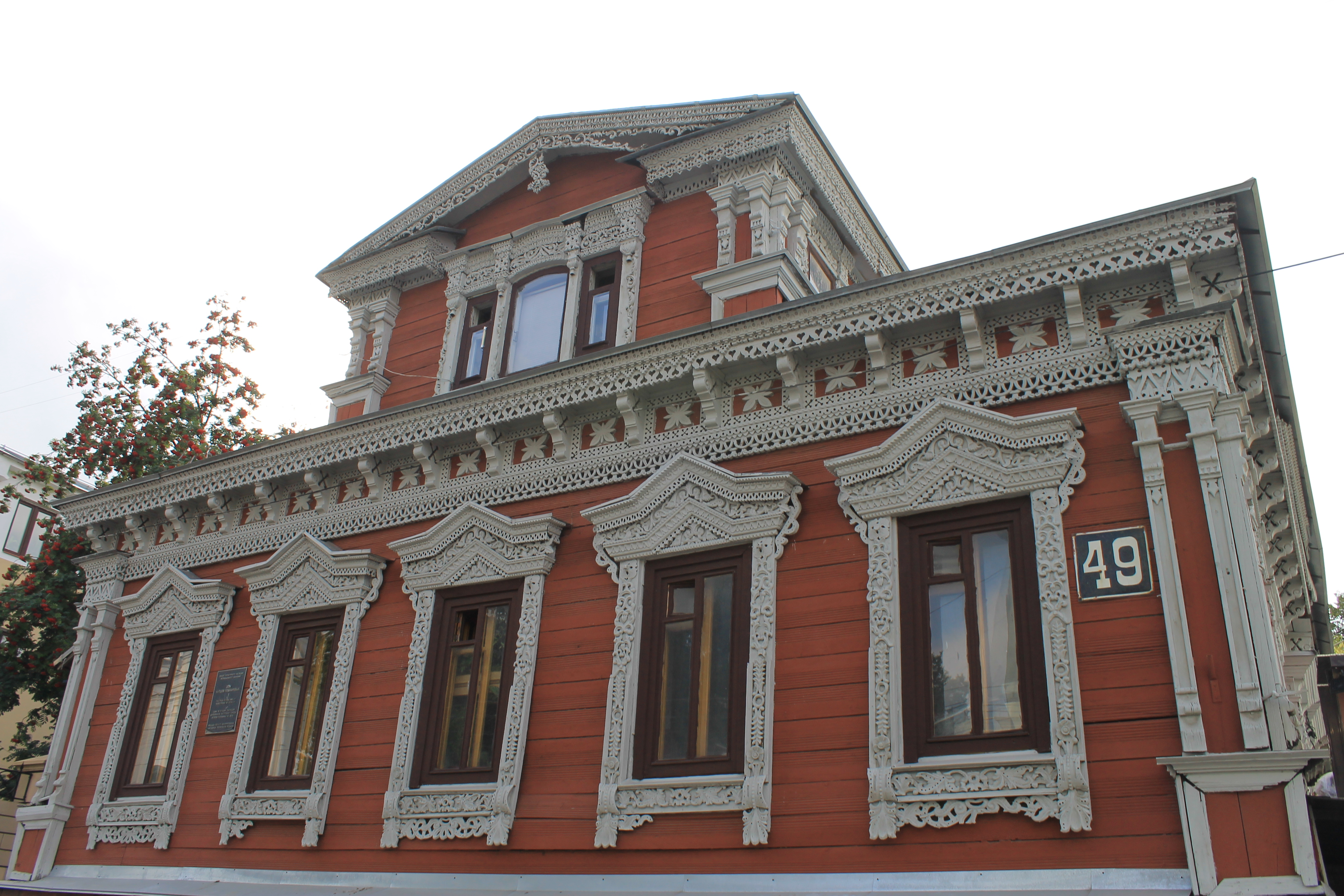
Особняк наследников купца Лошкарёва
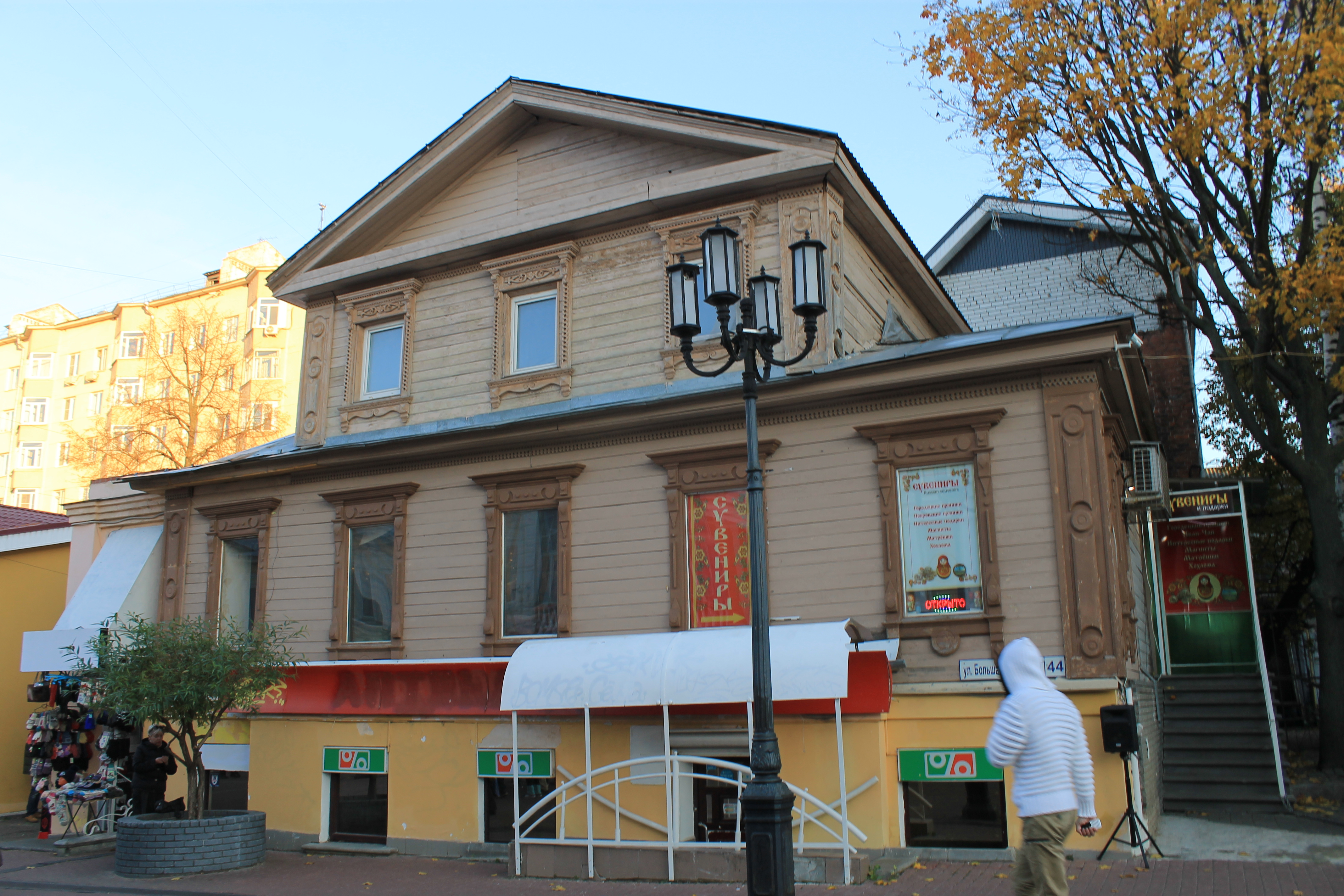
Флигель дома М. Катанской
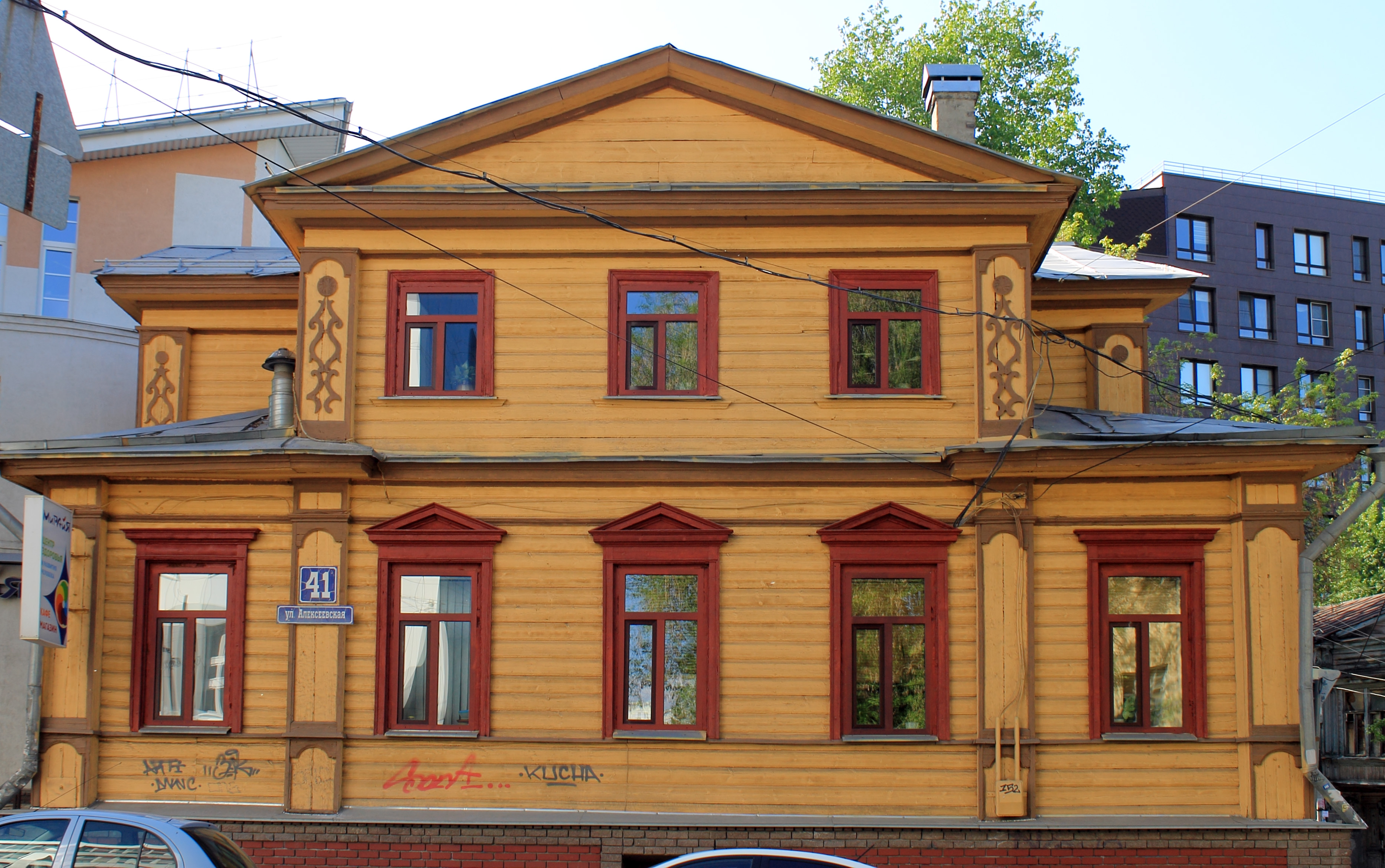
Дом Е. Добролюбовой
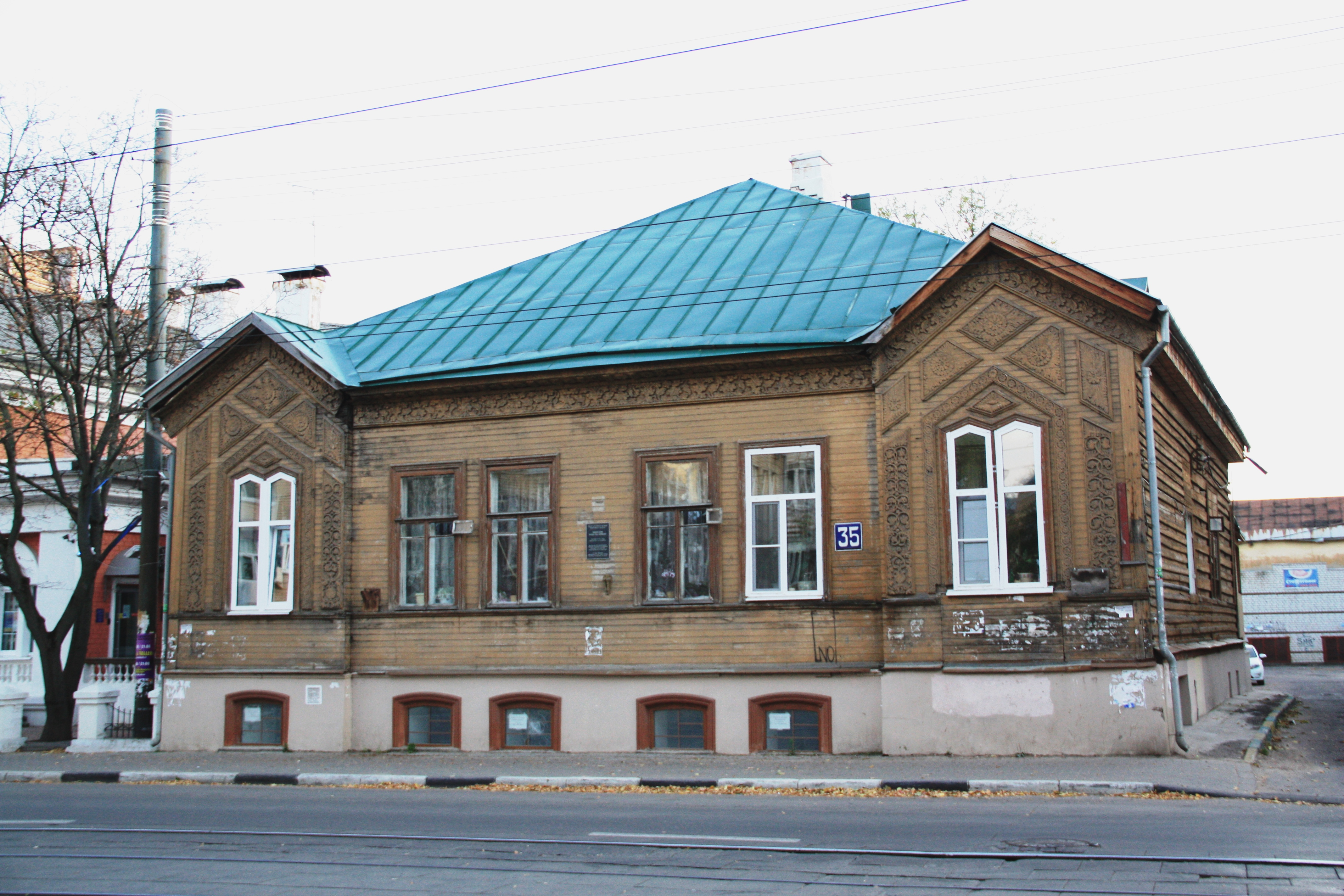
Дом П. Д. Климова
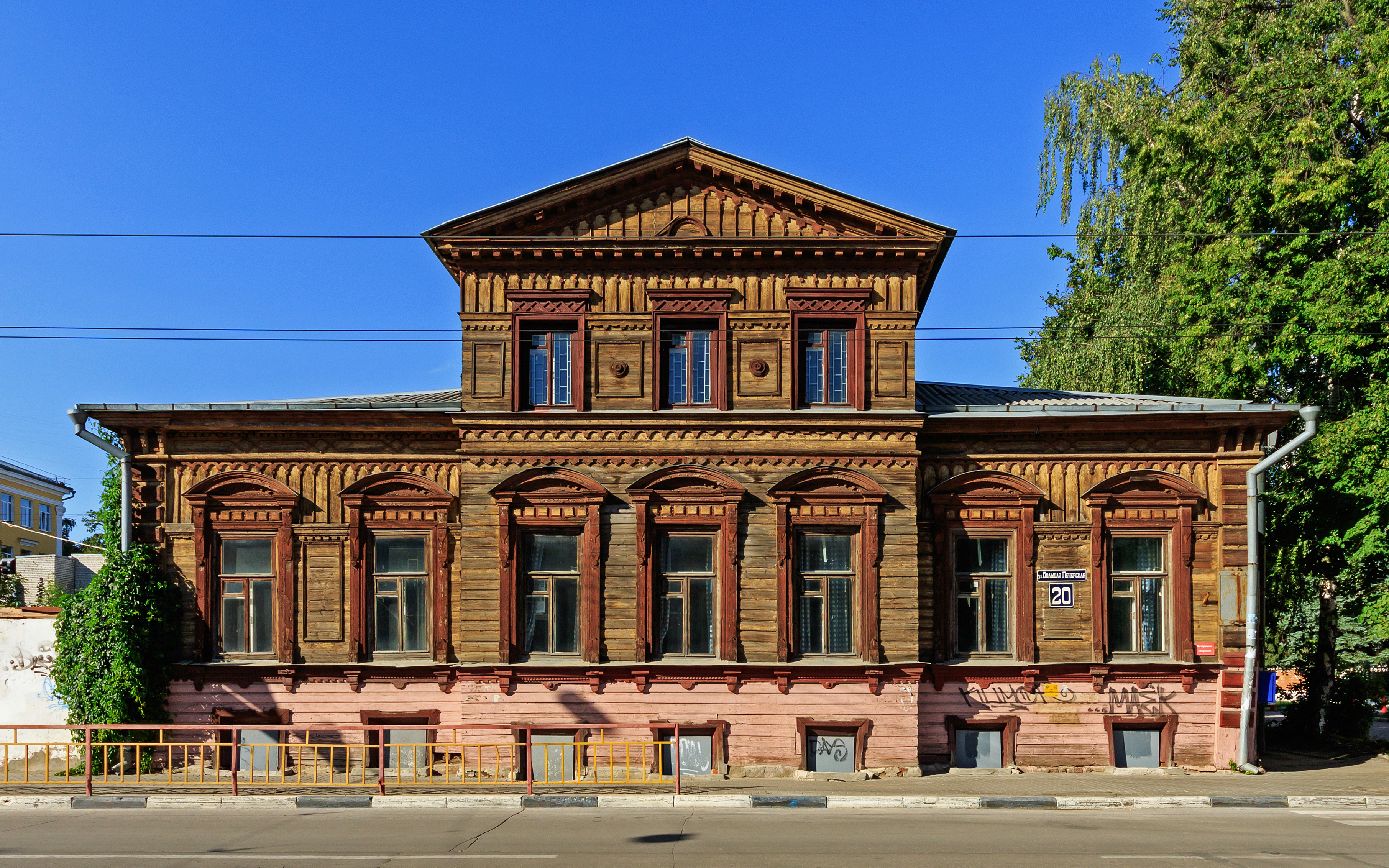
Усадьба Неустроевых — Башкирова

## Средневековая архитектура

### Постройки владимиро-суздальской школы
В начале XIII века в Нижегородском кремле были возведены два белокаменных собора с богатым резным убранством по образу и подобию храмов Владимиро-Суздальского княжества: Спасский и Михайло-Архангельский. Спасский собор в течение XIV века являлся главным городским кафедральным храмом; Михайло-Архангельский — великокняжеским домовым и храмом-усыпальницей княжеской семьи. Вокруг культовых построек располагались деревянные великокняжеский дворец, дворы епископа, бояр, служилых людей и посадских.
Михайло-Архангельский собор — древнейший каменный храм Нижнего Новгорода. В 1221 году был срублен деревянный, а в 1227 возведён белокаменный, убранный в резь по образу храмов Владимиро-Суздальской земли. Был перестроен в 1359 году, а к началу XVII века обветшал и был заброшен. На его месте в 1628—1631 годах зодчими Лаврентием и Антипой Семёновыми-Возоулиными было выстроено новое здание храма в шатровом стиле. Академик С. В. Заграевский относил собор к русской романике — архитектурному стилю Северо-Восточной Руси, ряд особенностей которой, по мнению специалистов, обусловлен влиянием западноевропейской романской архитектуры.

### Крепостное зодчество

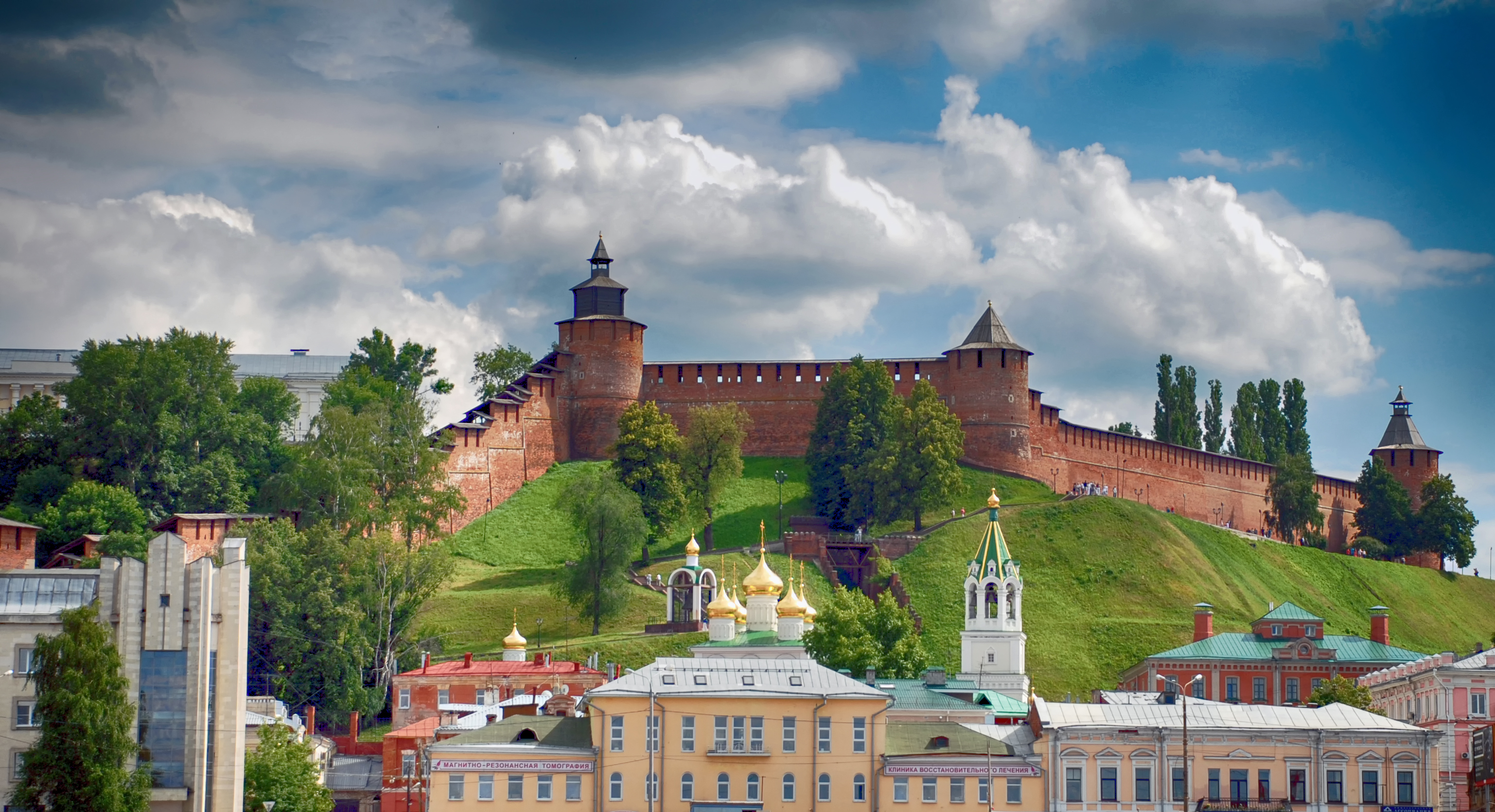
Нижегородский кремль.

Одним из важнейших памятников крепостного зодчества Русского государства в Нижнем Новгороде является Нижегородский кремль. В целях укрепления обороны города, в 1508 году для сооружения нового каменного кремля прибыли венецианские мастера Пьетро Франческо и Займонтане. В течение нескольких месяцев они изучали грунт, а с весны 1509 года началось строительство, завершившееся в 1511 году. Возведённый Нижегородский кремль — выдающийся образец инженерно-фортификационного искусства. За всё время существования крепости, её не смогли захватить ни разу, хотя она осаждалась множество раз: в период правления Ивана IV Нижний Новгород имел стратегическое значение как главный сторожевой пункт на Волге во время борьбы с Казанских ханством. Первоначально кремль имел форму замкнутого многоугольника с 13 башнями. Все они были трёхъярусными в «три боя». Лишённый декоративных деталей, лаконичный и монументальный, Нижегородский кремль имел неповторимый, чисто русский характер, особенно благодаря деревянным кровлям на стенах и башнях.

### Шатровая архитектура
В XVI веке на смену крестово-купольному построению храмов пришло уникальное русское изобретение, не имеющее аналогов в архитектуре других стран: шатёр — завершение храма в виде многогранной пирамиды. Появление шатровых храмов связано с подъёмом национального самосознания, отражением силы и гордости нации, избавившейся от монголо-татарского ига. Возникновение каменных столпообразных храмов объяснялось также развитием крепостного зодчества, успехами строительного дела на предыдущем этапе. Крепостные башни, высокие дозорные вышки, столпообразные колокольни подготовили техническую базу для сооружения шатров в камне.
В памятниках Нижнего Новгорода XVII века представлены все этапы развития русской шатровой архитектуры, вплоть до того, как строительство шатров было запрещено церковным собором 1654 года. Архангельский собор в Нижегородском кремле представлял собой классический образец сооружения, где шатёр открыт на всю свою высоту в интерьер церкви. Схожее объёмно-пространственное решение имела и Ефимьевская церковь Печёрского монастыря (1645). Шатёр, завершавший Успенскую церковь Печёрского монастыря (1648), уже утратил свою конструктивную роль, так как внутреннее пространство храма было перекрыто сомкнутым сводом. Подобный же замысел был воплощён в Успенской церкви Благовещенского монастыря с её двухшатровым завершением.
Архангельский собор, самый значительный памятник нижегородской шатровой архитектуры, был возведён в 1628—1631 годах. Когда перед зодчими Лаврентием и Антипом Возоулиными была поставлена задача построить его как памятник победе Нижегородского ополчения 1612 года, они выбрали глубоко национальный шатровый стиль. Архитекторы воссоздали в образе собора величественный образ шатрового храма, созданный в русской архитектуре XVI столетия, типичный для сооружений мемориального характера.

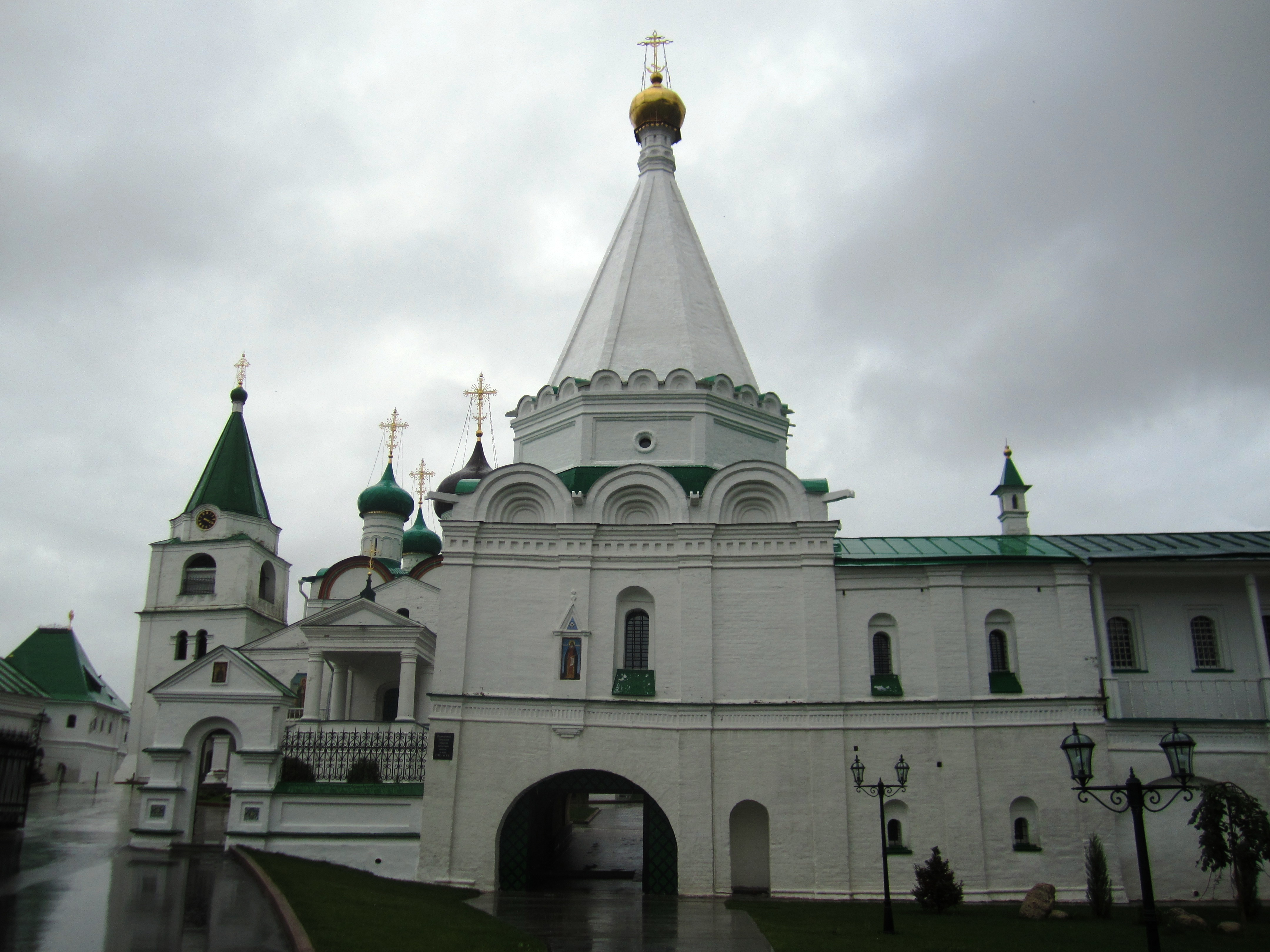
Ефимьевская церковь Печёрского монастыря
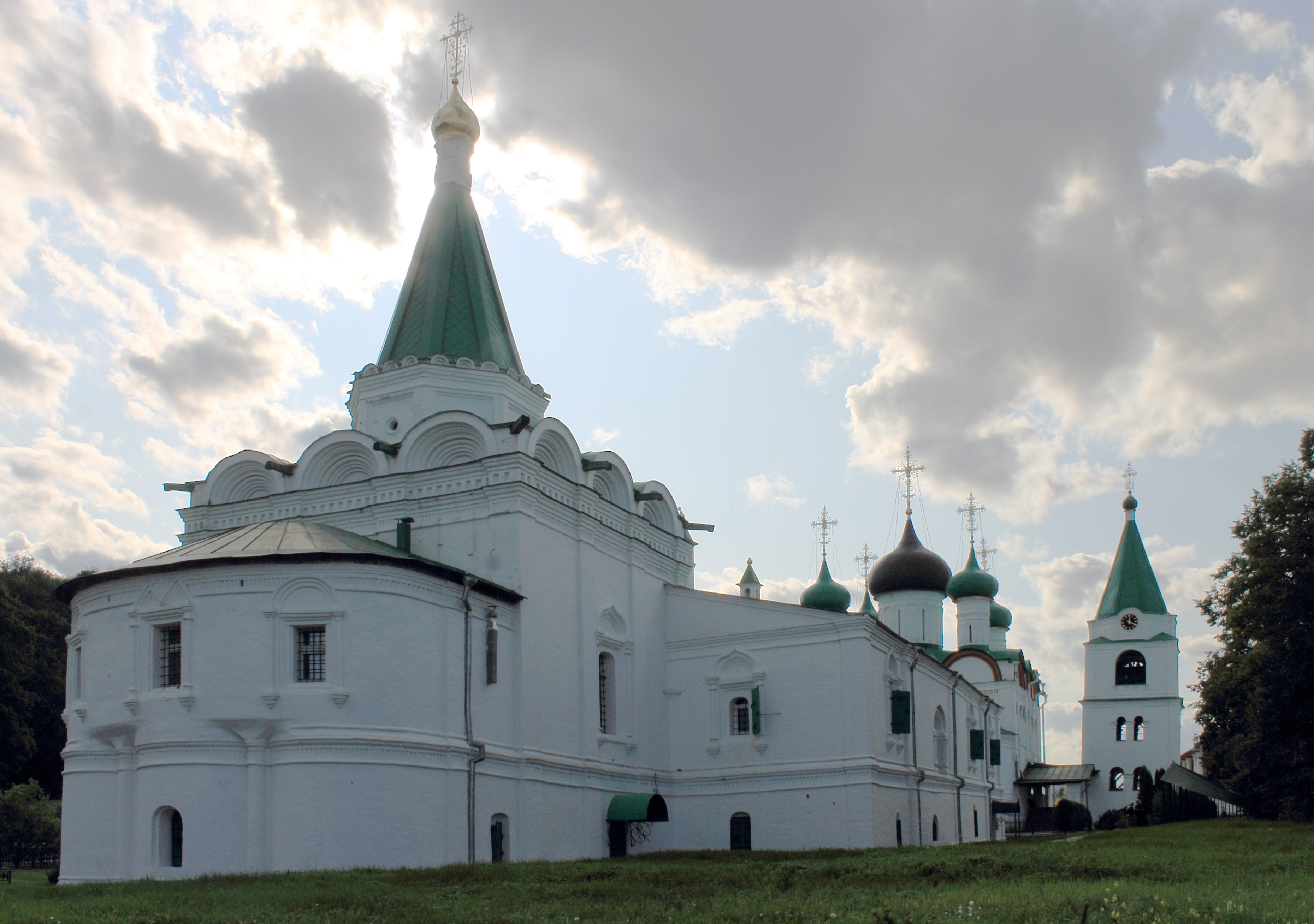
Успенская церковь Печёрского монастыря
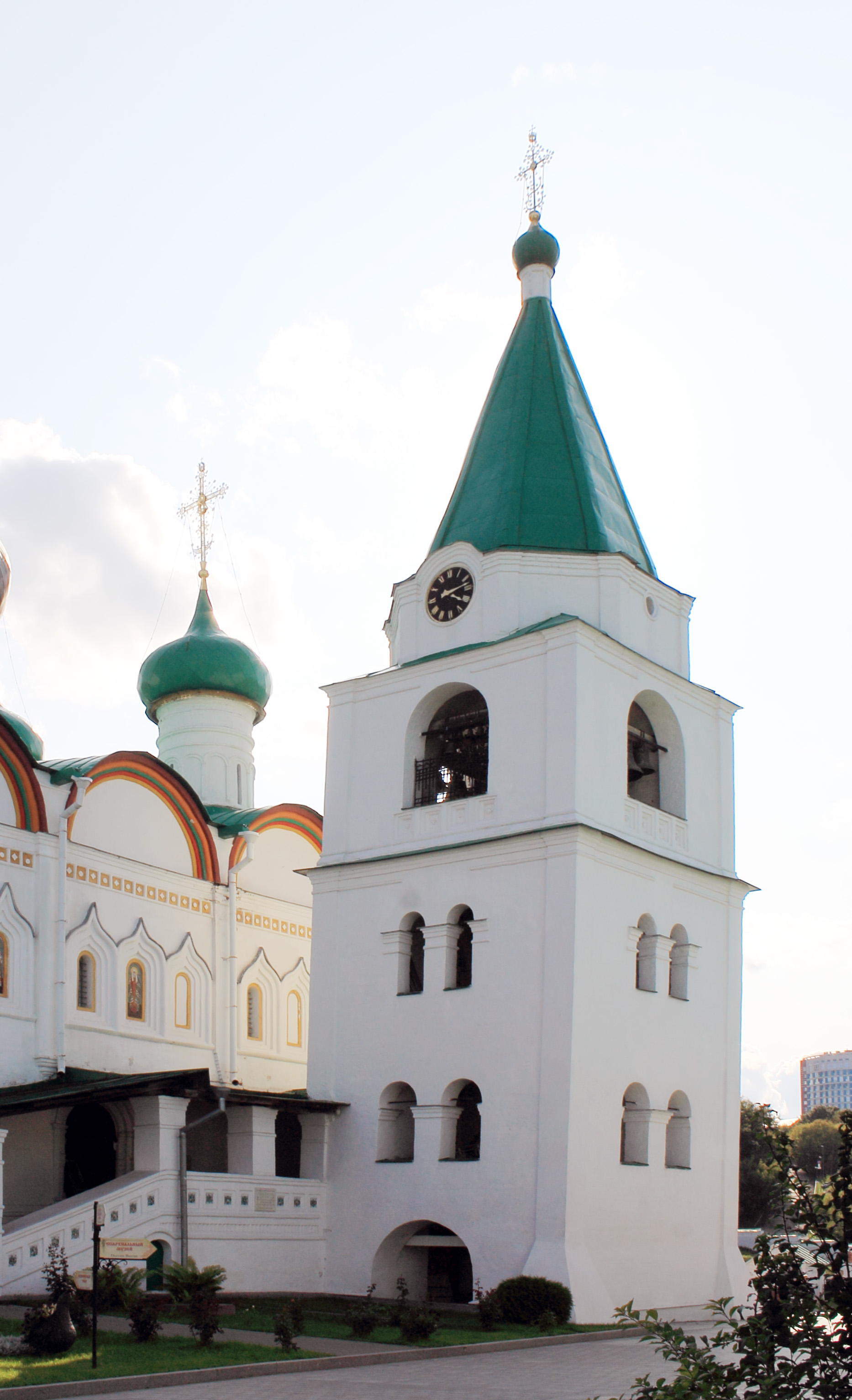
Колокольня Печёрского монастыря
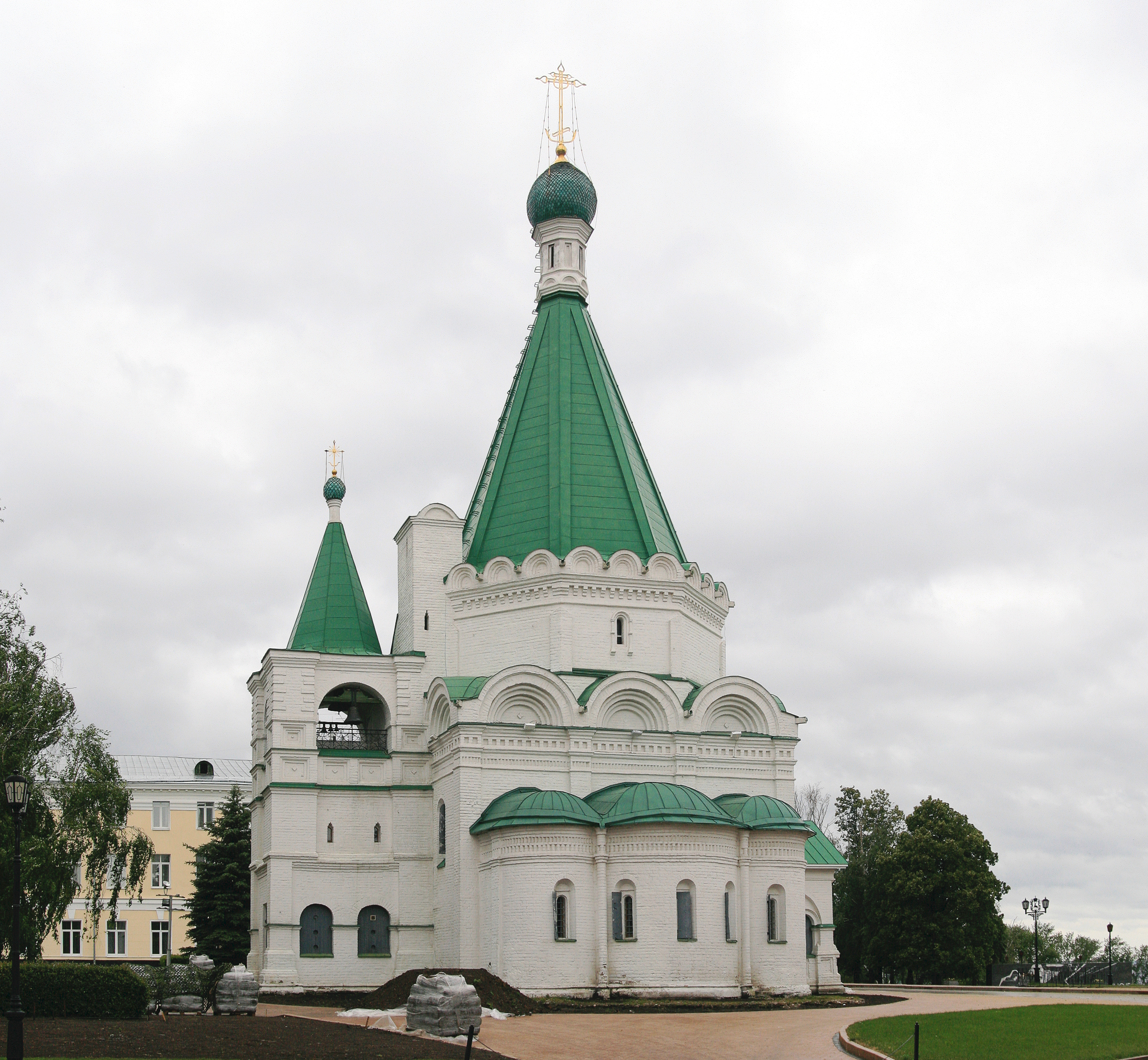
Собор Михаила Архангела
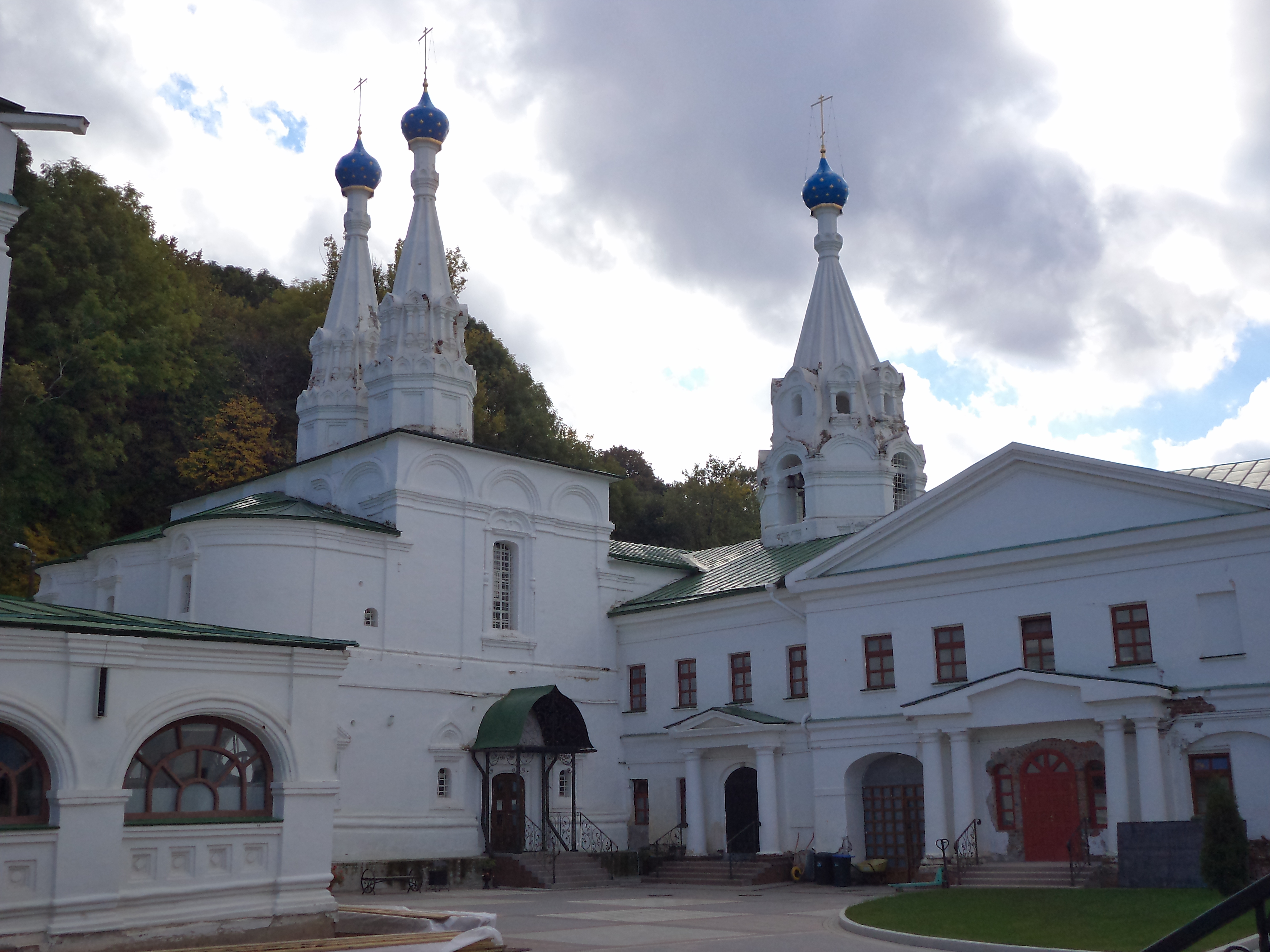
Успенская церковь Благовещенского монастыря

### Каменное посадское зодчество XVII века
С середины XVII века предпринимаются меры к переходу в городах к каменному строительству, чтобы уменьшить опасность пожаров, уничтожавших иногда кварталы, районы, а порой и целые города. На государственном уровне возникают требования строить здания из кирпича, составляются образцовые проекты и даже строятся здания «в пример». Для уменьшения стоимости и большей доступности жителям рекомендуют строить мазанки или обкладывать каркас сырцовым кирпичом. Всё это способствовало развитию в конце XVII века каменного частновладельческого строительства. Кирпичные палаты возводятся не только в столице, Новгороде и Пскове, но и в торговых приволжских городах. Из-за экономичности и простоты распространилась четырёхчастная схема плана дома. Классическим примером четырёхчастного дома стала старая часть дома Пушниковых в Нижнем Новгороде.
В 1621 году была построена каменная мытная изба на Верхнем посаде (Мытный рынок). В 1877 году здание разобрали на кирпич. В 1676 году были возведены палаты А. Ф. Олисова, управляющего государственными рыбными и соляными астраханско-яицкими промыслами. Палаты вместе с Успенской церковью составляют ансамбль посадской застройки Нижнего Новгорода XVII века. Ярким примером застройки богатого Нижегородского посада стал так называемый Дом Петра I, возведённый в XVII веке.

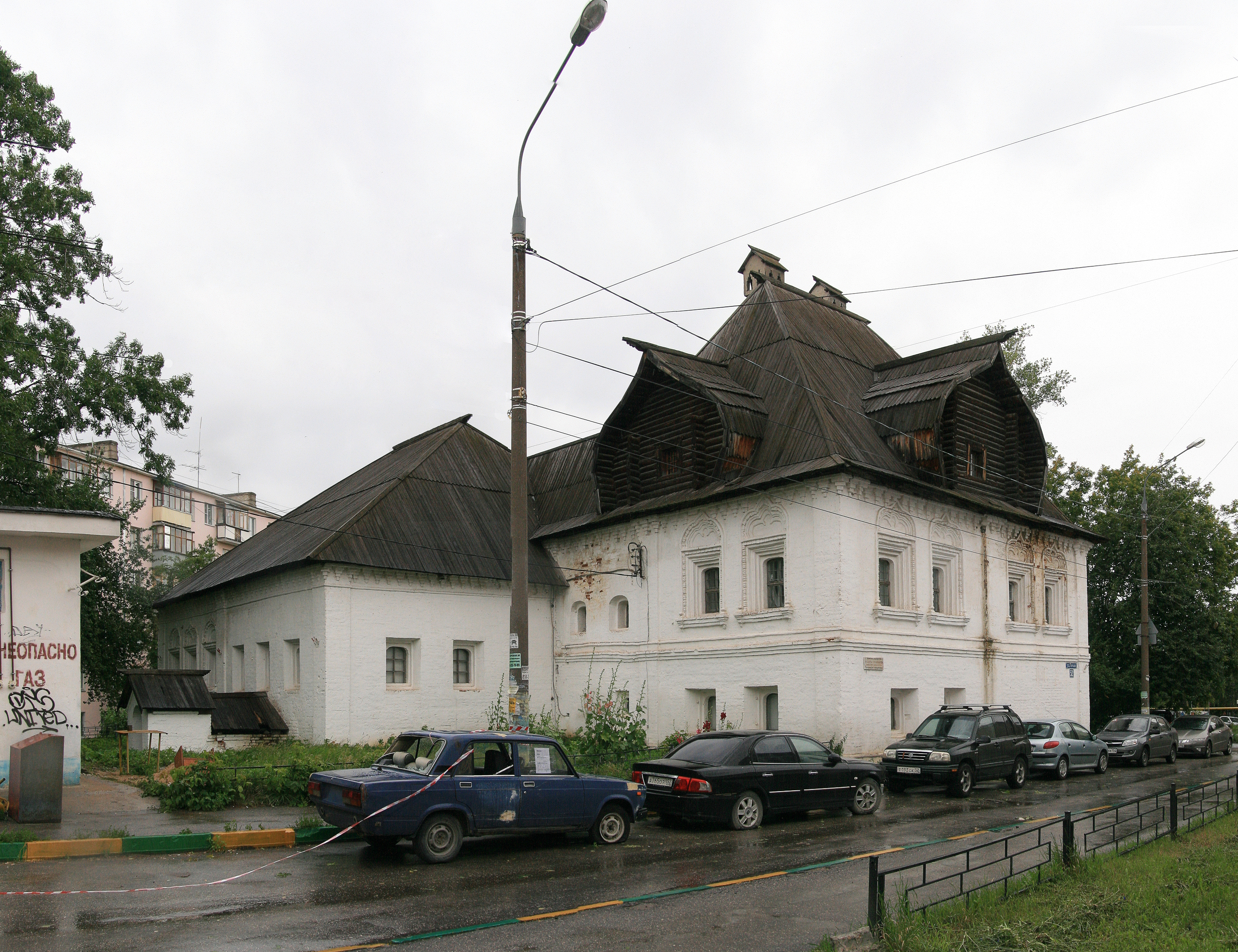
Палаты Пушниковых
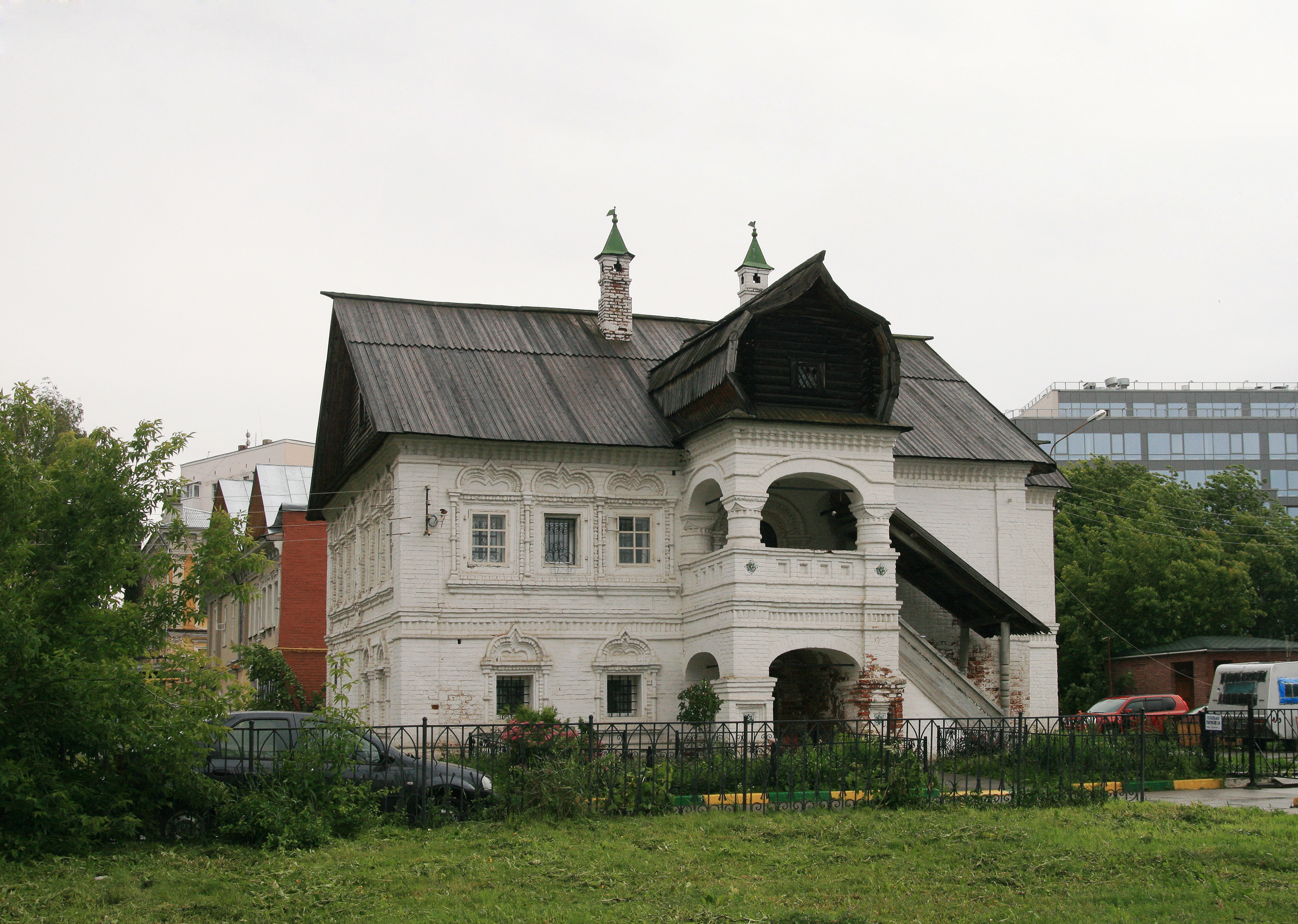
Палаты Олисова
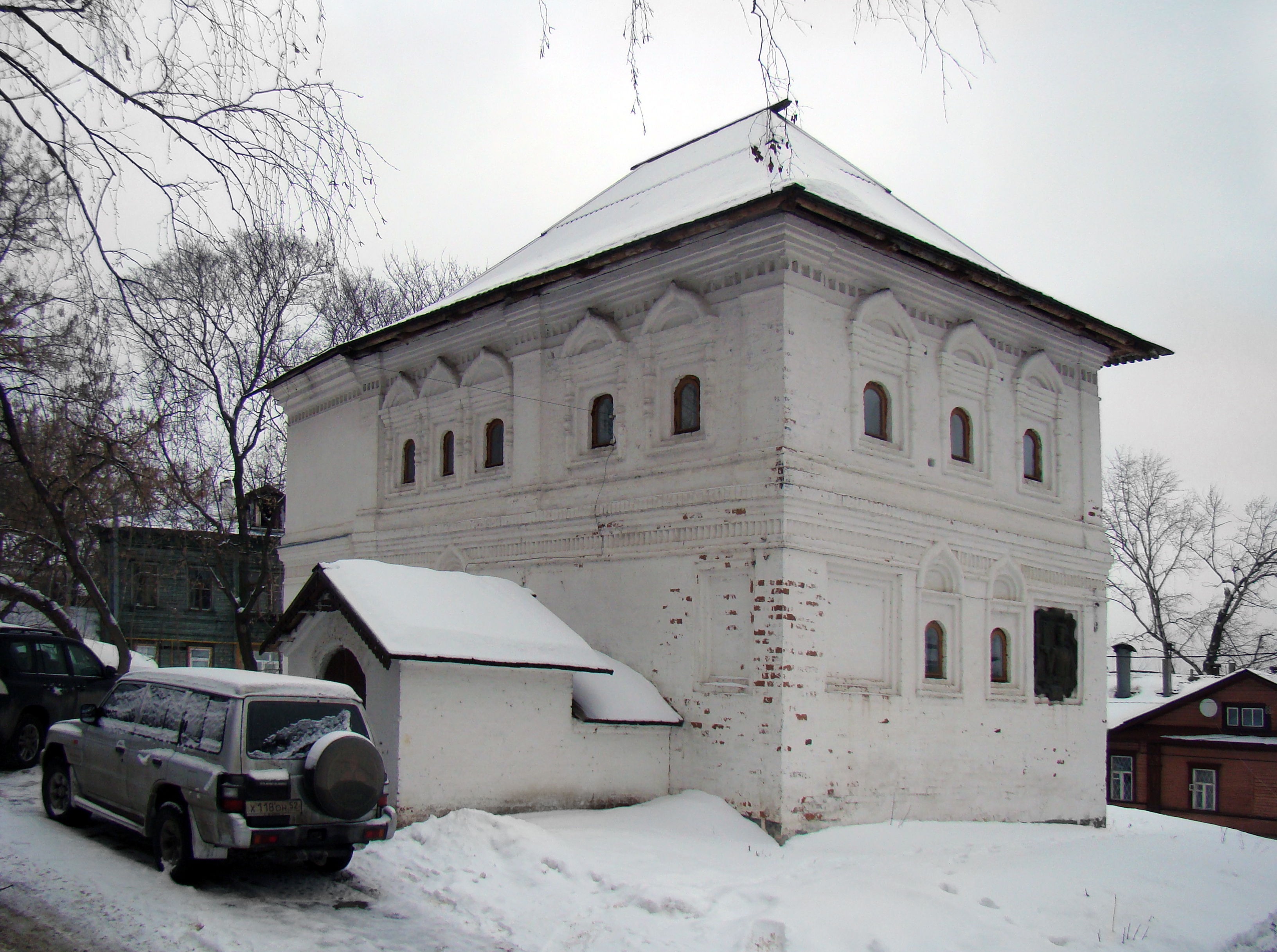
Дом Петра I (Палаты Чатыгина)

### Нарышкинский стиль
Петровскому барокко в России предшествовал нарышкинский стиль (устаревшее название — московское барокко) — переходный период от русского узорочья к полноценному барокко, с удержанием многих конструктивных элементов древнерусской архитектуры. Шедшие в столице архитектурные процессы не нашли существенного отражения в постройках Нижнего Новгорода. Довольно многочисленные каменные здания этого периода — жилые, общественные или культовые — строились или в характере архитектуры XVII века, или в своеобразном новаторском стиле, соединявшем старорусские традиции с классическим ордерами или их отдельными элементами. Общей чертой городской архитектуры стала привязанность к яркой многоцветности в отделке, к применению белокаменной резьбы и блестящих глазурованных изразцов. Нижегородской архитектуре конца XVII — начала XVIII веков, с её разнохарактерными по форме, разнообразными по цвету и материалам сооружениями, были свойственны ярко выраженные жизнеутверждающее начало, красочность, пластичность, что кардинально отличало её от суровой строгости монументального зодчества средневековой Руси. Наиболее сильно эти течения были выражены в постройках так называемого строгановского стиля — в церквях Смоленской Богоматери в Гордеевке (1697) и Рождественской (1719). Ярким памятником нарышкинского стиля стала утраченная в советское время Георгиевская церковь (1702), отстроенная нижегородским купцом А. А. Пушниковым. Храм был примечателен благодаря своей архитектуре: церковь состояла из четырёх ярусов (на двух четырёхугольниках два восьмигранника, переходившие в подглавную «шейку»), была украшена мелким орнаментом белого камня, имитирующим кружево. В здании соединились несколько архитектурных направлений своего времени: петровское барокко, нарышкинское барокко и флорентийские мотивы.

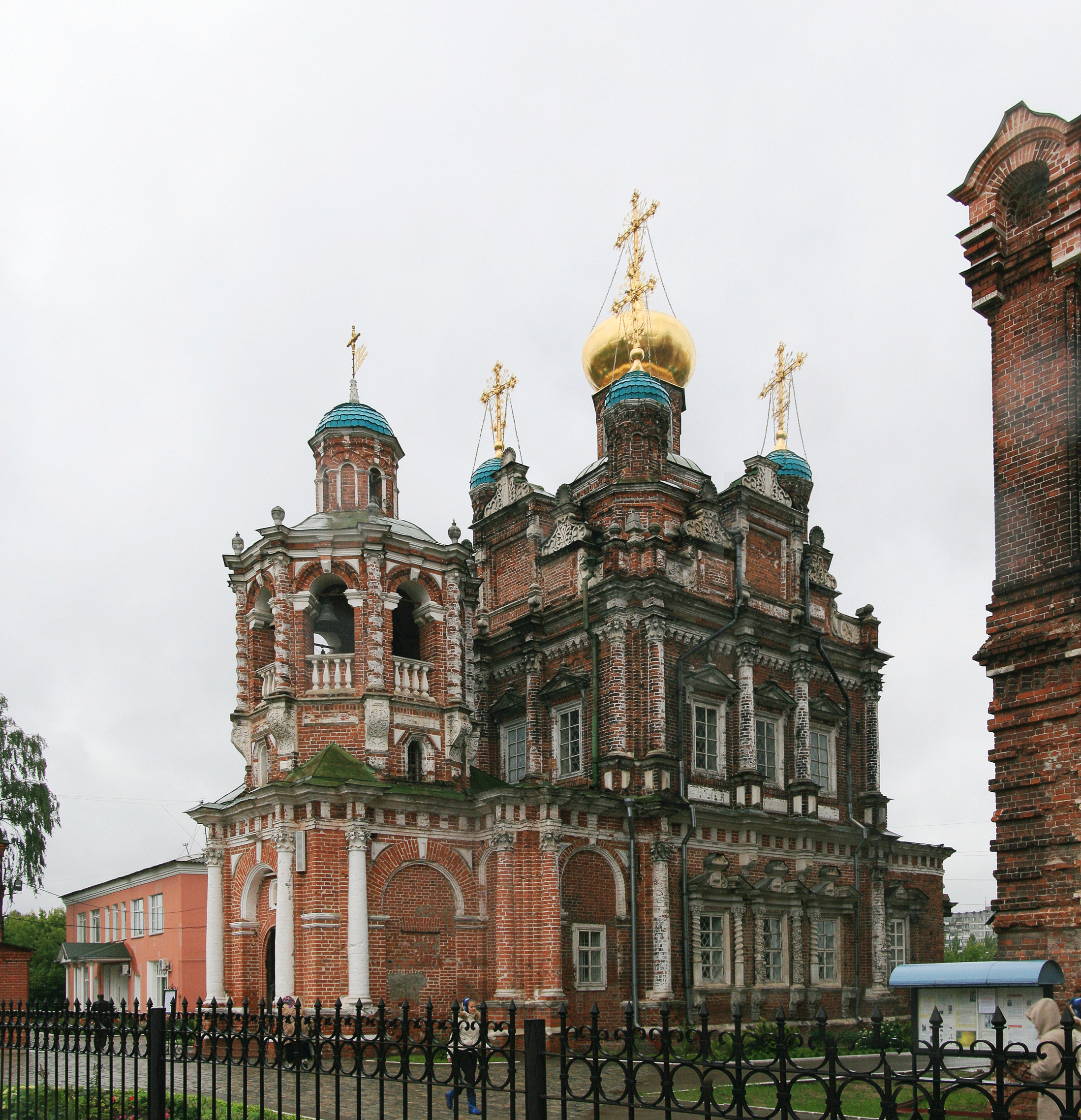
Церковь Смоленской Богоматери в Гордеевке
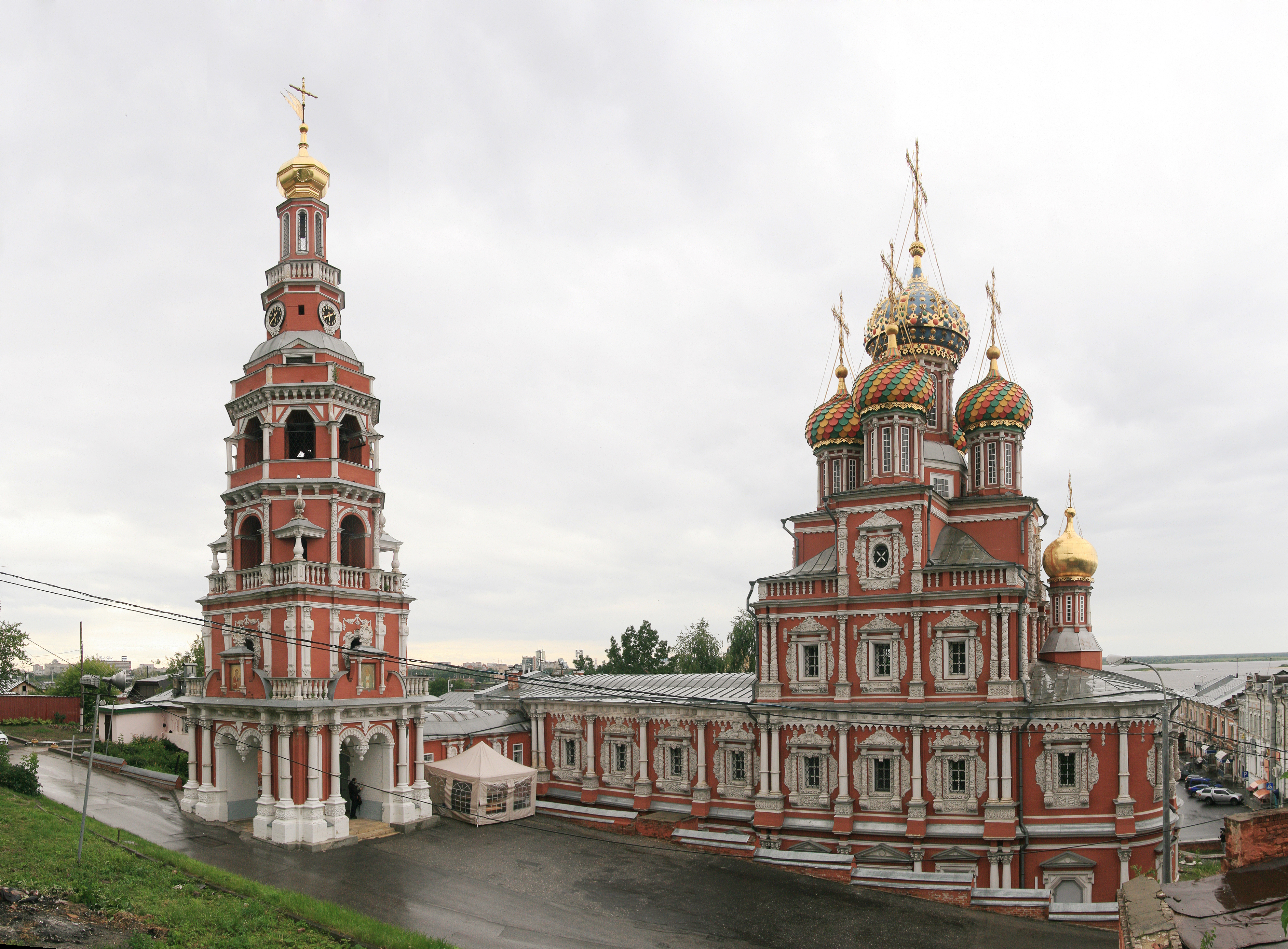
Рождественская церковь
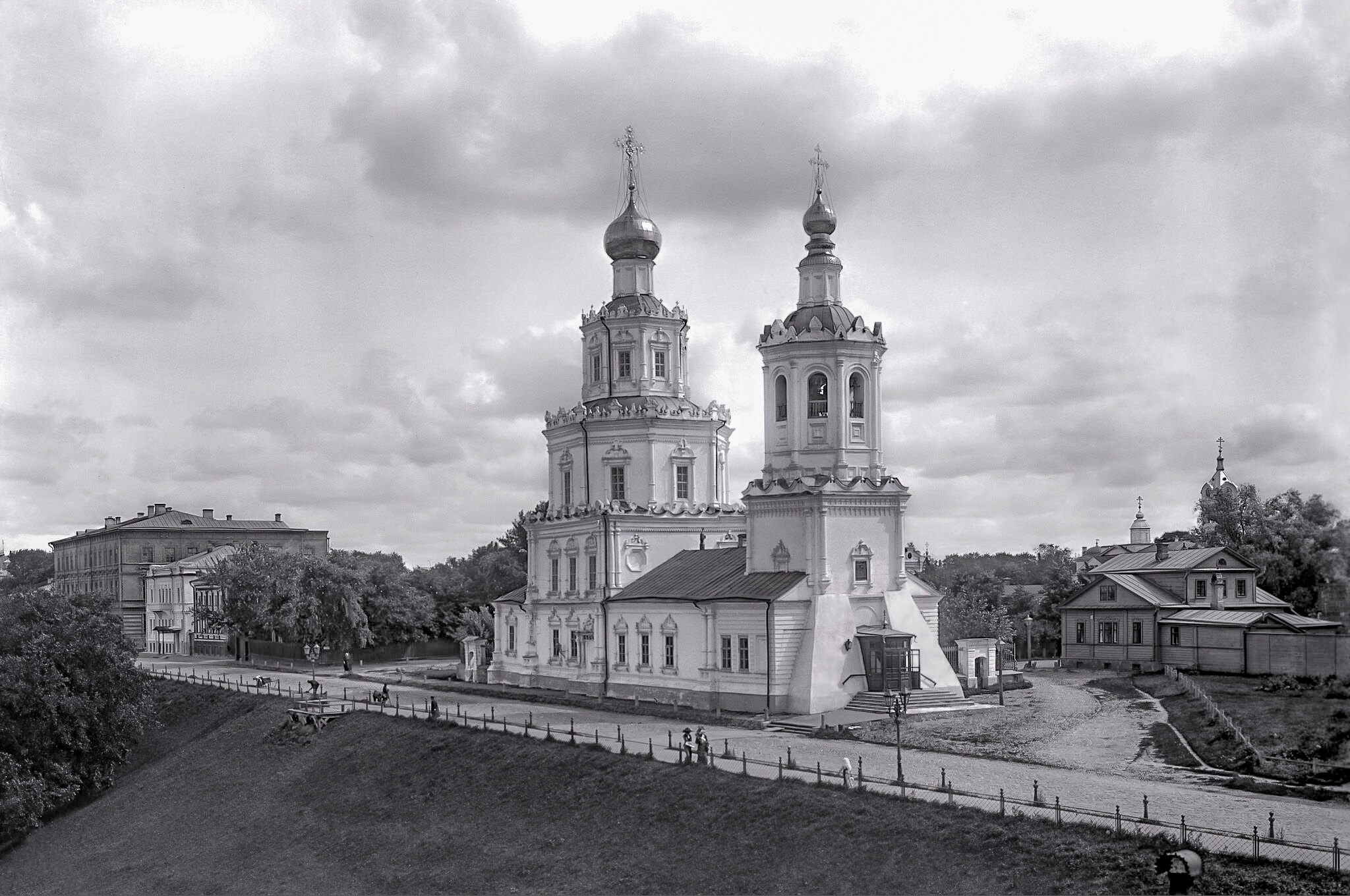
Георгиевская церковь

## Архитектура Нового времени

### Классическая архитектура

#### Русское барокко
На рубеже XVII—XVIII веков в архитектуре России произошли большие перемены, связанные с деятельностью Петра I. Годы его правления привнесли прогрессивные веяния в русское зодчество. Во время своего путешествия в Европу (1697—1698) молодой царь наблюдал отличную от отечественной архитектуру: основным стилем зодчества в посещённых им странах было барокко. Приглашённые в Россию иностранные зодчие Д. Трезини, Д. Фонтана, Г. Шедель, А. Шлютер, Ж. Леблон помогали в распространении нового архитектурного течения. Так называемому петровскому барокко были присущи основные черты западного барокко: пластичность объёма, ордерная система, симметрия, сложная композиция, разорванные и криволинейные фронтоны, декоративная скульптура, руст на углах здания и волюты. Памятником архитектуры середины XVIII века стала Похвалинская церковь (1737—1749), первоначальный облик которой был исполнен в традиции барочной архитектуры: трёхапсидный алтарь, основной объём, трапезная и колокольня располагались по линии восток-запад. Основной объём представлял собой четверик с поставленными на него двумя восьмериками, завершавшиеся луковичной главой на барабане. Придел Александра Невского имел аналогичное завершение. Колокольня завершалась шатром. Нехарактерным для того времени было аскетичное наружное убранство. Единственный сохранившийся в городе памятник позднего русского барокко конца XVIII века — Всесвятская церковь (1776—1782).

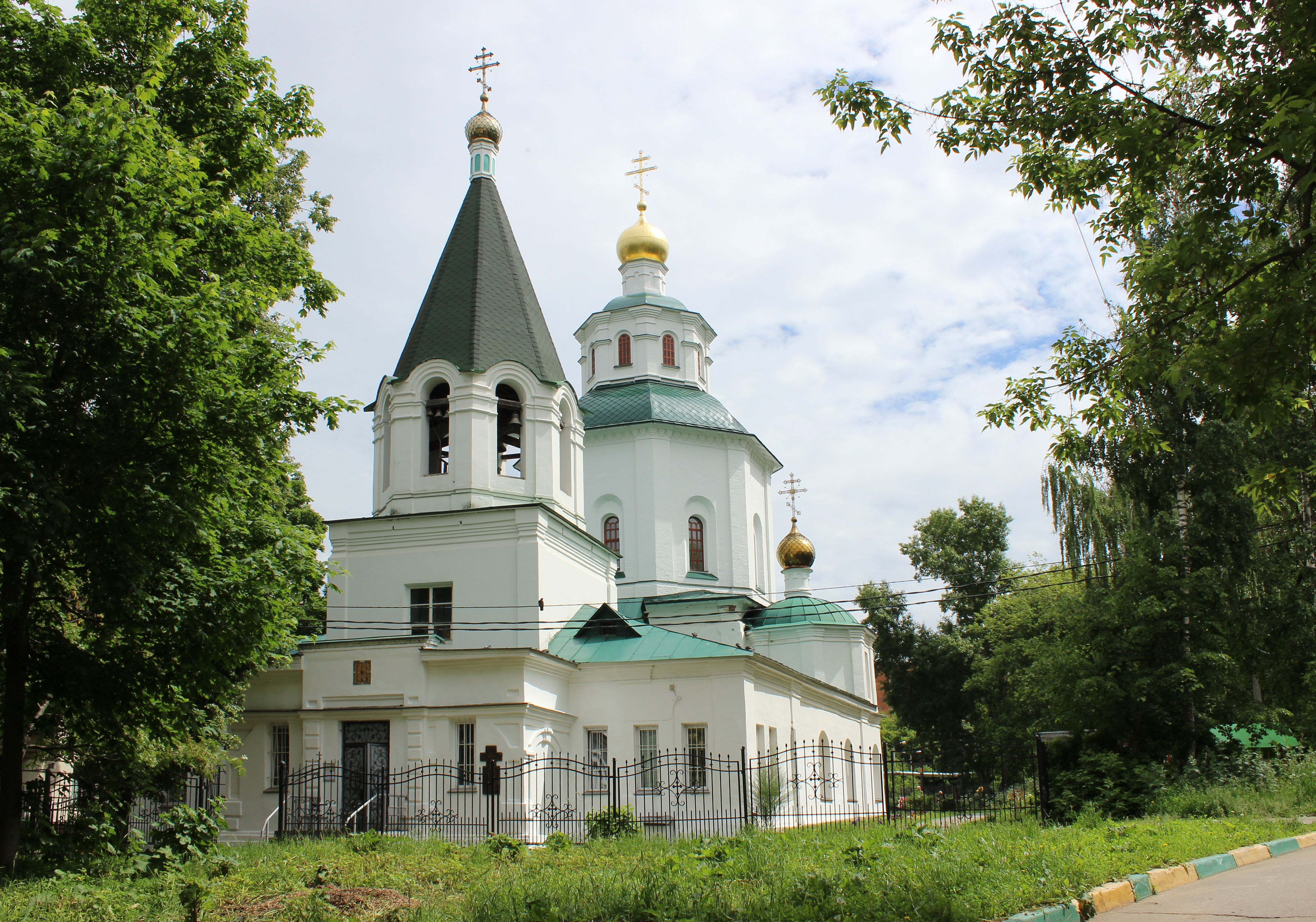
Церковь Похвалы Божией Матери над Похвалинским съездом. 1737—1749
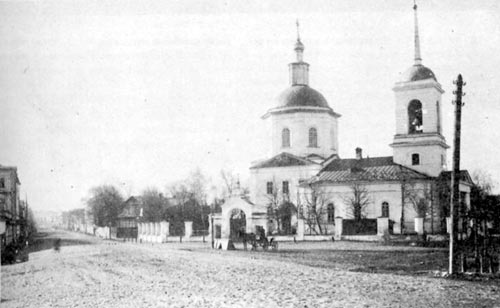
Варваринская церковь. 1757
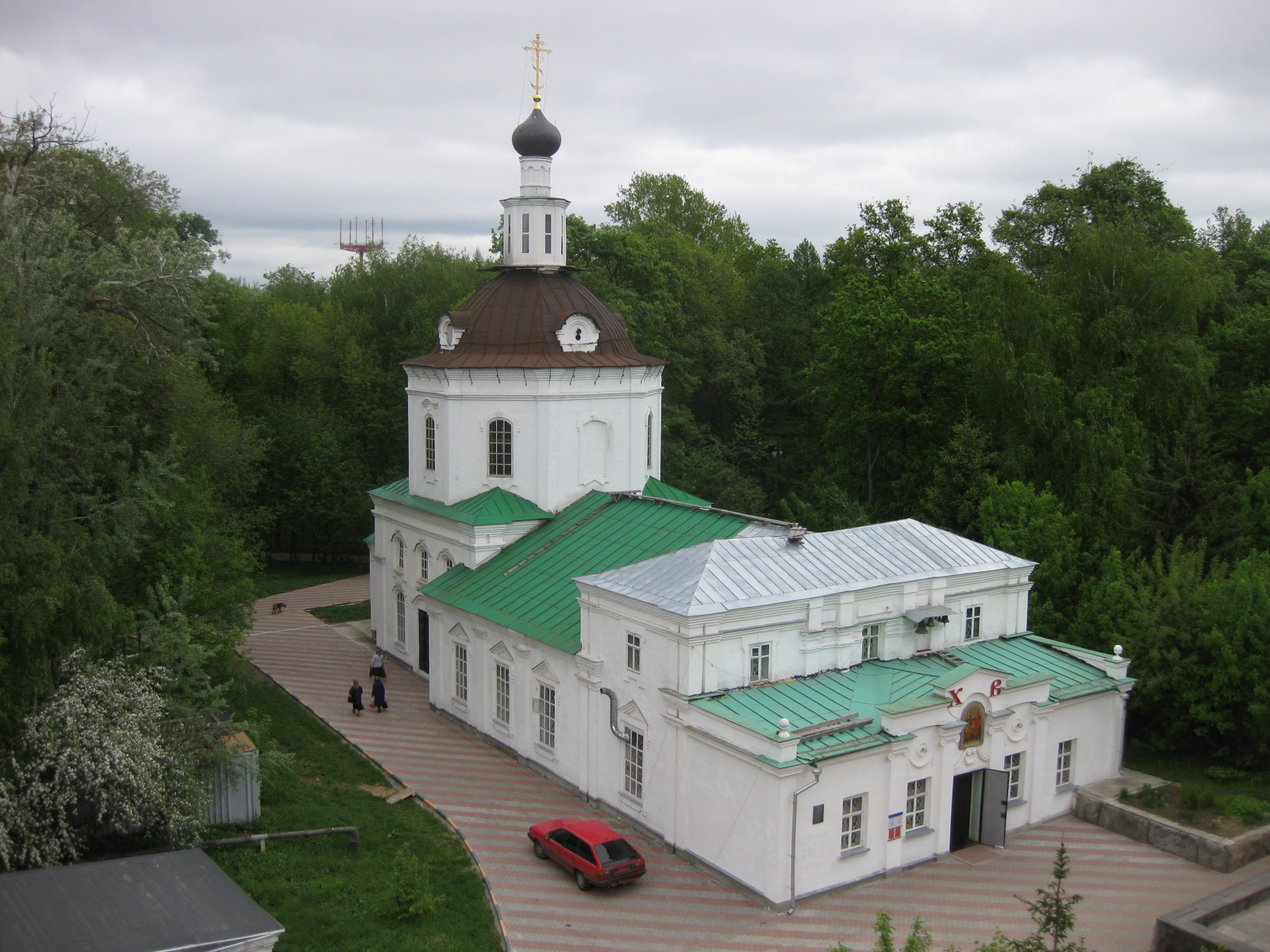
Всесвятская церковь. 1776—1782
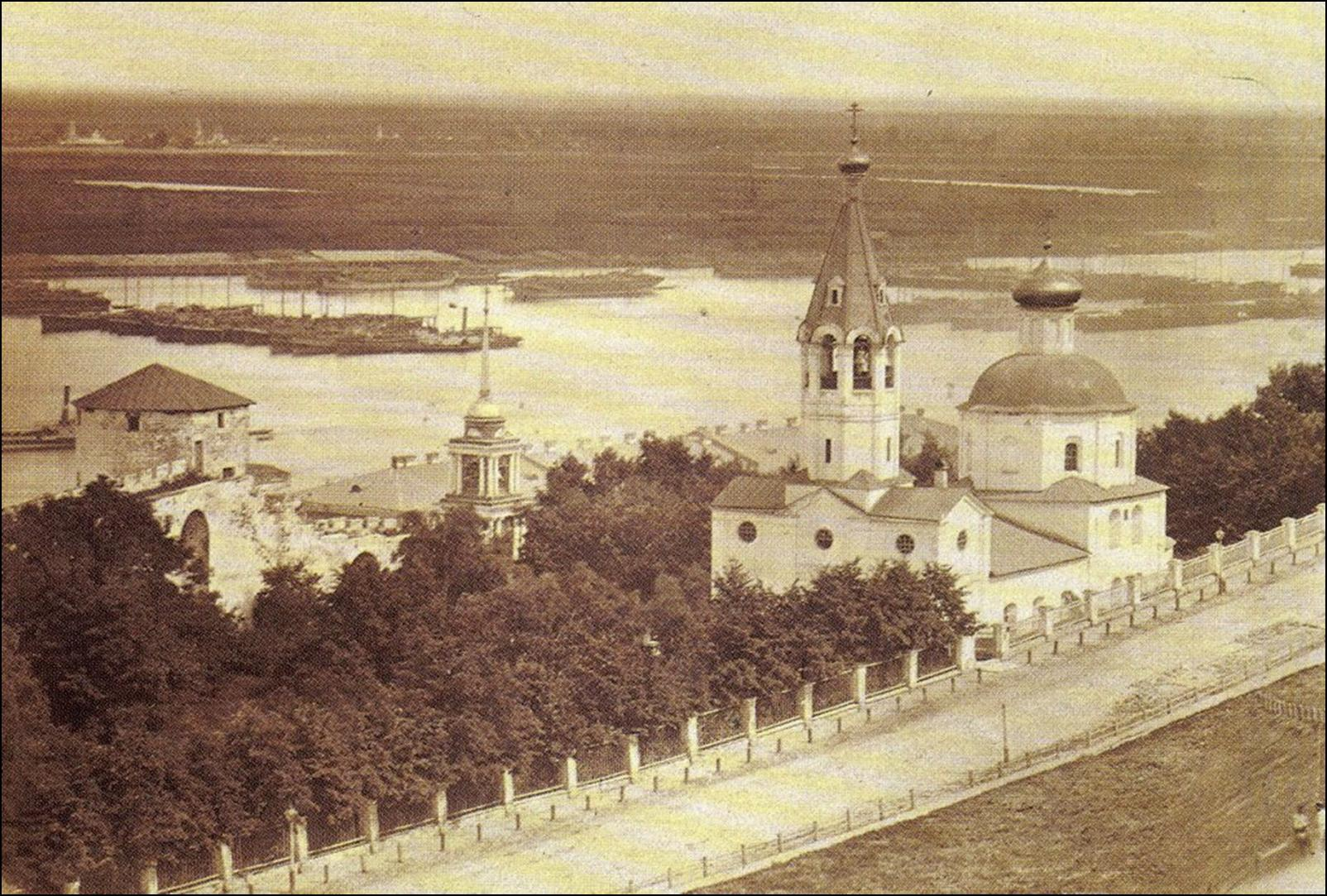
Церковь Симеона Столпника

#### Русский классицизм
Застройка Нижнего Новгорода в период классицизма была довольно интенсивной и представлена интересными образцами архитектуры. В рамках нового европейского стиля центры русских городов застраивались типовыми постройками, композиции которых отличались равновесием, простотой и строгостью, минимализмом в декоративном оформлении. Средствами акцентирования служили ордер, колонный портик, фронтон, аттик, цоколь и аркада.
Исторически русский классицизм начинался с разработки регулярных планов городов. В 1770 году А. В. Квасов, представитель раннего классицизма, составил такой план для Нижнего Новгорода, разработав проекты первых образцовых домов для города. Для осуществления плана в 1779 году был приглашён видный архитектор Я. А. Ананьин, огромное влияние на которого оказали основоположники русского классицизма Ж. Б. Валлен-Деламот, А. Ф. Кокорин, И. Е. Старов. Первым осуществлённым проектом Ананьина в Нижнем Новгороде стал каменный Гостиный двор (1780—1784) на Нижнем посаде. Последующие работы архитектора — парадная площадь в Кремле, корпус присутственных мест (1782—1785), вице-губернаторский дворец — являлись яркими примерами классицизма, при этом автор учитывал и существующую культовую застройку при строительстве.

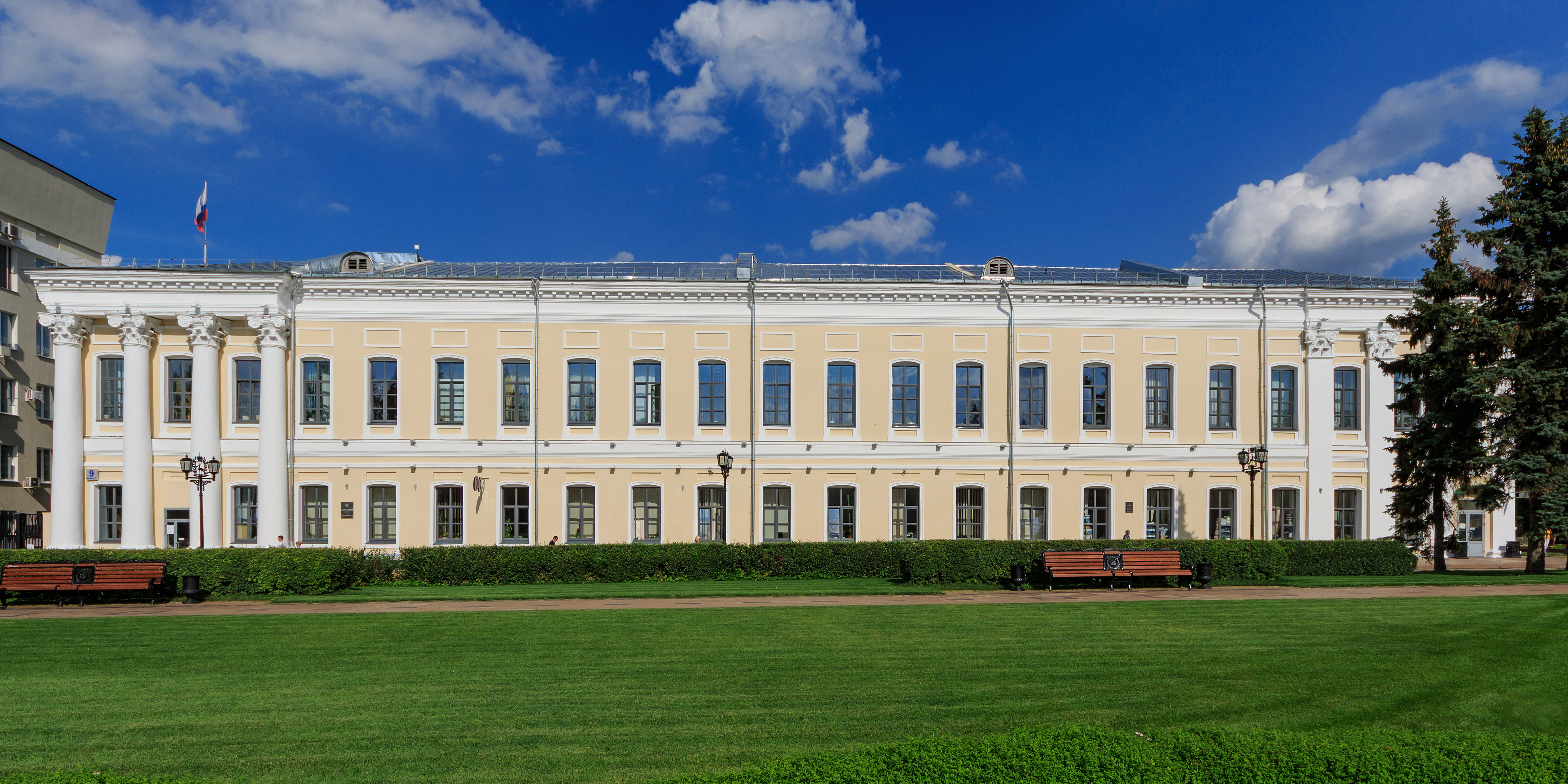
Дом вице-губернатора в Кремле
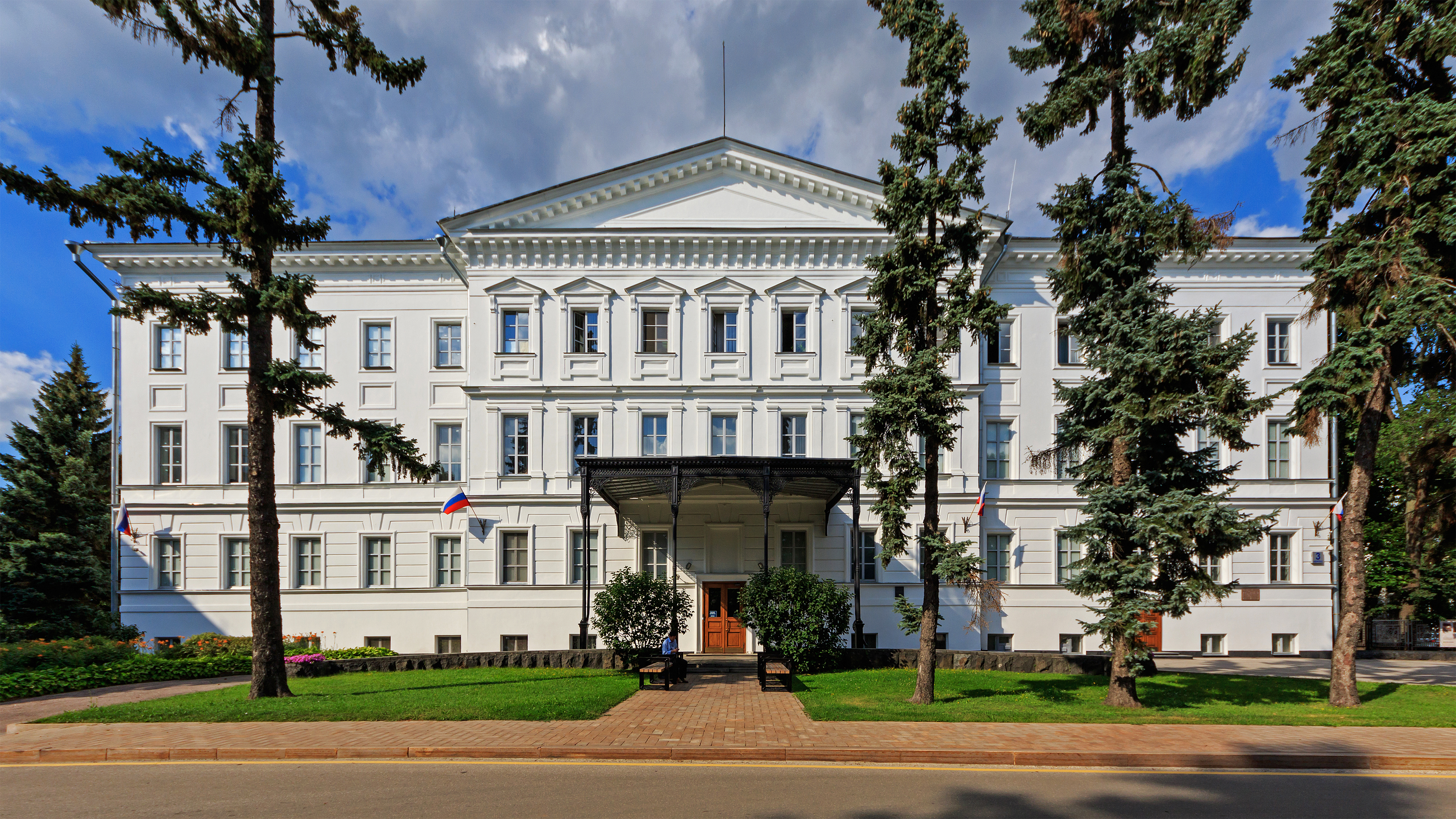
Дом губернатора в Кремле
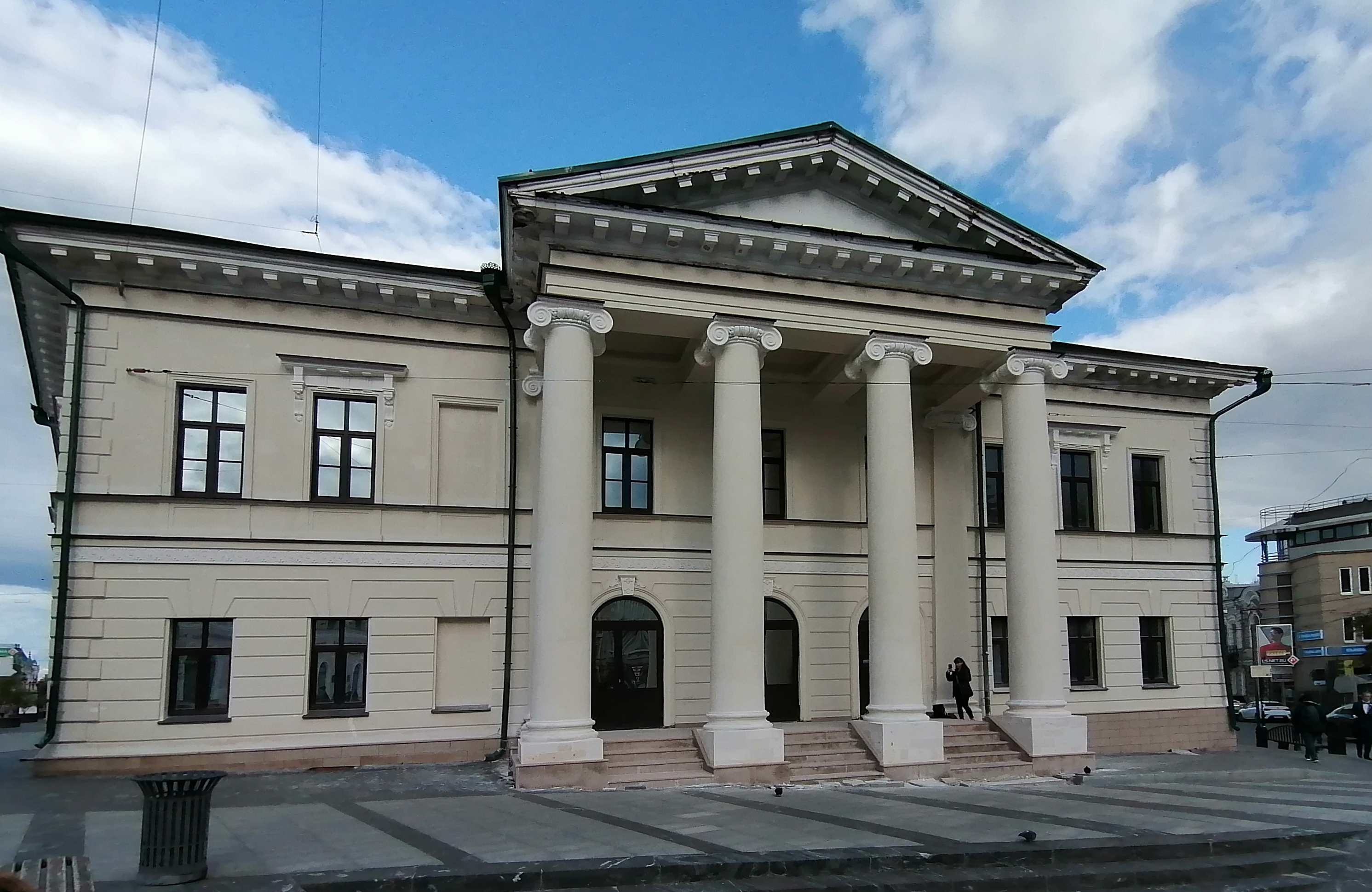
Дом дворянского собрания
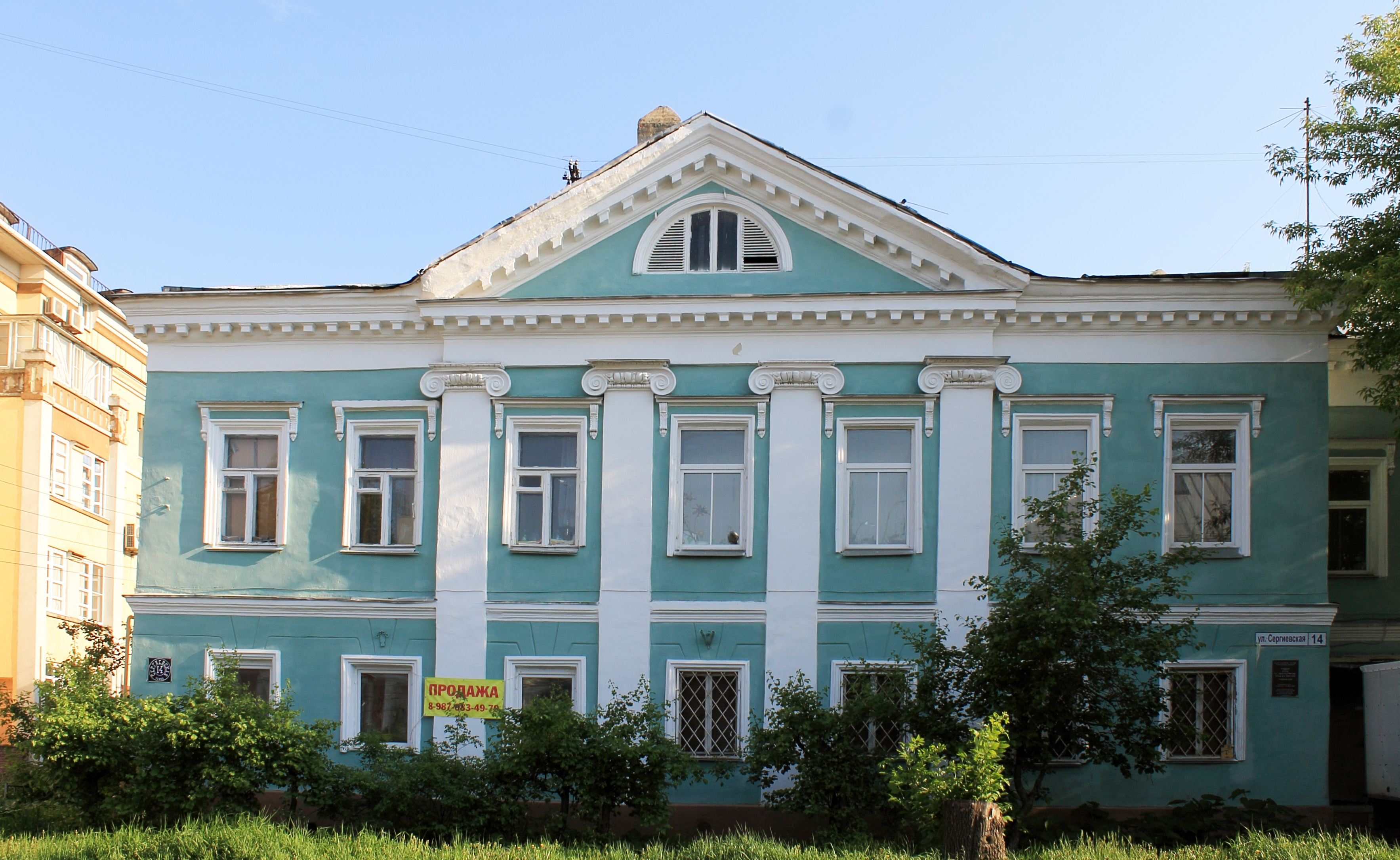
Фасад усадьбы Кугушевых
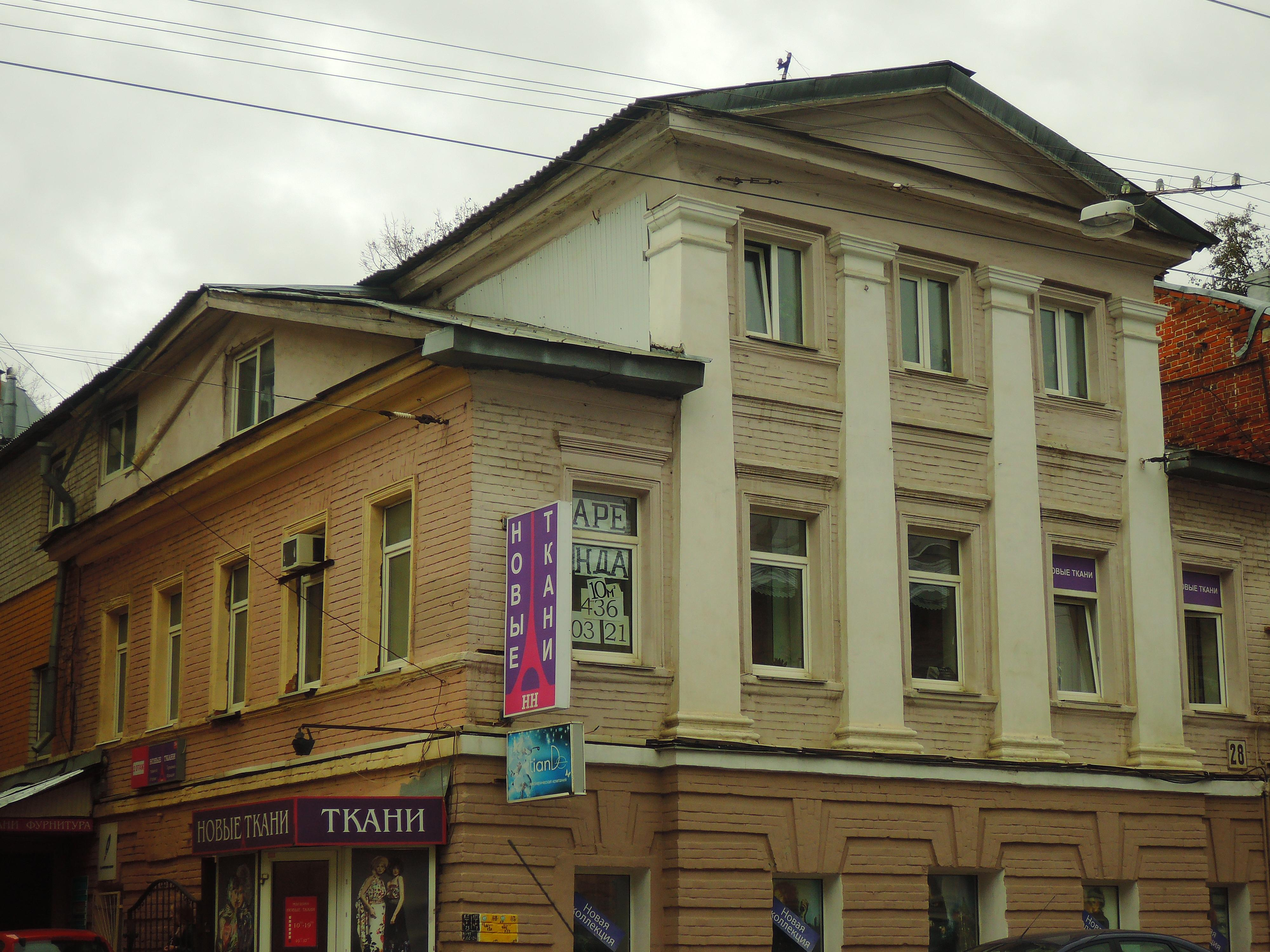
Дом Наченского

В проектах жилых домов Ананьина прослеживалось отступление от строгих классицистических правил: в доме архиерея Дамаскина при трёхчастной композиции флигели расположены асимметрично, что было недопустимо в столицах, но возможно в провинции, где шло взаимодействие между русским традиционным зодчеством и европейским классицизмом. Период раннего классицизма в Нижнем Новгороде, в целом, отличался своеобразием. Нижегородские зодчие Я. А. Ананьин, И. И. Немейер, Я. Д. Никлаус использовали образцовые проекты, при этом учитывая уже имеющиеся архитектурные традиции и сложные градостроительные условия (ландшафт, природное окружение).
Большую роль в распространении классицизма по всей Нижегородской губернии сыграло строительство Нижегородской ярмарки, основная часть зданий которой была решена в стиле столичного классицизма. Большинство архитекторов, строивших ярмарку, брали частные заказы у нижегородцев. При этом, не было необходимости в строгом соблюдении правил, утверждении проектов в вышестоящих инстанциях, что привело к возникновению самобытного провинциального классицистического стиля. Например, архитектор А. Л. Леер выполнил проекты дома Наченского и городской усадьбы Кугушева на Сергиевской улице. Оба здания были представителями позднего классицизма, но с региональными особенностями: уникальный необычный фасад усадьбы Кугушева получил широкое распространение в архитектуре города.
Классицизм оказал большое влияние на развитие архитектурных ансамблей нижегородских монастырей. В Печёрском Вознесенском монастыре влияние стиля выявилось в постройке здания гостиницы (духовской школы), перестройке в 1783 году западного входа Вознесенского собора, надстройке архиерейского дома (1820-е годы), постройке больничной церкви (1738). Большее влияние классицизм оказал на архитектуру Благовещенского монастыря, в котором возвели: новую каменную ограду со Святыми воротами, новые западные Святые ворота с надвратной Андреевской церковью и каменной папертью (1836—1840), западные кельи и Алексеевскую церковь, которая стала новым архитектурным акцентом и градостроительной доминантой въезда в город с ярмарки, а также пространственным ориентиром улицы Рождественской. В период классицизма был создан архитектурный ансамбль Крестовоздвиженского монастыря (1813—1823).

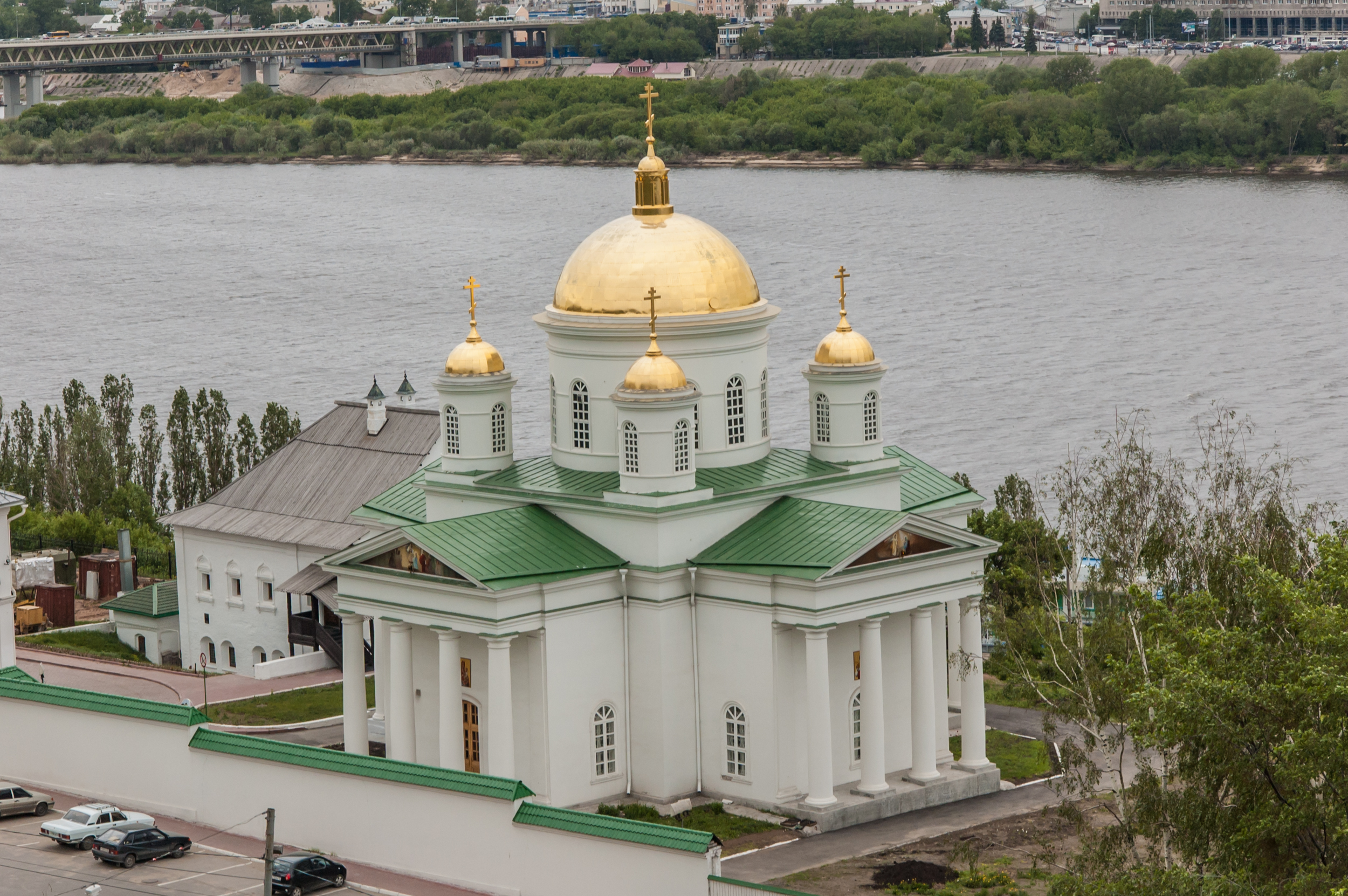
Церковь Алексия в Благовещенском монастыре
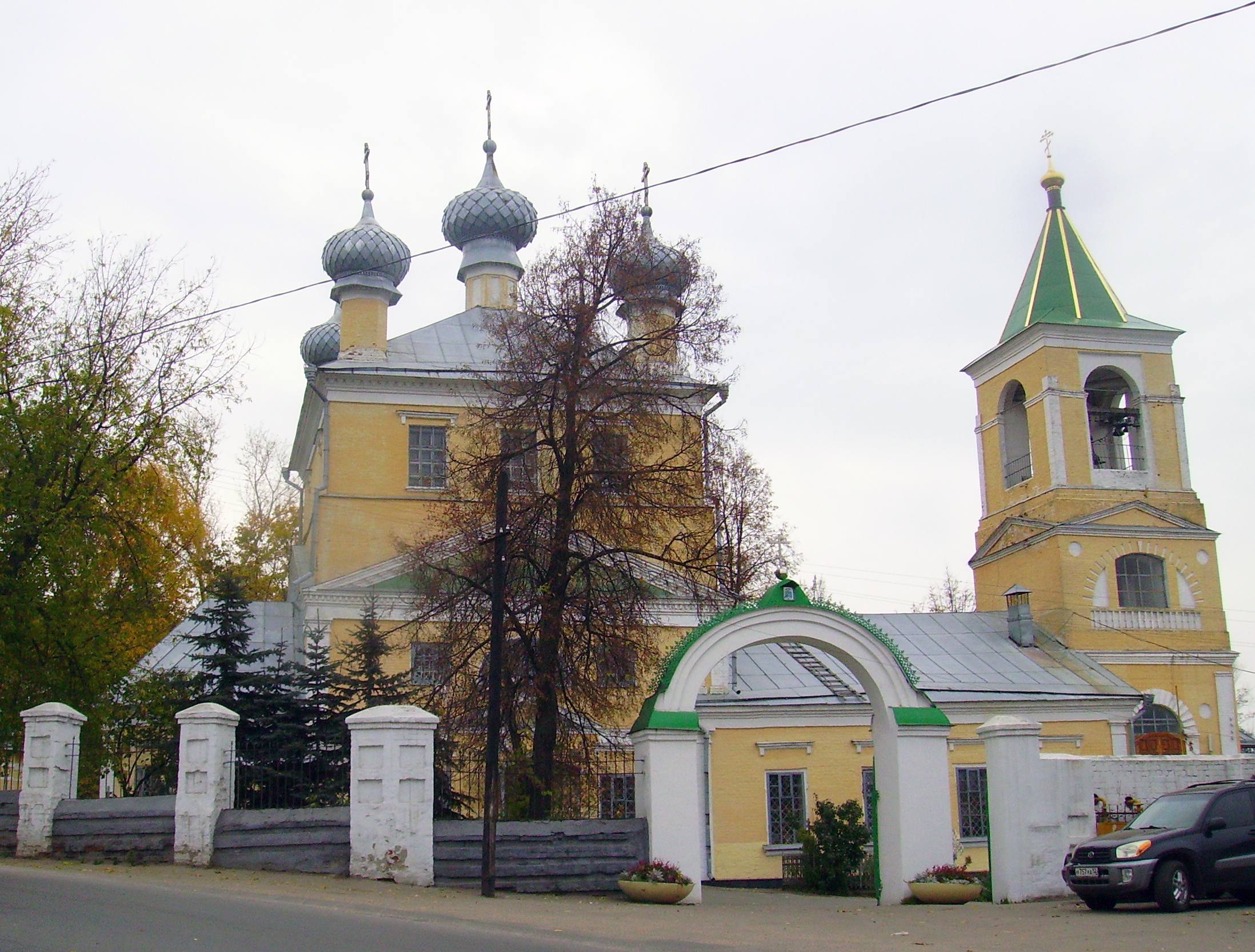
Церковь Троицы Живоначальной в Высоково
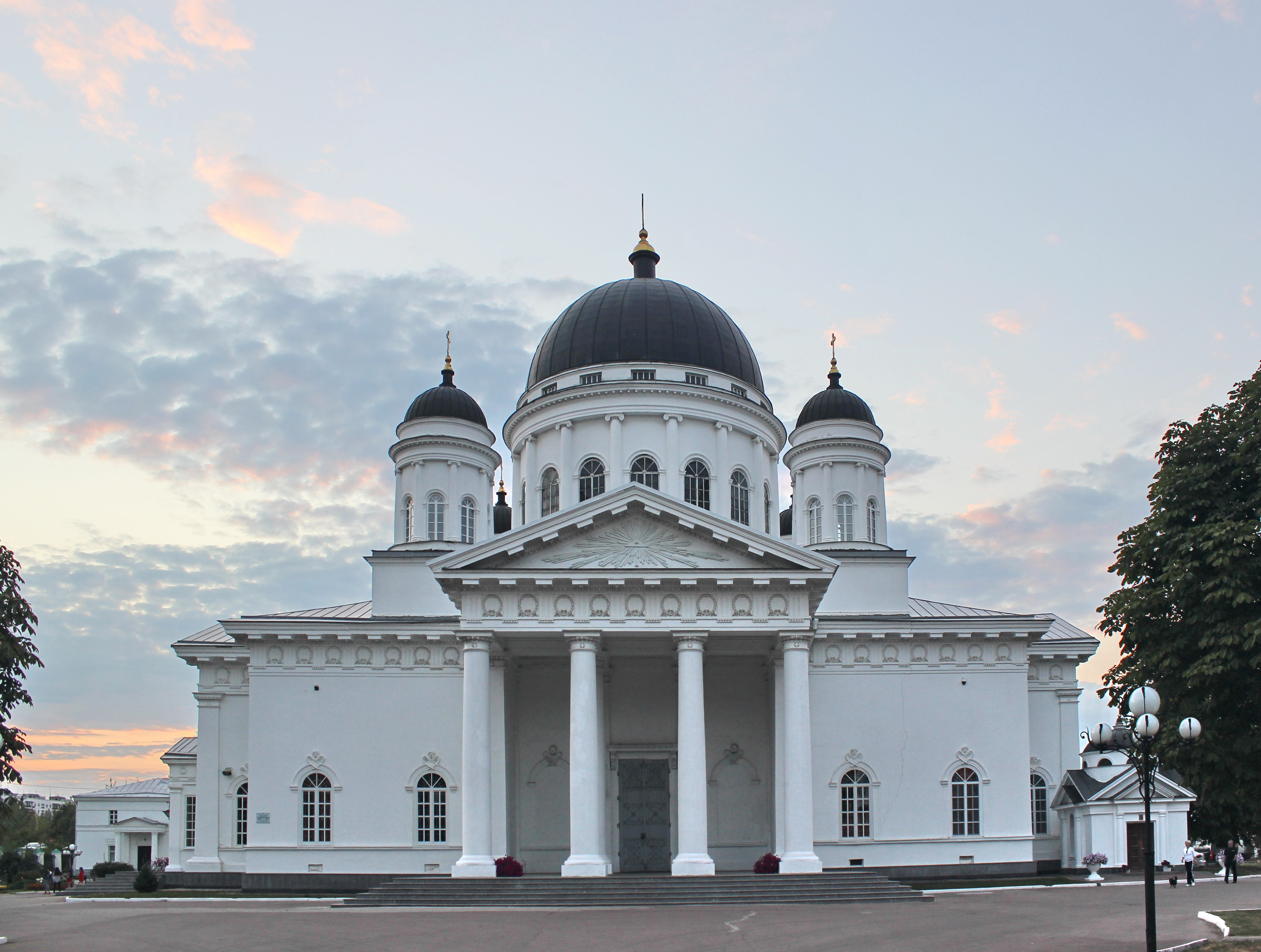
Спасский Староярмарочный собор
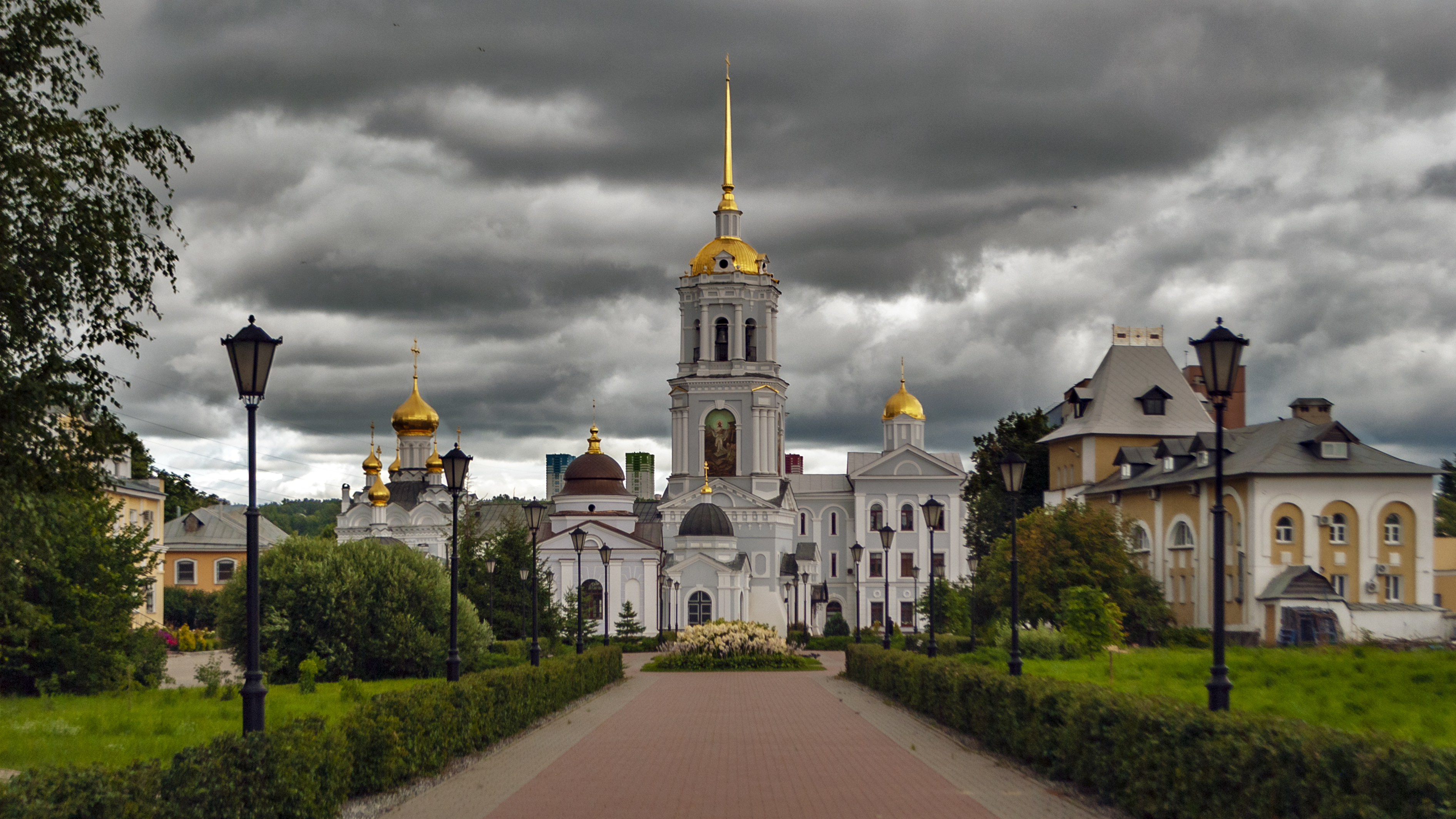
Комплекс Спасо-Преображенской церкви в Карповке
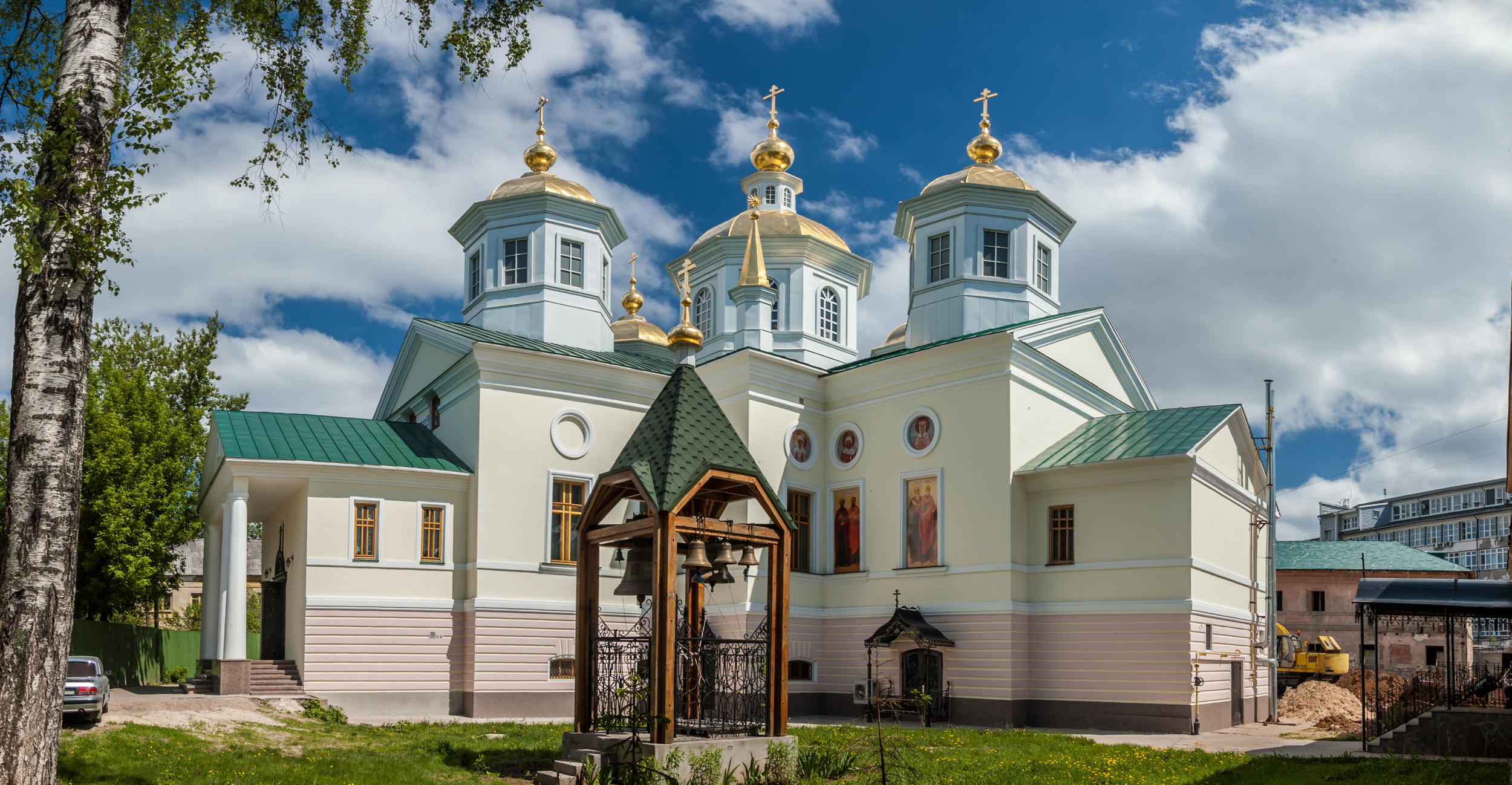
Собор Воздвижения Честного Креста Господня Крестовоздвиженского монастыря

#### Русский ампир
Стиль русский ампир возник в архитектуре России после победы в Отечественной войне 1812 года. Подъём патриотических настроений вылился в оформление такого самостоятельного явления, как русский ампир, сочетавшим в себе черты европейской архитектуры (за образцы брались произведения Древнего Рима и античной Греции) с национальными классицистическими традициями. Исследователи считают ампир завершающей стадией классицизма, и в то же время вполне самостоятельным стилем XIX века.
Большого развития в архитектуре Нижнего Новгорода русский ампир не нашёл. Характерные образцы: усадьбы Строгановых (1824, арх. П. С. Садовников) и Голицыных (1837, арх. Д. И. Жилярди). Усадьба Строгановых имела традиционное построение: главный дом и два флигеля по сторонам, выходящие фасадами на красную линию Рождественской улицы. В оформлении прослеживалась свойственная ампиру аскетичность декоративного убранства. Усадьба Голицыных имела ещё более строгое декоративное оформление: основная тема — гладкая стена, завершает дом небольшой тянутый аттик, первые этажи рустованы. В 1820-е годы на Большой Печёрской улице был возведён особняк для семьи нижегородского губернатора А. С. Крюкова. Фасады крупномасштабного здания были выполнены в стиле классического ампира (в советское время дом перестроен). Элементы ампира использовались в оформлении дома декабристов Белавиных. Мезонин с трёхчастным окном был завершён треугольным фронтоном, в тимпане которого расположился лепной декор в виде тройного перевитого «венка славы» (типичный элемент декора домов, построенных после победы в Отечественной войне 1812 года).      

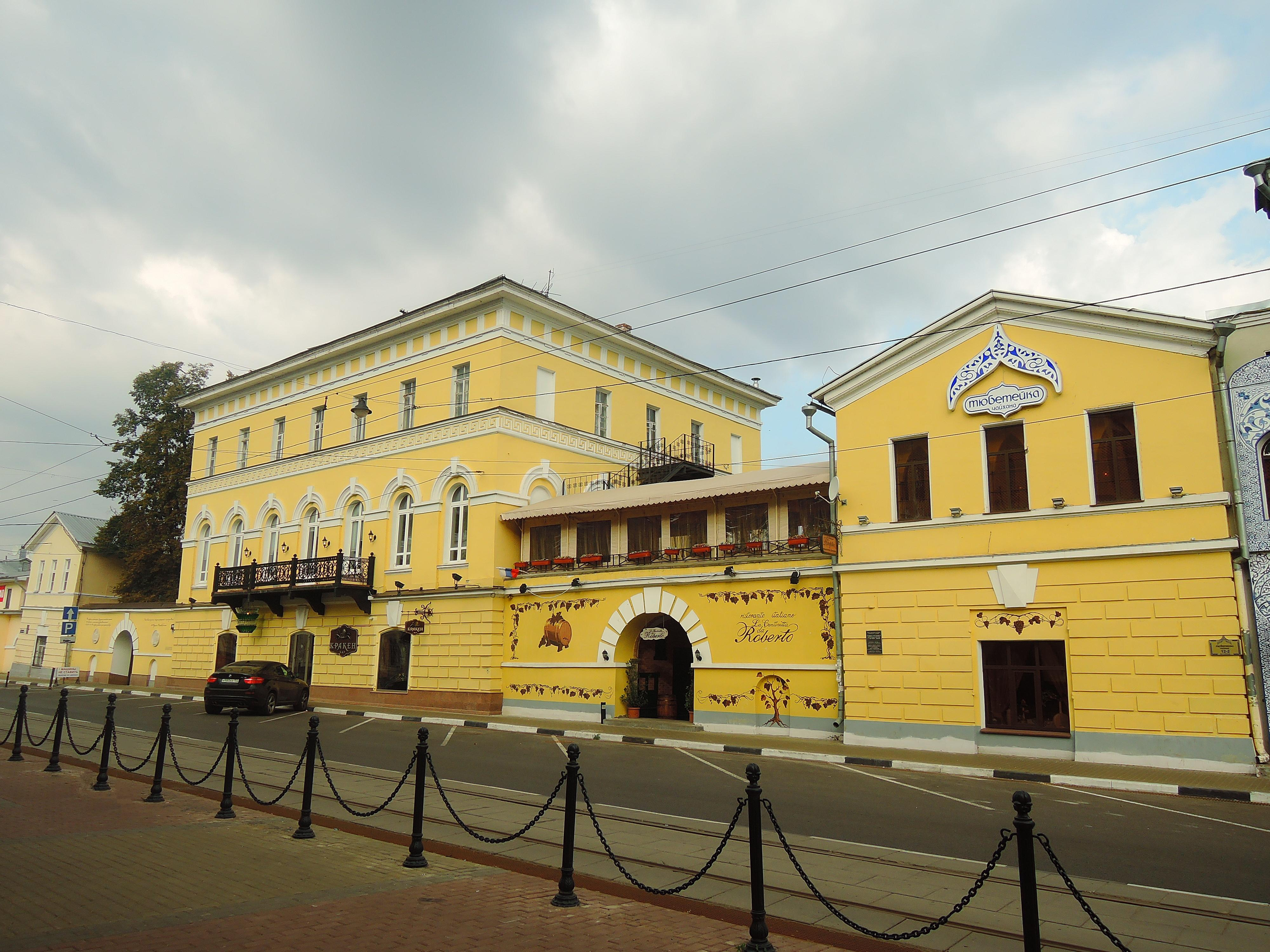
Усадьба Строгановых
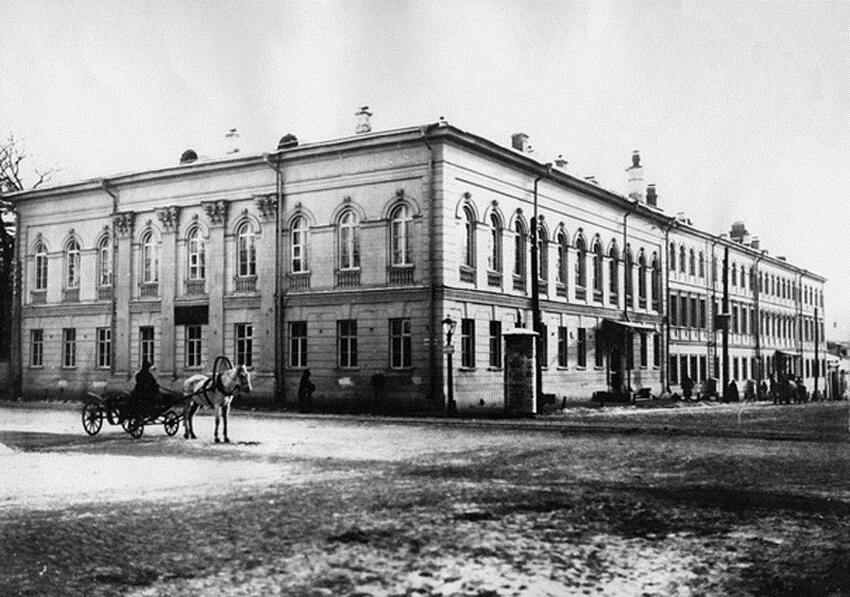
Особняк Крюковых (позже — Удельная контора)
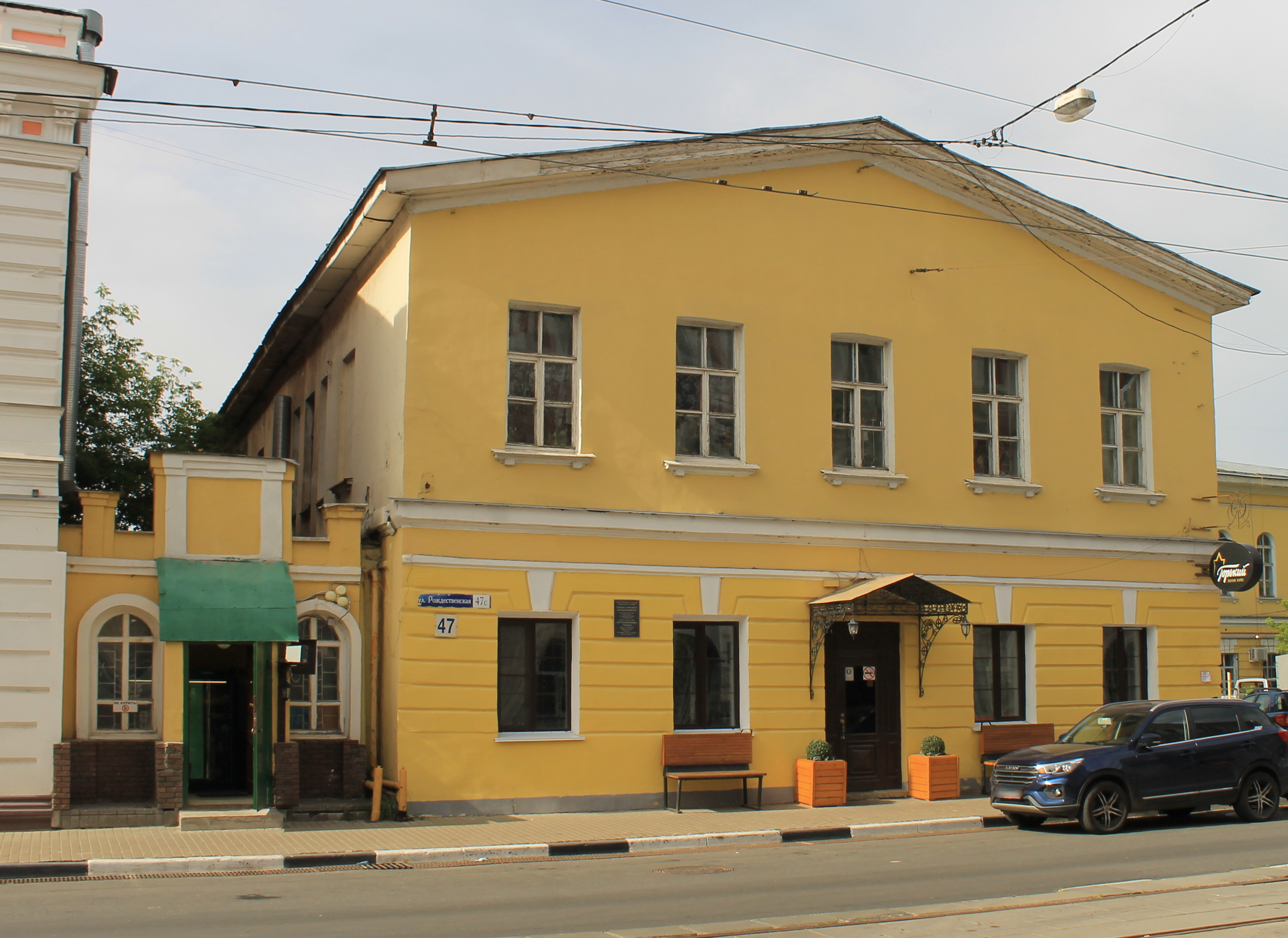
Флигель усадьбы Голицыных
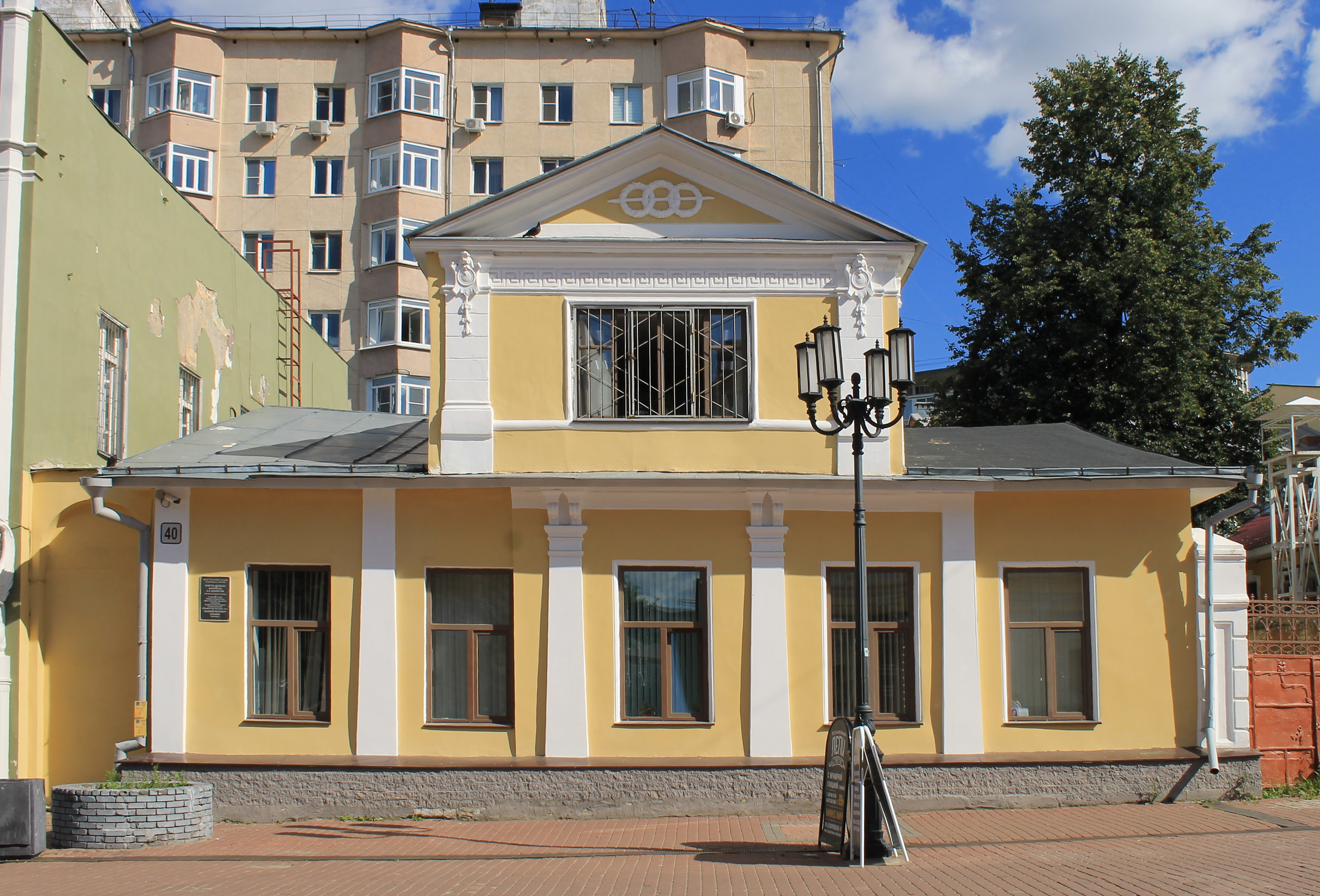
Дом декабристов Белавиных
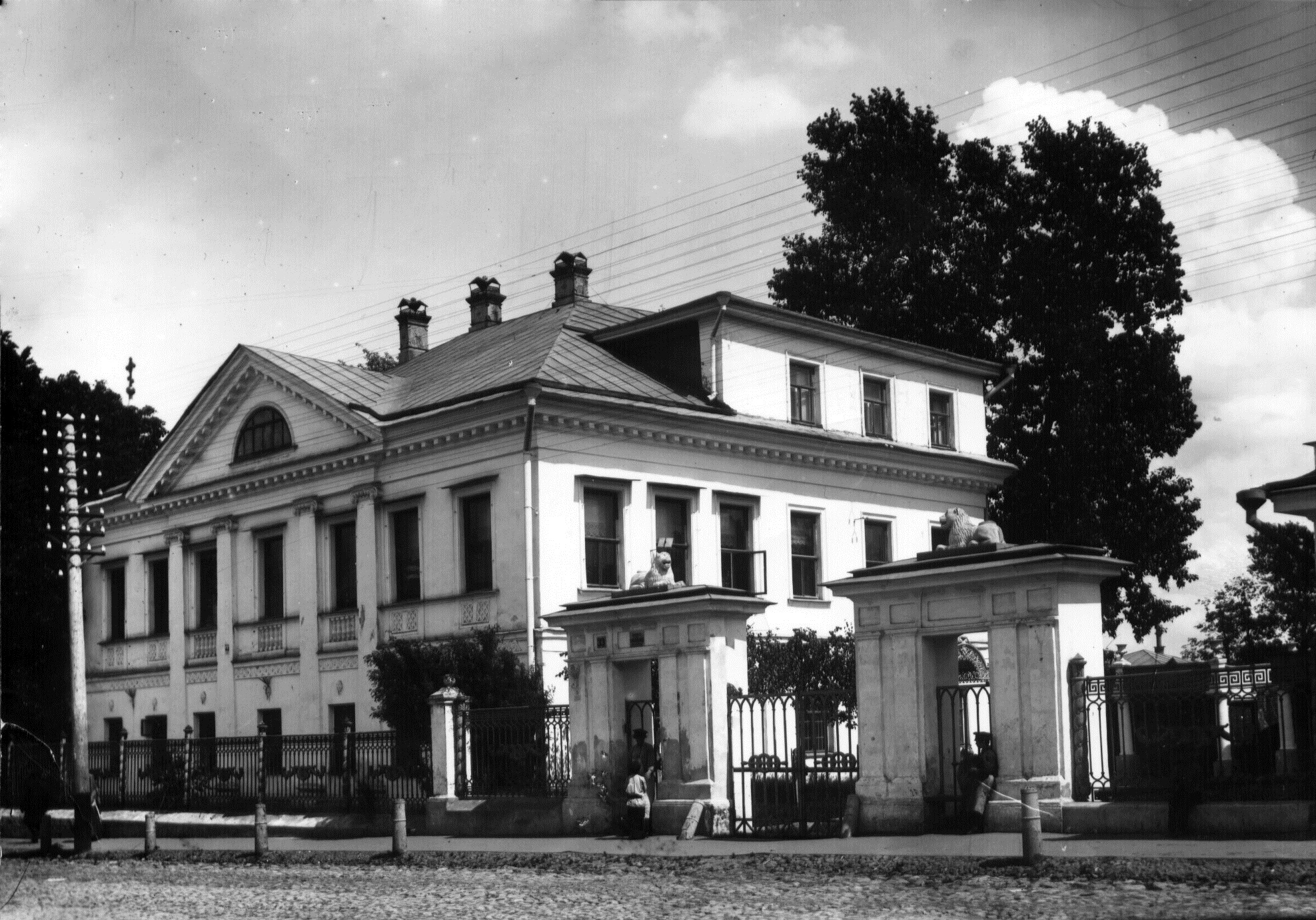
Ограда с воротами усадьбы Рябининой, выполненная в духе ампира

### Эклектика
Направление эклектики в архитектуре доминировало в Европе и России в 1830—1890-е годы. Основным художественным приёмом служило использование так называемых исторических неостилей. Эклектика основывалась на вольном сочетании приёмов и форм различных неостилей, соединявшихся с современными функционально-планировочными решениями. Форма и стиль здания привязывались к его функции, при этом постройки одного периода базировались на разных стилевых школах в зависимости от назначения здания и средств заказчика, что принципиально отличало эклектику от ампира, требовавшего единого стилевого оформления для всех типов зданий.
Нижегородская эклектика имела ряд особенностей. Исследователь А. А. Худин выделял временной сдвиг в развитии стиля в сравнении со столичной эклектикой. Нижегородская эклектика прошла три временных этапа: ранняя — 1840—1860-е гг.; зрелая — 1870—1890-е гг.; поздняя — рубеж XIX и XX веков. Для раннего этапа были характерны копирование, цитирование и имитация наследия прошлого. Сохранялся усадебный тип застройки. На этапе возникновения и становления ранней эклектики работали нижегородские зодчие Г. И. Кизеветтер, А. Л. Леер, А. А. Ставассер, А. Е. Турмышев, Н. И. Ужумедский-Грицевич, Л. В. Фостиков, М. К. Ястребов.

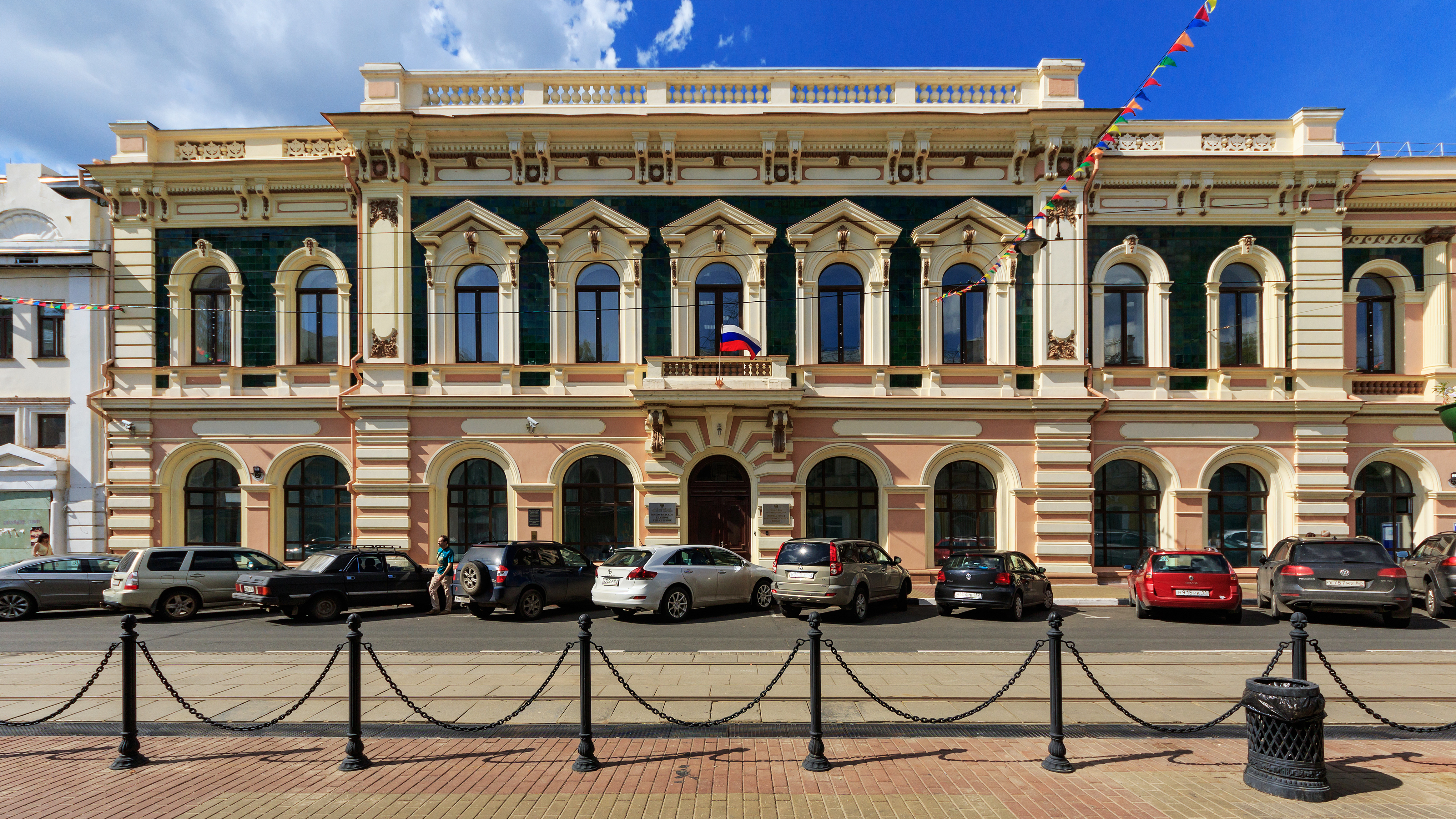
Здание Волжско-Камского банка
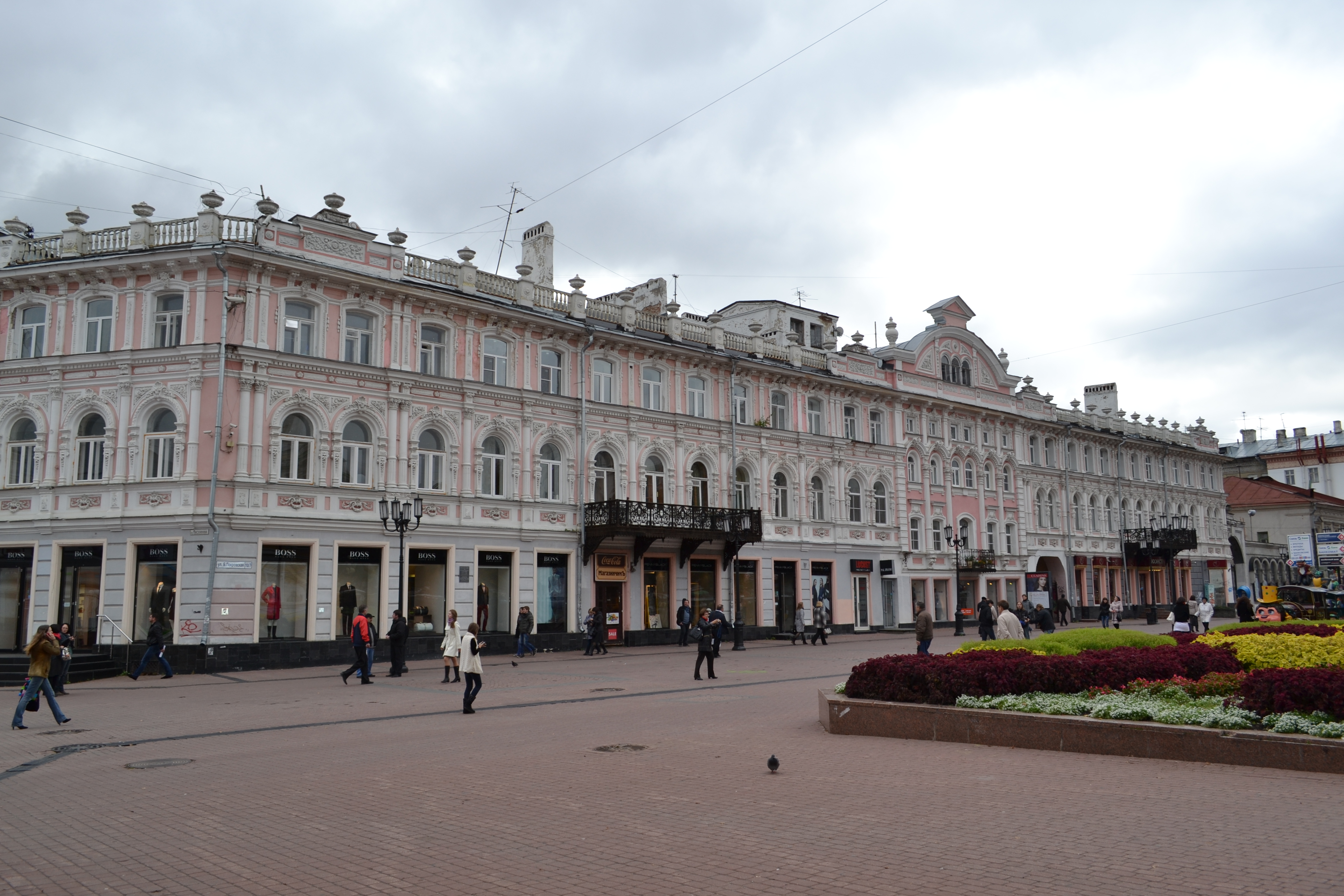
Доходный дом торгового дома «Чесноков и Кудряшев»
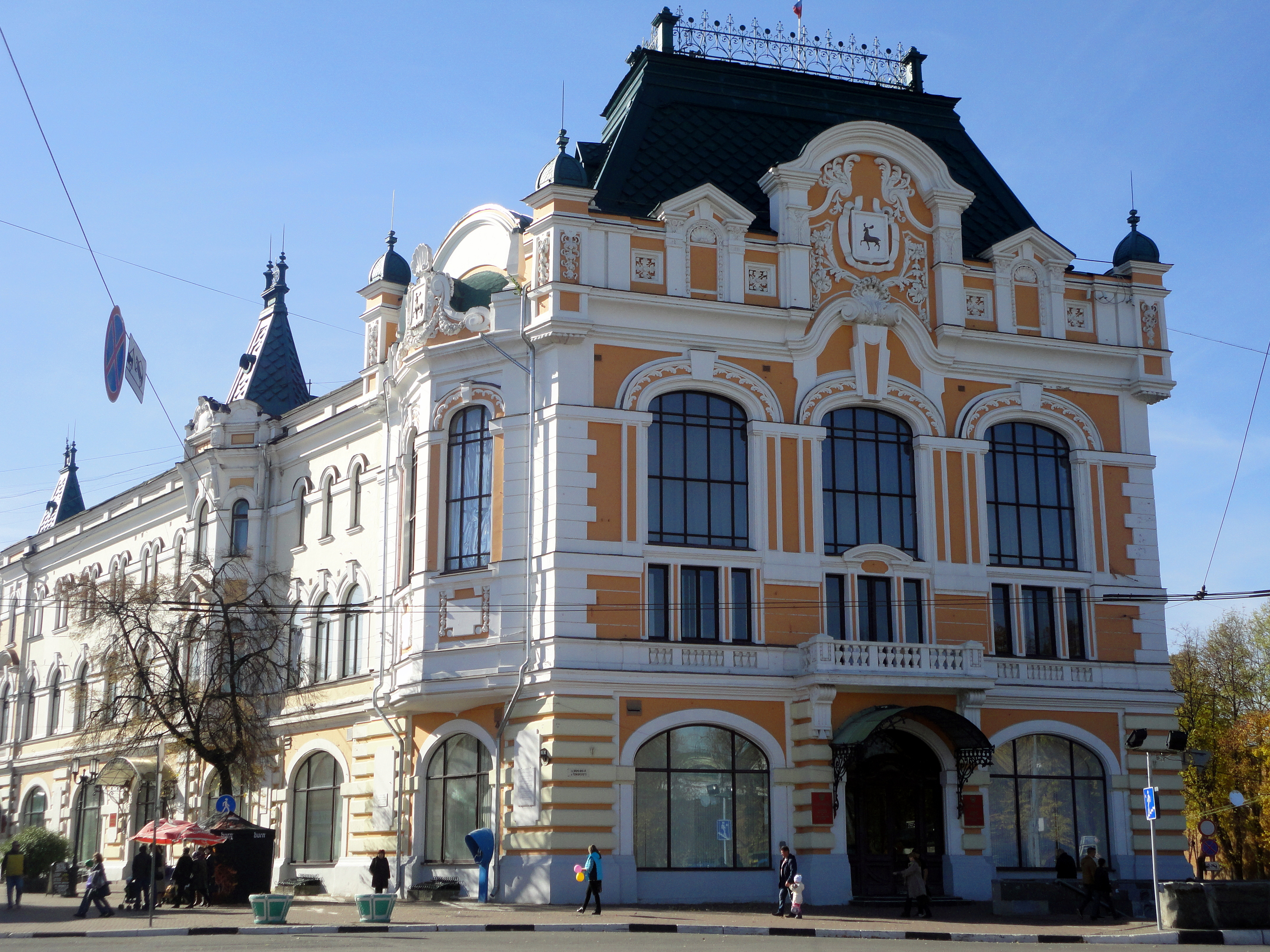
Здание городской думы
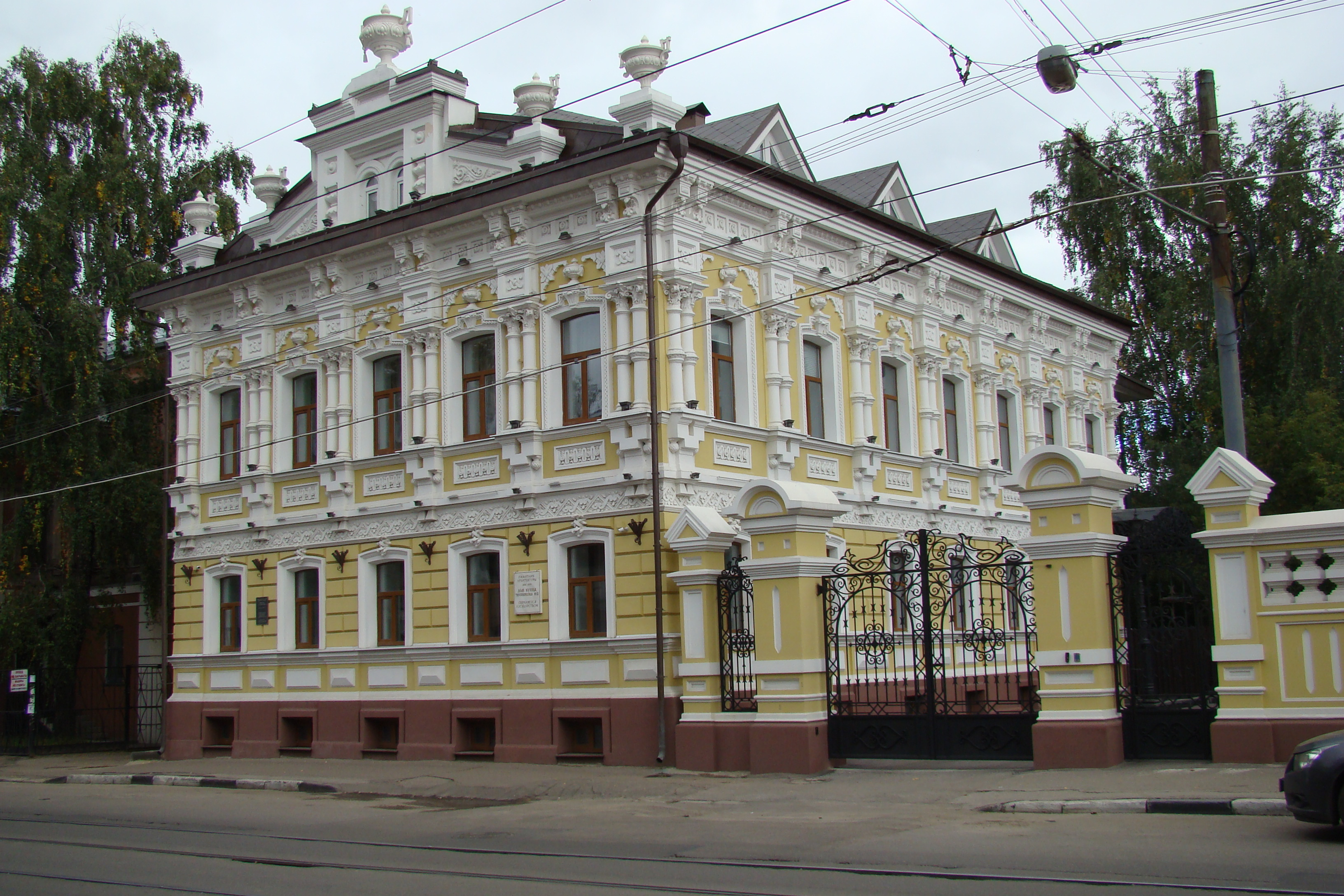
Дом Н. С. Чеснокова
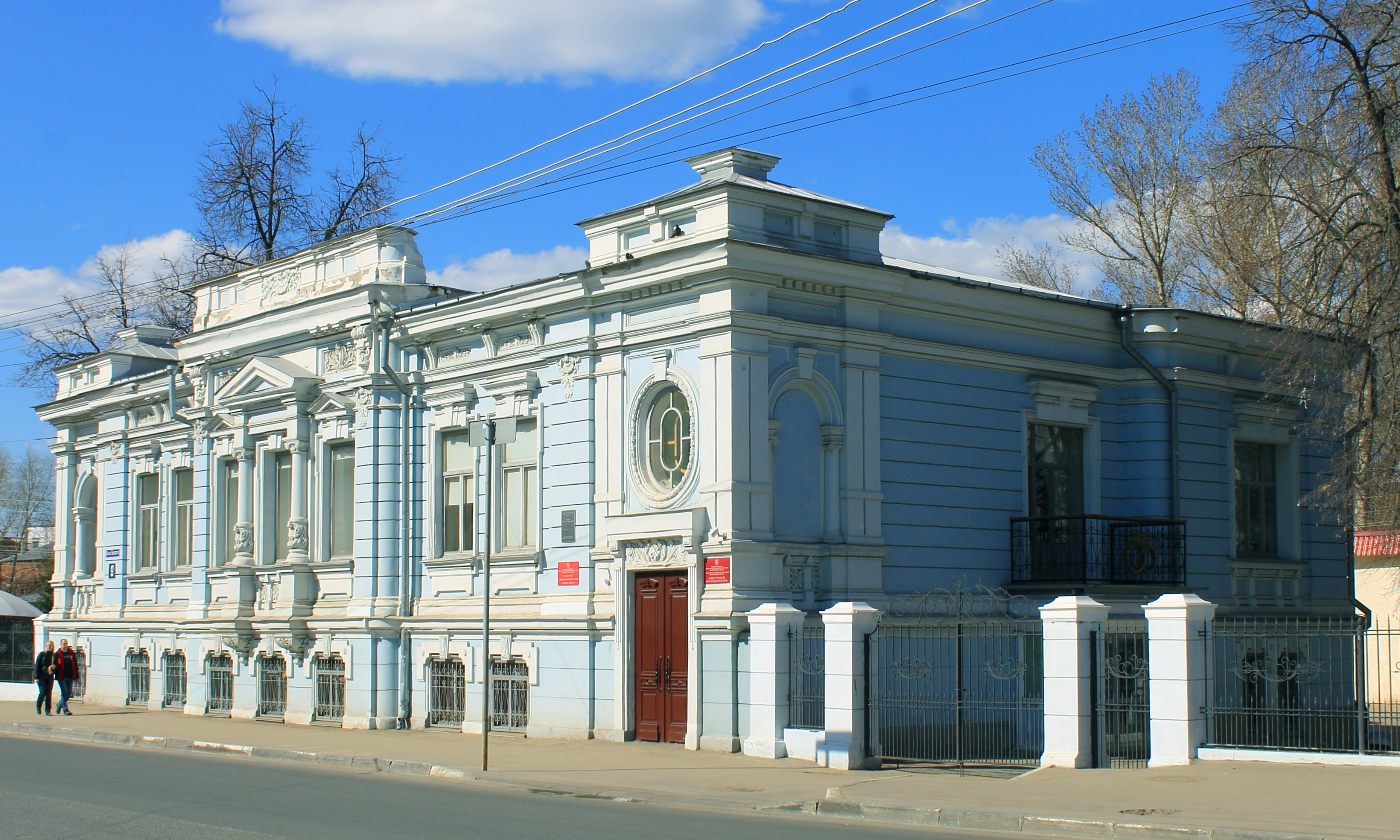
Дом С. А. Иконникова

На следующем этапе нижегородская эклектика переживает расцвет и становится повсеместно применяемым стилем. В этот период активно работали: В. Н. Брюхатов, Н. Д. Григорьев, Р. Я. Килевейн, И. К. Кострюков, Н. Б. Фельдт, Н. А. Фрелих. Стал использоваться не только метод копирования, но и метод комбинаторики. Особую роль играл метод исторического декоративизма: декор стал выражением внешней эстетики здания, усилились его обилие и пышность. В градостроительстве преобладала иррегулярность в застройке и адаптация к исторической среде, преобладающим становится тип сплошной застройки. Возникли новые строительные материалы: металл, стекло и железобетон; новые типы конструкций: вантовые, металло-стержневые в виде параболоидов. В оформлении появились скульптуры (дворец М. С. Рукавишникова, особняк Н. С. Чеснокова, доходный дом Фроловых). Большую роль в развитии стиля сыграло проведение Всероссийской промышленно-художественной выставки в 1896 году, популяризовавшей русский стиль.
С конца 1890-х годов нижегородская эклектика вступила в свою позднюю стадию развития. К её характерным чертам относятся: морфологическое разнообразие и разноэтажность застройки улиц, появление «островного» типа общественных зданий со сложным силуэтом. За счёт уплотнения застройки усложняются конфигурации зданий и участков: возникают периметрально-замкнутые планировочные структуры с внутренними дворами (Блиновский пассаж, здание Городской Думы). Многообъёмные здания в русском стиле становятся более монументальными. В период поздней эклектики работают нижегородские зодчие: Н. П. Иванов, В. М. Лемке, К. К. Назаров, А. К. Никитин, Ф. П. Фёдоров, Н. А. Фрелих. Академическая эклектика в Нижнем Новгороде была представлена работами исключительно столичных архитекторов, тогда как местные зодчие работали в русле антиакадемического течения. В поздний период нижегородской эклектики проявляется её взаимосвязь с новыми стилями — модерном и ретроспективизмом начала XX века (особняк С. А. Иконникова, доходный дом Смирновых, здание Волжско-Камского банка, особняк Н. В. Кабачинского).

#### Академическая эклектика
Академическая эклектика включала все виды европейских «классицистических стилей» — неогреческий, неоренессанс, необарокко, неорококо, поздний классицизм, римский, стили Людовиков. Данные исторические стили ассоциировались с просвещением, наукой, гуманностью и благотворительностью, частично с богатством, в том числе, с интеллектуальным. В количественном отношении они сохраняли пальму первенства на протяжении всего XIX века. В этих стилях строились музеи, библиотеки, учебные заведения, больницы, бани, банки, доходные дома и особняки. Академическая эклектика использовалась в нижегородской архитектуре 1840-х — 1890-х годов при проектировании самых разнообразных зданий: мещанских и чиновничьих жилых домов в камне и дереве, городских особняков богатых сословий, доходных домов, крупных общественных и промышленных сооружений. Внутри академической эклектики сложилось две системы проектирования: эклектизм, предполагавший смешение форм разных исторических стилей (использовался при массовом строительстве) и стилизаторство, предполагавшее использование при оформлении экстерьера и интерьера здания форм только одного исторического стиля (применялось при проектировании крупных, уникальных зданий). В Нижнем Новгороде, в отличие от столичных городов, не наблюдалось большого разнообразия разновидностей академической эклектики, так как в проектировании доминировали формы, в основном, архитектуры позднего Возрождения.

##### Неоренессанс
Неоренессанс — одна из наиболее распространённых форм академической эклектики XIX века, воспроизводившая архитектурные решения времён Возрождения, первой пришла в нижегородскую архитектуру. В работах представителя позднего классицизма Георга Кизеветтера 1830-х годов уже проявились формы архитектуры ренессанса: дом Н. Щепетовой (1838) и дом П. Е. Кубаревой (1838—1847). В представленных работах Кизеветтера не применялись расположенные по центру портик, ризалит или иные элементы, композиционно разделявшие фасад здания на части, что было характерной чертой классицизма. При этом плоскости фасадов покрывали разнообразные архитектурные детали. Переходом от классицизма к неоренессансу были отмечены произведения архитектора Алексея Пахомова, ученика пионера академической эклектики Александра Брюллова: Дворянский институт (1843—1848) и дом купчихи А. А. Паниной (1844). В здании Дворянского института отсутствовал портик или ризалит — непременный атрибут общественного здания эпохи русского классицизма, а внутренняя планировка не была увязана с внешним строем фасадов сооружения, что являлось типичной чертой эклектики (классицизм требовал подчинения планировки внешней форме). Дом А.А. Паниной имел центральный ризалит с четырьмя пилястрами, однако помещенный на богато украшенный ренессансными формами фасад, он уже казался чужеродным элементом в архитектуре здания.
Развивал приёмы неоренессанса в проектировании городовой архитектор Лев Фостиков, запроектировавший в 1846 году дом купчихи А. В. Мичуриной. В данной работе архитектурный ордер был полностью отброшен, а пластическими средствами выступали руст, наличники окон, карниз и фигурные аттики, помещённые над ризалитами. Схожие приёмы использовал архитектор Михаил Ястребов при проектировании дома купца Белокрыльцева в 1852 году. Отдал дань неоренессансу нижегородский архитектор Николай Ужумедский-Грицевич, излюбленными приёмами которого были: арочные окна, увенчанные различными по форме сандриками с лепными маскаронами и гирляндами с тонкой прорисовкой деталей, филенчатые пилястры и квадратные розетки (дом А. Д. Улыбышева, 1853—1854).
Со второй половины 1870-х годов представители купечества и промышленники города, с целью подчеркнуть своё положение в обществе, стали возводить роскошно украшенные здания, фасады которых обильно покрывались архитектурными и скульптурными деталями. Ярким примером стал дом торгового общества «Наследники Фроловы», архитектура которого опиралась на итальянские дворцы — палаццо времён позднего Возрождения. В оформлении здания были применены лепнина, сплошная рустика, лучковые и треугольные сандрики окон, фигуры кариатид. Важным памятником неоренессанса 1890-х годов стал Драматический театр, пример крупного общественного здания, выполненного в технике стилизации под архитектуру позднего Возрождения — единство стилевого оформления как экстерьера, так и интерьеров являлось отличительной чертой постройки. Среди промышленной архитектуры города выделялось здание утраченной электростанции на Алексеевской площади, построенное по проекту Петра Малиновского в 1896 году. В архитектурном плане постройка отсылала к произведениям позднего французского ренессанса, в частности, за счёт крупной рустовки, криволинейных форм больших окон и высоких кровель.

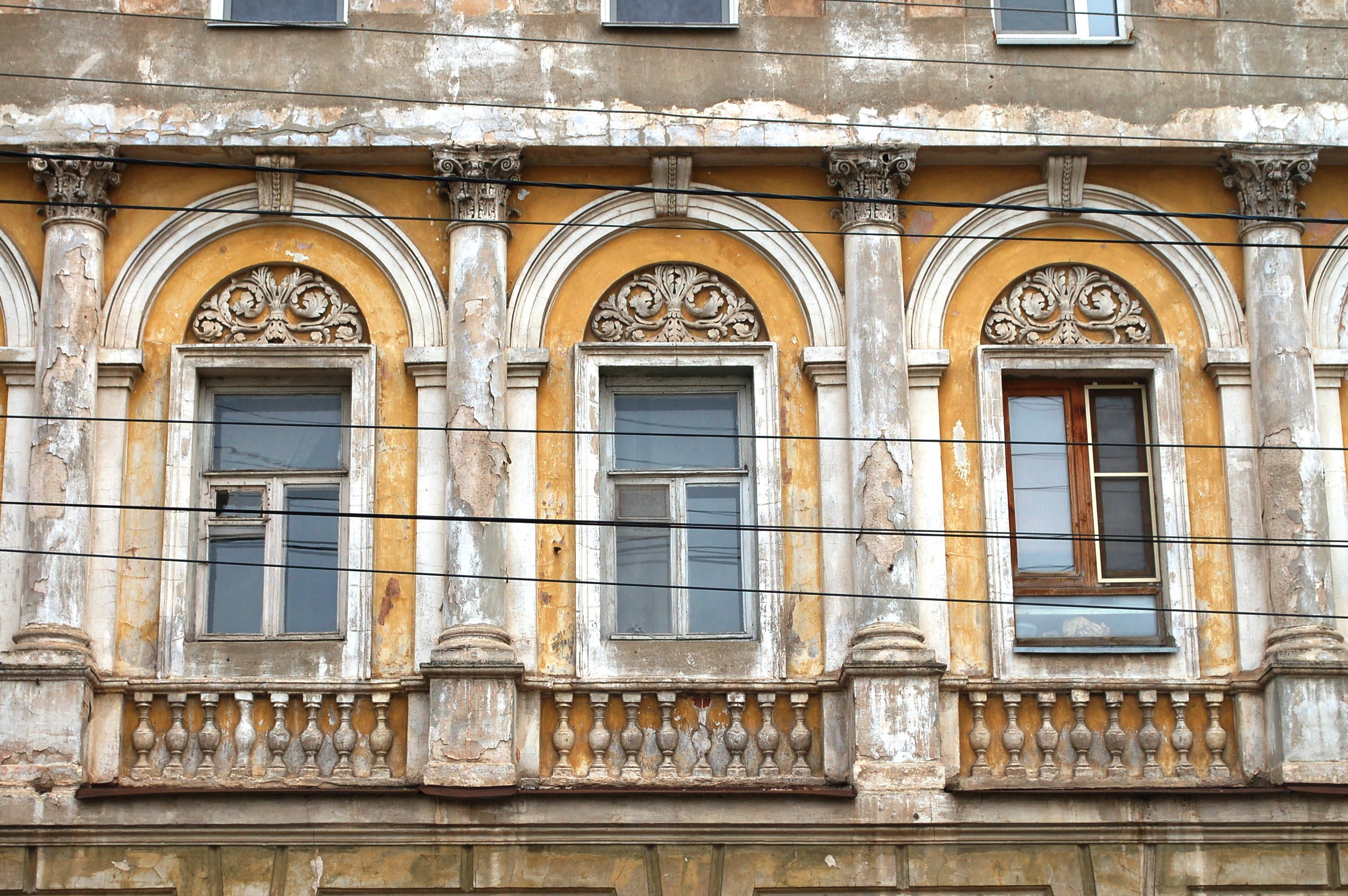
Часть декора фасада дома Н. Щепетовой (усадьбы Вяхирева) — одного из первых зданий города, в котором были применены формы неоренессанса
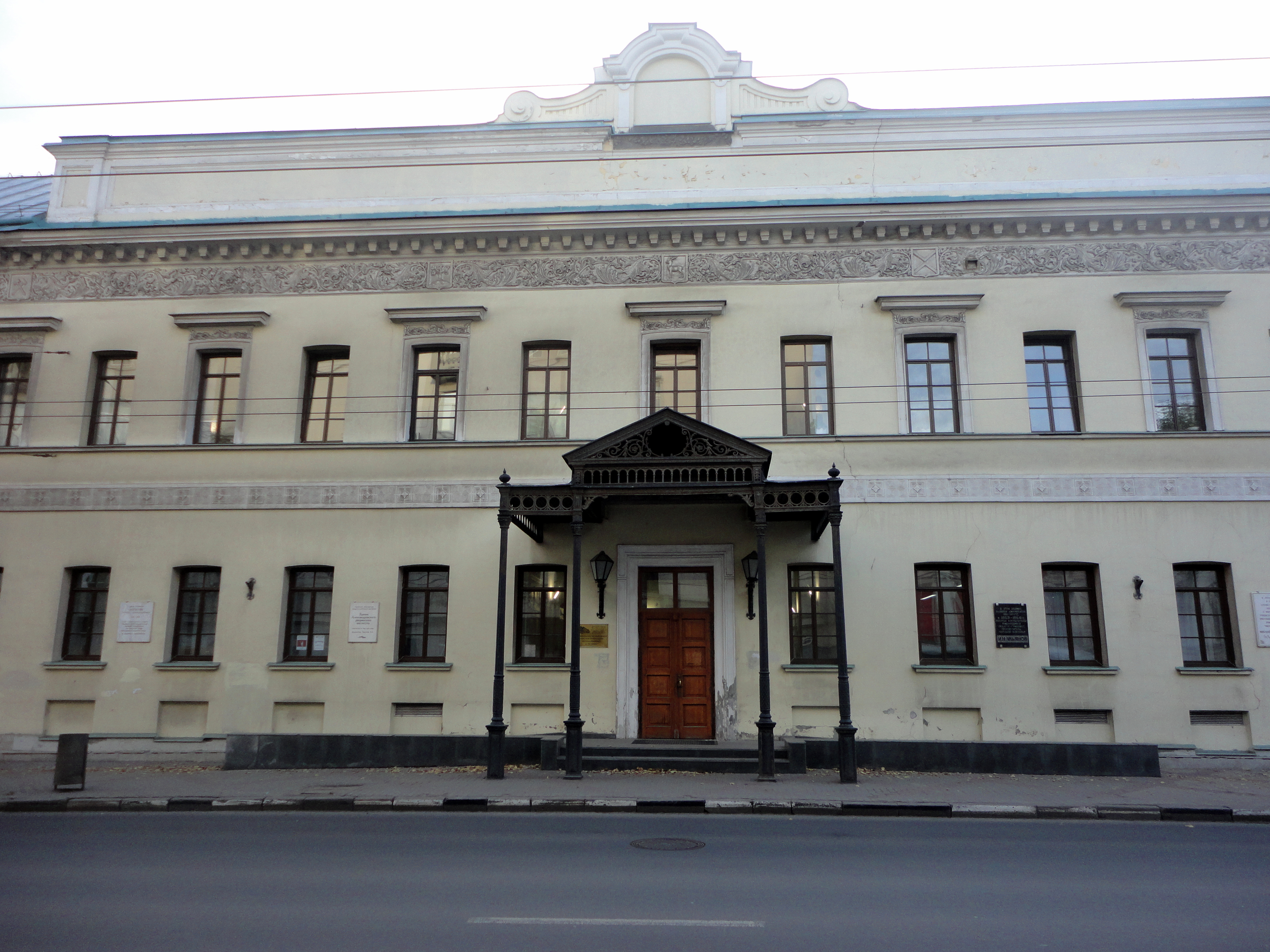
Александровский дворянский институт — памятник переходного периода от позднего классицизма к неоренессансу
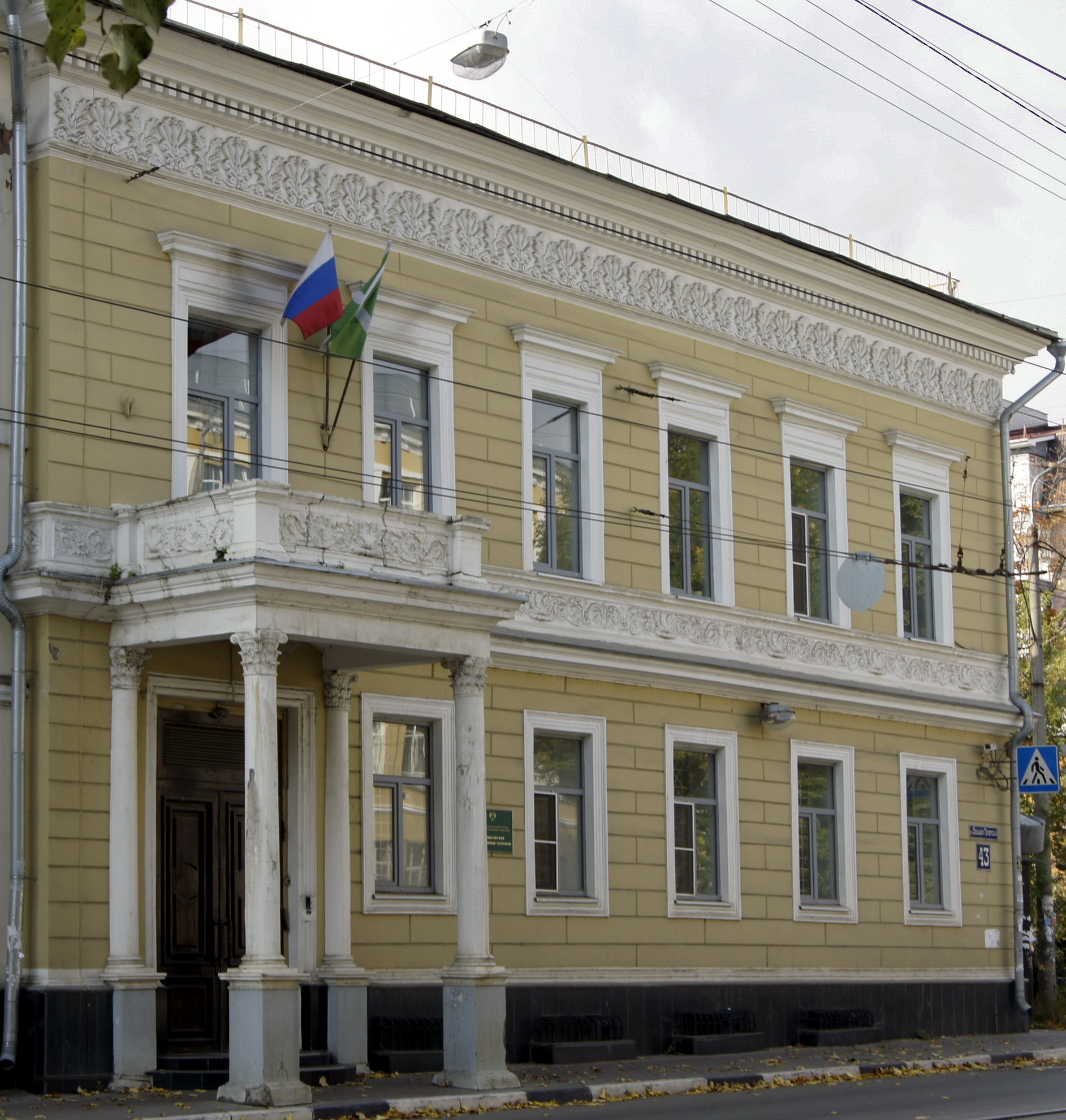
Дом Белокрыльцева — Стригулиных (1852)
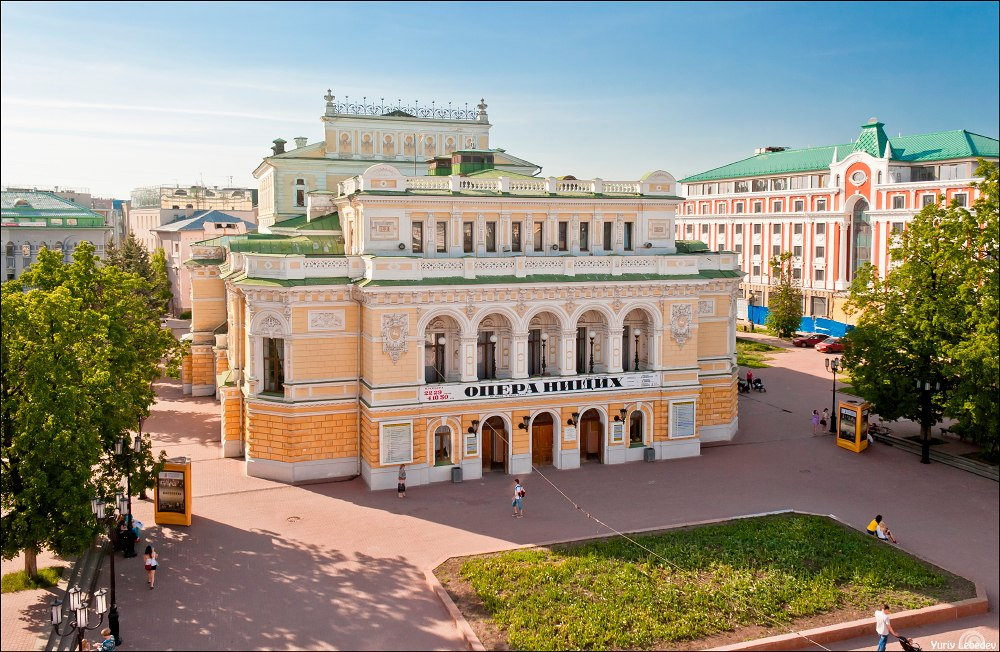
Драматический театр — крупнейший памятник архитектуры неоренессанса Нижнего Новгорода
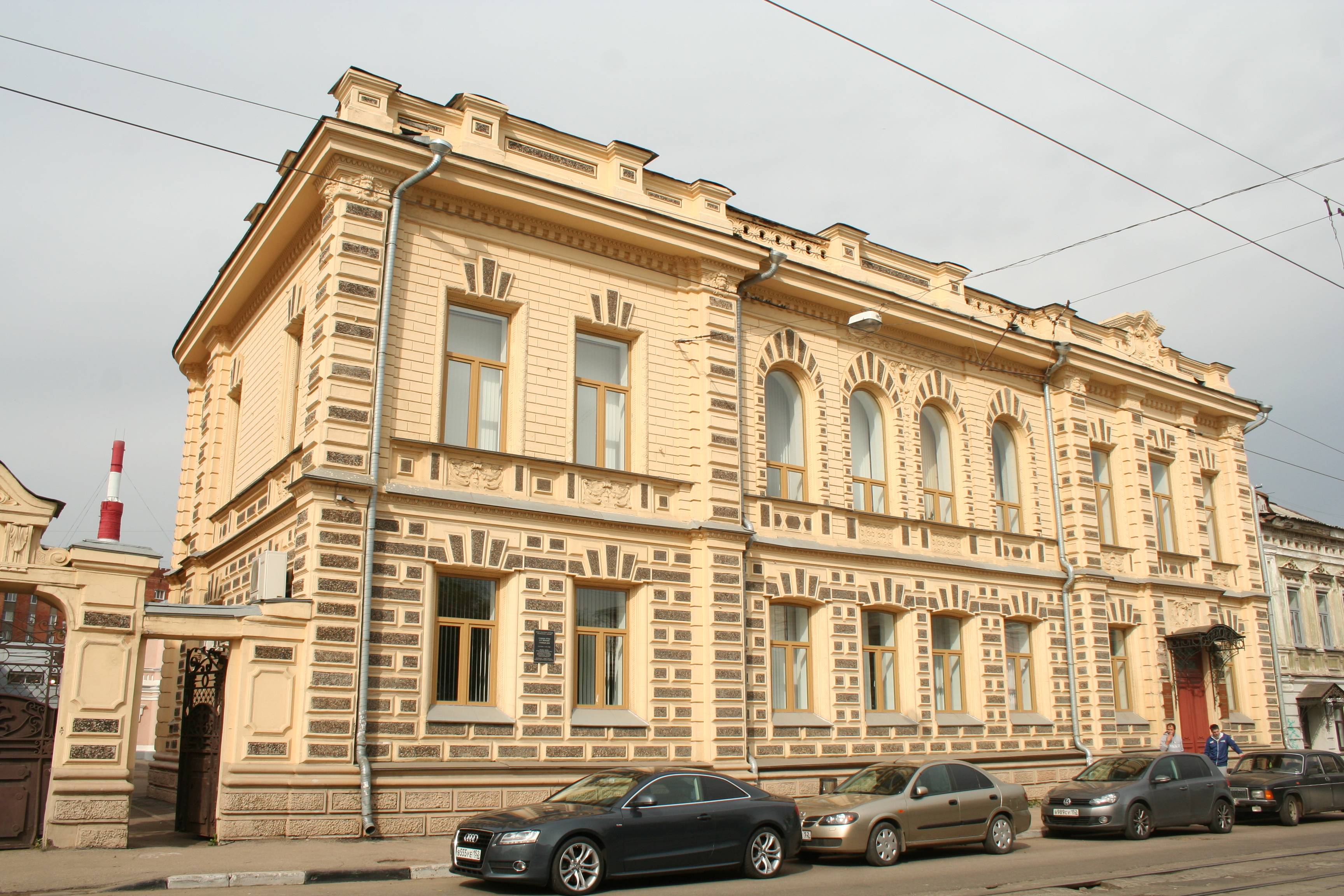
Усадьба купца А. В. Маркова — поздний пример неоренессанса в архитектуре города (1905)

##### Необарокко
Второй по распространённости формой академической эклектики в Нижнем Новгороде стало необарокко, первоначально применявшееся при проектировании и строительстве жилых домов. Упрощённые и укрупнённые формы необарокко украсили здание гостиницы купца И. Н. Соболева (арх. Н. Ужумедский-Грицевич, 1860), а также прослеживались в формах изящных сандриков эклектичных фасадов дома купца Я. И. Котельникова (арх. И. Кострюков, 1873) и перестроенном доме Н. Н. Телехова (1873). Наибольшей пышностью отделки отличался дом купчихи М. И. Бочкарёвой, в декоративном оформлении фасадов которого использовались мотивы русского барокко. Окна здания украшали затейливые наличники со стилизованными раковинами и гирляндами — типичными декоративными мотивами русского барокко.
Крупнейшим памятником необарокко в городе стала построенная в 1877 году усадьба С. М. Рукавишникова. Расположенная на Верхне-Волжской набережной, она состояла из трёхэтажного жилого дома, расположенных во дворе двухэтажного флигеля и служб, являясь типичным «престижным» сооружением, скорее похожим на дворец. Для разработки проекта комплекса были приглашены видные московские мастера — архитектор Пётр Бойцов и скульптор Михаил Микешин. В итоге, здание украсил фасад, насыщенный барочными архитектурными формами и скульптурными работами: вычурный скульптурный орнамент, покрывавший полностью плоскости фасадов, сформировали разнообразные гирлянды, атланты, кариатиды и маскароны, а также русты, тяги, криволинейные фронтоны и сандрики.

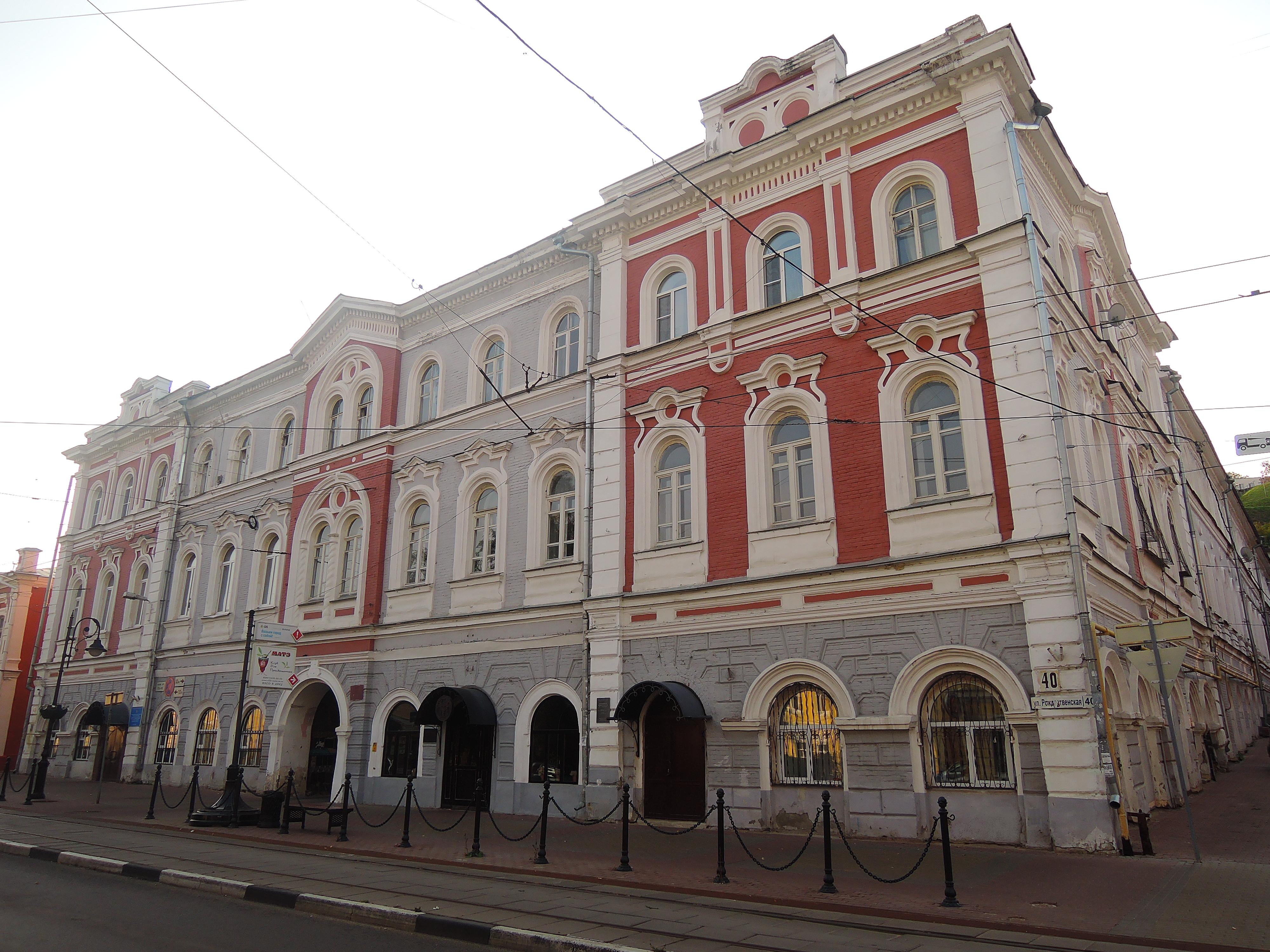
Дом И. Н. Соболева (арх. Н. Ужумедский-Грицевич, 1860)
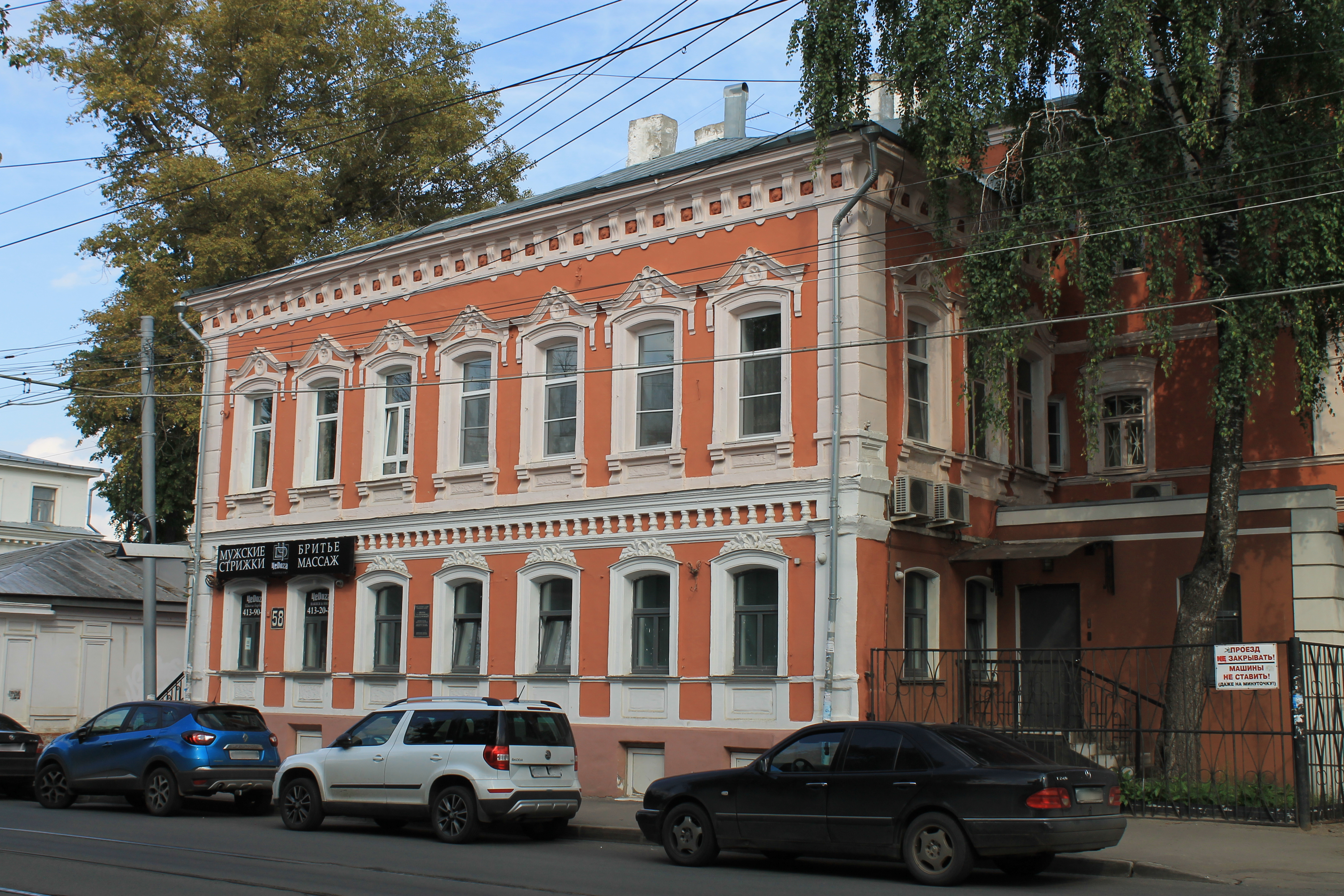
Дом Я. И. Котельникова (арх. И. Кострюков, 1873)
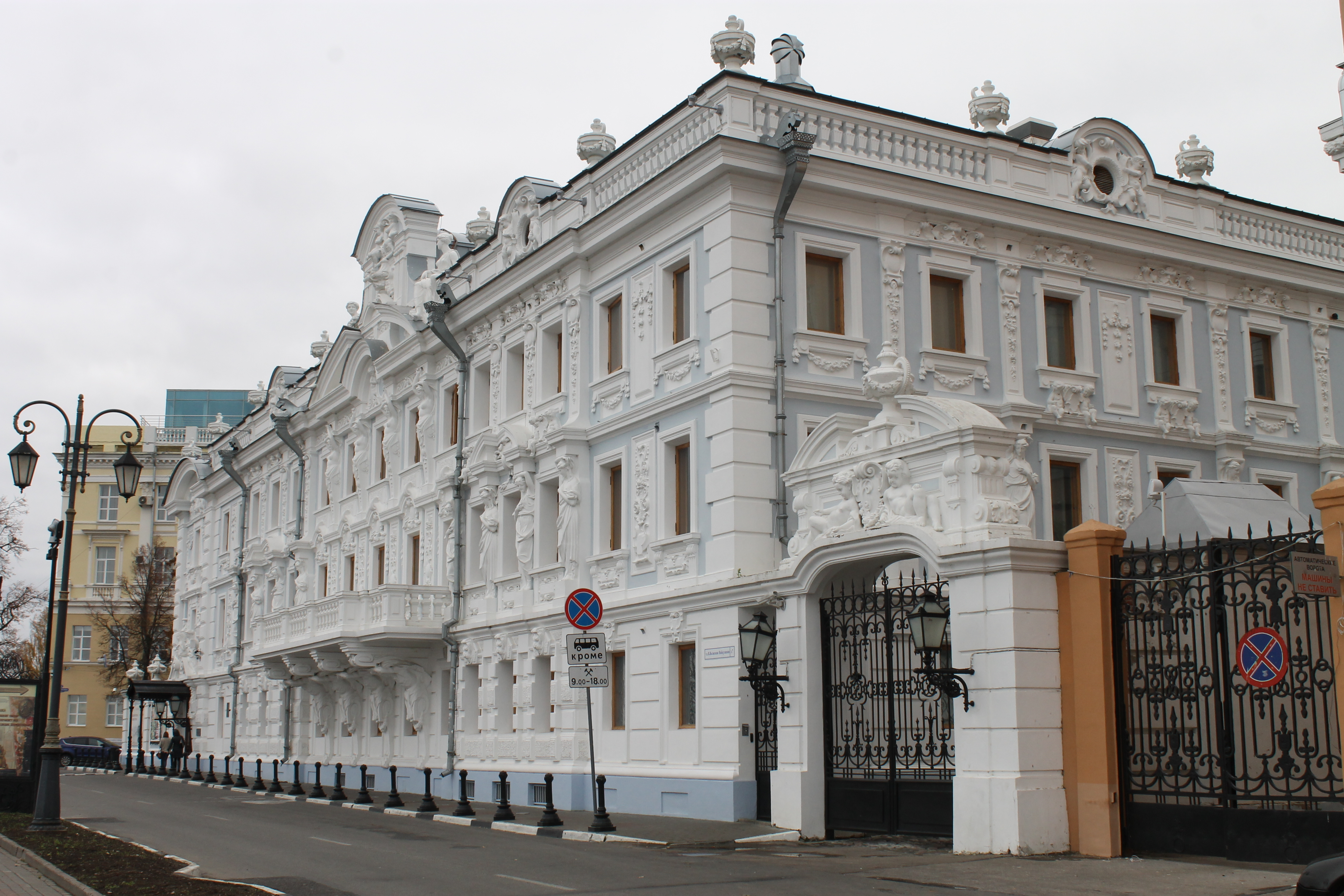
Усадьба С. М. Рукавишникова
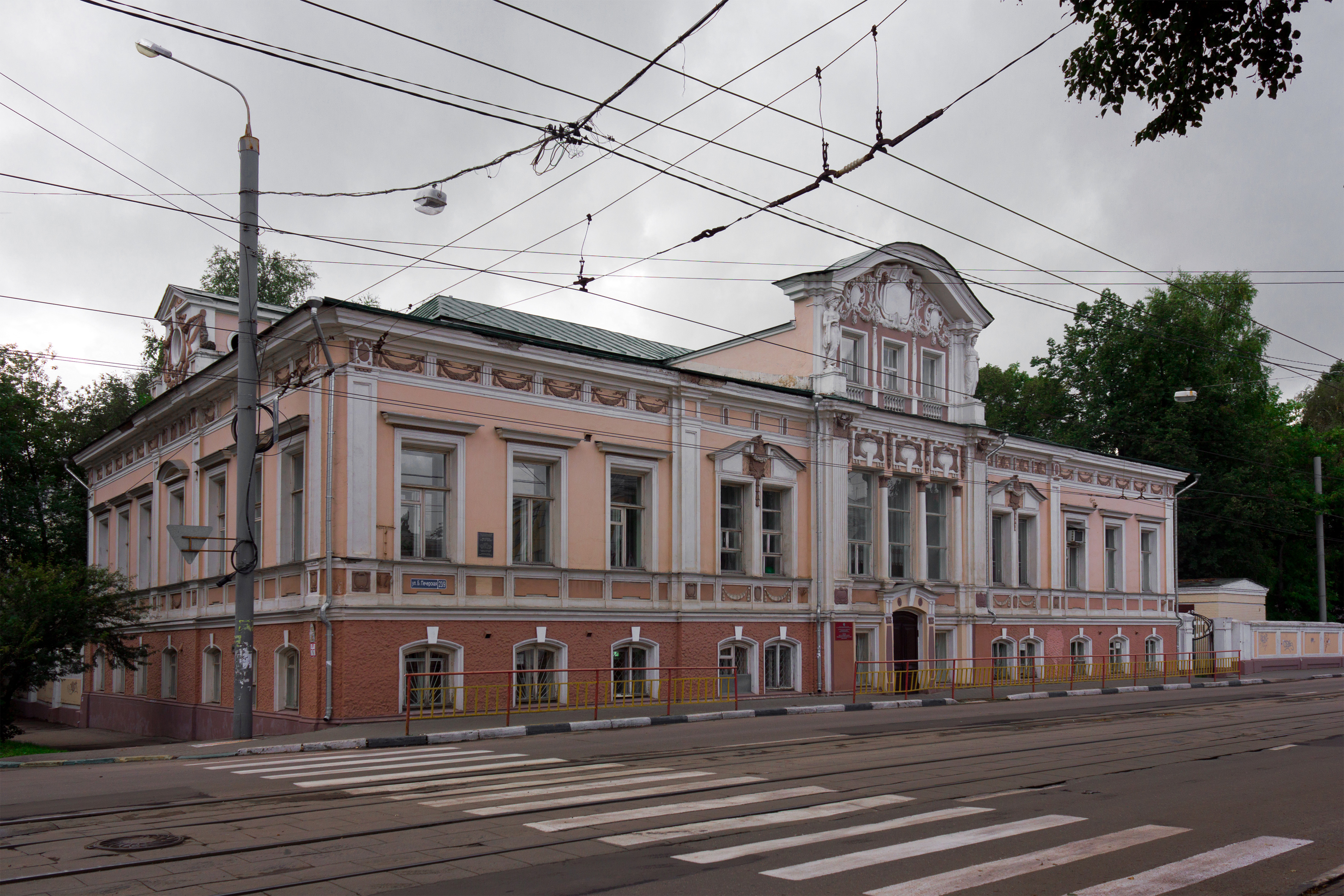
Дом М. А. Зайцева
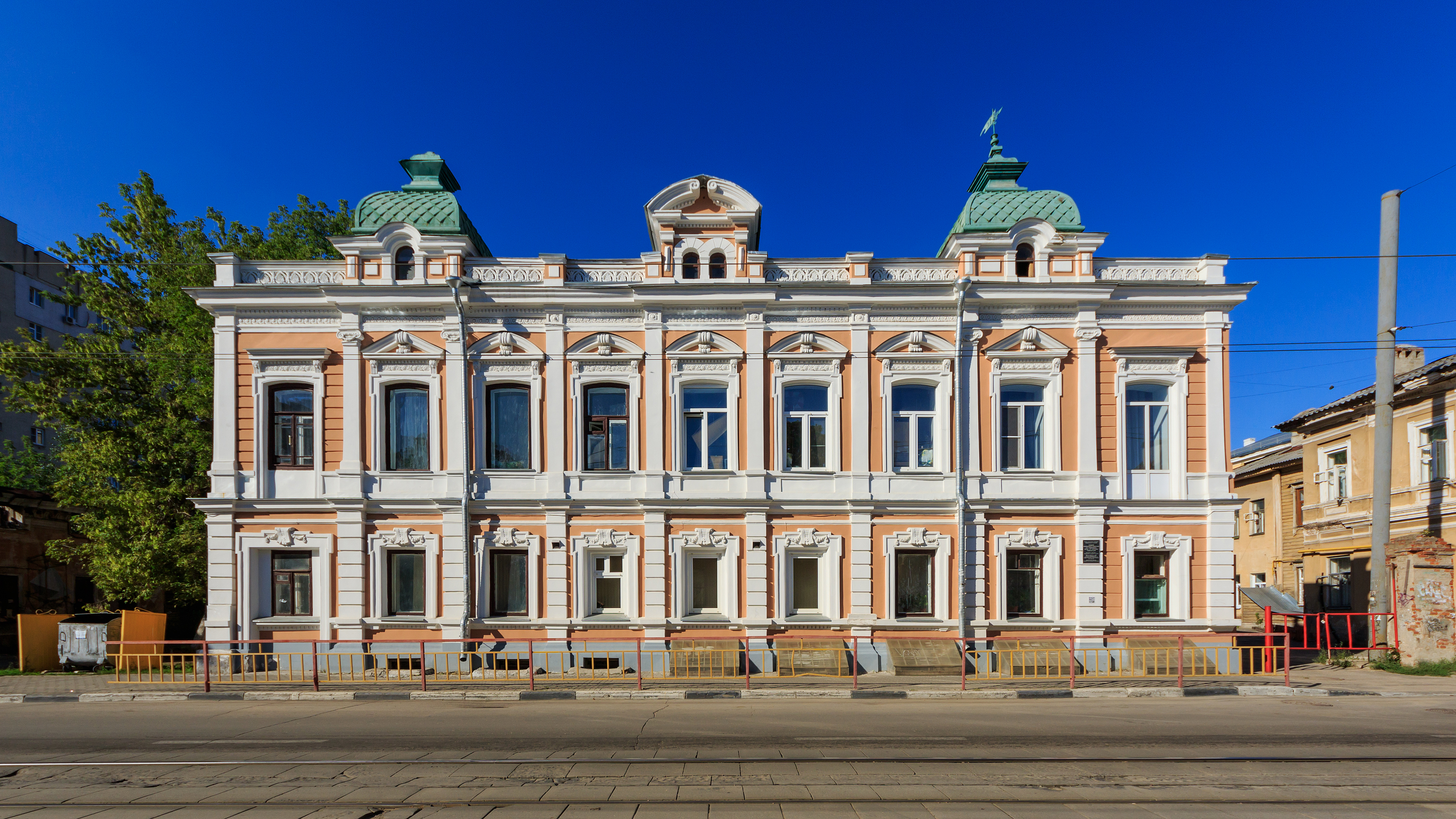
Усадьба И. И. Рудинского — А. П. Сергеева

#### Национально-романтическое направление

##### Русско-византийский стиль
В 30-х годах XIX столетия в России оформилось национально-романтическое направление в архитектуре, вылившееся в создание так называемого русского стиля. Одной из его разновидностей был русско-византийский стиль (или, как его называли в то время — русский академический стиль), суть которого заключалась в смешении форм русского средневекового зодчества и приёмов классицизма. Основоположником направления считается архитектор Константин Тон. Работы Тона рекомендовались на государственном уровне в качестве эталона при возведении храмов и зданий государственных учреждений по всей стране. Необходимость перестройки нижегородского Спасо-Преображенского собора в кремле возникла ещё в 1816 году, но только в 1827 году был объявлен конкурс на снос старого здания и строительство нового, «избрав лучший образец действительно древних соборов». Николай I, изучив проекты, постановил, что окончательный вариант следует разработать «придерживаясь елико возможно старинного вида собора». Новый проект в 1828 году разработал видный зодчий-классицист Авраам Мельников. Построенный к 1835 году храм совмещал «схему» исторического памятника и элементы классицистической «регулярности». Доминирование в здании традиционных черт позволяет отнести собор к числу первых по времени построек в русско-византийском стиле в России.
В течение второй половины XIX века в Нижнем Новгороде было построено ещё несколько церквей в русско-византийском стиле, в том числе не сохранившаяся Троицкая на улице Большой Печёрской (1867), Вознесенская на Ильинской улице (1866), Трёх Святителей на Немецкой улице (1860) и Сергиевская на улице Сергиевской (1869). Первые две, вследствие больших размеров и представительного вида, стали крупными архитектурными доминантами, оказав большое влияние на формирование облика исторического центра города. Троицкая церковь, по сравнению с Вознесенской, имела более оригинальное архитектурное решение, с доминированием архаичных форм. Колокольня храма была выполнена в виде восьмерика из двух ярусов, который опирался на объём четверика, и был украшен круглым в плане барабаном, увенчанным полушлемовидной главой. Килевидные закомары фасадов храма покрывала фресковая живопись.

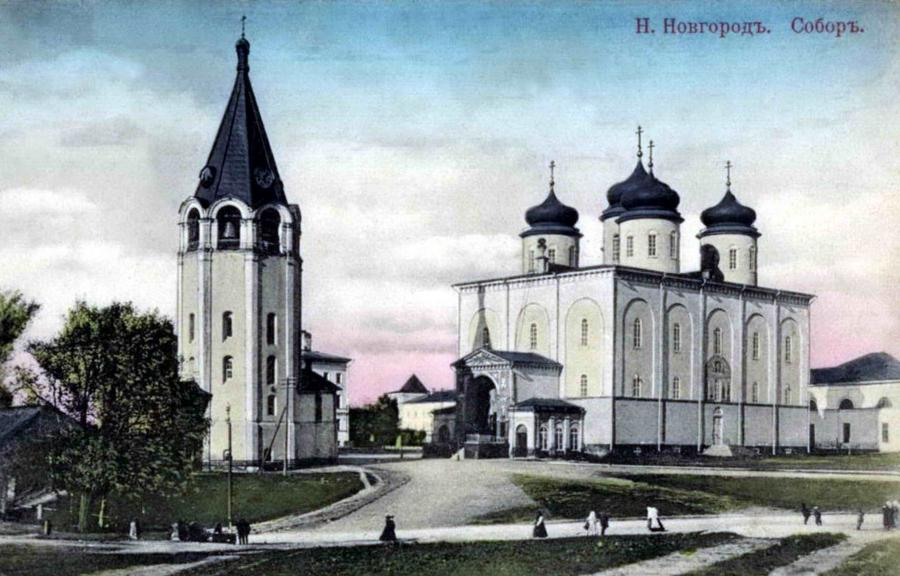
Спасо-Преображенский собор
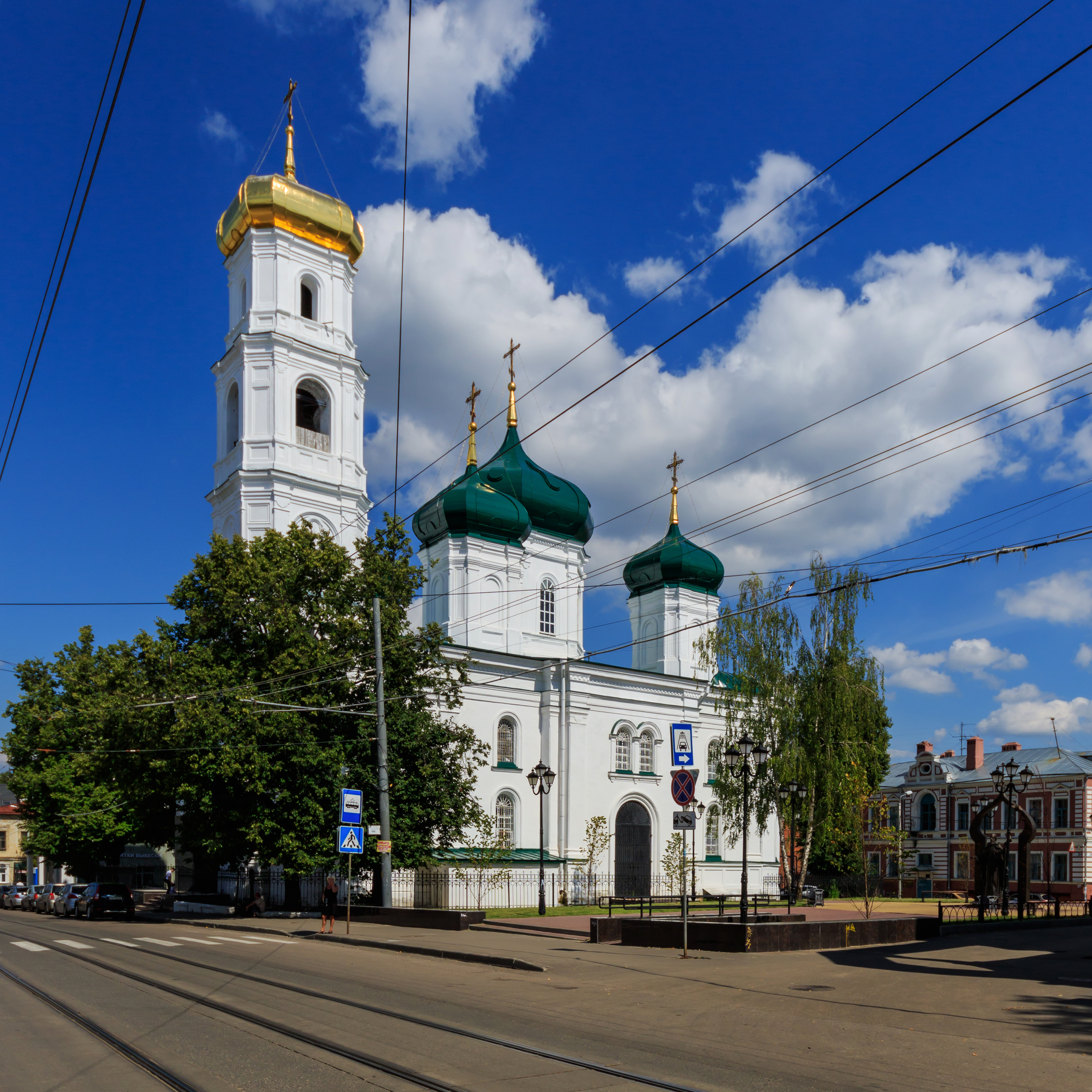
Церковь Вознесения на Ильинке
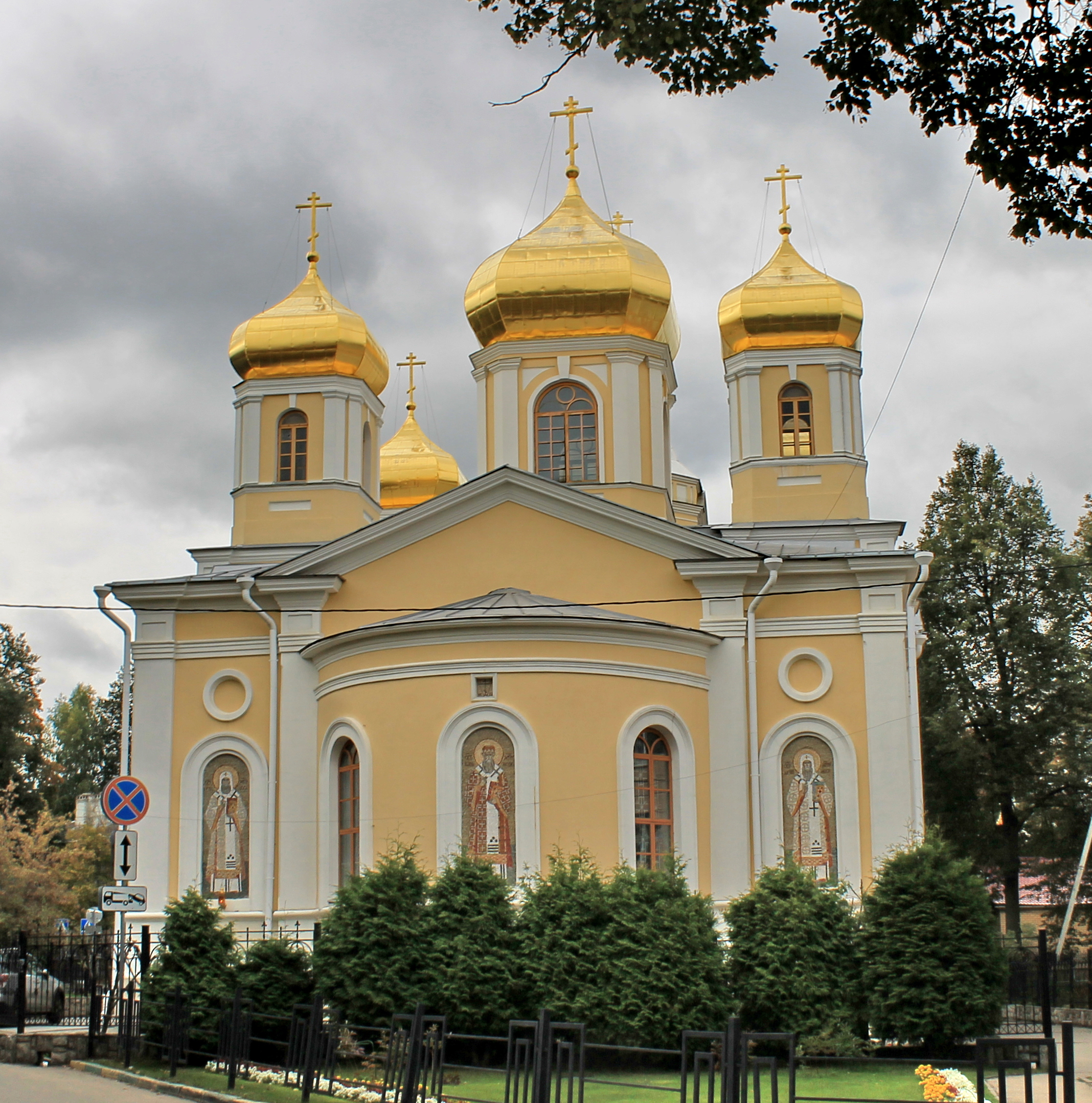
Церковь Трёх Святителей
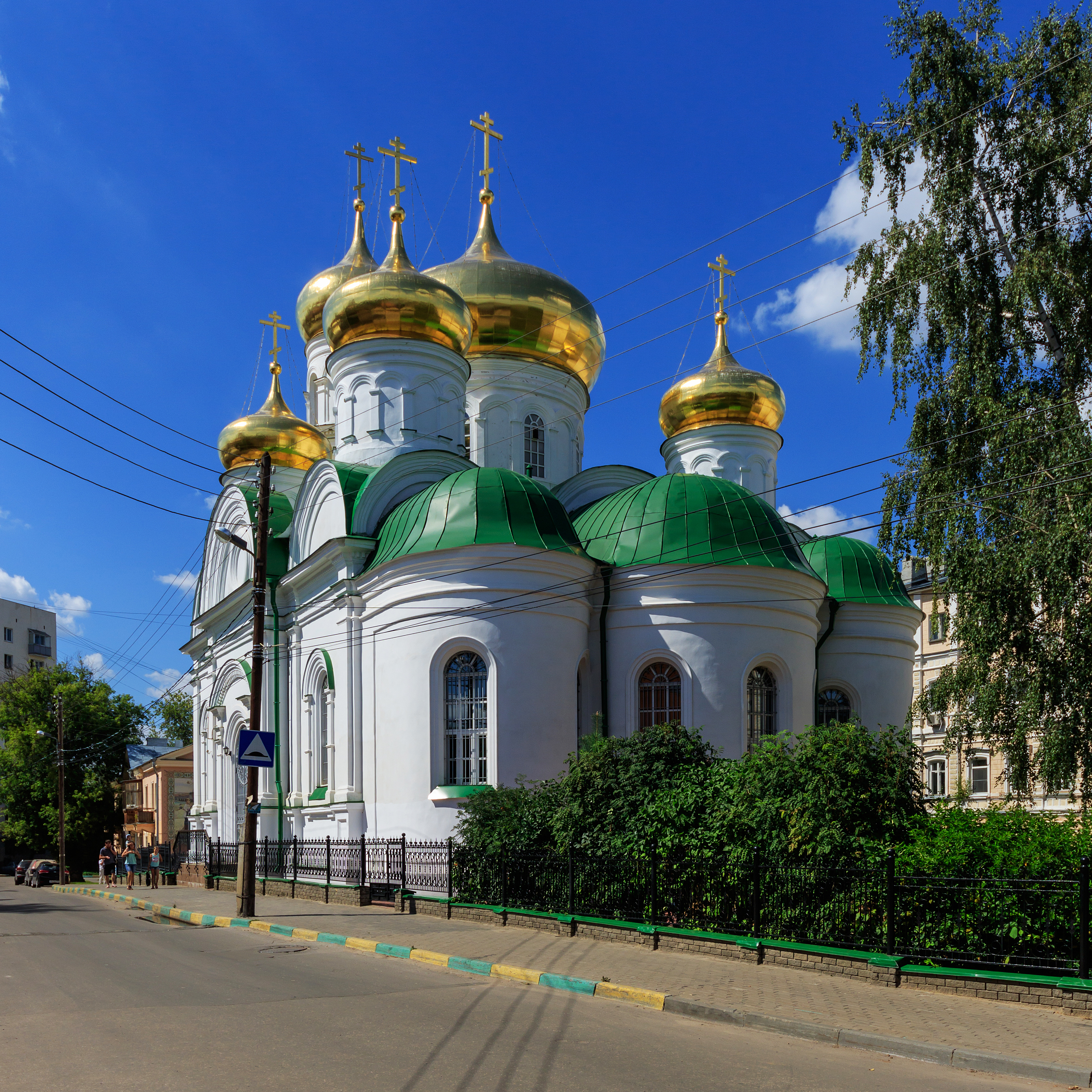
Сергиевская церковь
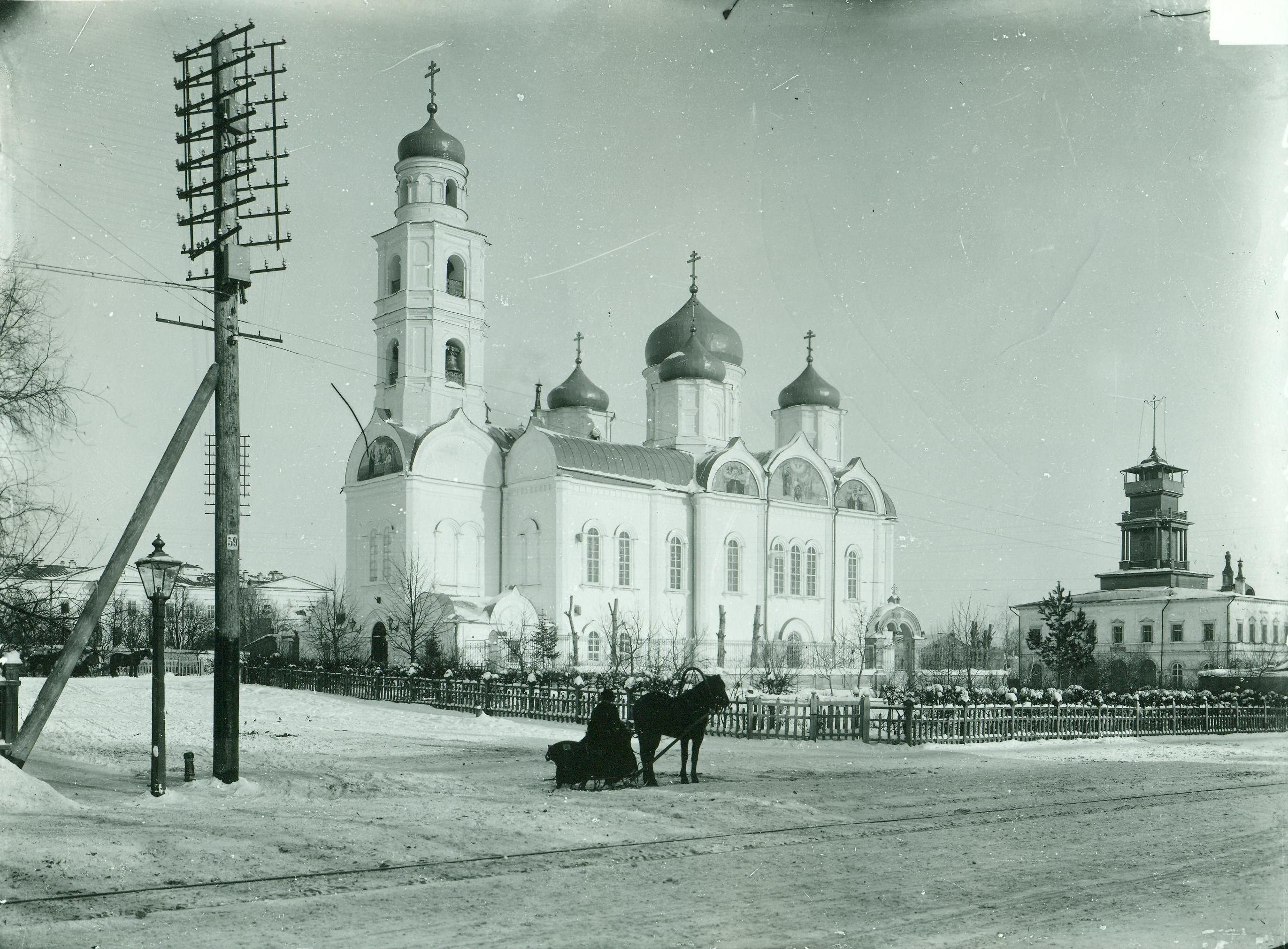
Троицкая Верхнепосадская церковь

##### Русский стиль
В конце 1840—1850-х годов в противоположность официальному русскому стилю возникло его неофициальное, антиакадемическое направление. Алексей Горностаев считается основоположником данного варианта русского стиля, суть которого заключалась в подражании русским храмовым постройкам XVII века. В конце 50-х годов XIX века, после смерти императора Николая I, и распространения в интеллигенции идей народничества, это направление окрепло и сформировалось в так называемый русский народный стиль. В 1870-е годы архитектор, историк и археолог Лев Даль, возглавлявший русский отдел журнала «Зодчий», стал одним из первых теоретиков искусства, подвергших жёсткой критике официальный русско-византийский стиль, основав новое направление русского стиля — «археологическое». Основоположником второго направления, «почвенного», стал Владимир Шервуд.
Археологическое направление в Нижнем Новгороде было представлено работами Даля: церковью Александра Невского в Канавине (перестроенной из часовни) и Космодемьянской церковью (обе утрачены), а также построенным при его участии собором Александра Невского на Стрелке. Самым крупным сооружением, возведённым в русском стиле в Нижнем Новгороде, стал Главный ярмарочный дом, возведённый по проекту Карла Треймана, Алексея Трамбицкого и Александра фон Гогена в 1890 году, представлявший собой яркий пример стилизаторства под русскую архитектуру XVII века, бывшего популярным при строительстве крупномасштабных торговых комплексов, таких как Верхние торговые ряды на Красной площади в Москве (арх. Александр Померанцев, 1888—1893).

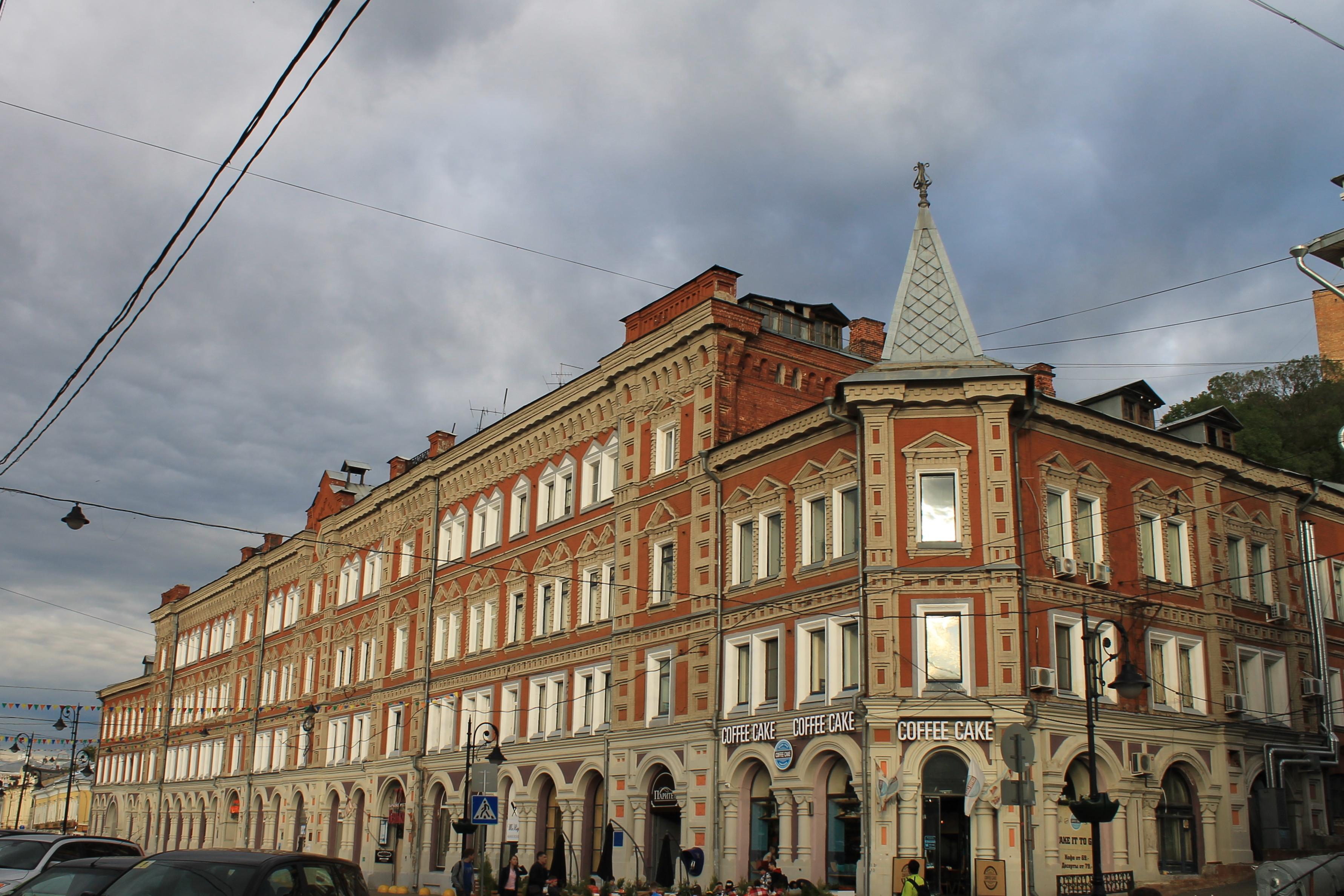
Блиновский пассаж
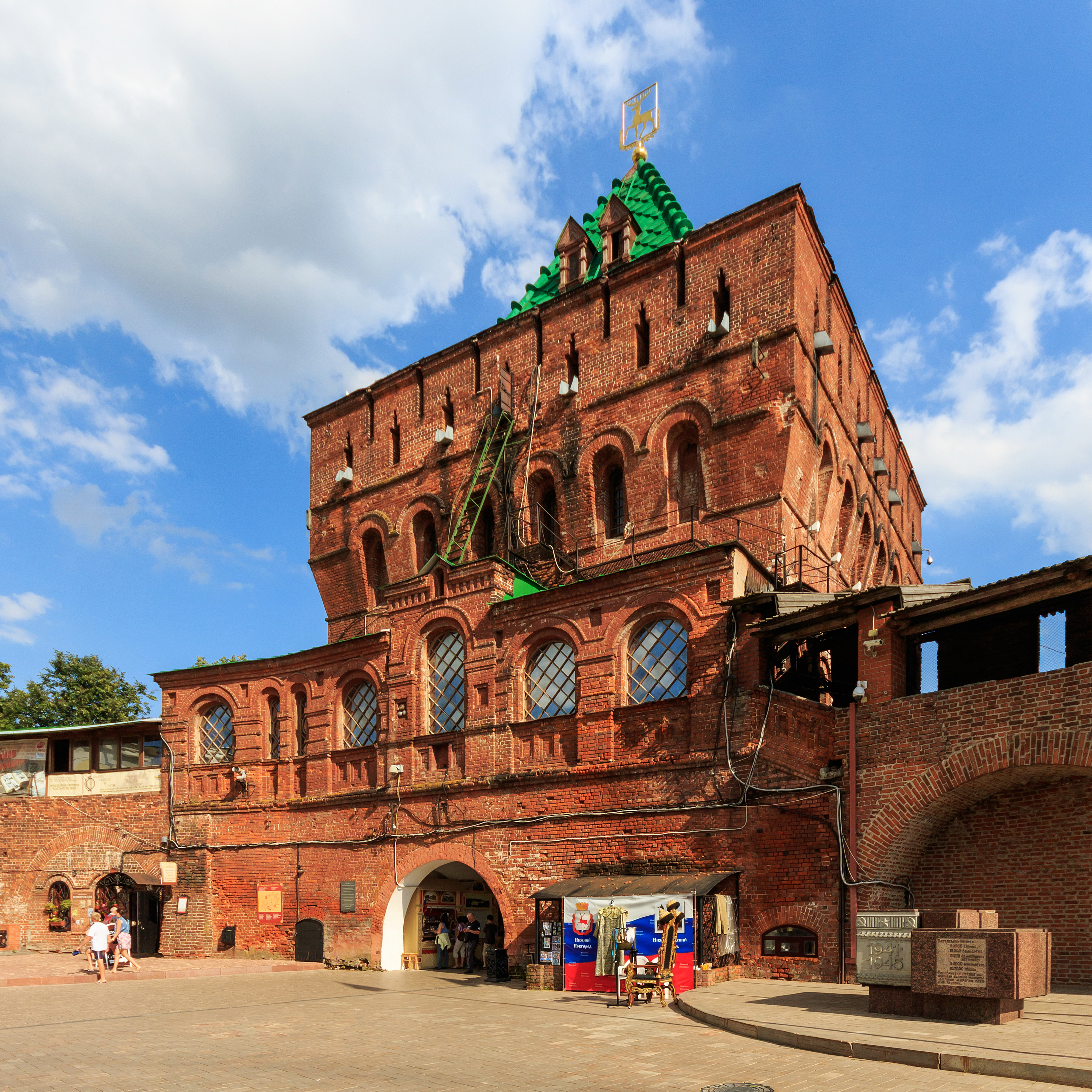
Дмитриевская башня
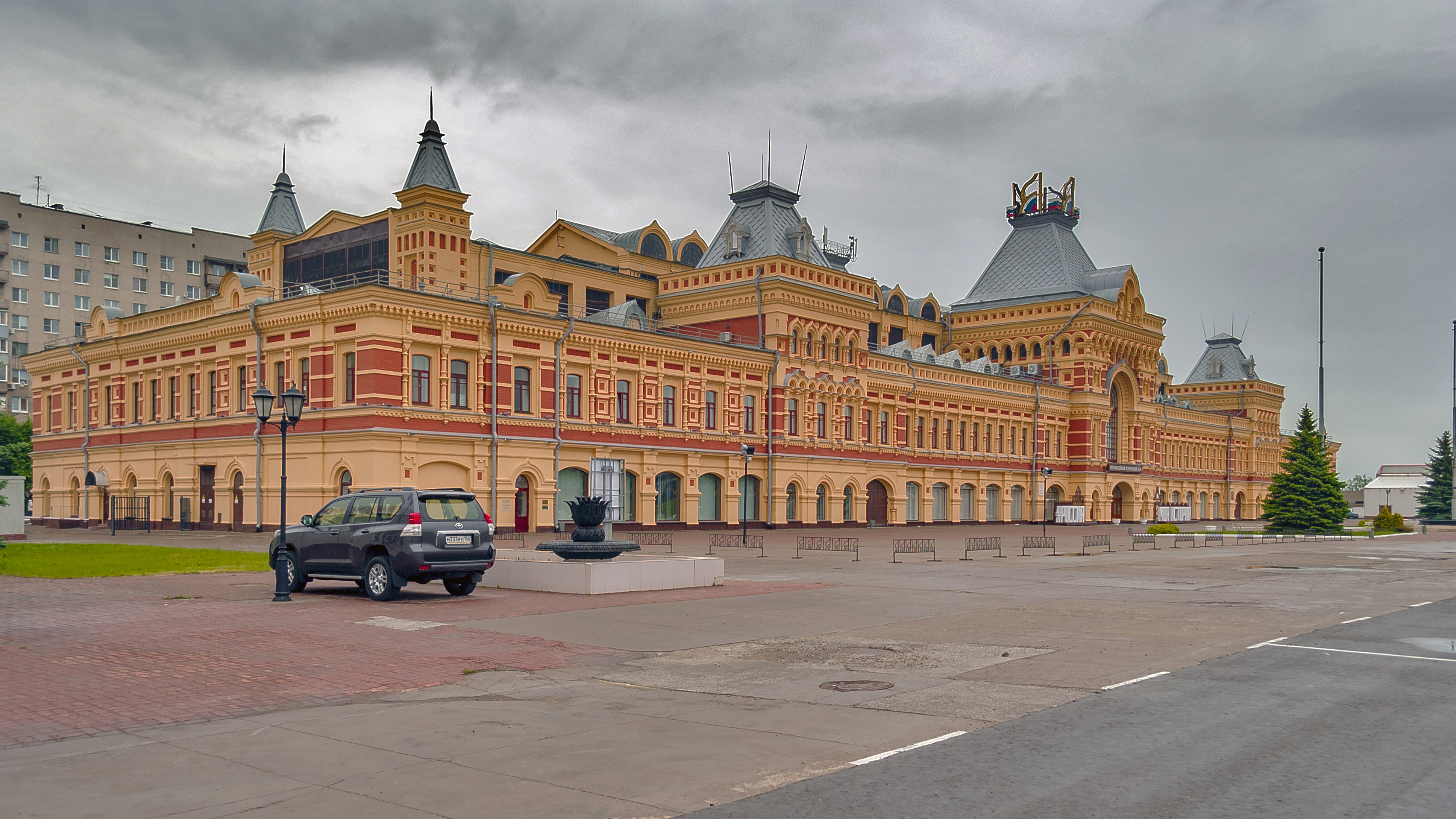
Главный ярмарочный дом
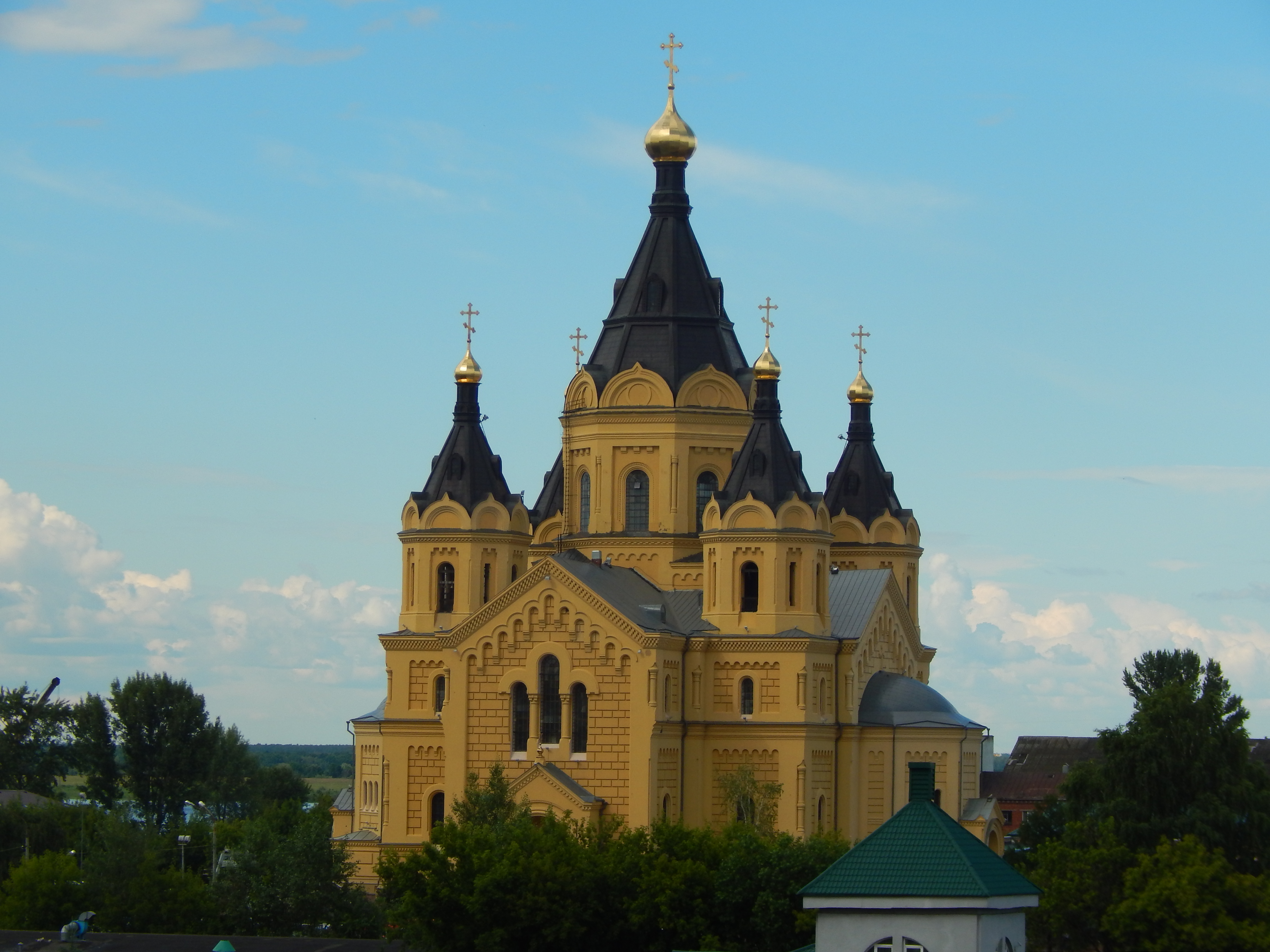
Александро-Невский Новоярмарочный собор
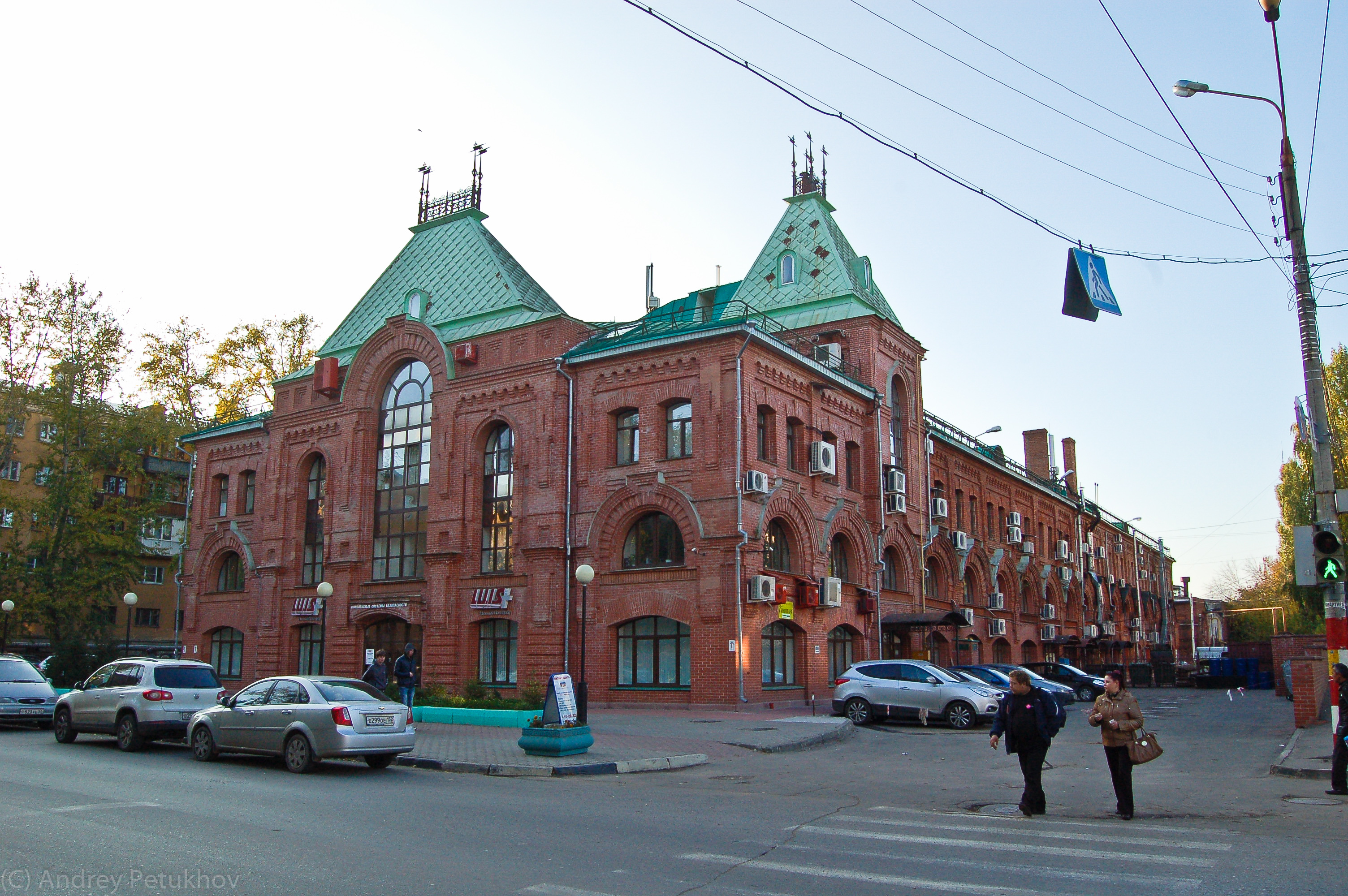
Корпус мануфактурных складов Нижегородской ярмарки

В 1880—1890-е годы официальный русский стиль, несколько видоизменившись, снова получил широкое распространение. Его новым апологетом стал Николай Султанов, получивший должность редактора русского отдела журнала «Зодчий» и выдвинувший идею «воссоединения рационального и национального начал в архитектуре». Султанов мало работал в Нижнем Новгороде, но активно пропагандировал новые архитектурные идеи. Им был составлен план реконструкции Дмитриевской башни кремля под размещение в ней исторического музея. В качестве образца при разработке проекта реконструкции архитектор выбрал венчающую часть стены московского Китай-города. Представителями школы Султанова в Нижнем Новгороде были академик архитектуры Александр Кочетов и епархиальный архитектор Александр Никитин. По проекту Александра Кочетова был возведён храм Всемилостивого спаса (1903), проект которого завоевал первую премию на всероссийском конкурсе 1898 года. Александр Никитин в 1902—1903 годах, по заказу Нижегородской епархии, запроектировал и выстроил здание нового типа на территории архиерейской усадьбы — Дом Георгиевского братства с часовней.

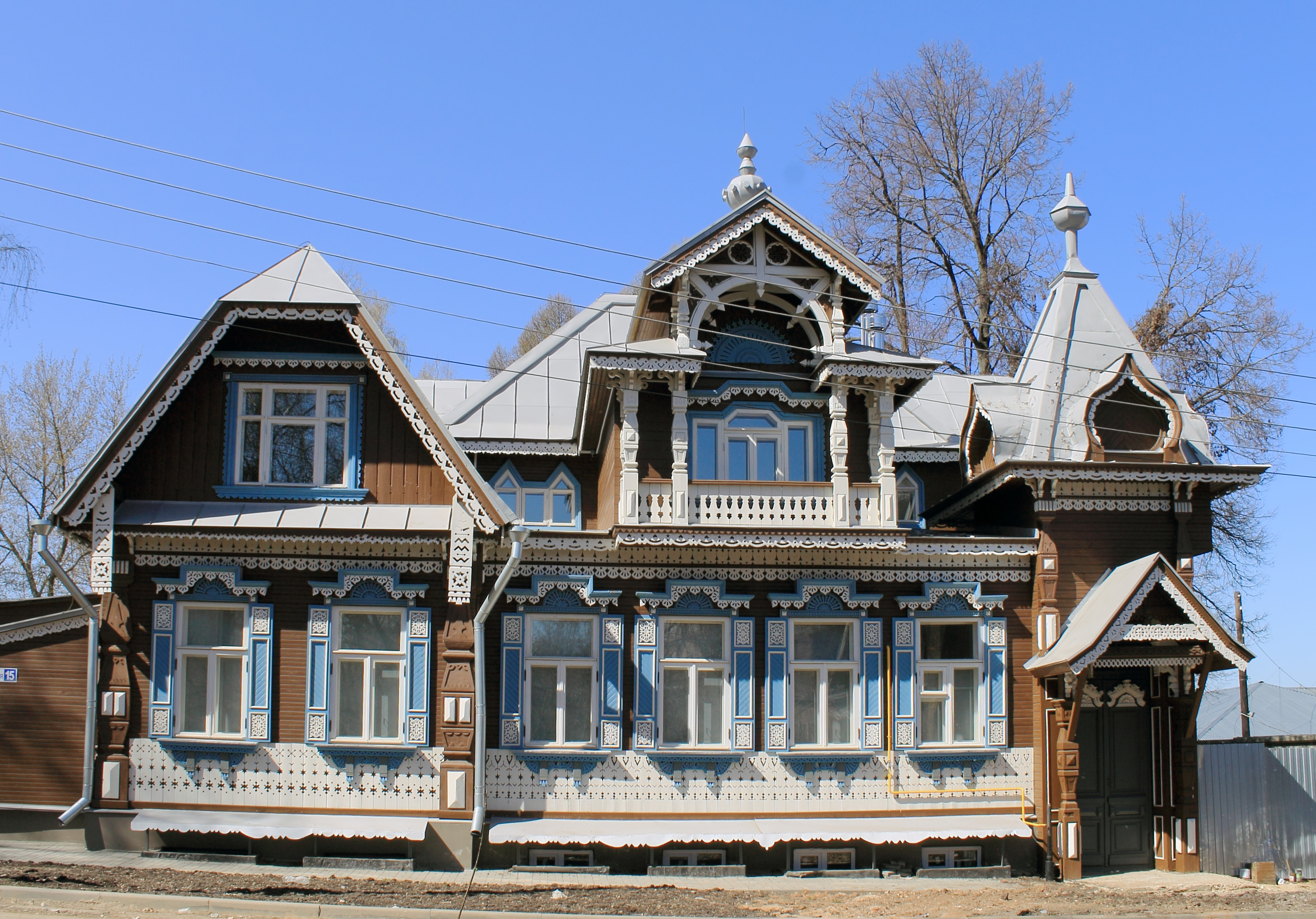
Дом В. И. Смирнова

Распространившиеся с 1875 года по России работы Ивана Ропета в деревянном русском стиле (так называемый демократический вариант русского стиля), со временем стали чрезвычайно популярны в строительной практике: в этом направлении застраивались пригороды и дачные посёлки. В Нижнем Новгороде сохранилось крайне мало построек в демократическом варианте русского стиля. Большинство деревянных домов, отличительной чертой которых выступала затейливая пропильная резьба по тонким доскам, со временем разрушились. Сооружения Всероссийской торгово-промышленной выставки 1896 года, в частности выполненные в русском стиле павильон Рязанско-Уральской железной дороги, павильон садоводства и другие, разобрали после окончания мероприятия. Сохранился дом В. И. Смирнова по улице Дальней, представлявший собой скромное подражание демократичному стилю Ивана Ропета. Ропетовский стиль оказал влияние на оформление фасада дома купца Н. Заплатина (Ильинская, 160; снесён).
В целом, русский стиль, во всех его вариациях, не получил достаточно большого распространения в архитектуре города, что объяснялось господством классических традиций академической эклектики и распространением новых, более созвучных эпохе, архитектурных направлений — кирпичного стиля и модерна.

##### Неовизантийский стиль
Неовизантийский стиль формировался в архитектуре России на фоне общего интереса к культуре и искусству Византии. Во второй половине XIX века на смену русско-византийскому стилю пришли два направления, уделявшие большее внимание исторической точности в заимствованиях и ассоциациях. Неовизантийский (византийский) стиль появился благодаря пенсионерским поездкам русских архитекторов в Малую Азию, Константинополь (Стамбул) и на Кавказ. В византийском стиле акцент ставился на по возможности наиболее точном воспроизведении византийской архитектуры.
В конце XIX века Александровский дворянский институт приобрел на Грузинской улице участок для строительства студенческого общежития с домовой церковью Кирилла и Мефодия. Проект постройки авторства городского архитектора В. Н. Брюхатова был утверждён в 1894 году. Дорабатывал проект столичный архитектор П. С. Бойцов. Строительство здания было окончено в 1897 году. Общежитие с церковью стало крупным градостроительным памятником конца XIX века, выполненным «в добротных нео-византийских формах».
В 1898 году архитектор Павел Малиновский выиграл конкурс на проект Спасо-Преображенского собора в Сормове. Внутреннее пространство и убранство собора было организовано по типу архитектурного оформления знаменитого храма Святой Софии в Константинополе. О художественном образе собора автор проекта писал: «храм в Сормове проектирован в нео-византийском стиле по примерам близко подходящим к первоисточнику этого типа храмов, проектированных Богомоловым, Китнер и вслед за ними — многими другими… проектированная церковь отвечает по типу и размерам храмам, сооружённым в Каменец-Подольском и Петербурге, и всего ближе этой последней; из этих двух церквей Божией Матери в Петербурге известна официально, т.к. представлена на страницах журнала „Зодчий“ за 1888 год».

#### Романтические направления
Обращение к наследию средневековой архитектуры Западной Европы — неороманскому стилю и неоготике — не нашло большого распространения в нижегородской архитектуре. В жилой архитектуре здания такого типа практически отсутствовали.

##### Русская неоготика

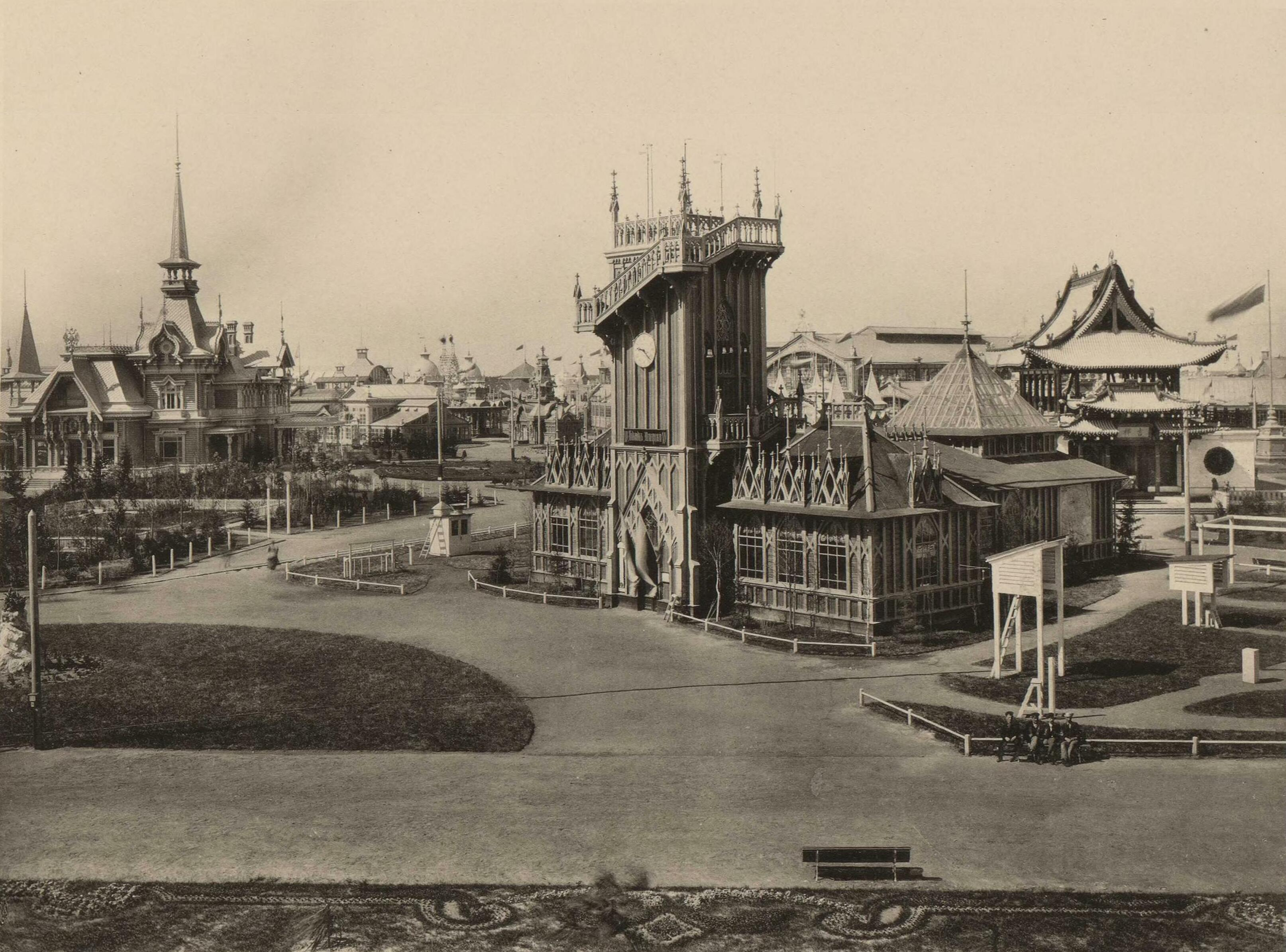
Павильон метеорологии Всероссийской выставки 1896 года. Архитектор Н. М. Проскурин

Обращением к готическим формам и элементам выделялись: флигель усадьбы купца А. Шушляева, построенный по проекту архитектора Николая Ужумедского-Грицевича; выстроенные в 1864—1865 годах на Зеленском съезде католический костёл и дом притча; деревянная часовня, выстроенная в 1855 году по проекту Льва Фостикова на месте разрушившейся Свято-Духовской церкви (все постройки не сохранились до наших дней); служебный корпус усадьбы М. П. Водовозовой — М. П. Солина; Часовая башня, возведённая на правом берегу Оки в 1861 году, которую украшали пучки тонких колонок, угловые башни с пинаклями и стрельчатые арки.
В архитектуре павильонов Всероссийской промышленно-художественной выставки 1896 года мотивы готики были использованы только в нескольких постройках и лишь в виде отдельных элементов. Павильон метеорологии (арх. Н. М. Проскурин) имел центральный объём в виде средневековой башни с вертикальными членениями, отсылавшими к готической архитектуре. Павильон дополняла открытая спиральная лестница и остроконечные башенки по углам, похожие на готические пинакли. Павильон Волжско-Каспийского судоходства (арх. Н. М. Проскурин) включал элементы готической архитектуры, в виде стрельчатых форм оконных проёмов и парапетов над карнизами.

##### Неороманский стиль
В общественной архитектуре обращением к неороманскому стилю выделялось здание водонапорной башни на Нижегородской ярмарке (1870, арх. Роберт Килевейн), перестроенная в 1893 году под пожарное депо. Кирпичное здание с высокой башней-каланчей и узкими окнами являлось одной из архитектурных доминант территории ярмарки. К романской архитектуре в здании отсылали парапет, напоминавший зубчатое завершение крепостей и средневековых замков, декоративный пояс из машикулей, плоские лопатки, членившие фасады.

##### Ориентализм
Обращение к восточным экзотическим стилям в архитектуре города было характерно в основном при проектировании павильонов Всероссийской выставки. Существовали также нереализованные проекты местных архитекторов в духе ориентализма. Проект караван-сарая на Нижегородской ярмарке 1868 года архитектора И. К. Кострюкова предусматривал возведение двухэтажного кирпичного здания с элементами восточных стилей в виде узорчатых переплётов окон, орнамента из цветной керамической плитки, зубчатого парапета и восточного силуэта аттиков. Проект особняка П. П. Кузнецова на Сергиевской улице (начало XX века) имел выразительный фасад с элементами восточного стиля.
На Всероссийской выставке несколько павильонов были отмечены обращением к экзотическим стилям. Павильон Кяхтинских чаеторговцев (арх. Р. Ф. Мельцер) сочетал рационализм и китайский стиль, и по силуэту напоминал китайскую пагоду. Павильон компании Кренгольмской мануфактуры (арх. К. В. Трейман) был выполнен также с обращением к экзотическим стилям: над квадратным объёмом постройки доминировал гранёный, приплюснутый купол в восточном стиле. Одной из крупнейших построек Выставки стал павильон Средней Азии (арх. Н. А. Померанцев), отражавший обращение к ориентализму: протяжённые фасады павильона были украшены деталями с восточными мотивами, а по углам располагались башенки, напоминавшие минареты. Мотивы восточных стилей были представлены и в других павильонах Выставки, в том числе: павильоне Товарищества С. М. Шибаева и К°, павильоне Каспийско-Черноморского нефтепромышленного общества, павильоне отдела железных дорог и станции электрической сигнализации (арх. В. И. Шервуд), павильоне Товарищества Братьев Нобель (арх. Р. Ф. Мельцер), павильоне С. П. фон Дервиз (арх. В. Н. Пясецкий), павильоне Г. Г. Адельханова (арх. Н. Г. Лазарев), павильоне генерала М. Н. Анненкова (арх. А. П. Григорьев), павильоне Казанского округа путей сообщения (арх. В. И. Шервуд) и других.

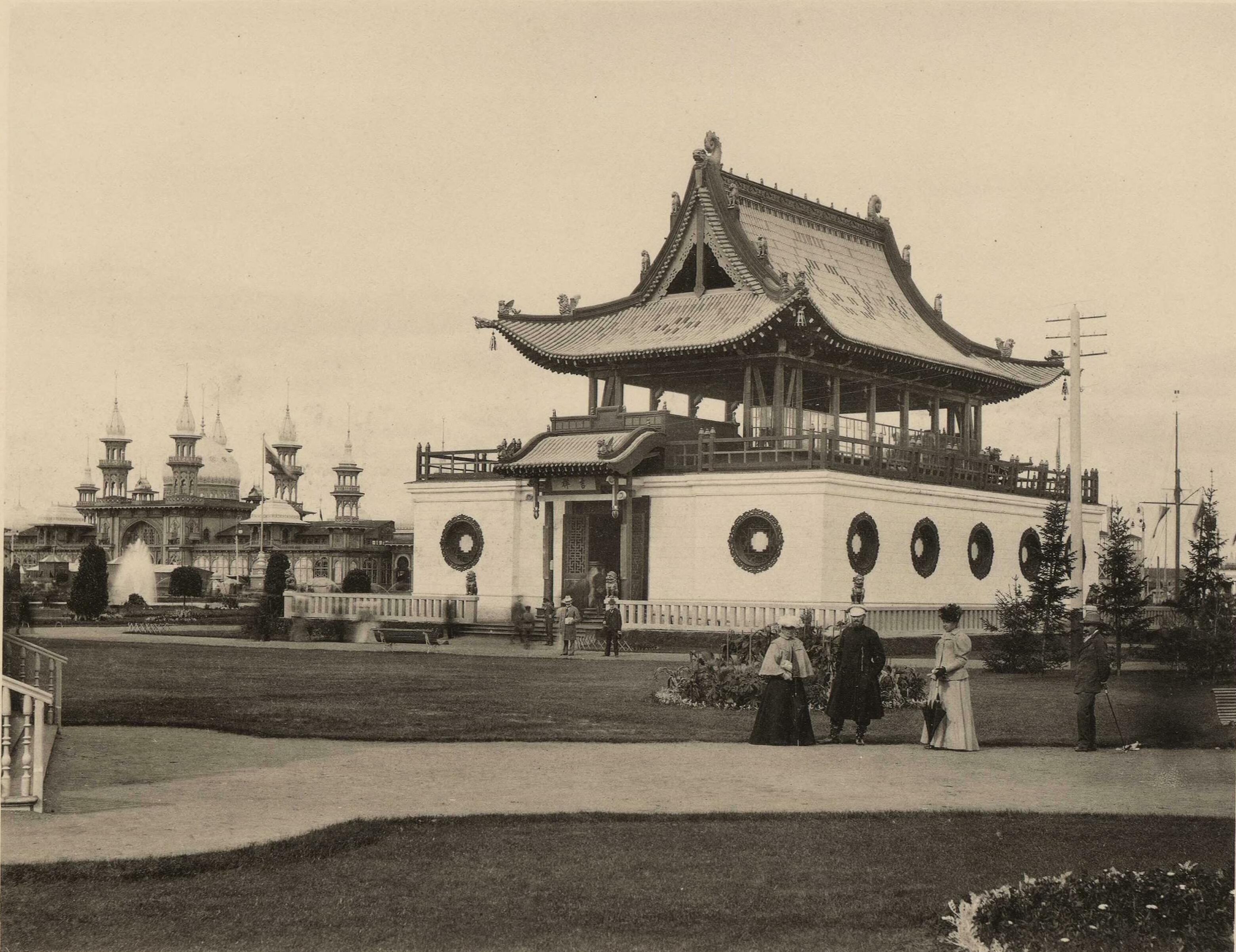
Павильон Кяхтинских чаеторговцев
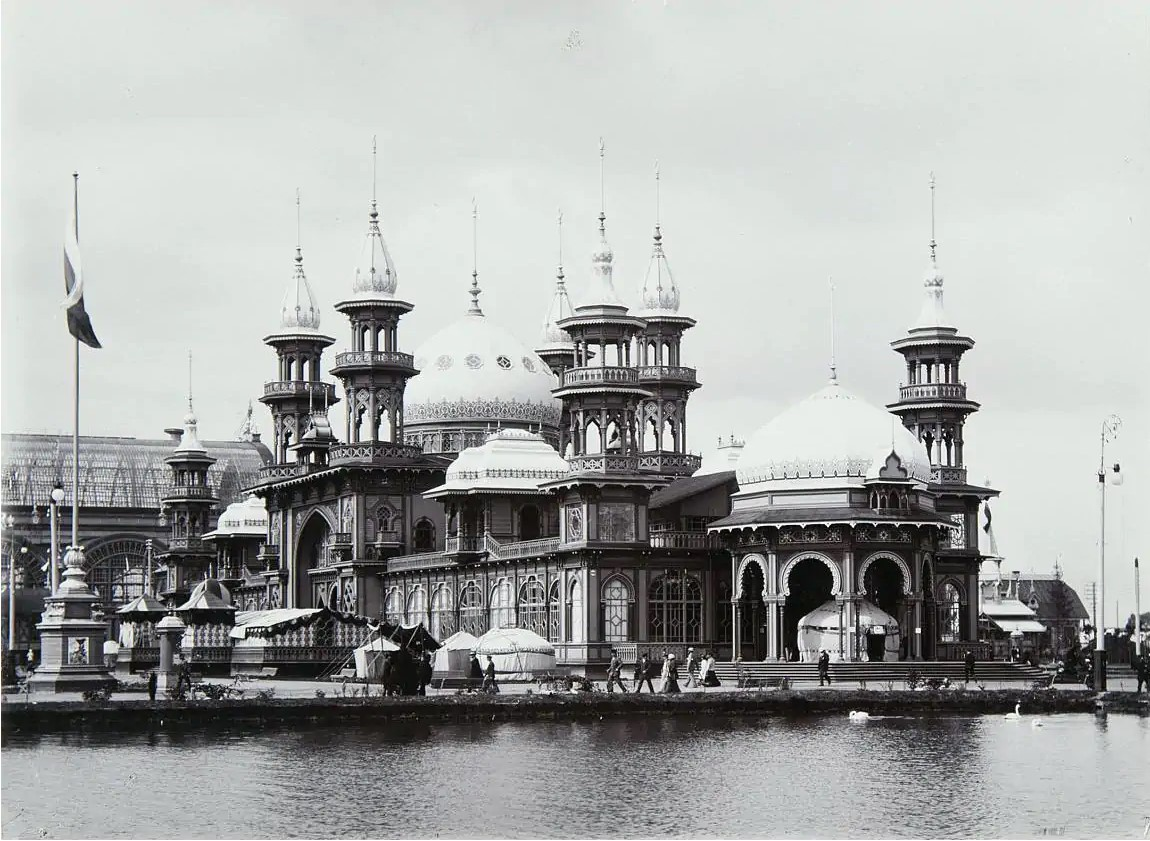
Павильон Средней Азии
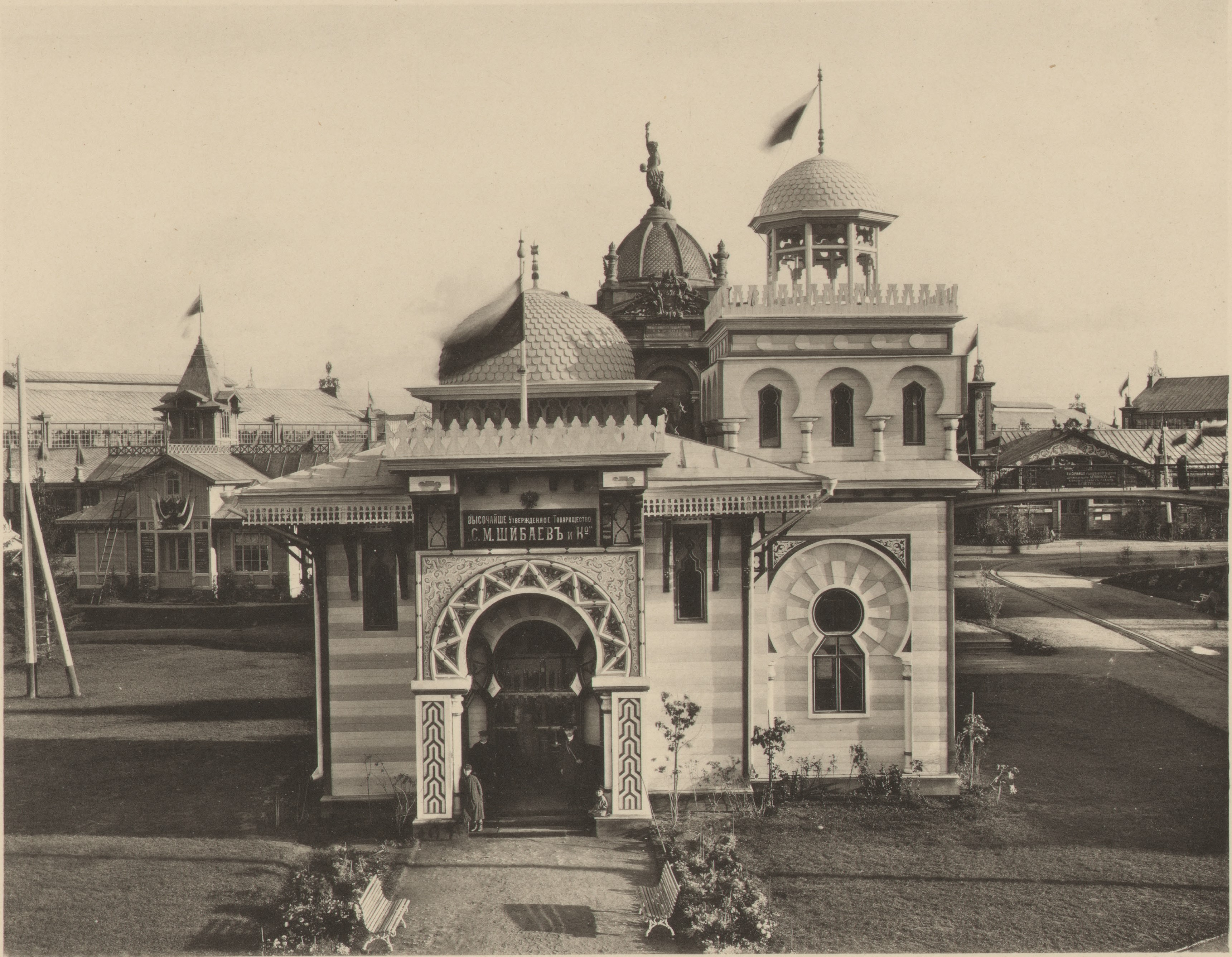
Павильон Товарищества С. М. Шибаева и К°. Архитектор Ф. О. Шехтель
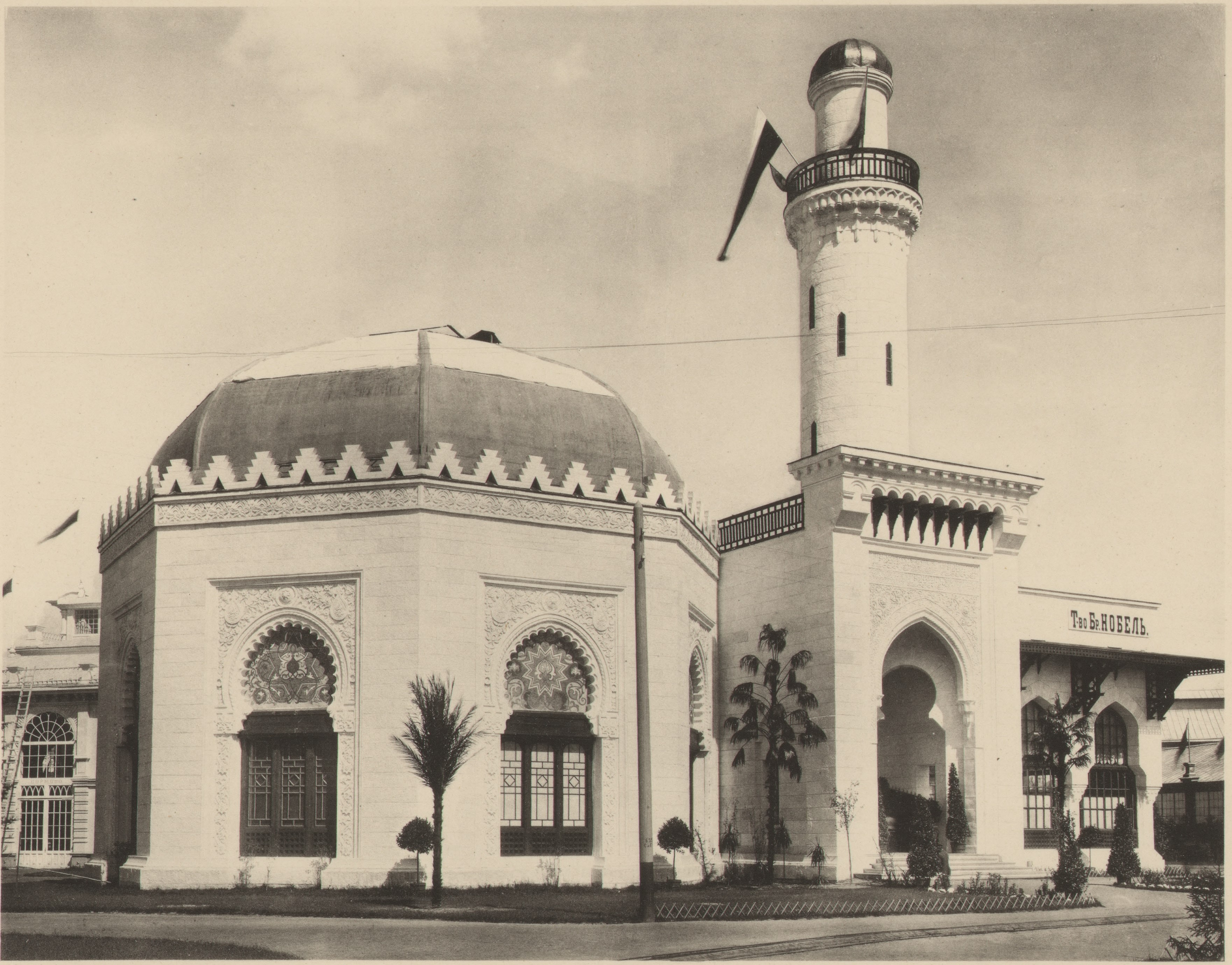
Павильон товарищества Братьев Нобель

#### Рационалистическое направление

##### Кирпичный стиль
Кирпичный стиль представлял собой широко распространённое явление в российской архитектуре середины XIX — начала XX вв. Его главной особенностью было использование открытого кирпича в качестве облицовочного материала. В 1830—1840-х годах в архитектуре позднего классицизма впервые появляются здания с неоштукатуренными снаружи стенами. Здания такого типа ещё не относились к кирпичному стилю, так как в их оформлении кирпичная кладка ещё не служила декоративным элементом. На сегодняшний день в Нижнем Новгороде сохранилось около пятнадцати подобных строений, среди них: комплекс военных казарм (Нижневолжская наб., 1/1, 1б), дом А. Л. Барышевой (Черниговская, 4), дом Веренинова (Ильинская, 96). Среди архитекторов, сочетавших классицистические формы и открытую кладку кирпича, были Г. И. Кизеветтер, И. Е. Ефимов, Р. Я. Килевейн, А. Е. Турмышев.
В 1850—1860-х годах происходило формирование нижегородского кирпичного стиля в общих рамках смены архитектурных стилей — классицизм постепенно уступал место эклектике. Значительно расширился диапазон декоративных свойств открытой кирпичной кладки: использовалась не только её фактура, но и пластические свойства — рустованные пилястры и лопатки, венчающие карнизы со ступенчатыми фронтонами, сандрики-полочки с сухариками. В ряде домов появляется применение неоштукатуренных деталей: торгово-складской корпус Н. Е. Макаровского (Ильинская, 1А, 1Б), дом И. Я. Чеснокова (Алёши Пешкова, 44), здание Александровской женской богадельни с родовспомогательным отделение (Варварская, 42). Первые здания в кирпичном стиле строились по проектам Н. А. Фрелиха, Н. И. Ужумедского-Грицевича, М. Н. Зайцева, И. К. Кострюкова, Н. Б. Фельдта, Н. Д. Григорьева.
В 1870—1880-е годы нижегородский кирпичный стиль развивался в контексте «многостилья» эклектики: исчезла грань между главным и второстепенным, плоскости фасадов стали украшаться декоративными элементами равномерно. Пластика кирпичной кладки обогатилась применением тёсаного и фигурного кирпича. Стилистически кирпичный стиль нашёл развитие в трёх направлениях: безордерное — жилой дом с торговыми помещениями Н. А. Мочалова (Алексеевская, 17), дом И. В. Чеснокова (Добролюбова, 22); ордерное — здание Нижегородского городского общественного имени Блиновых и Бугровых Вдовьего дома (пр. Гагарина, 2), корпус Товарищества машиностроительного производства «Добров и Набгольц» (Рождественская, 43); национальное направление русский стиль — дом Телебилиных (Гордеевская, 61), торгово-складской корпус Нижегородской ярмарки (Мануфактурная, 14). На данном этапе основными архитекторами стиля выступали: И. К. Кострюков, Н. Д. Григорьев, Н. Б. Фельдт, Н. П. Иванов, Н. А. Фрелих, А. К. Бруни, В. Рудинский, Ф. Н. Фалин.

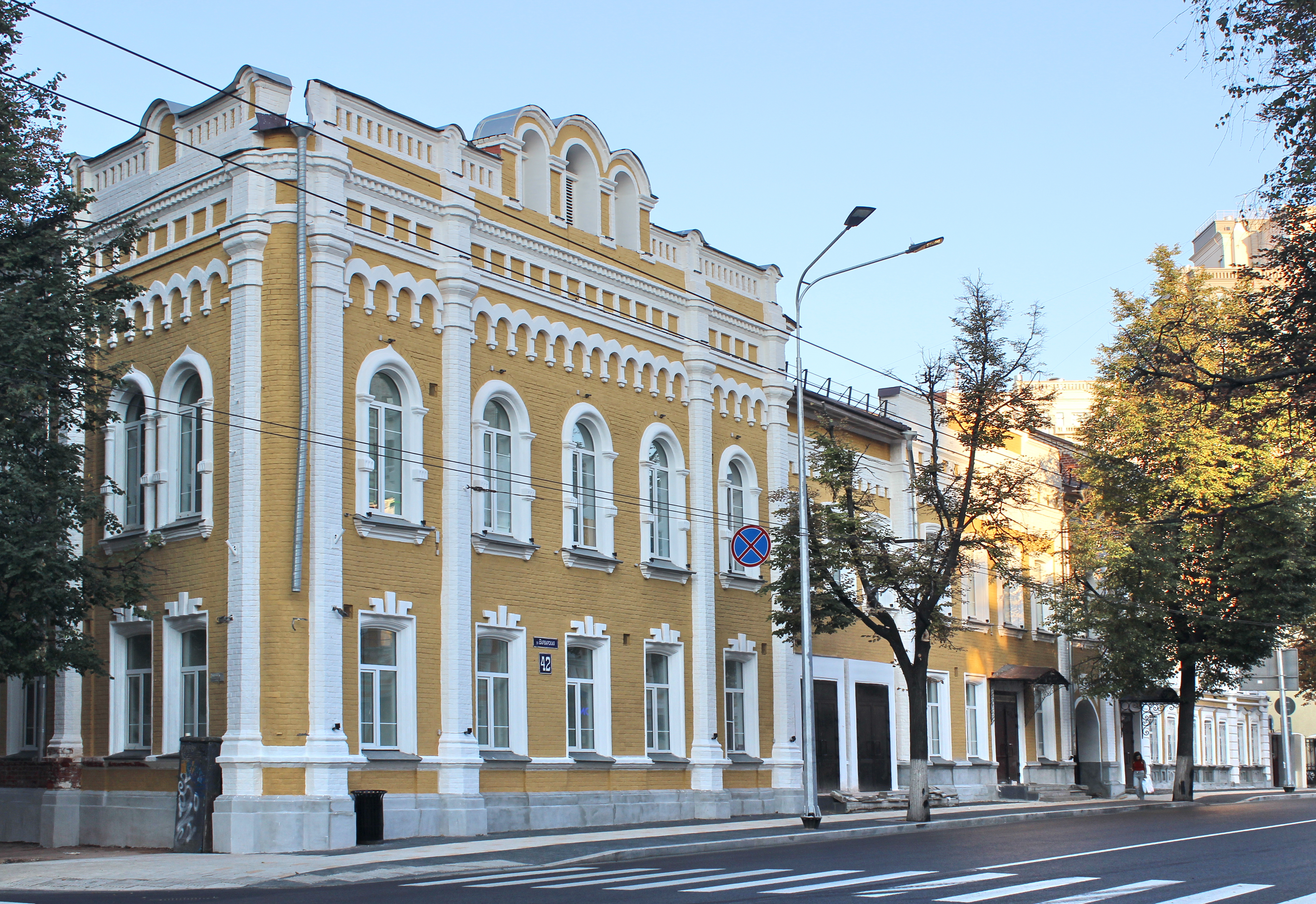
Здание Александровской женской богадельни с родовспомогательным отделением
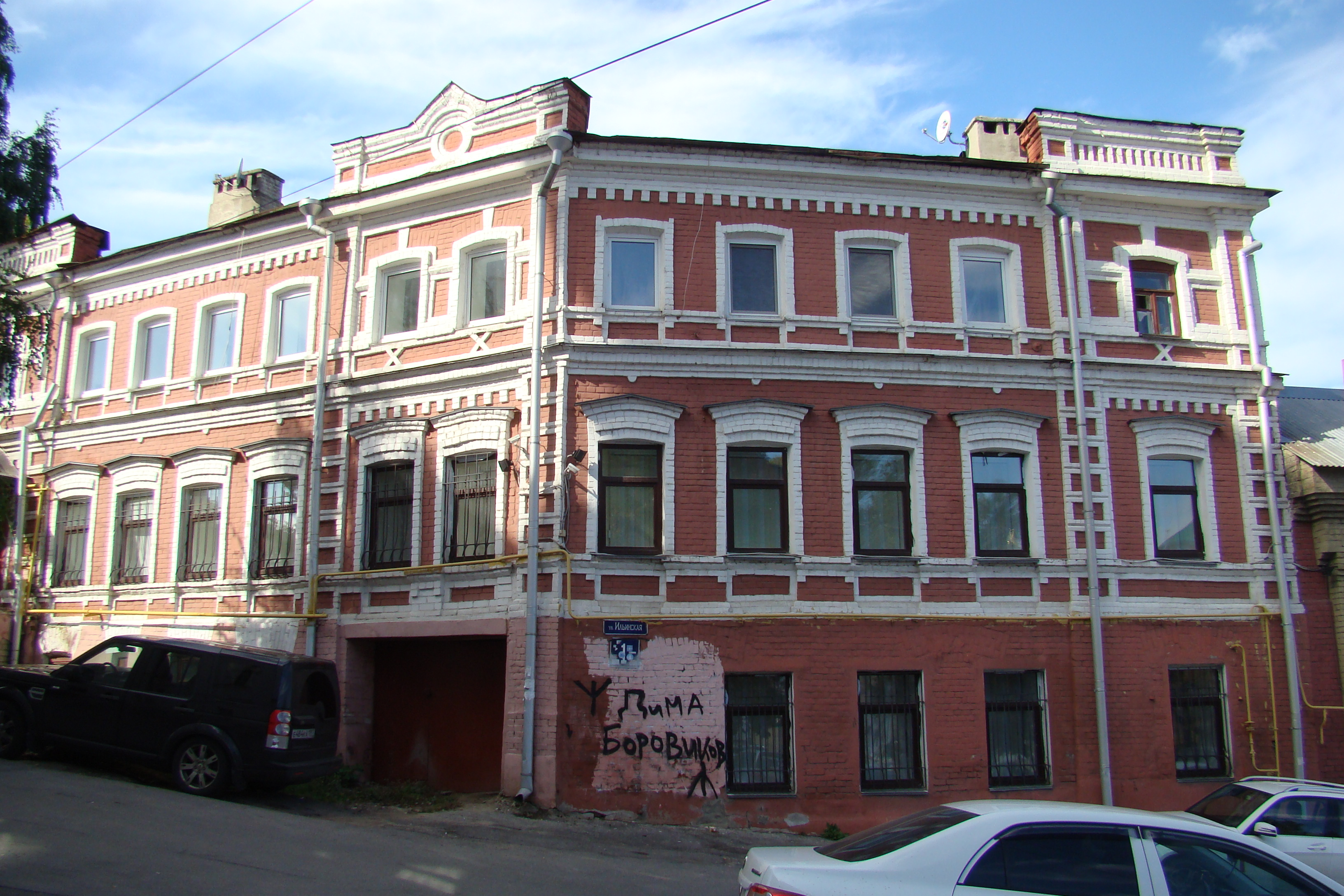
Торгово-складской корпус Н. Е. Макаровского
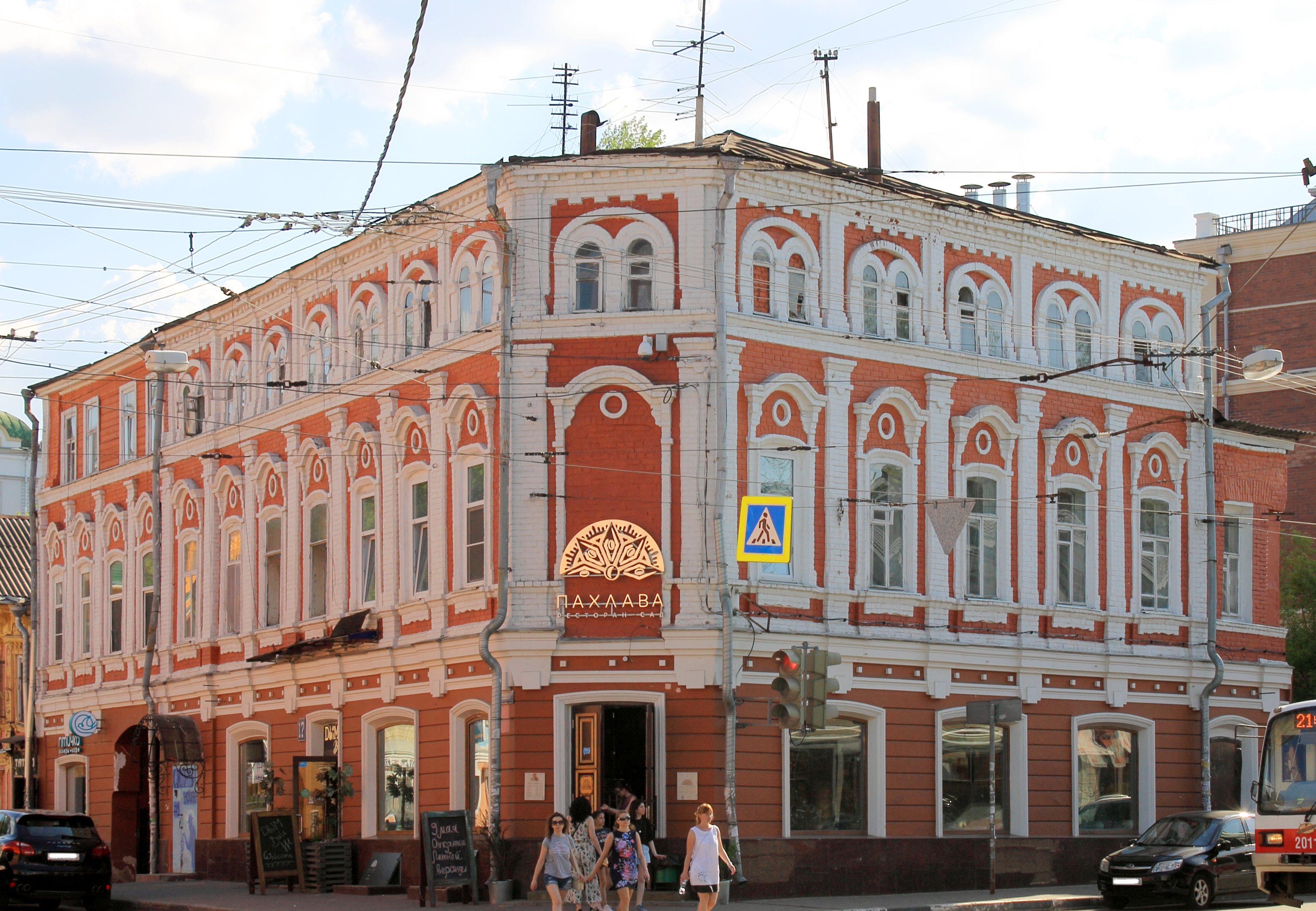
Жилой дом с торговым помещением Н. А. Мочалова
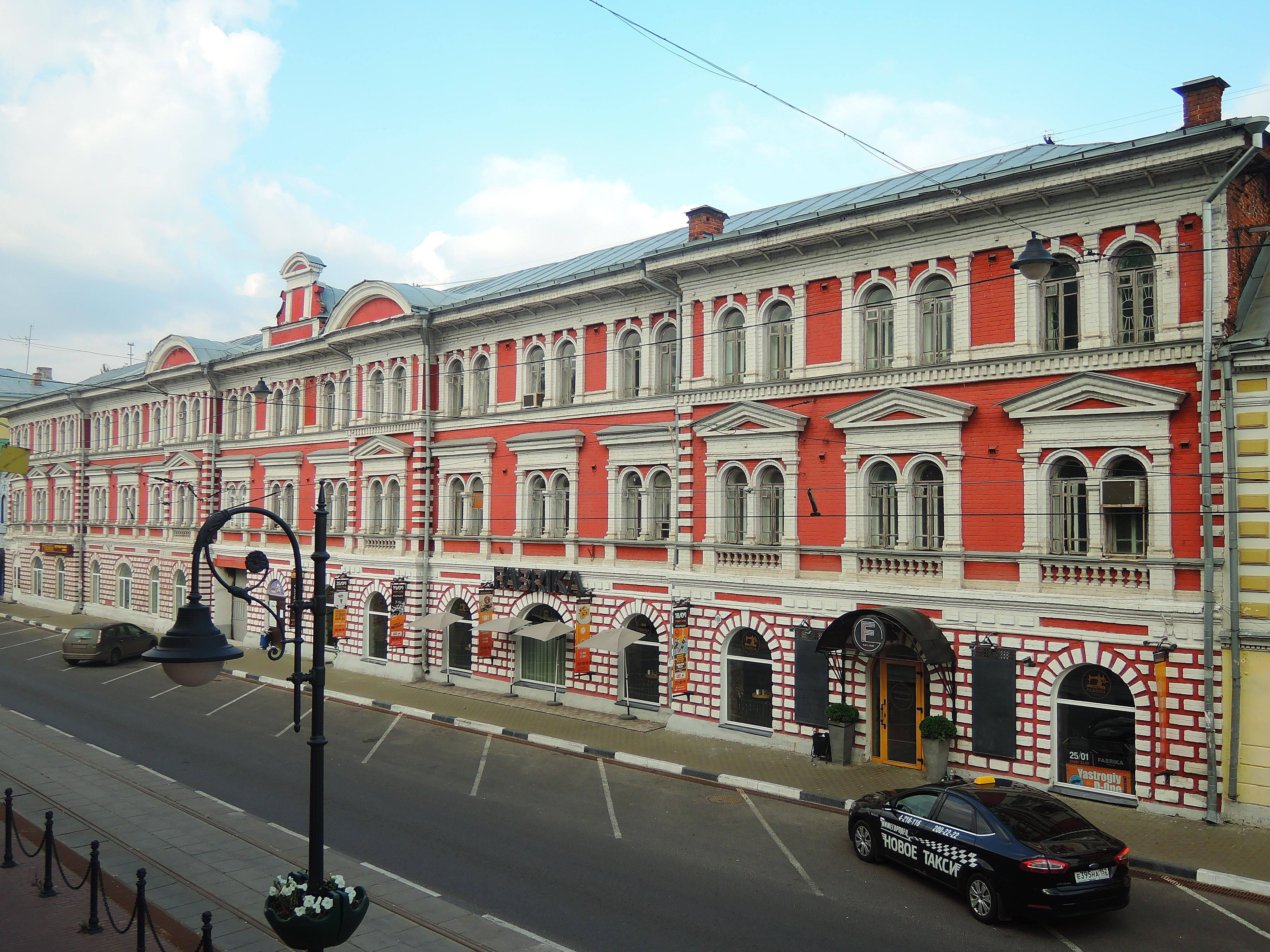
Корпус Товарищества машиностроительного производства «Добров и Набгольц»
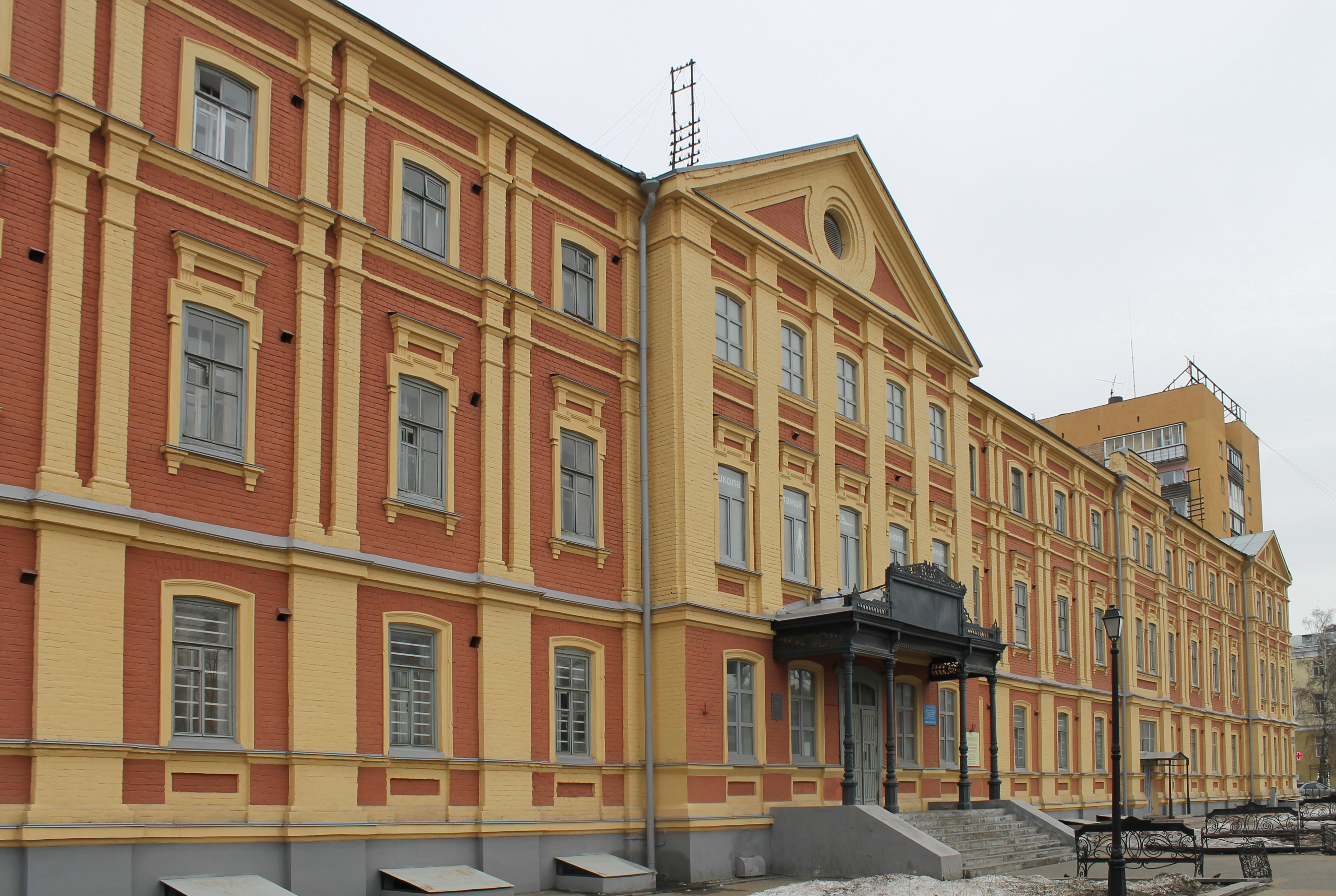
Здание городского общественного имени Блиновых и Бугровых Вдовьего дома

На 1890—1900 годы пришёлся расцвет кирпичного стиля в Нижнем Новгороде. Его характерными приёмами были: треугольные щипцы с прямоугольными подвышениями — торгово-складской корпус Нижегородской ярмарки (Мануфактурная, 16), ярмарочное пожарное депо (Стрелка, 19), — и уступами-лесенками — арестный дом (Большая Печёрская, 28в); выступающие массивные лучковые перемычки с замковыми камнями — городское начальное училище (Университетский пер., 3), дом И. Я. Широкова (Алексеевская, 37); двухрядные арочные перемычки — дом Георгиевского братства (Пискунова, 38), часовня (Ильинская, 86); ряды П-образных и Т-образных фестонов — городское Георгиевское училище (Ванеева, 7), казённый винный склад (Белинского, 61); уступы и сухарики в декоре карнизов — дом Н. А. Бугрова (Советская, 20). здание городского приюта имени Сухаревых (Ошарская, 11); поребрик в нишах под окнами — общественная богадельня им. Н. Ф. Ходалева (Октябрьской Революции, 25); последовательно западающие филенки — флигель усадьбы П. Г. Кислякова (Ильинская, 90), Спасская церковь (Максима Горького, 177а). Разнообразие стиля нашло отражение в работах нижегородских зодчих Н. Д. Григорьева, Н. П. Иванова, Н. А. Фрелих, Р. Я. Килевейна, П. А. Домбровского, Н. М. Вешнякова, А. К. Никитина, П. П. Малиновского, Л. Д. Агафонова и столичных архитекторов: А. М. Кочетова, Ф. П. Федорова, К. Г. Треймана, О. И. Буковского.
В 1910—1920-х годах нижегородский кирпичный стиль развивался в рационализаторском направлении. Произошло упрощение декора — дом П. К. Мозжухиной (Октябрьская, 12), жилой дом (Большая Печёрская, 16а); влияние модерна — главный дом усадьбы С. М. Рукавишникова (Семашко, 7), дом А. С. Заплатина (Ошарская площадь, 1). В этот период в кирпичном стиле продолжали работать Л. Д. Агафонов, Н. М. Вишняков, П. А. Домбровский, Н. П. Иванов.

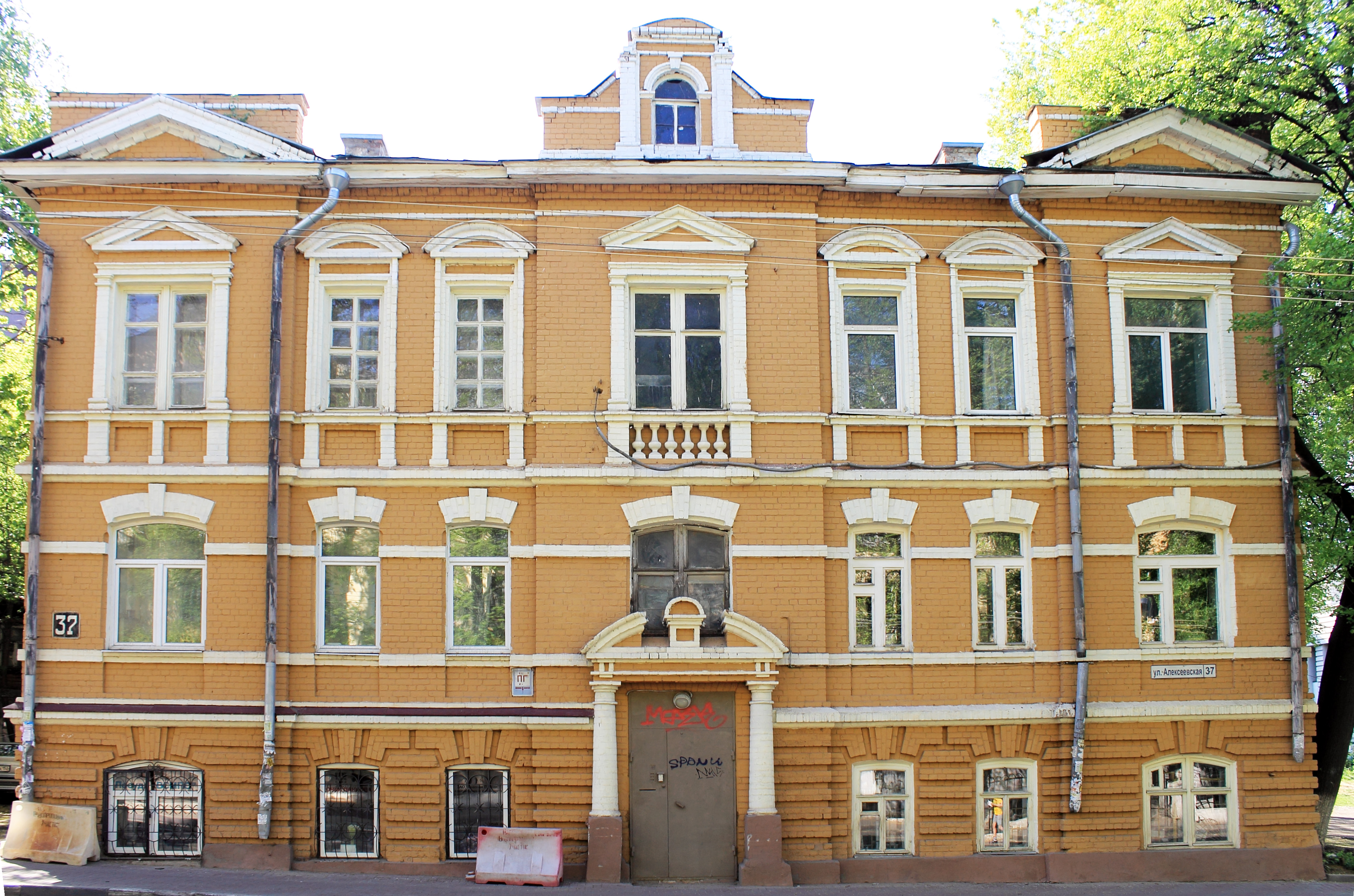
Дом И. Я. Широкова
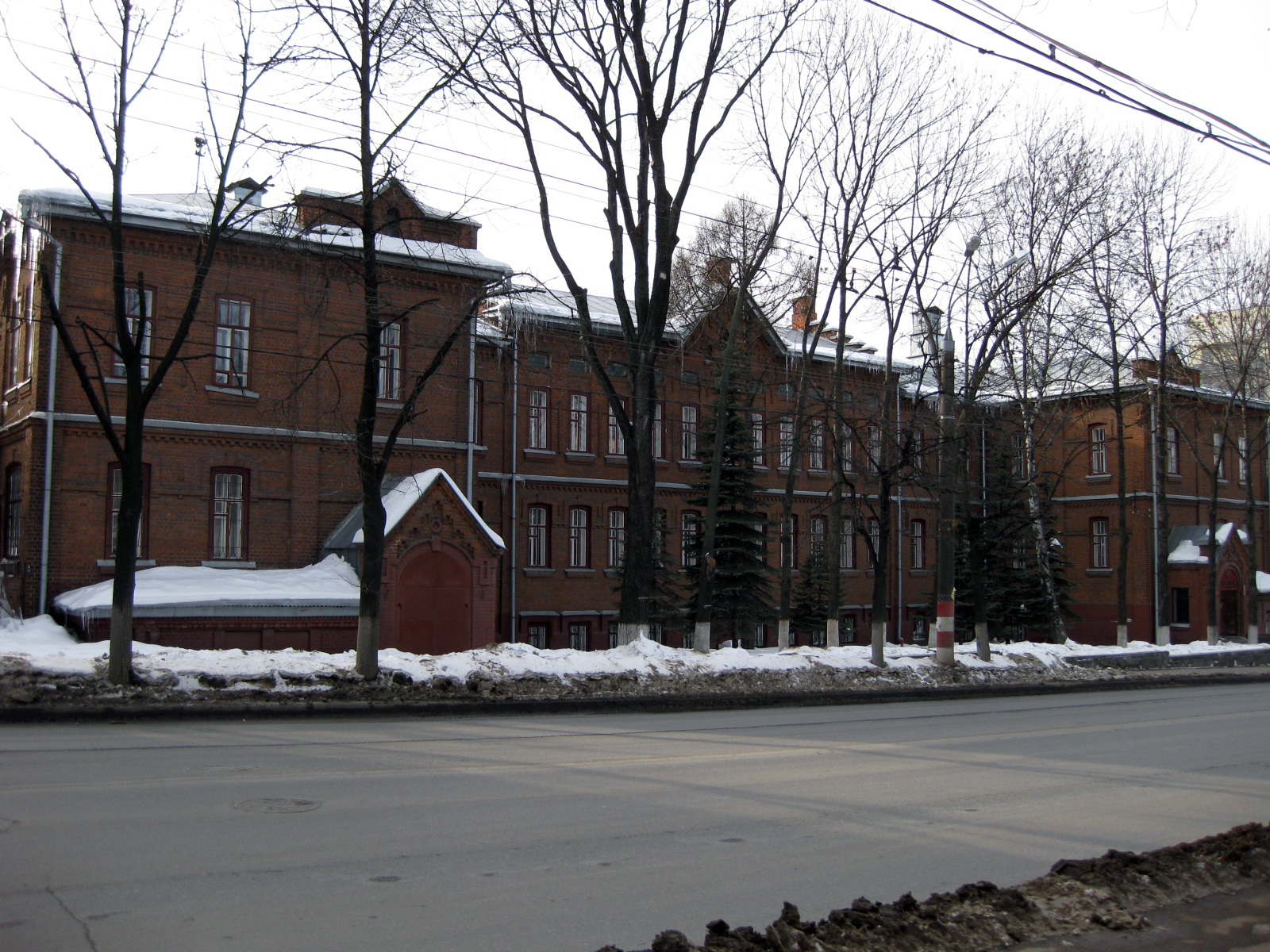
Городское Георгиевское училище
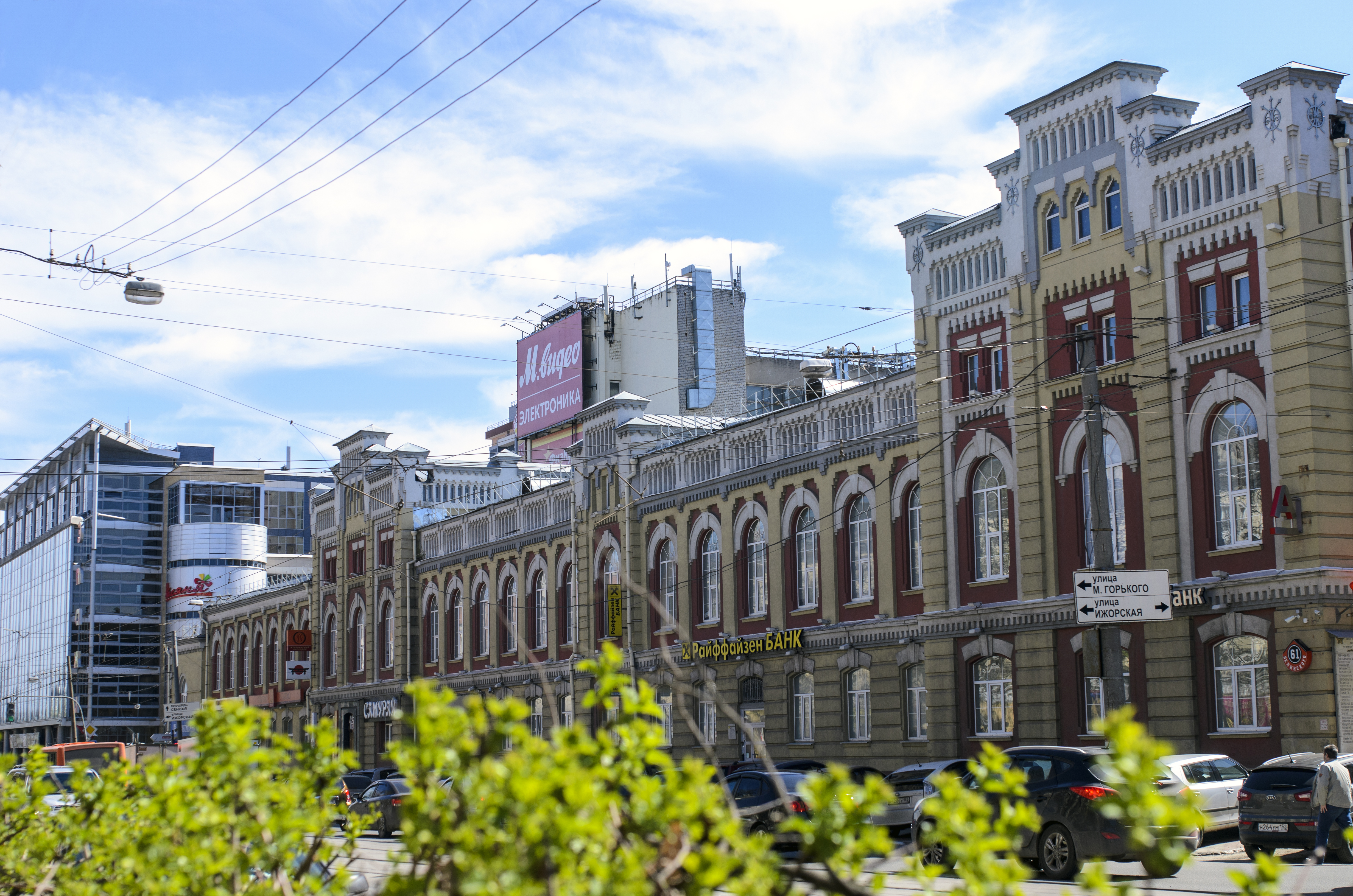
Здание казённого винного склада
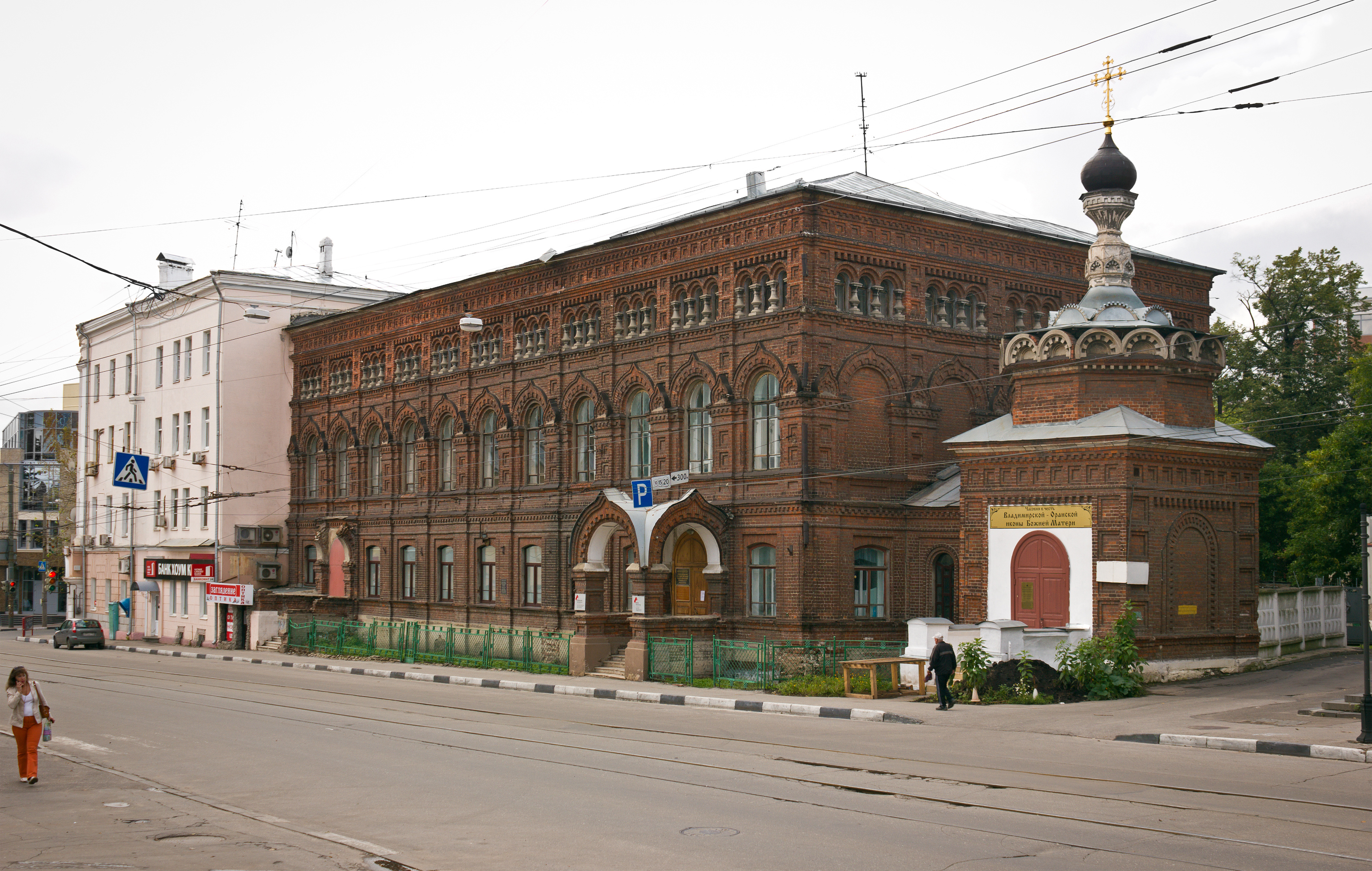
Дом Георгиевского братства
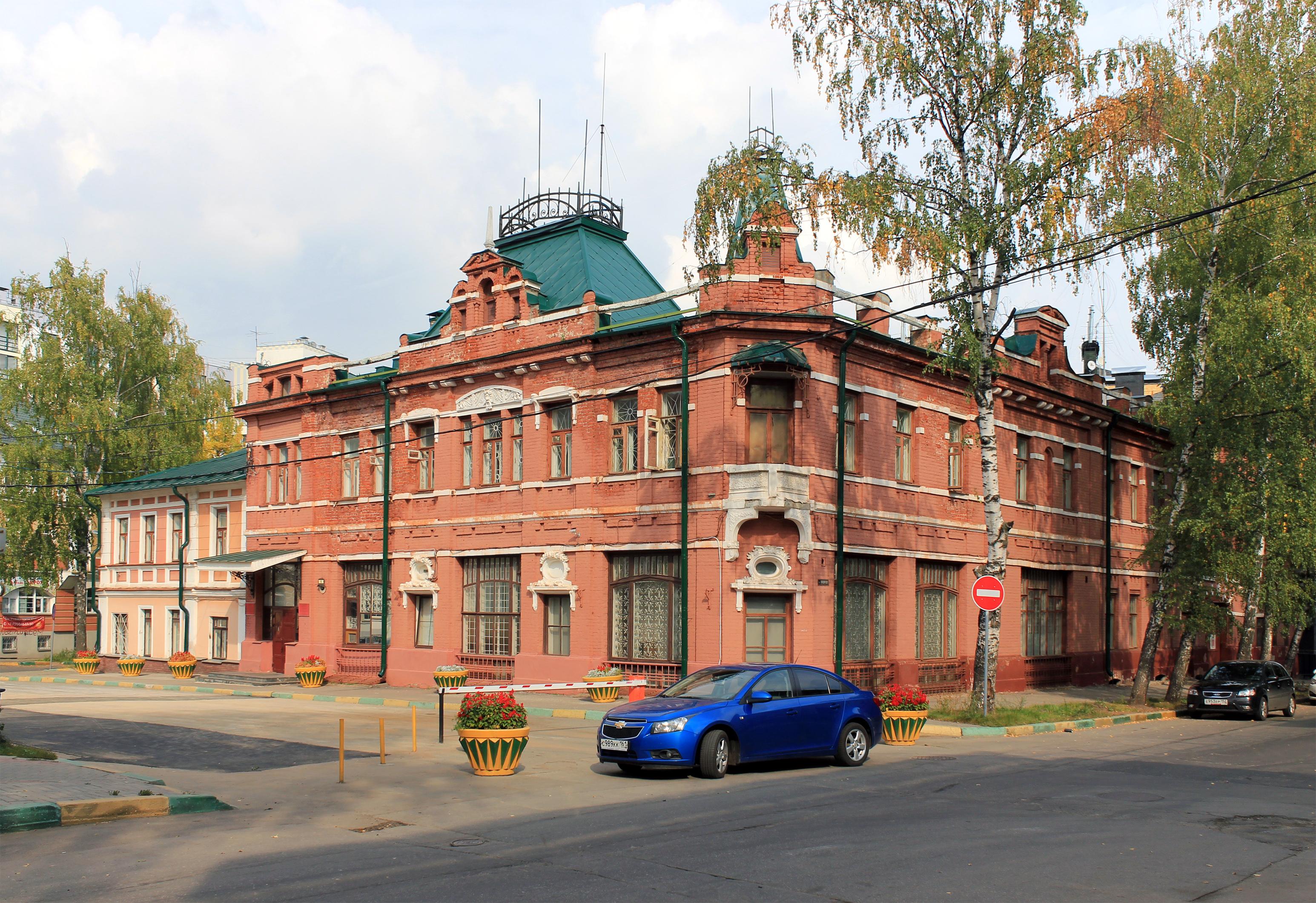
Дом А. С. Заплатина

### Модерн
На конец XIX века в русской архитектуре пришёлся стремительный поворот от историзирующего стилизаторства к поискам совершенно иного художественного языка. На первых съездах архитекторов России в 1892 и 1895 годах подвергся критике «бессодержательный эклектизм» современной на тот момент архитектуры. Приобрели популярность рационалистические идеи Аполлинария Красовского, приверженца перспективности использования в строительстве новых материалов, в особенности железа, а также теории преобразования «полезного в изящное». Возникший в конце XIX века в Западной Европе (Австрия, Бельгия, Германия) новый стиль модерн (югенд-стиль), также опиравшийся на эти идеи, быстро распространился по России. Этому способствовали экономические связи стран и такие журналы, как «Зодчий», «Строитель», архитектурные ежегодники и другие издания, рассказывавшие о новинках архитектуры. Модерн произвёл настоящую революцию в архитектуре. Был полностью отвергнут архитектурный ордер, планировка была подчинена внутреннему пространству, в результате чего, здания стали асимметричными. Выделяют два этапа развития архитектуры модерна: ранний — декоративный и поздний — рациональный.
В Нижнем Новгороде модерн стал использоваться при проектировании немного позже, чем в Москве, Санкт-Петербурге и Риге — в 1900-х годах. Вследствие этого, обе ветви, и декоративная и рациональная, развивались в городе параллельно. Нижегородская версия модерна отличалась от столичных версий стиля отсутствием ярко выраженных национально-романтических форм и господством историзирующей ветви модерна, а также активным развитием так называемого деревянного модерна. Появление декоративного модерна было связано со строительством доходного дома коридорного типа с расположенными в первом этаже магазинами по улице Рождественской, 6, принадлежавшего Городскому обществу. В 1896 году архитектор Владимир Лемке разработал проект его реконструкции, копировавший образы австрийского модерна. В 1902—1903 годах в городе было возведено несколько крупных общественных зданий в стиле модерн: две пристройки к Мариинской женской гимназии и Нижегородской мужской гимназии, а также так называемый Дом трудолюбия. Проекты зданий выполнили архитекторы Е. Татаринов и П. Домбровский.
Архитектура рационального модерна в Нижнем Новгороде была связана с работами гражданского инженера Павла Малиновского, проектировавшего в городе с 1893 по 1904 год. На рубеже веков он был одним из ведущих архитекторов города. По проектам Малиновского было построено больше десяти зданий, часть из которых не сохранилась. Наибольший интерес представляют здания церковно-приходской школы в Сормово (1902—1904) и клуба инженеров и служащих Сормовского завода (1905), а также Народный дом (1903). Зрелый рациональный модерн в архитектуре Нижнего Новгорода был представлен двухэтажным доходным домом М. Е. Карпова. Оригинальностью и крупномасштабностью отличался двухэтажный жилой дом с конюшнями С. Рукавишникова (улица Семашко, 9), построенный по проекту архитектора А. Полтанова.

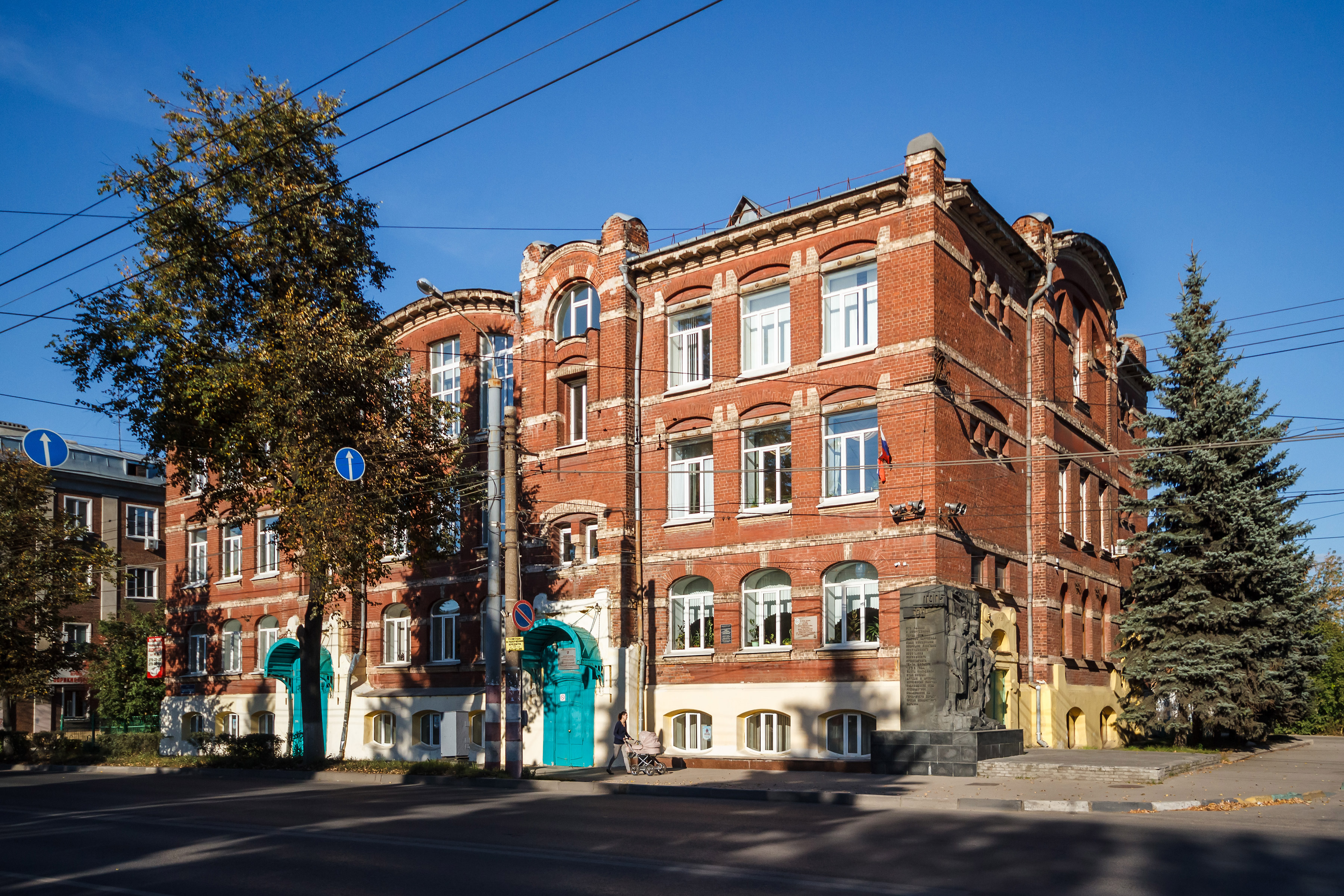
Здание церковно-приходской школы в Сормове
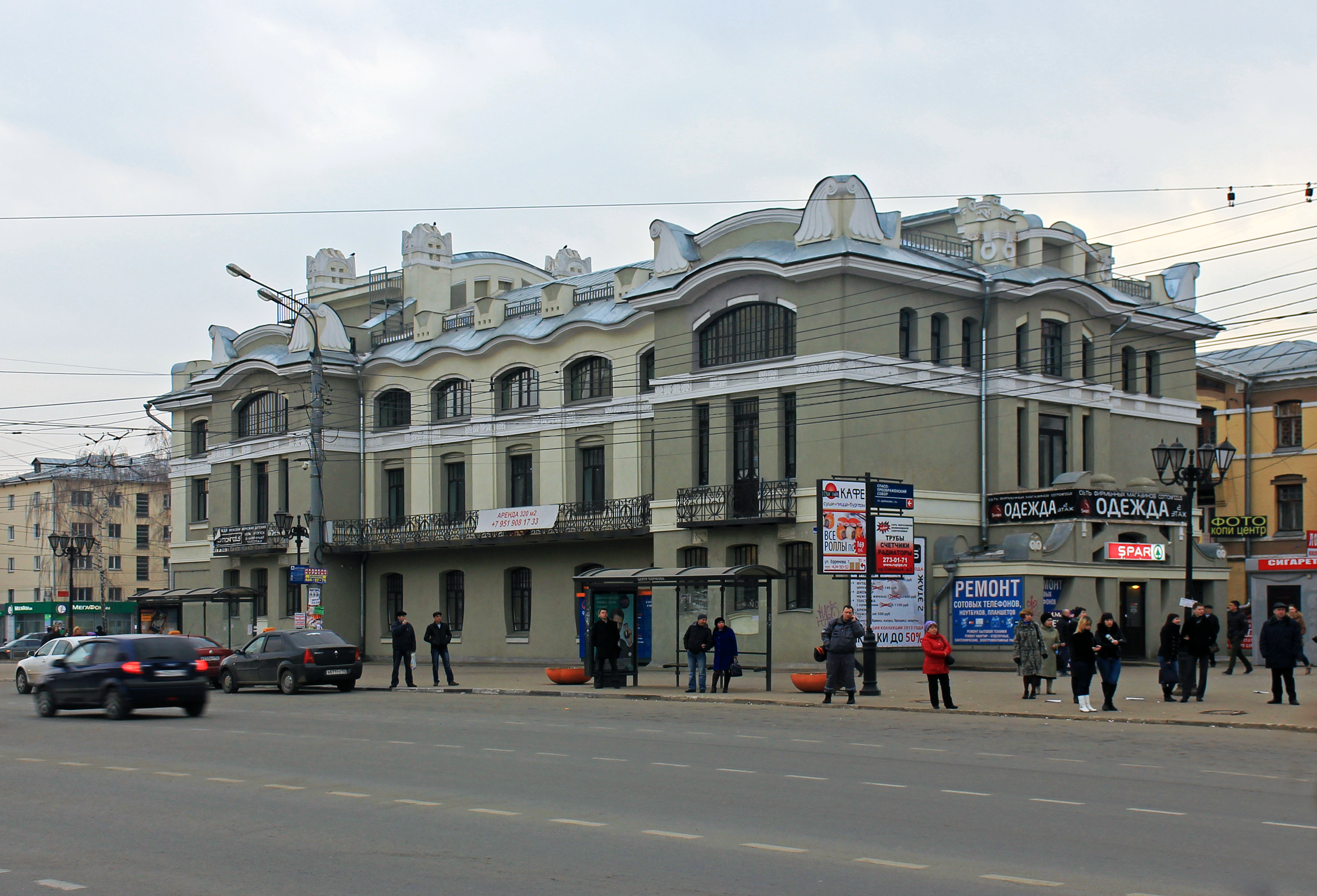
Клуб инженеров и служащих Сормовского завода
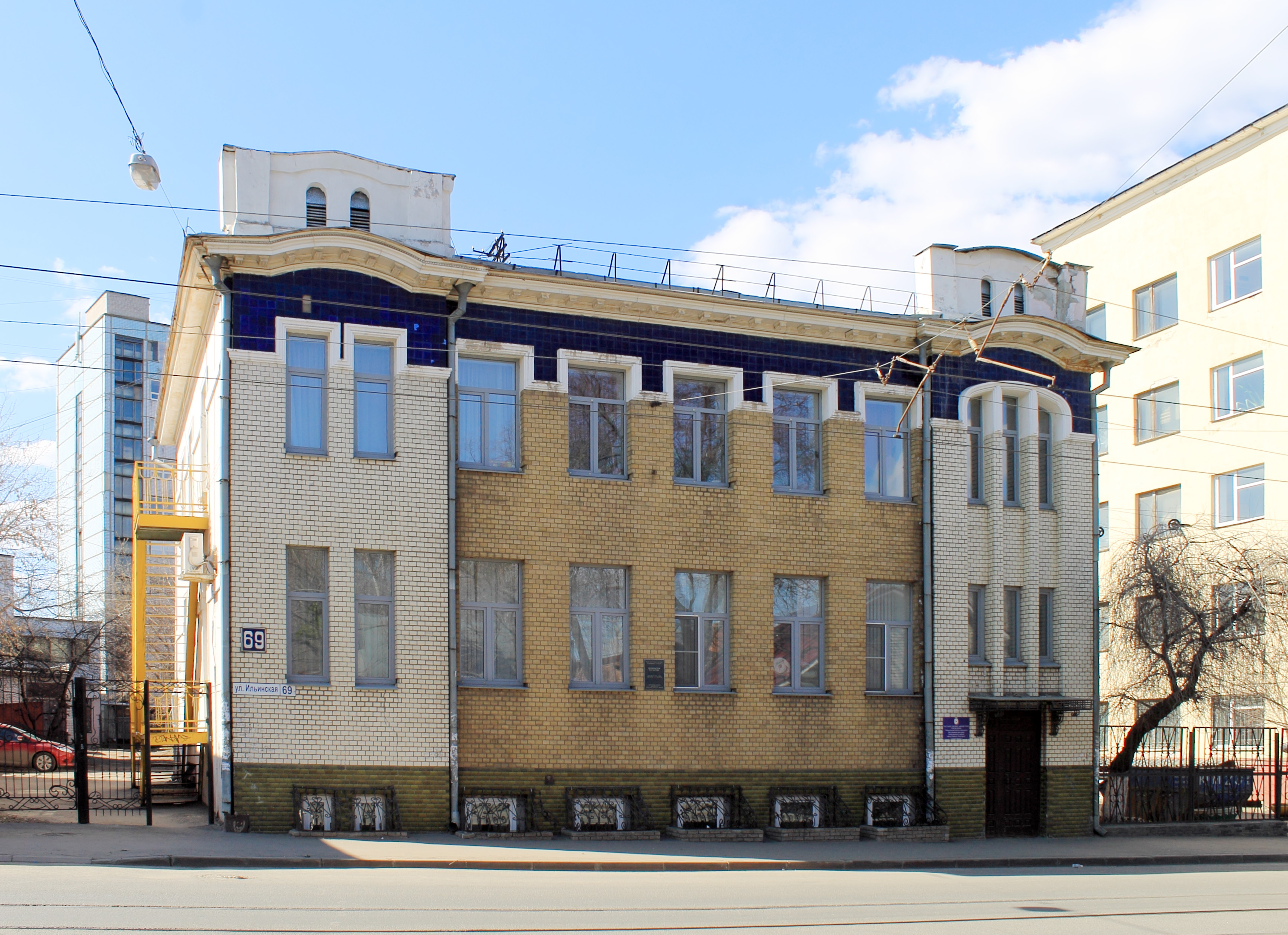
Дом М. Е. Карпова
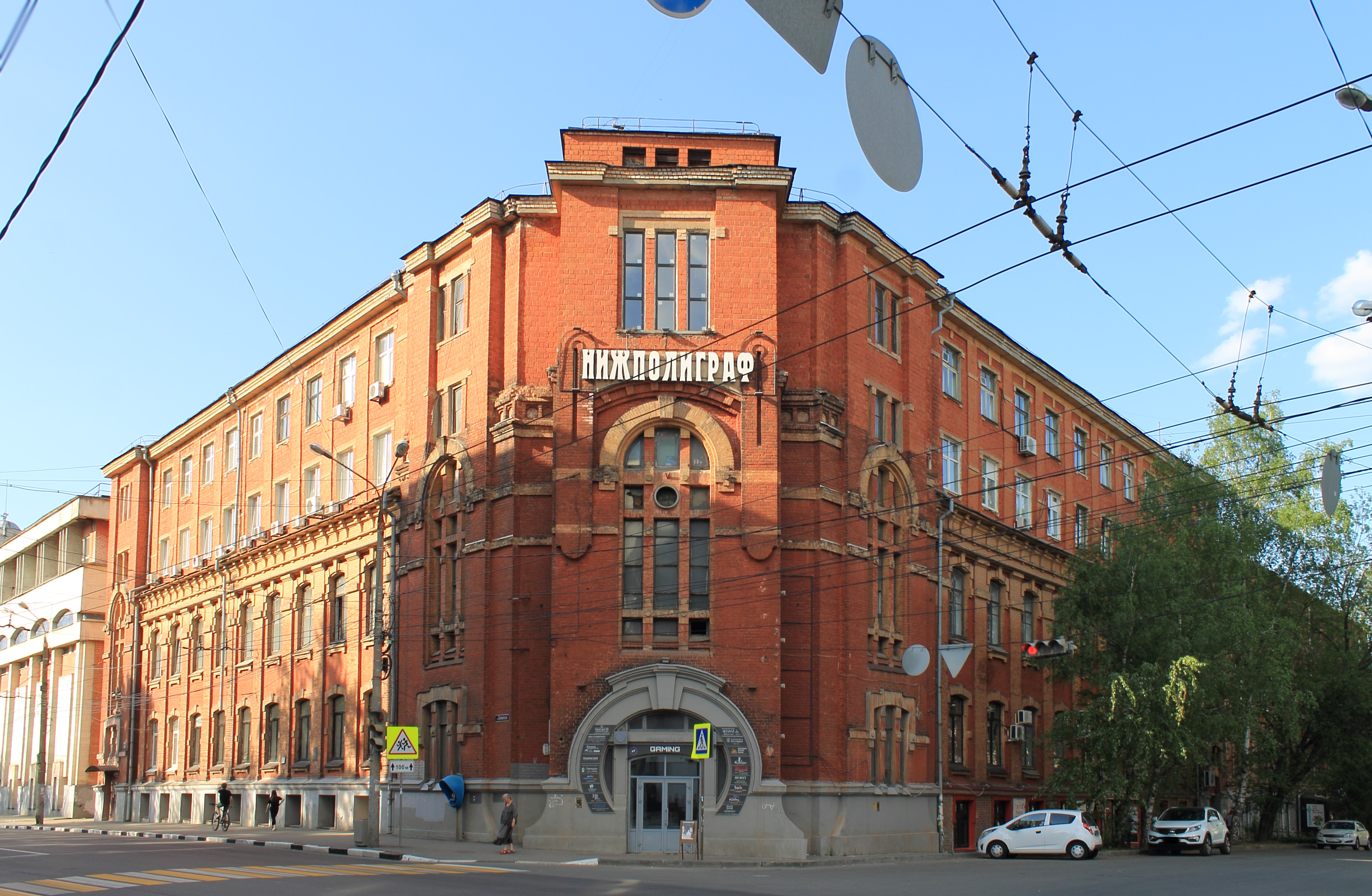
Дом трудолюбия имени М. и Л. Рукавишниковых
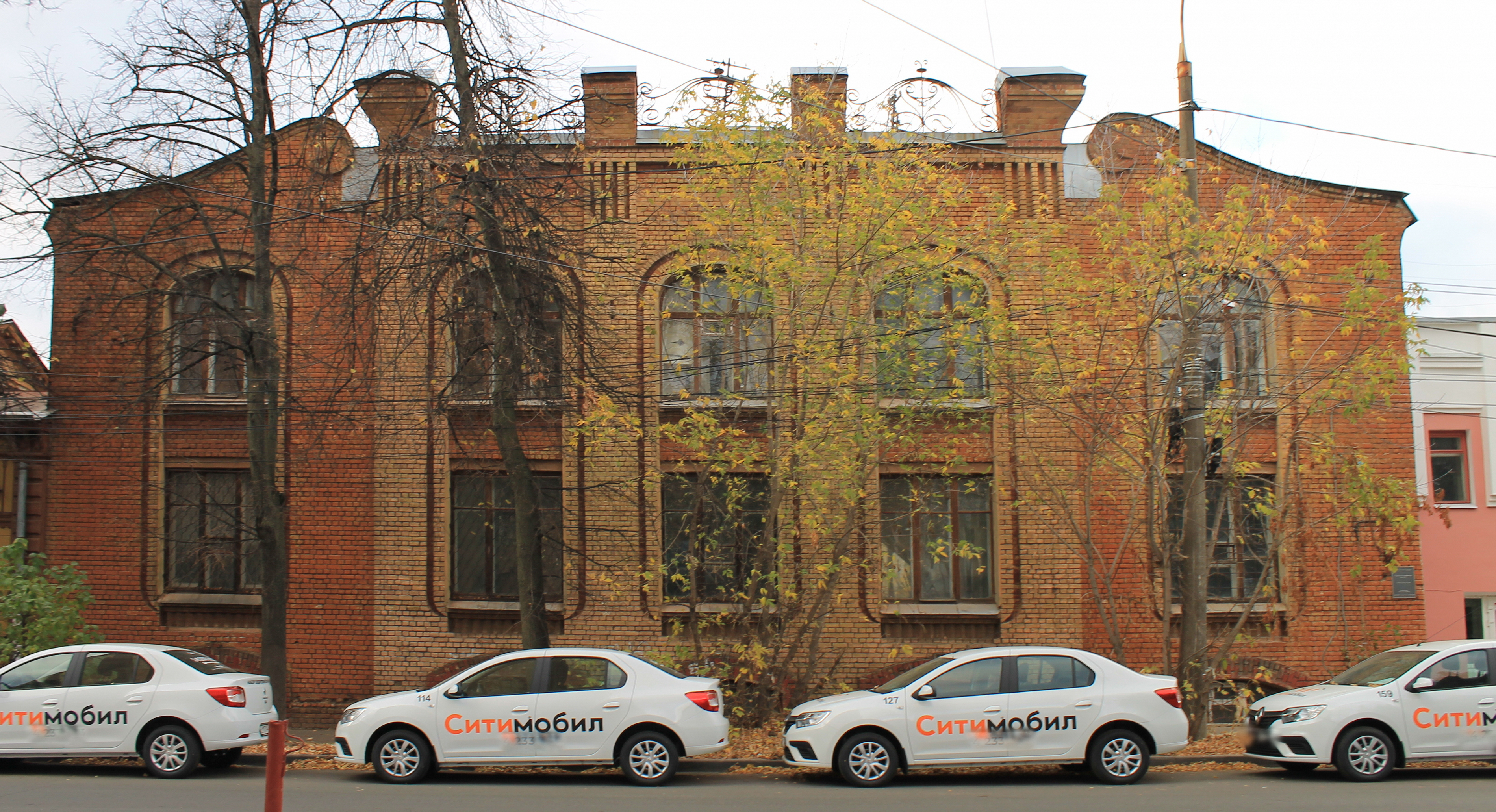
Флигель усадьбы Неустроевых — А. Я. Башкирова

Романтическая ветвь нижегородского модерна нашла наиболее яркое выражение в четырёх постройках: банке Рукавишниковых (1913—1916, арх. Ф. Шехтель), двух портовых павильонах на Нижневолжской набережной (1912, арх. Н. Вешняков), и частной клинике (дом № 38) по улице Большой Покровской. Их архитектура напоминает готические и романские постройки средневековья. Наиболее известно творчество основоположника модерна в России, московского архитектора Ф. О. Шехтеля в Нижнем Новгороде, продемонстрировавшее поздний этап развития стиля в России, отличавшийся разнообразием творческого поиска зодчего. Балансировавший на грани с ретроспективизмом, Шехтель в 1910-е годы вновь, как и в ранних своих произведениях, обратился к готике. Наиболее ярким его произведением в Нижнем Новгороде стал Торговый дом Рукавишникова.
Самым ярким представителем декоративного направления в нижегородском модерне был архитектор Сергей Левков, активно работавший в городе в 1903—1912 годах и построивший в данном направлении много кирпичных и деревянных домов. Типичными примерами его творчества стали: доходные дома Казанского на Театральной площади (1907—1908). Декоративный модерн был чрезвычайно распространён среди заказчиков из купцов и мещан, так как он отвечал их представлениям о престиже. Модерн оказал влияние и на усадебную застройку Нижнего Новгорода. Среди характерных примеров, можно назвать дом № 46 на Ильинской улице и дом № 27 на Октябрьской улице.

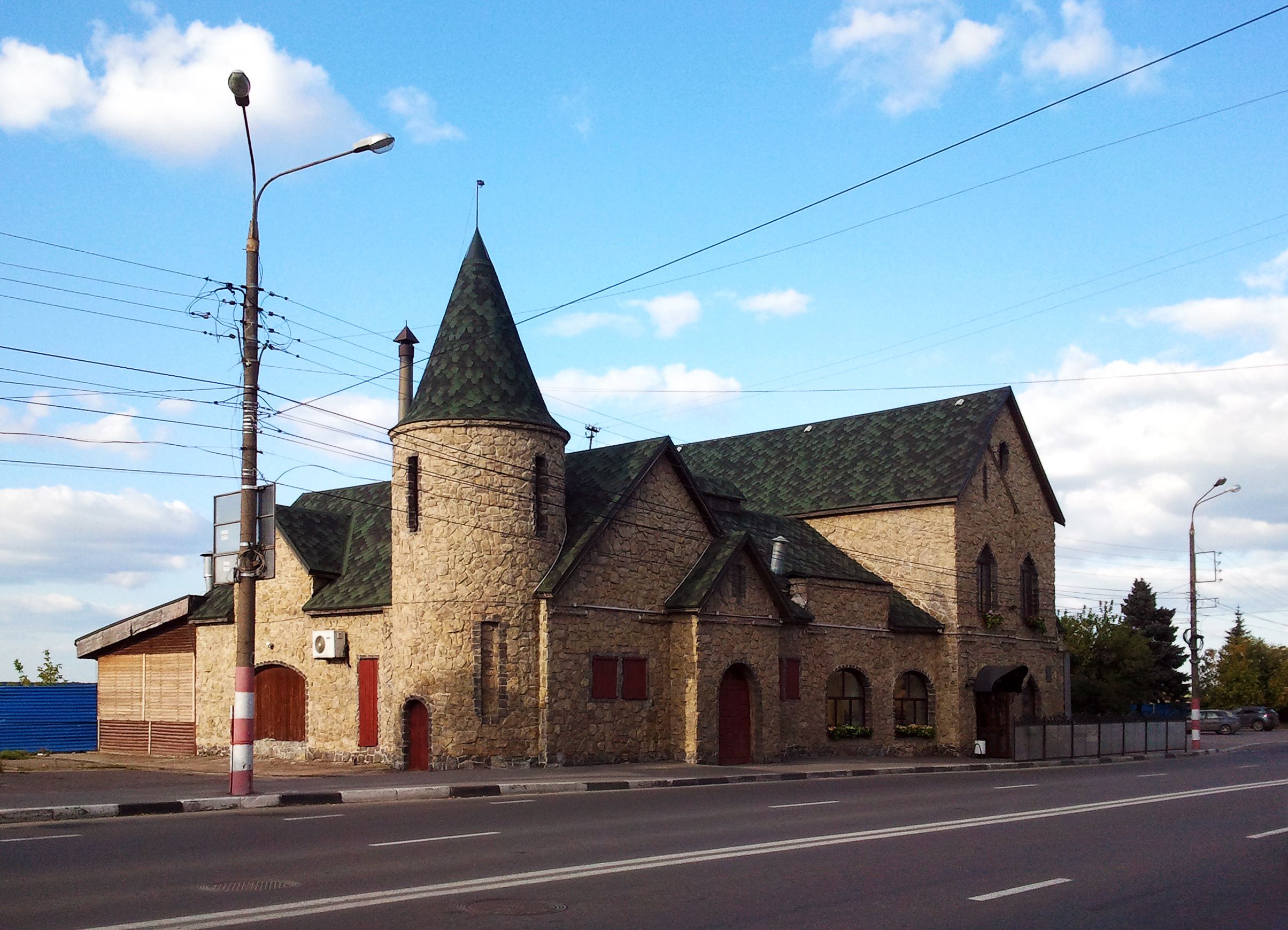
Портовый павильон на Нижневолжской набережной
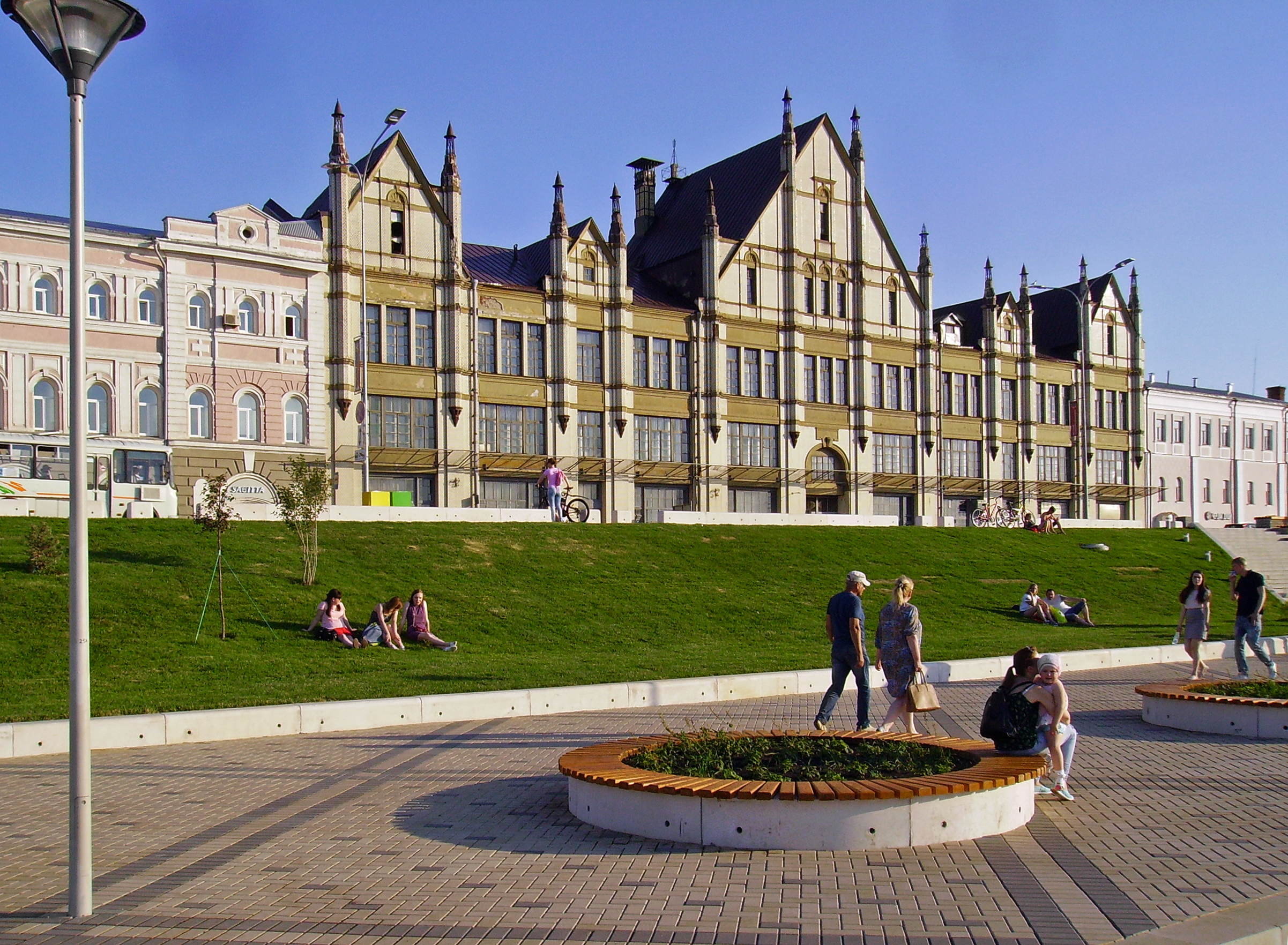
Торговый дом Рукавишниковых
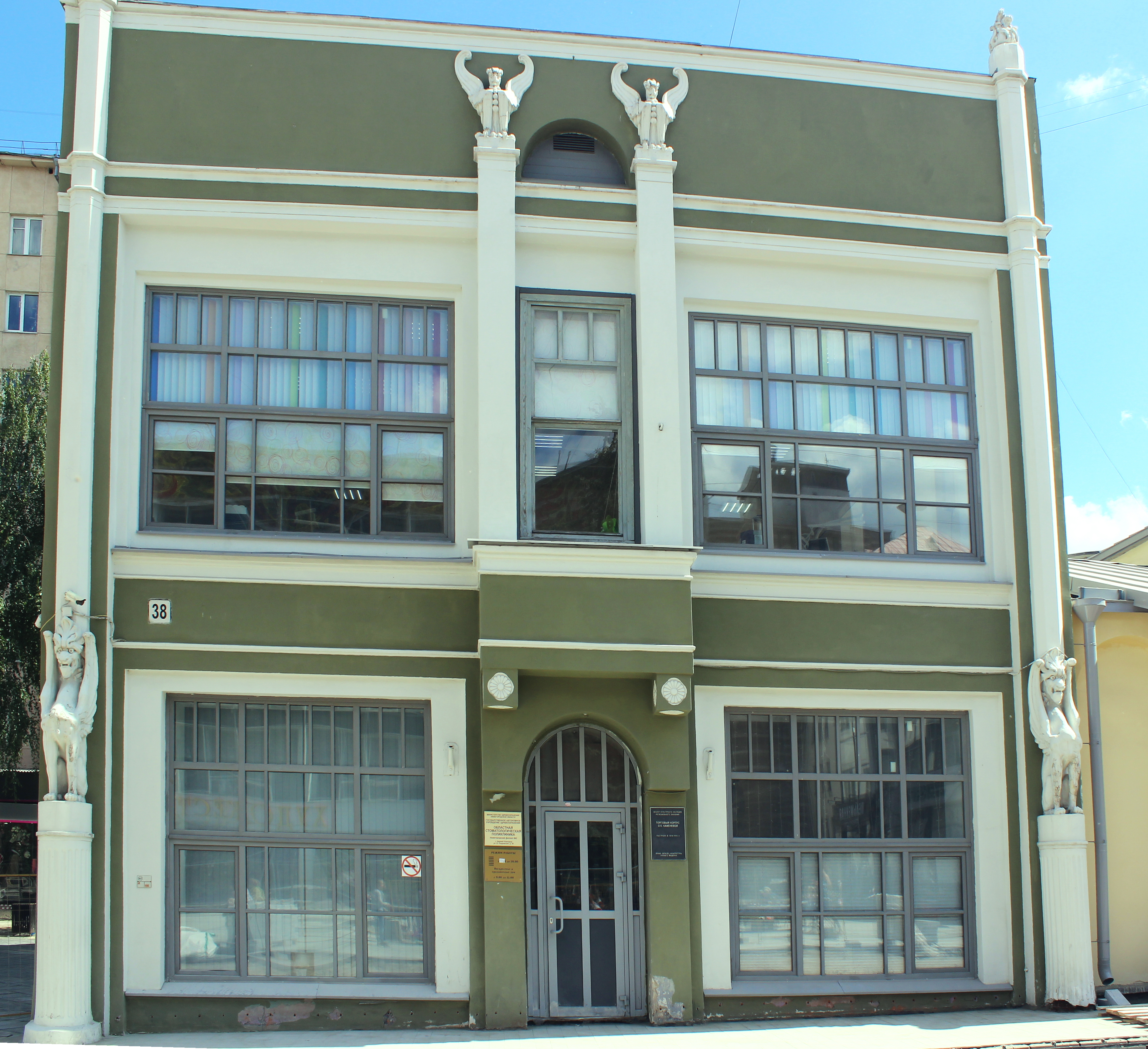
Торговый флигель О. Н. Каменевой
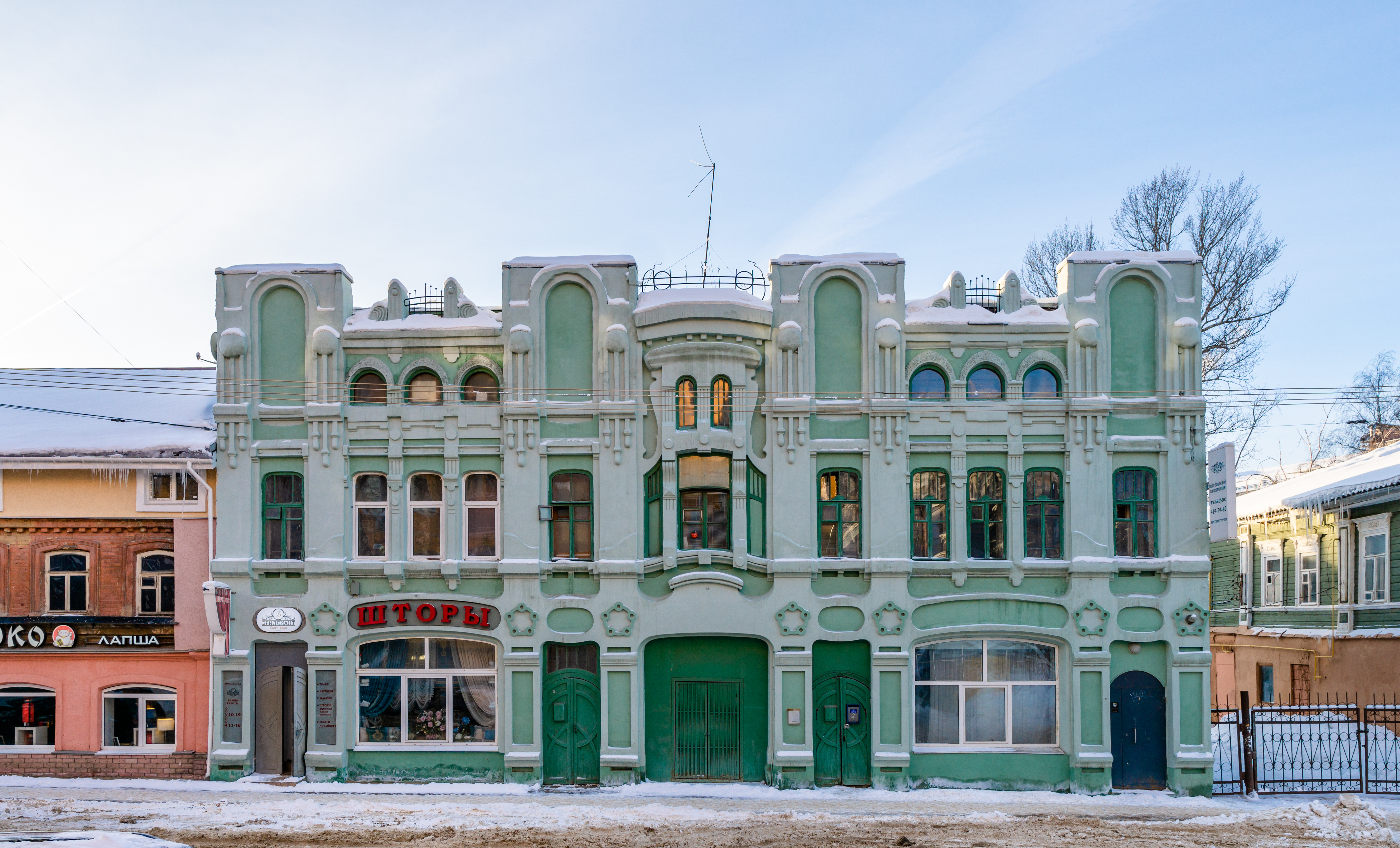
Дом В. С. Прядилова
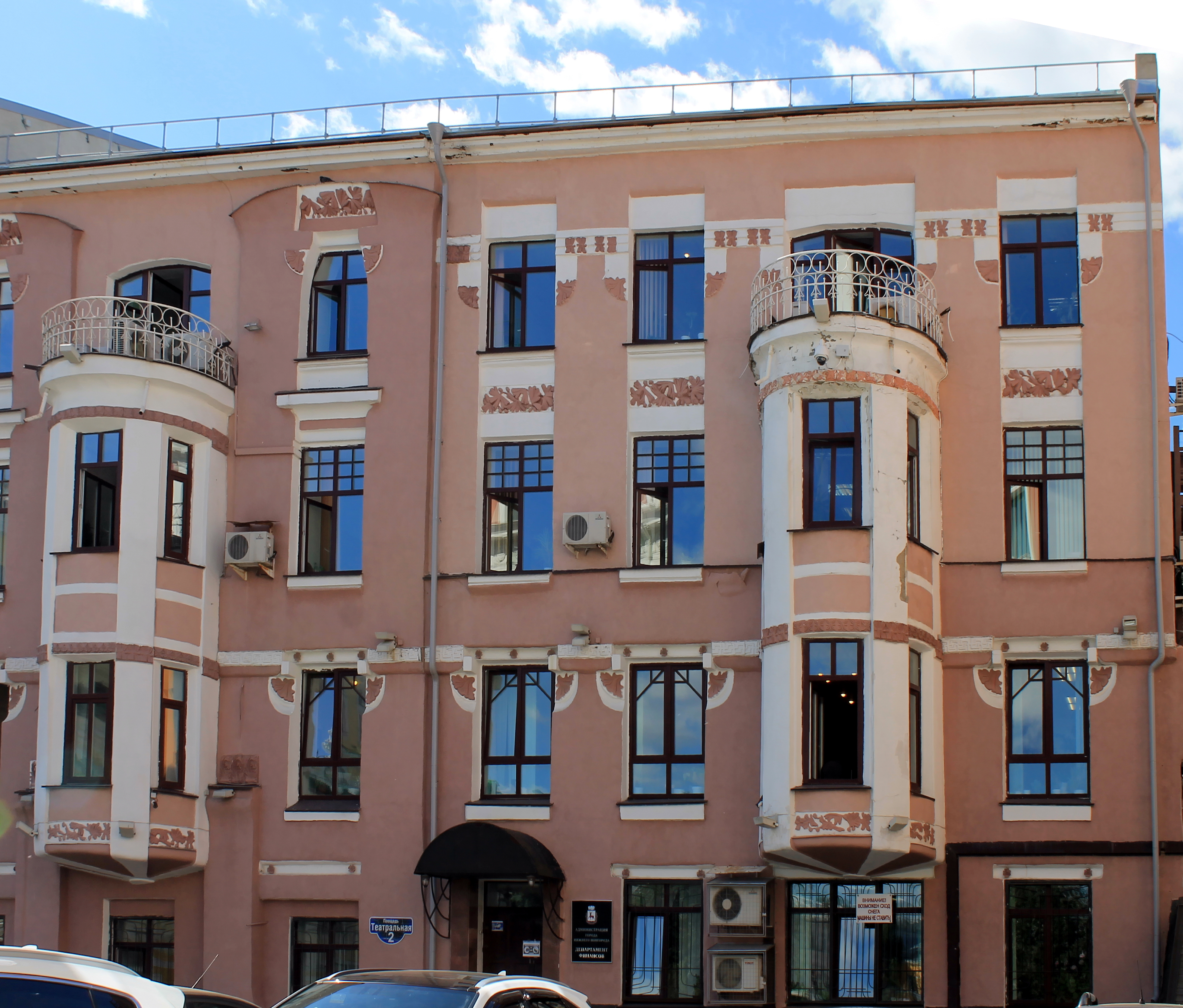
Доходный дом Д. И. Казанского

#### Деревянный модерн
Стиль модерн, преимущественно рационального направления, иногда в сочетании с приёмами неорусского стиля, оставил весомый вклад в нижегородской деревянной архитектуре. Он применялся не только при возведении доходных домов и особняков, но и в обывательской застройке горожан крестьянского сословия и разночинцев. В целом, возведение в начале XX века большого количества деревянных домов, которые зачастую определяли архитектурный облик исторических нецентральных улиц, отличало нижегородскую архитектуру от столичной. Декоративная линия модерна оказала влияние лишь на отдельные деревянные постройки города. Утраченный доходный дом М. И. Сизовой (Звездинка, 10-в; арх. С. А. Левков; 1907) являлся выразительным примером данного направления.
Рационалистическая линия воплотилась в достаточно оригинальных архитектурных приёмах, связанных со свойствами дерева, как строительного материала. Отличительной чертой нижегородского деревянного модерна были плавные изогнутые линии кровель, наличие эркеров, башенок, пластичный рисунок дверей и оконных переплётов, своеобразные формы и мотивы декора (имитация фахверка, различные типы обшивки, флоральный и зооморфный декор). Ярчайшим примером рационального направления модерна является сохранившийся доходный дом Н. Е. Березина (ул. Маслякова, 14; 1913—1914). Другим примером интерпретации рационального модерна являлся дом архитектора П. А. Домбровского (Новая, 31; 1907). Жилой дом усадьбы А. Н. Седова (Студёная, 49/6; арх. С. А. Левков; 1904—1906) сегодня выступает градостроительным акцентом, формирующим один из наиболее интересных участков деревянной застройки в районе церкви Трёх Святителей на улице Короленко. Примером сочетания приёмов рационального модерна и мотивов русского стиля можно назвать жилой дом крестьянина П. Л. Чердымова (Б. Печёрская, 54; арх. С. А. Левков; 1911).
В настоящее время на фоне градостроительных преобразований и масштабных утрат участков деревянной застройки Нижнего Новгорода под угрозой разрушения находятся многие ценные объекты деревянной архитектуры, обладающие стилистическими чертами модерна. Уже утрачены дом М. И. Сизовой (Звездинская, 10-в), дом № 34 по улице Короленко, дом № 12 по улице Воровского. Опасения вызывает судьба дома К. П. Полушкина (Грузинская, 34).

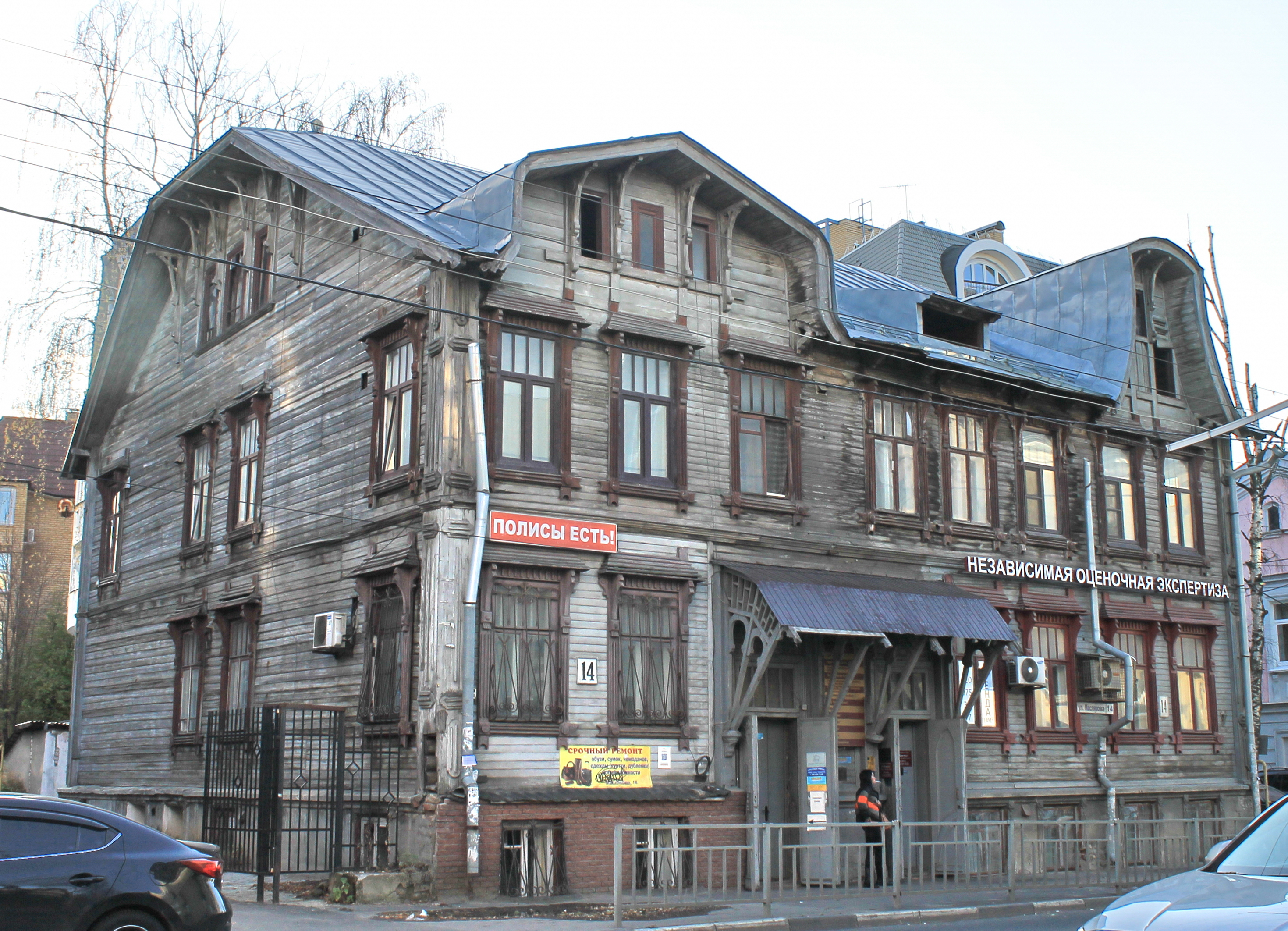
Дом Н. Е. Березина
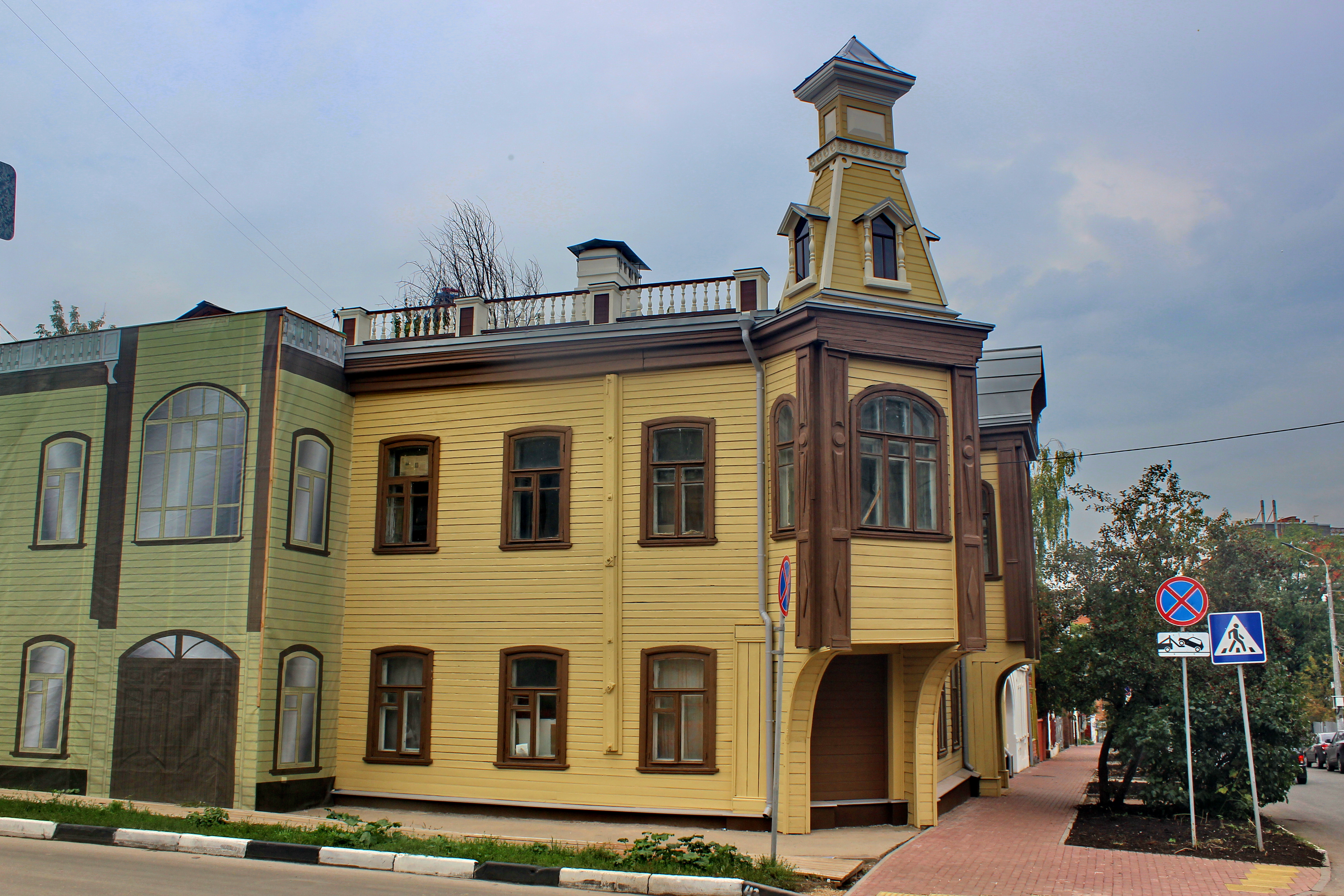
Жилой дом усадьбы А. Н. Седова
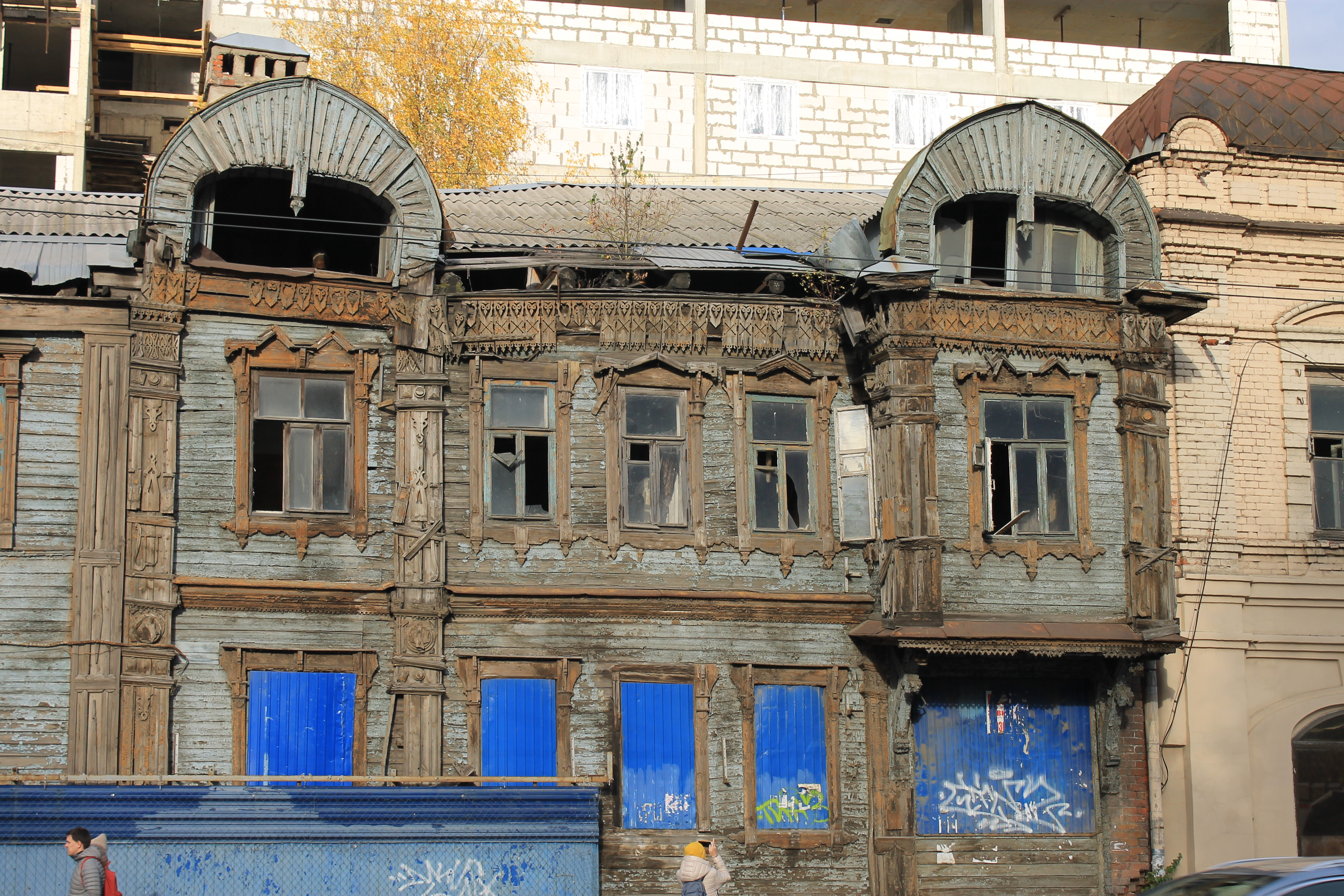
Дом крестьянина П. Л. Чердымова в полуразрушенном состоянии (2020 год)
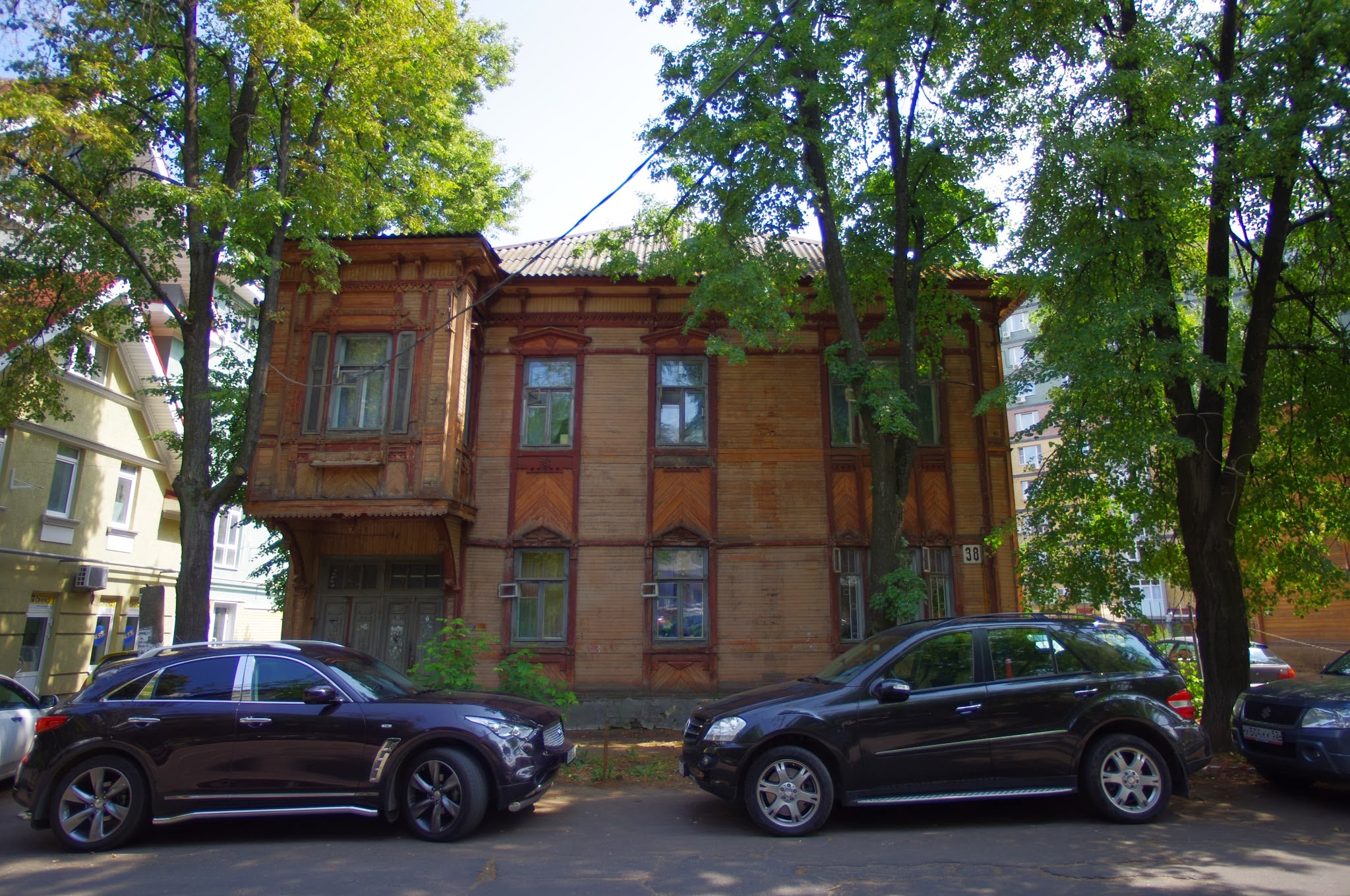
Жилой дом Панкратовых
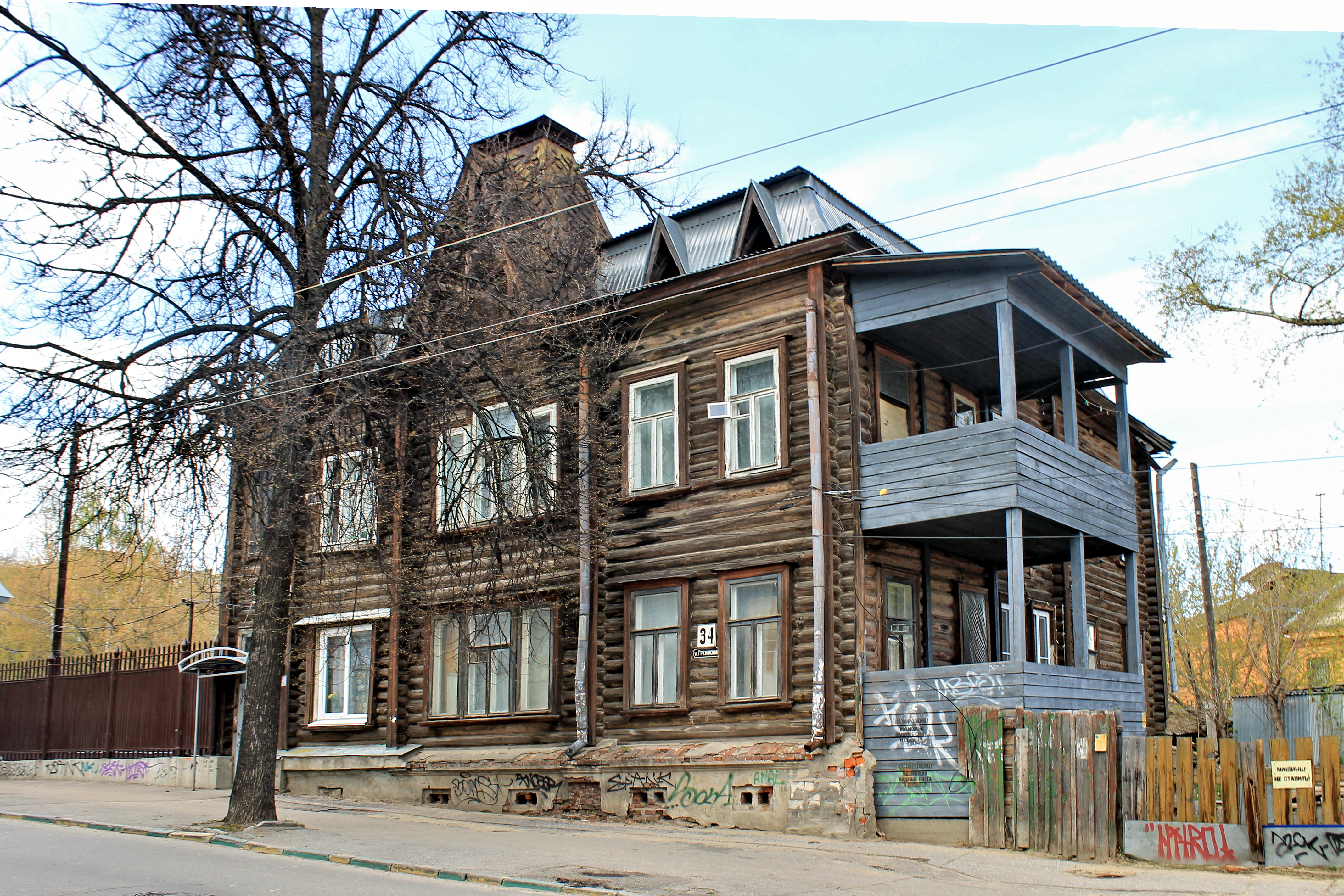
Дом К. П. Полушкина

### Ретроспективизм
В начале XX века на смену модерну в России пришёл ретроспективизм — стиль, являвшийся продолжением традиционной, декоративно-художественной линии развития архитектуры. Иногда его рассматривают, как разновидность модерна, возникшую на основе классицизирующего петербургского и московского романтического модерна — как ответ на распространение международного рационального модерна. Катализатором развития нового стиля стала революция 1905—1907 годов и реакция на неё, выразившаяся в боязни новых веяний в искусстве, в «уходе в прошлое». Для ретроспективизма была характерна идеализация прошлого, сохранение точности стиля и его композиционных особенностей. В России он имел две основные стилистические ветви развития: русский неоклассицизм, ориентировавшийся на архитектуру европейского ренессанса и русского классицизма, и неорусский стиль (или русский ретроспективизм), развивавший традиции русской архитектуры допетровской эпохи.

#### Русский неоклассицизм
Родиной русского неоклассицизма стал Санкт-Петербург, а его важнейшими представителями стали Иван Жолтовский, Иван Фомин и Мариам Перетяткович. В середине 1900-х годов, когда упадочные тенденции в эклектики проявились наиболее ярко, возник всплеск интереса к основательно забытой на тот момент архитектуре русского классицизма. Развитию и распространению неоклассицизма способствовали журналы «Мир искусства» и «Столица и усадьба». Второй этап развития стиля начался в 1910-е годы и характеризовался более глубоким изучением архитектурного наследия, чему способствовали научные исследования, публиковавшиеся в журналах «Старые годы» и «Апполон», а также монументальный труд «История искусств» Игоря Грабаря. Неоклассики мечтали воссоздать в городах регулярные ансамбли эпохи Александра I и Николая I, в противовес разнородной застройке модерна и выступали ярыми противниками кирпичного стиля. Неоклассицизм начала XX века не стал массовым стилем и существовал в элитных сферах архитектуры, в частности в аристократической архитектуре, став антиподом модерна и альтернативной эклектики.

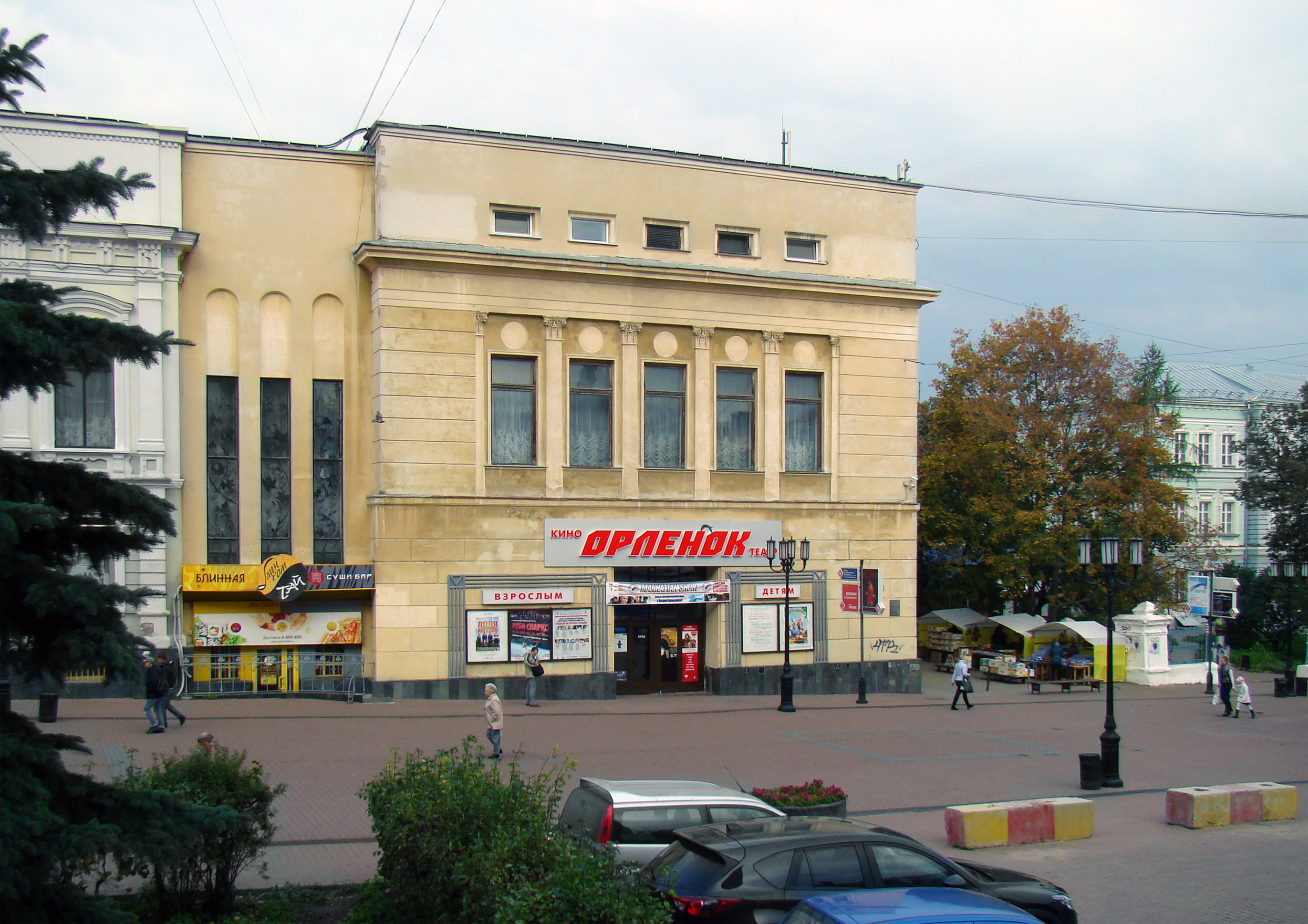
Усадебный дом Рукавишниковых
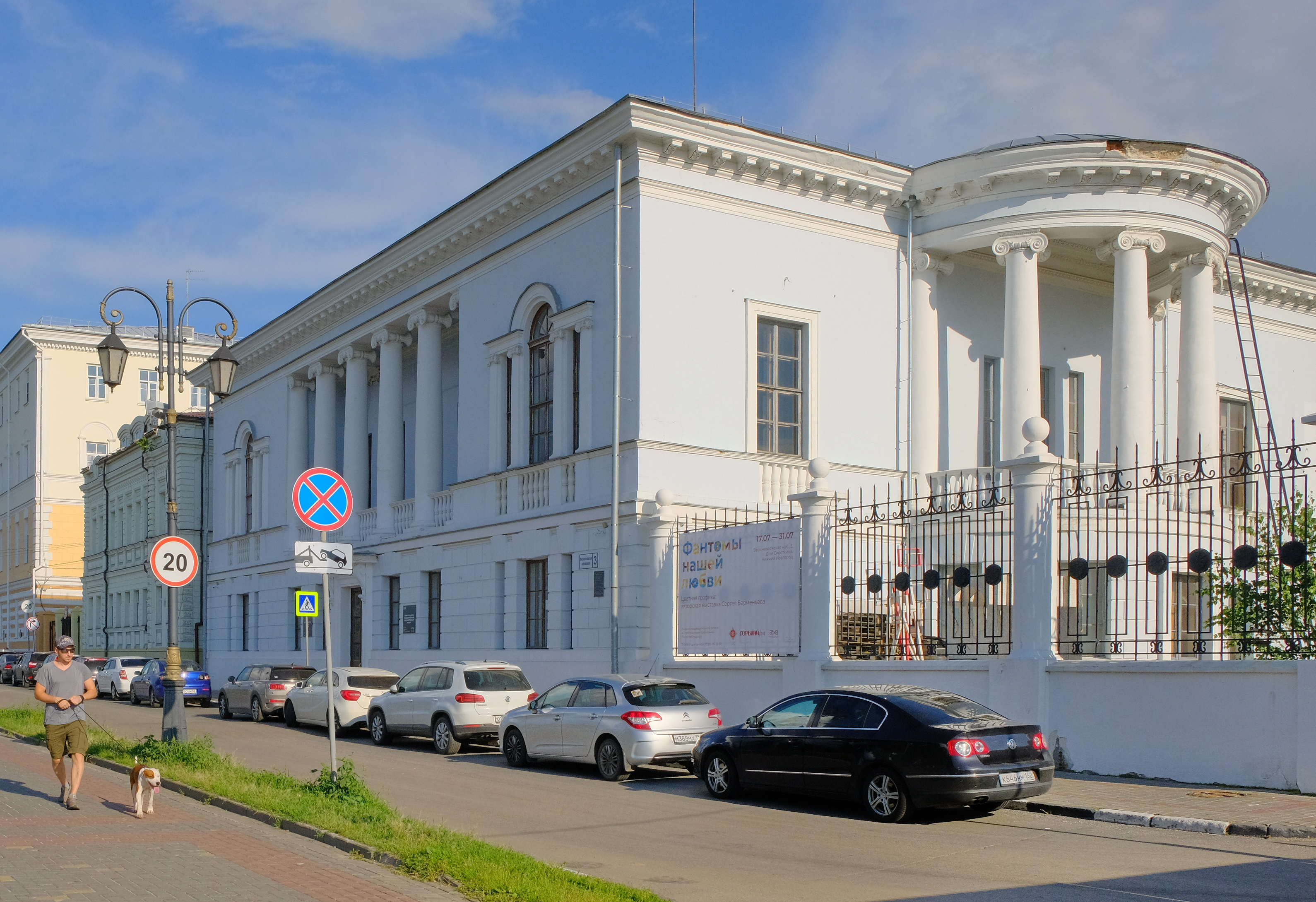
Особняк Д. В. Сироткина на Верхне-Волжской набережной
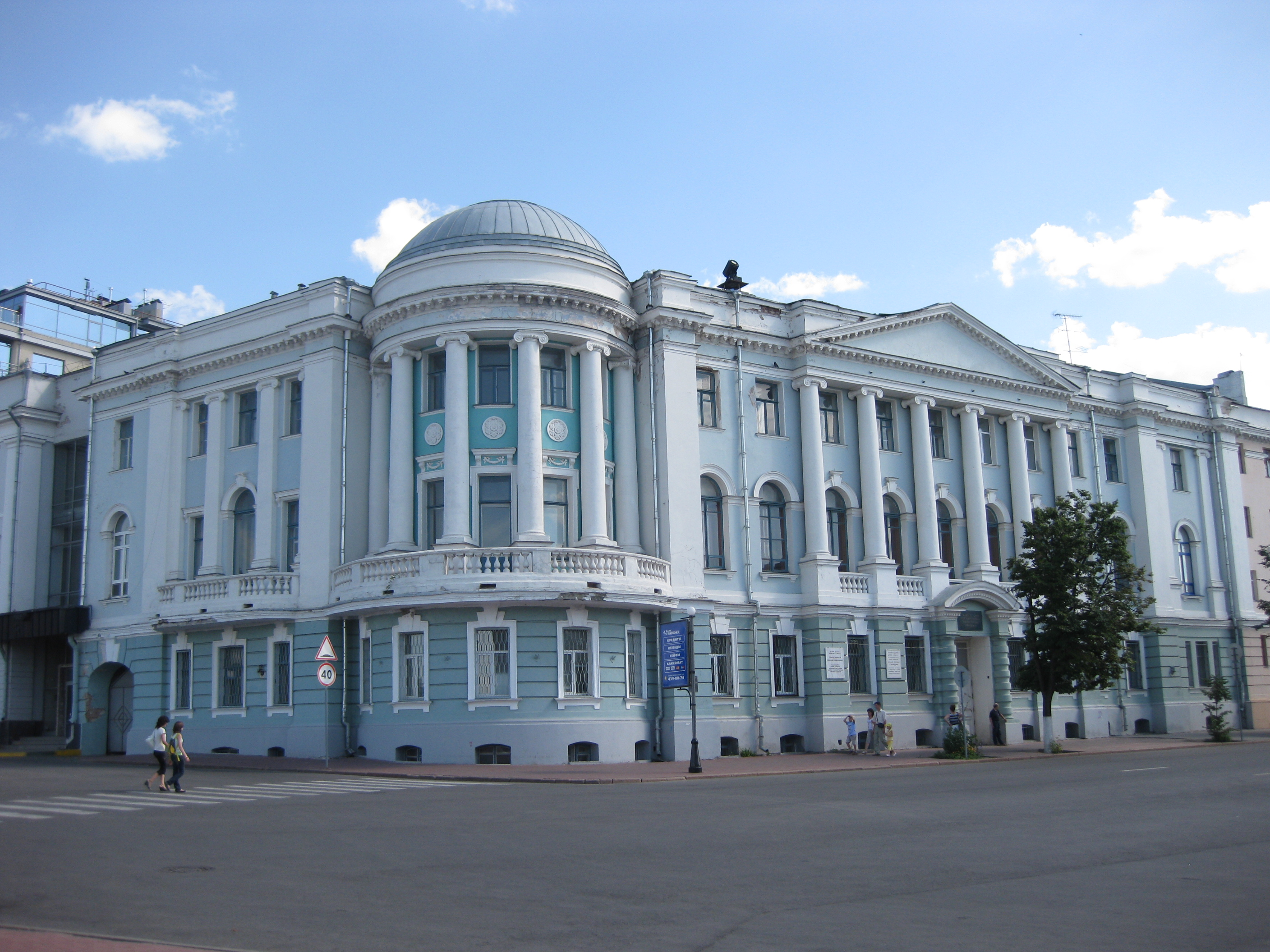
Здание конторы пароходного общества «Волга»
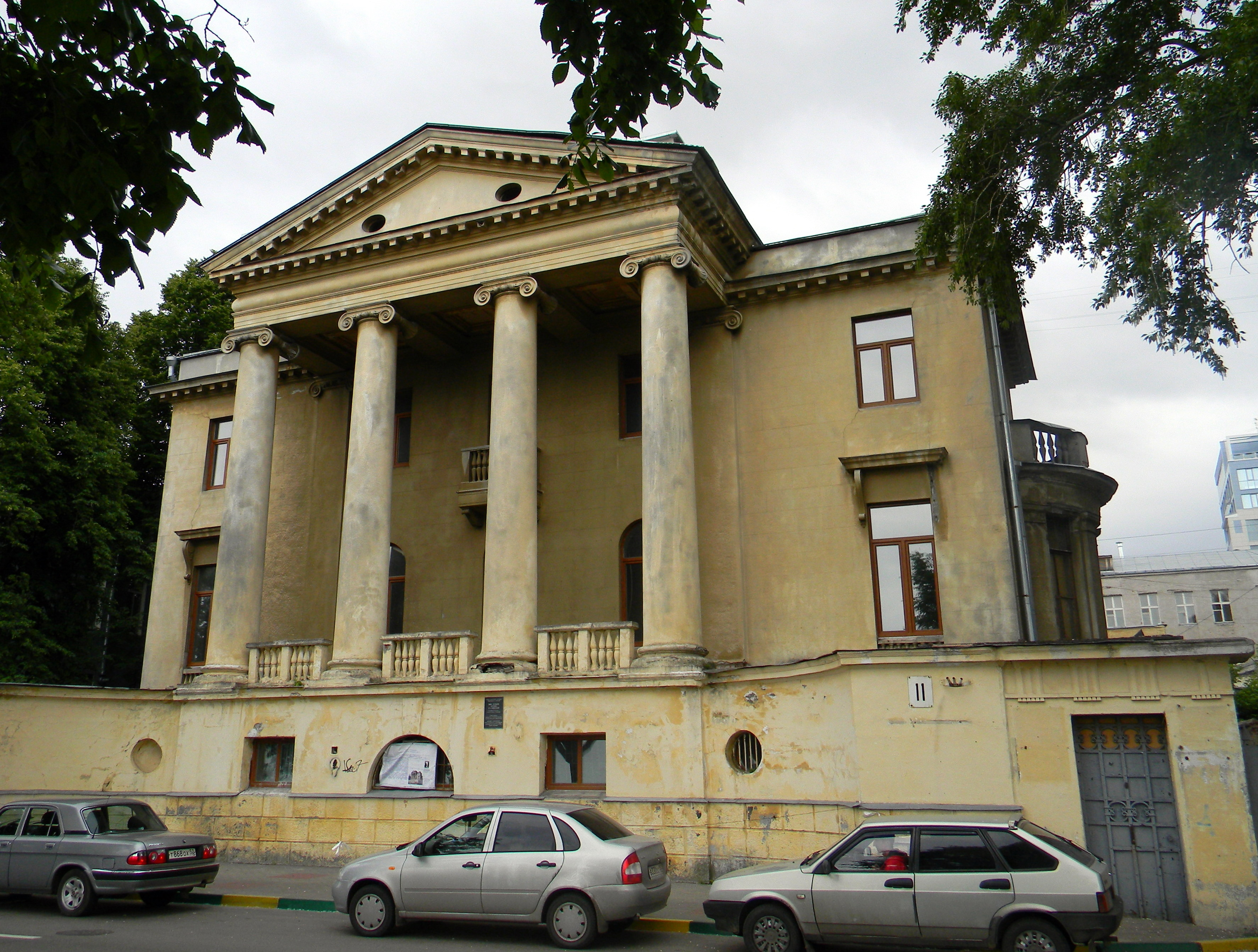
Особняк Каменских
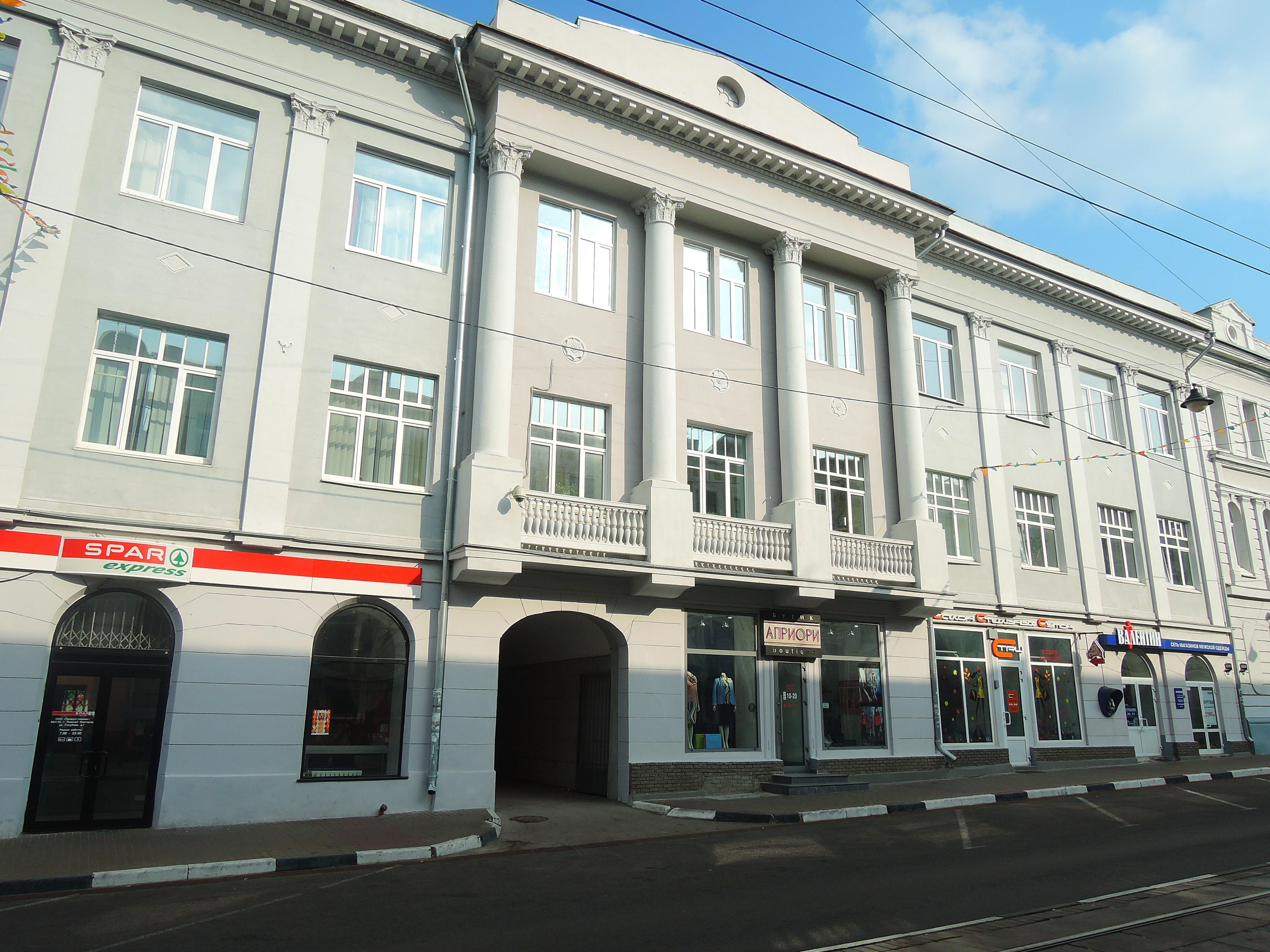
Дом А. С. Заплатиной

В Нижнем Новгороде неоклассицизм появился позднее, чем в столицах и просуществовал менее десятилетия. В 1912 году архитектор Фёдор Шехтель спроектировал здание общественного зала-театра по улице Большой Покровской, воссоздававшее архитектурные формы итальянского Возрождения и являвшегося постройкой, характерной для переходного периода от модерна к новому классицизму. Одной из наиболее представительных построек в стиле неоклассицизм стало конторское здание пароходного общества «Волга» (1916), на углу Верхневолжской набережной и площади Минина и Пожарского.
Неоклассическая ветвь ретроспективизма наиболее ярко проявила себя в архитектуре нижегородских особняков. Примером европейской ветви неоклассицизма, в частности, обращения к творчеству А. Палладио, был особняк И. О. Каменской (1913), построенный по проекту архитектора Б. А. Коршунова. Знаковым памятником русского неоклассицизма 1910-х годов в городе стал построенный по проекту братьев Весниных особняк Д. В. Сироткина, считающийся одним из самых значительных произведений архитектуры, созданных в последние годы существования царской России. Согласно пожеланию заказчика, дом после его смерти должен был стать городским музеем. Эта идея была положена в основу конкурсного проекта. Искусствовед Селим Хан-Магомедов писал: «Небольшой двухэтажный особняк построен в лучших традициях палладианства и русского классицизма. Ионические колонны лоджии и полуротонды, развитый карниз, обрамление входного портала, палладианские окна второго этажа, тосканские колонны интерьера, ограждение лестницы — всё тонко прорисовано в духе неоклассики».

#### Неорусский стиль
В 1910-е годы вновь возник всплеск интереса к основам национального искусства, в связи с чем было связано возникновение неорусского стиля, в котором проектировались и строились государственные учреждения, банки, храмы, вокзалы и музеи. Название стиль получил по предложению искусствоведа Владимира Курбатова, в противовес русскому народному стилю. Творческие изыскания в рамках стиля черпали вдохновение как в «почвенничестве», так и в романтическом модерне: свободная планировка, живописность, пластичность объёмов соединялись с формами древнерусской архитектуры.
Типичным примером стиля в Нижнем Новгороде стало здание Государственного банка, построенное в 1913 году  по проекту Владимира Покровского в честь 300-летия дома Романовых. По его же проектам был возведён архитектурный комплекс Успенской церкви на Бугровском кладбище (1916). Работы Покровского в неорусском стиле считаются одними из лучших примеров данного архитектурного направления. В 1913—1916 годах по проекту гражданского инженера Фёдора Ливчака было возведено здание Крестьянского поземельного банка, в котором неорусский стиль был смешан с модерном.

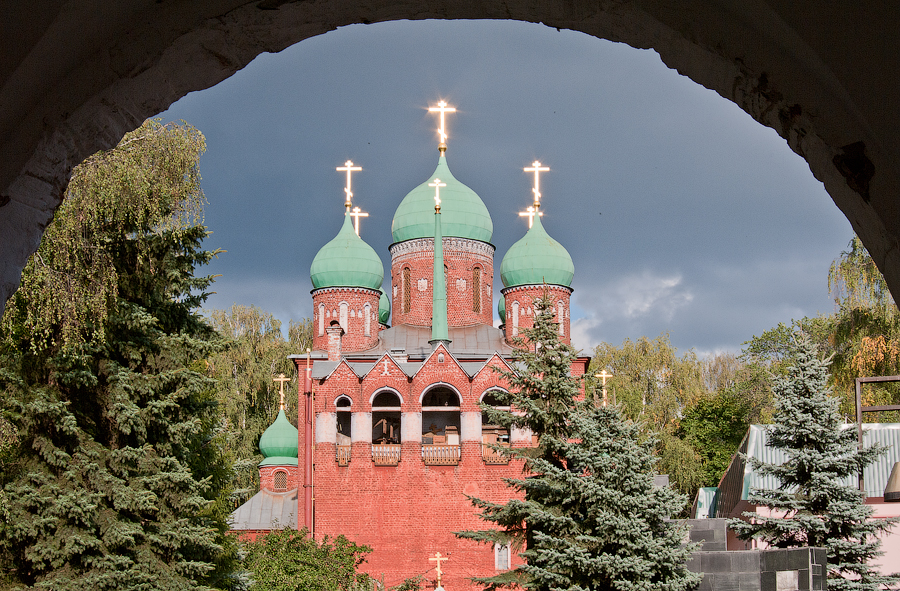
Успенская церковь
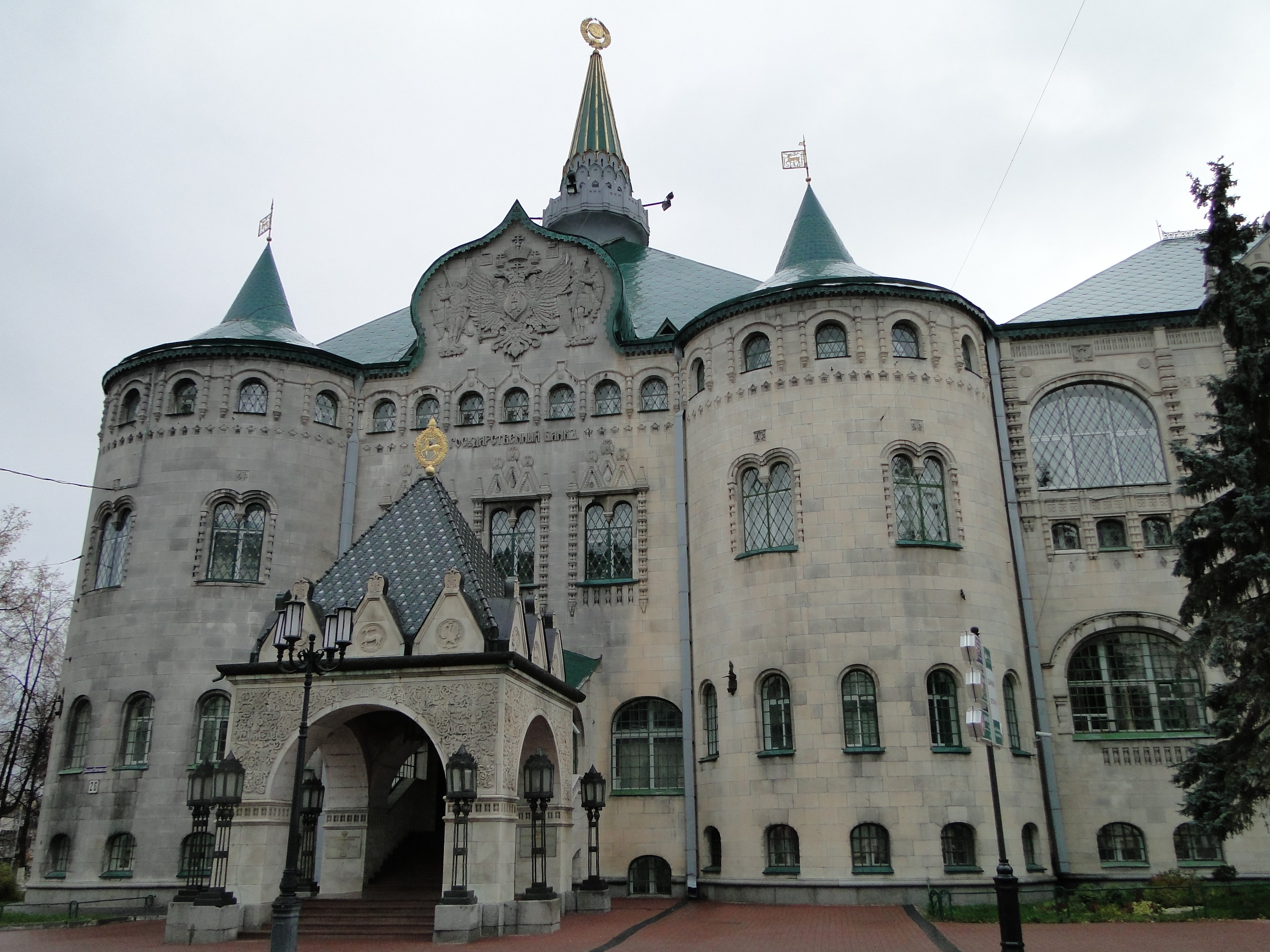
Государственный банк
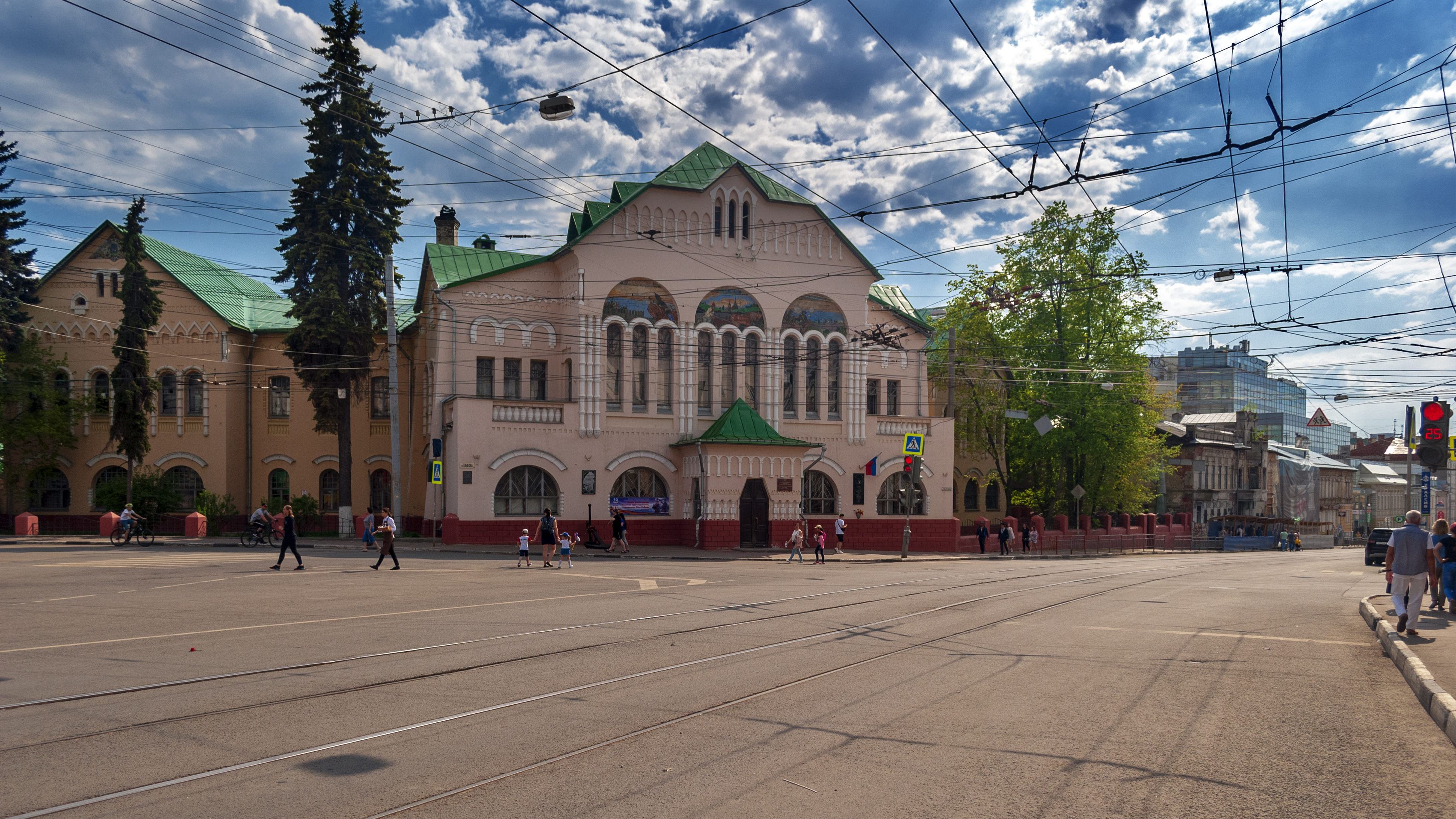
Здание Крестьянского поземельного банка
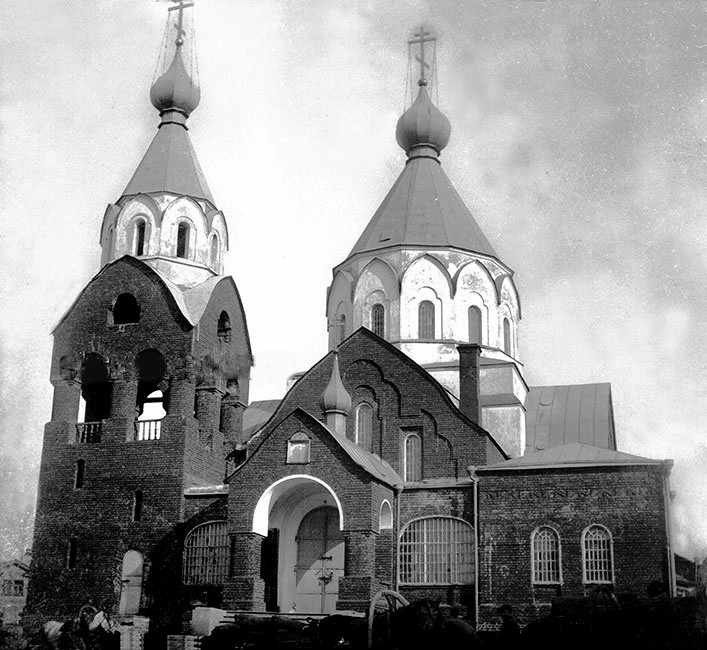
Церковь Успения Пресвятой Богородицы
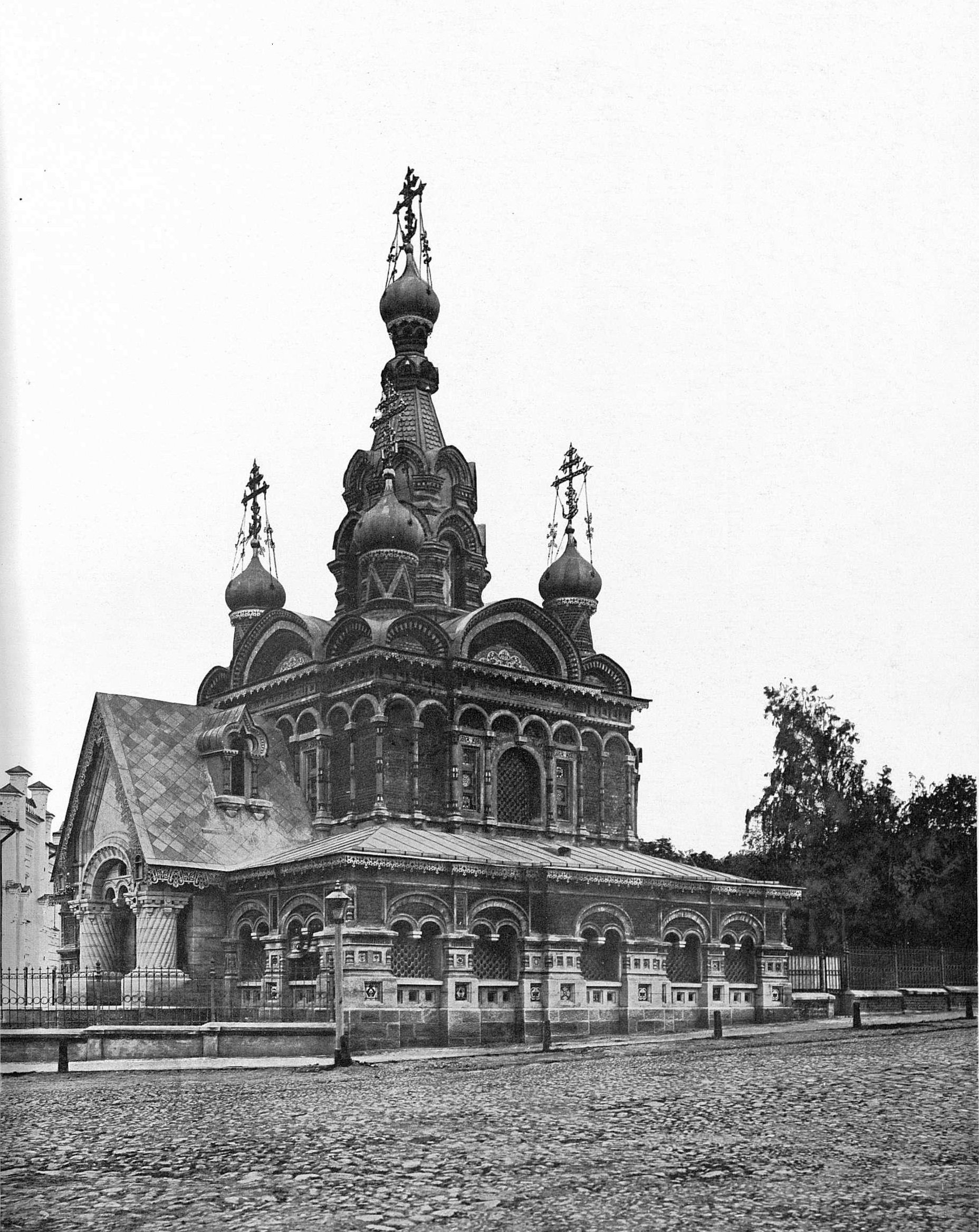
Церковь Иоанна Богослова при приюте графини Кутайсовой

## Архитектура Новейшего времени

### Советский ретроспективизм
Эволюционное развитие стилей русской архитектуры с преобладанием историзирующей линии на рубеже XIX—XX веков было прервано революцией 1917 года. Предпосылки для возникновения новой стилистики рационалистического толка (советского авангарда) были подготовлены ещё в дореволюционный период (см. рационалистические идеи А. К. Красовского), но в Нижнем Новгороде они получили развитие только в конце 1920-х годов. В начале 1920-х годов в городе параллельно сосуществовали протоконструктивизм и советский ретроспективизм — упрощённый вариант неоклассики. Ретроспективная линия архитектуры вновь заявила о себе в конце десятилетия: в 1928 году был достроен Дворец культуры им. В. И. Ленина в Канавинском районе города, в облике которого была отражена новая версия неоклассицизма, в котором, будучи подчинённым культурной идеологии государства, классицизм имел схематизированные формы.

### Советский авангард
Нижегородское зодчество в эпоху советского авангарда развивалось в русле тенденций российской и европейской архитектуры: основой проектирования стал общий функциональный метод. В отличие от Москвы и Санкт-Петербурга, в Нижнем Новгороде отсутствовали филиалы архитектурных творческих объединений, но нижегородские зодчие следили за формированием нового стиля в конкурсных проектах и в произведениях столичных и европейских архитекторов. Широкий веер стилистических поисков внутри советского авангарда (романтический символизм, супрематизм, рационализм, конструктивизм) в Нижнем Новгороде практически отсутствовал. В городе развилось лишь конструктивистское направление архитектуры. С другой стороны, отсутствие теоретических разработок в нижегородской архитектурной школе компенсировалось активным строительством, в котором воплощались идеи, возникшие в столицах, у лидеров советского авангарда.
В период 1920—1930-х годов Нижний Новгород стал экспериментальной площадкой поисков и воплощений новых архитектурных идей известных московских зодчих — представителей различных творческих группировок и объединений. В конкурсе 1929 года на проектирование соцгорода «Автострой» при Горьковском автозаводе приняли участие: Н. А. Ладовский, Н. А. Милютин, А. Г. Мордвинов, В. А. Лавров, Г. П. Гольц — представители творческих группировок МАО, АСНОВА, ОСА, ВОПРА, а также американская фирма «Остин компани». В жюри конкурса работали видные московские архитекторы: А. П. Иваницкий, А. В. Щусев и В. Н. Семёнов. Конкурс оказал огромное влияние как на местную архитектуру, так и на формирование современной архитектуры и градостроительства России. Победу одержали работы студентов МВТУ под руководством архитектора А. Г. Мордвинова. Изначально предполагалось возвести дома-коммуны вместимостью в тысячу человек, но позже проект был доработан, возведение домов-коммун чистого вида признали преждевременным, поэтому более половины зданий строились под индивидуальные квартиры. На Соцгород оказала влияние идея города-сада: большое внимание в проекте уделялось озеленению. На практике удалось реализовать лишь часть проекта.

#### Протоконструктивизм
Протоконструктивизм — переходный этап от ретроспективизма к конструктивизму — развивался в Нижнем Новгороде с начала 1920-х годов и воплотился в массовом малоэтажном строительстве. В отличие от Европы, где посёлки для рабочих застраивались стандартными блокированными домами из железобетона, и от столичных городов, где малоэтажное строительство велось из кирпича, в Нижнем Новгороде преобладало массовое возведение зданий из дерева. Однако, оно кардинально отличалось от традиционного городского и крестьянского жилища тем, что это была профессиональная архитектура, с выраженной асимметричной композицией, выступающими объёмами лестниц и веранд и полным отсутствием декора.

#### Конструктивизм
В период конструктивизма в Нижнем Новгороде работали столичные архитекторы: Г. Б. Бархин, М. Г. Бархин, А. З. Гринберг, А. А. Веснин, И. А. Голосов, А. Ф. Жуков, А. Г. Мордвинов, Д. С. Меерсон, Л. М. Наппельбаум, А. С. Фисенко, Д. Н. Чечулин; и местные зодчие: С. А. Агафонов, Б. М. Анисимов, В. В. Медведев, И. Ф., Нейман, Л. А. Нифонтов, В. А. Орельский, Д. П. Сильванов, А. Н. Тюпиков, А. А. Яковлев. Особый интерес представляет творческое наследие архитектора Андре Люрса, лидера французского функционализма. В Нижнем Новгороде Люрса запроектировал и построил одну из первых в стране и крупнейшую в городе детскую больницу и жилой дом для медицинских работников в медгородке на Мызе (1934—1939) и трёхэтажный жилой дом на улице Медицинской (1935—1936). В конце 20-х годов в Нижнем Новгороде было построено несколько домов-коммун, отличавшихся схожей структурой: квартирами малой площади, коридорной системой, переходами, большими окнами, ленточным остеклением, длинными широкими балконами. К крупным памятникам зрелого конструктивизма в городе относят: Дом Советов в Нижегородском кремле (1929—1930, арх. А. З. Гринберг), Дом «Инженерный работник» (1928—1930, арх. В. В. Медведев, А. А. Яковлев), дом-коммуну «Культурная революция» (1929, арх. В. В. Медведев), дом-коммуну «Дом железнодорожника» (1929), гостиницу «Волна» (1930, арх. В. А. Орельский), дом-коммуну «Дом чекиста» (1929—1932, арх. А. Н. Тюпиков).

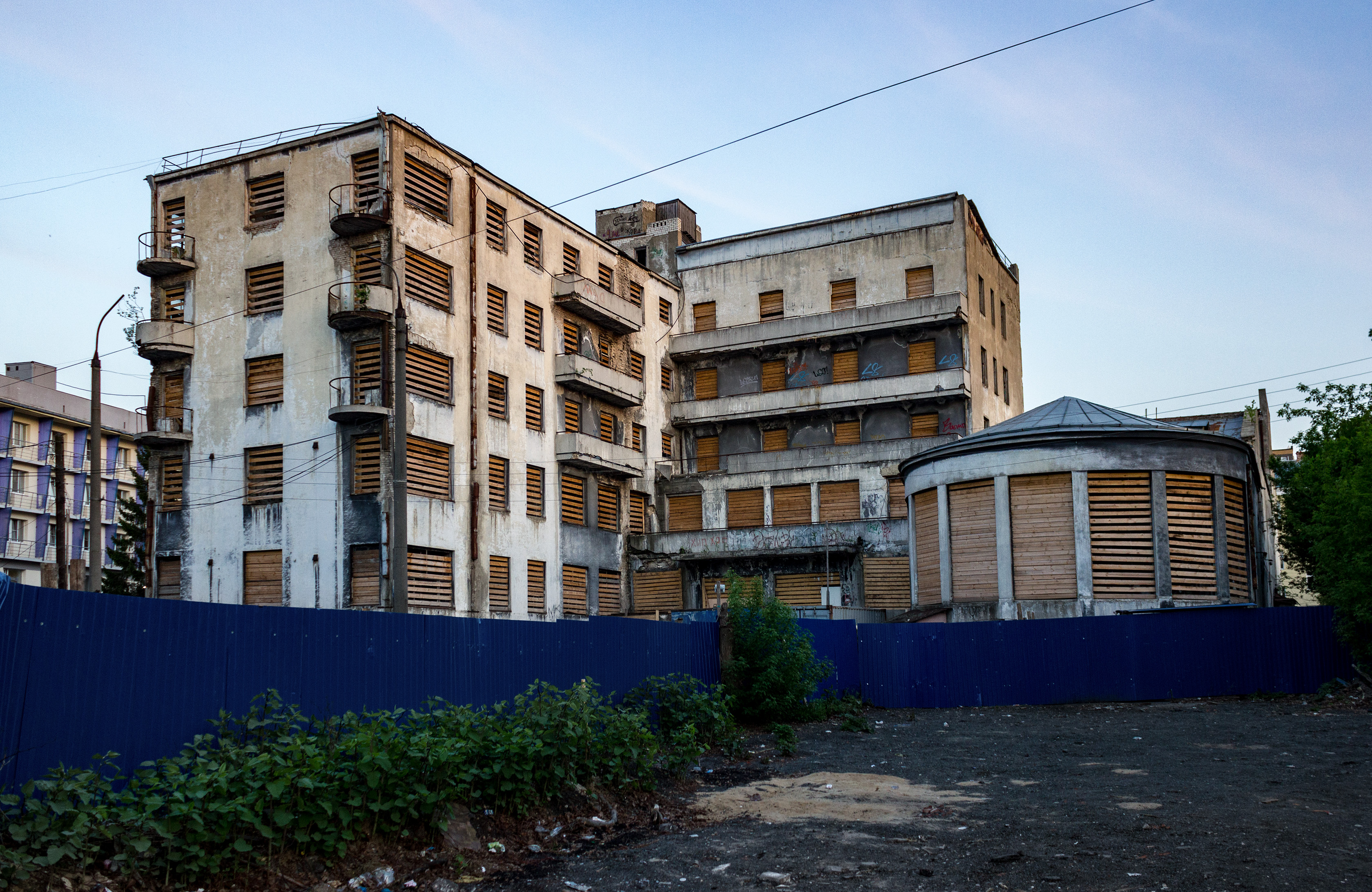
«Дом чекиста»
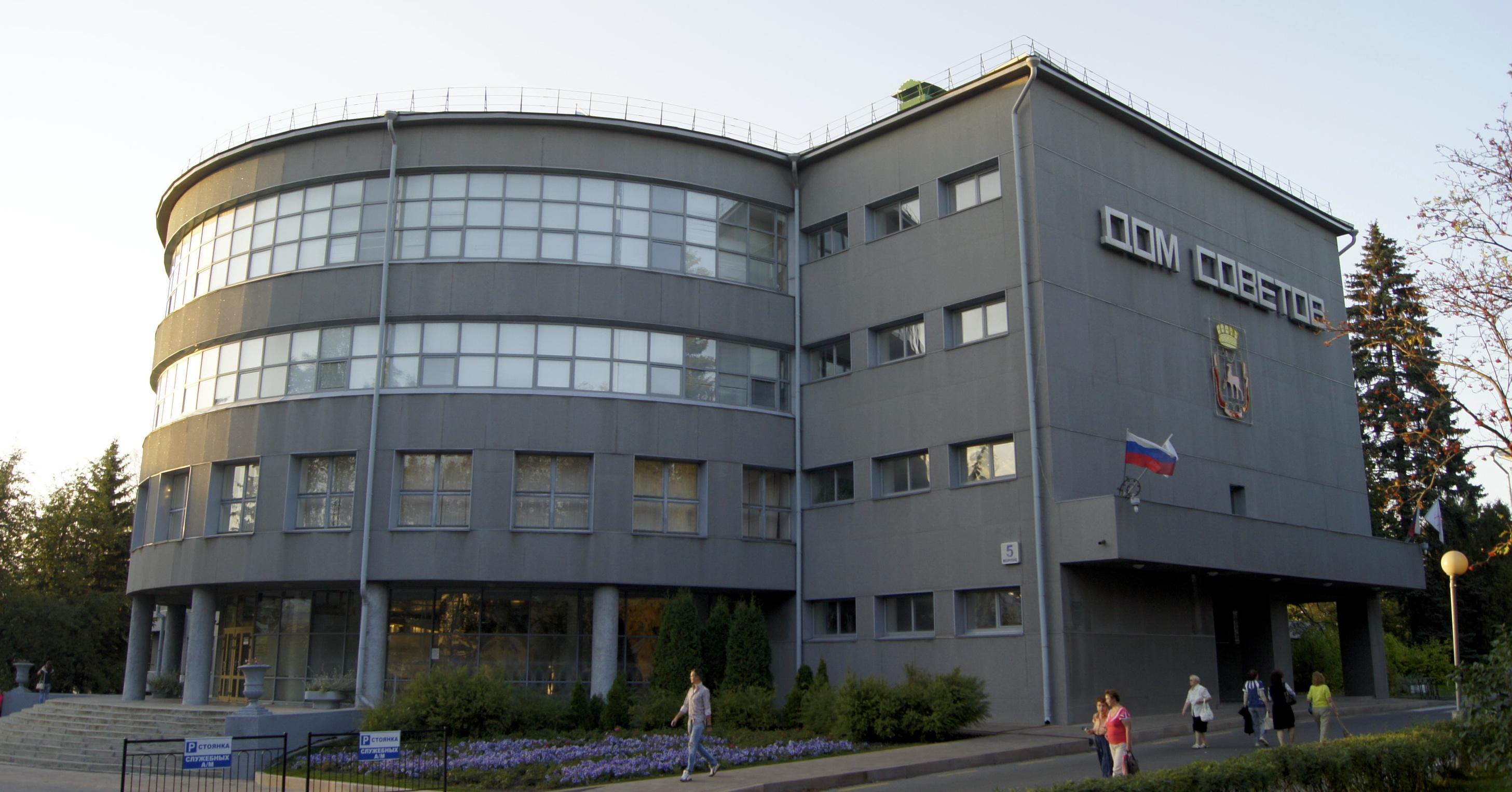
Дом Советов
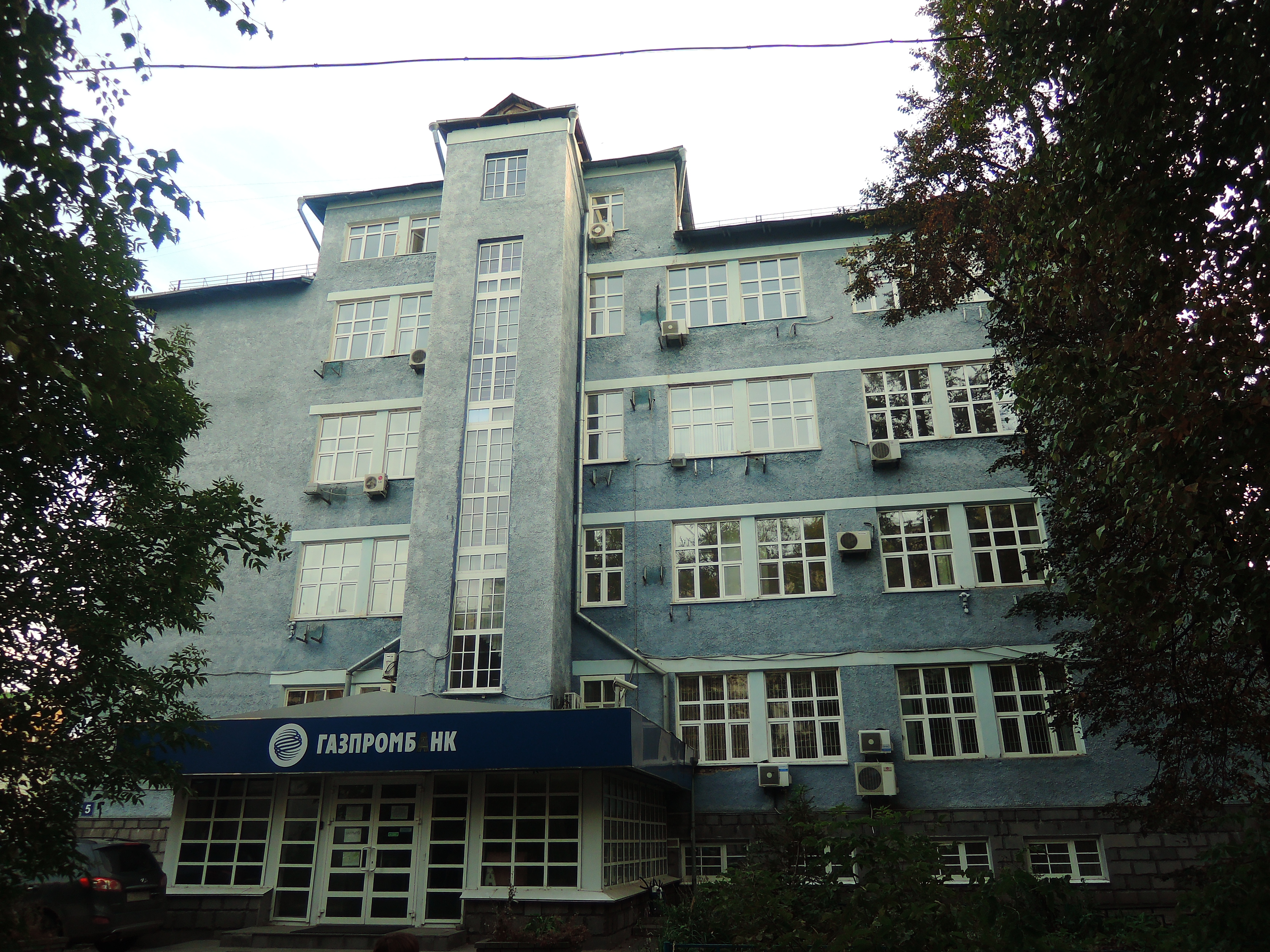
Дом-коммуна «Культурная революция»
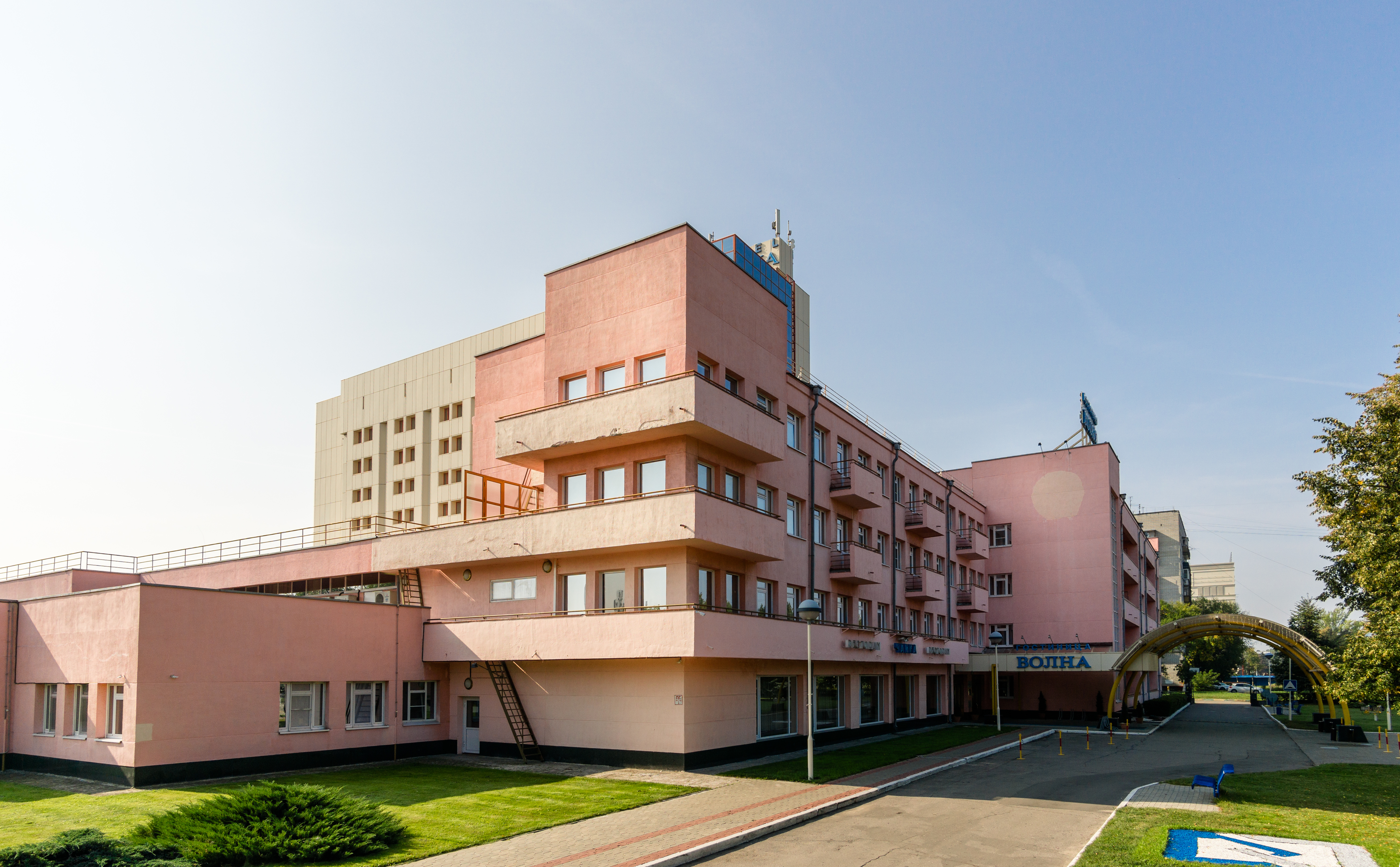
Гостиница «Волна»
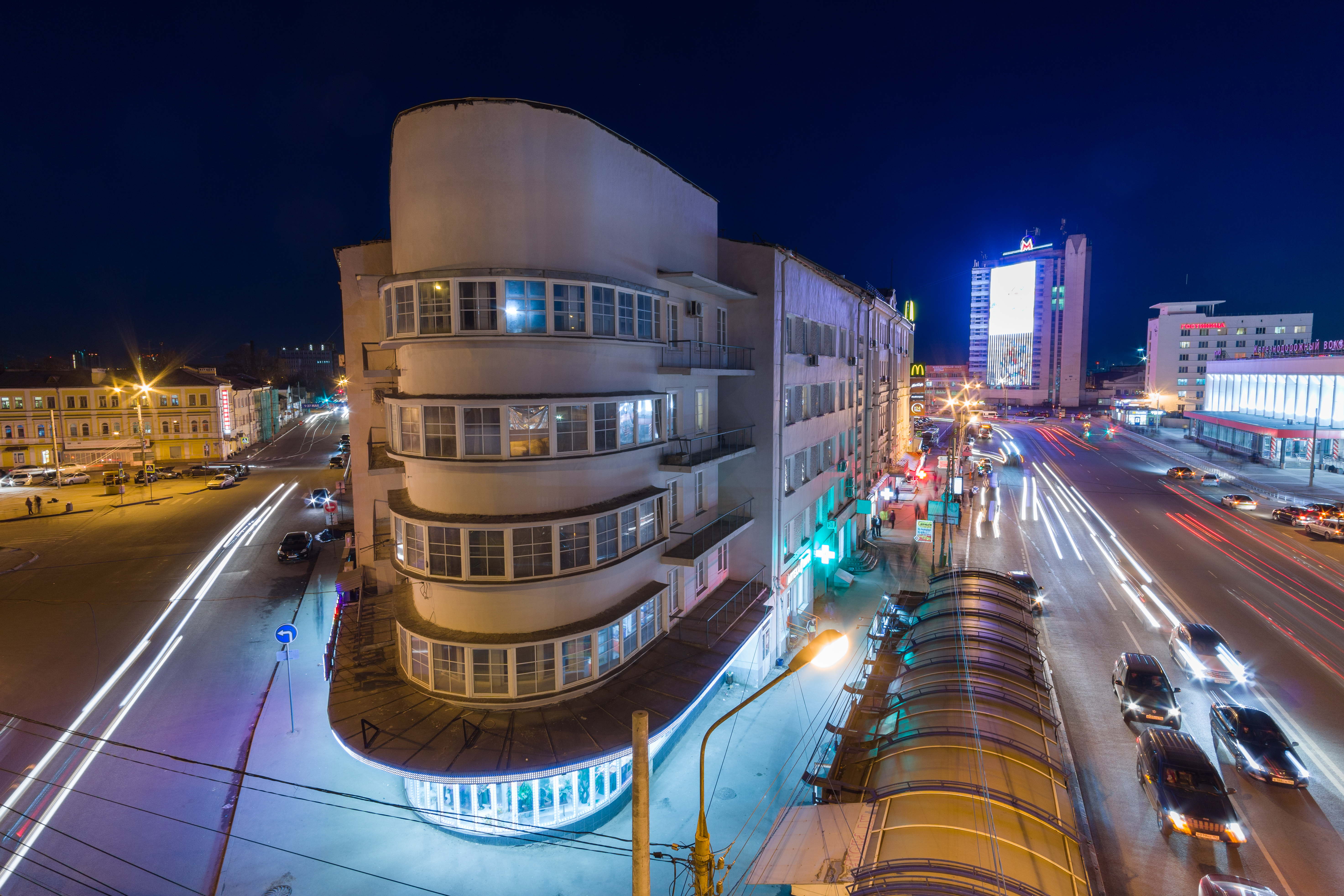
Дом-коммуна «Дом железнодорожника»

### Сталинская архитектура

#### Постконструктивизм
В начале 1930-х годов ликвидированы разрозненные творческие группировки: все архитектурные школы объединены в единый Союз советских архитекторов. Академик С. О. Хан-Магомедов, изучая периоды творчества архитектора И. А. Голосова, впервые ввёл в научный оборот термин постконструктивизм или как его называли в провинции — обогащенный конструктивизм. Творческие поиски этого периода отличались разнообразием: не отказываясь от принципов конструктивизма, архитекторы переходили к более цельным, монолитным объёмам, пластика фасадов стала определяться крупными формами. В 1930-е годы постепенно появляются отдельные жилые и общественные здания с повышенной композиционной ролью в застройке, с самостоятельным уникальным, неповторимым обликом. Жёсткая геометрия конструктивизма начинает размываться. Происходит возврат к симметричным композициям, приёмам неоклассики: наблюдается синтез современной архитектуры и классики. Именно так переходный момент был воспринят архитекторами, работавшими в Нижнем Новгороде: колонны были превращены в плоские пилястры, у портиков отсутствовали треугольные фронтоны. В конце десятилетия неоклассические формы усложнились, появились аркады и колоннады, обязательным стало наличие скульптур.
Постконструктивизм в Нижнем Новгороде впервые появился в работах столичных архитекторов. Ярким представителем стиля стал А. З. Гринберг, по проектам которого были построены: здание гостиницы на Верхневолжской набережной (1935) и киноконцертный зал «Мир» на Автозаводе (1938). В 1938 году по проекту архитектора Л. М. Наппельбаумана было выстроено здание Автозаводского универмага. В 1929 году выполнен проект индустриального института (сегодня государственный технический университет) архитектора Д. Н. Чечулина. В начале 30-х годов здание построено в стиле конструктивизма, а в 1936 году перестроено по проекту И. Ф. Неймана в постконструктивистском направлении. Среди общественных зданий яркими примерами нового стиля стали: здание пожарного депо на улице Пушкина (арх. А. А. Яковлев, 1938), здание Оперного театра (арх. А. З. Гринберг, 1935), здание Дома связи на площади Горького (арх. Е. М. Мичурин, 1935), здание гостиницы «Центральная» на улице Коминтерна (арх. А. А. Яковлев, 1936), Дом студентов ГИИВТа на улице Пискунова (арх. А. А. Яковлев, 1936), школа на проспекте Молодёжном (арх. Л. М. Наппельбаум, 1935).

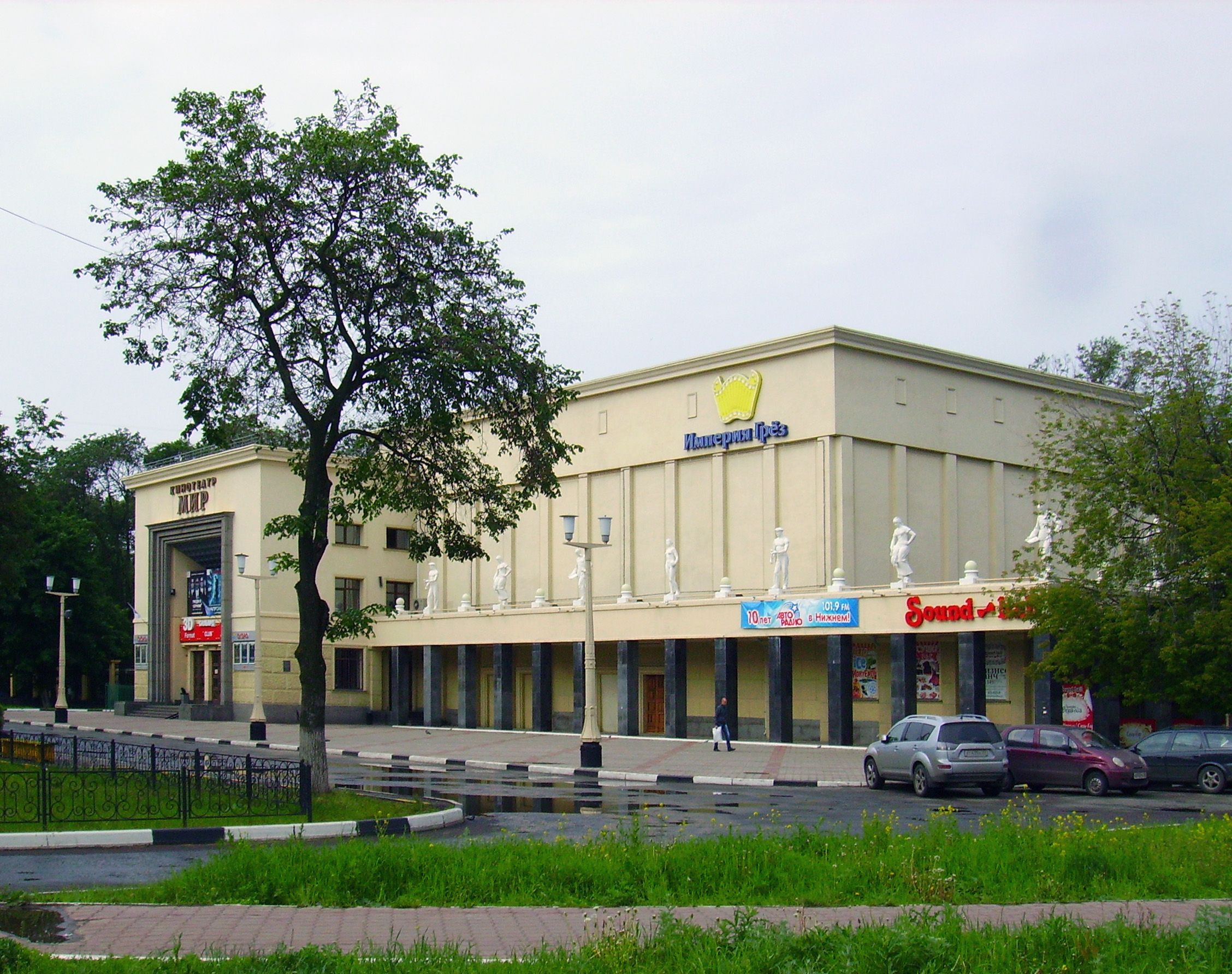
Кинотеатр «Мир»
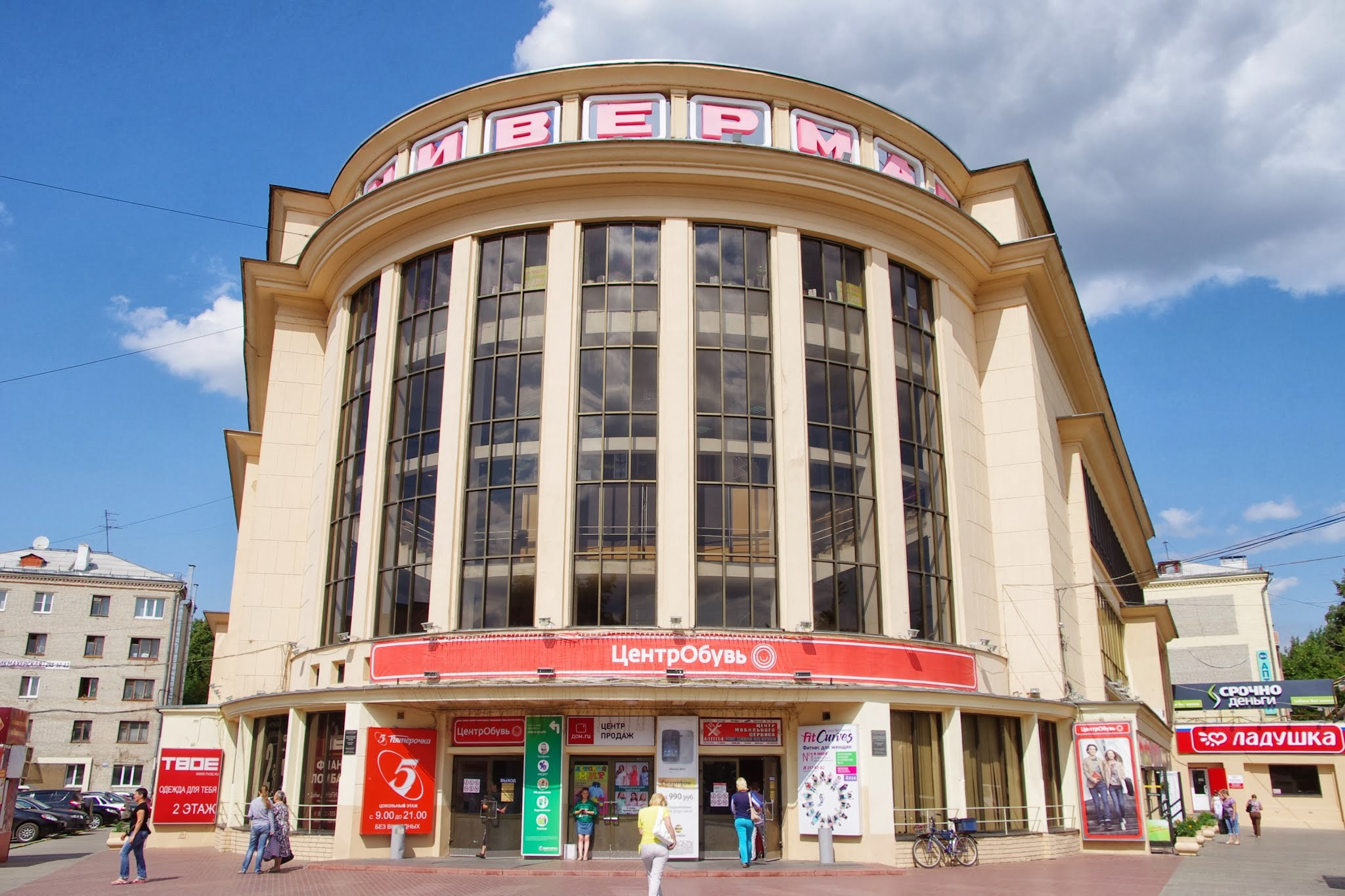
Автозаводский универмаг
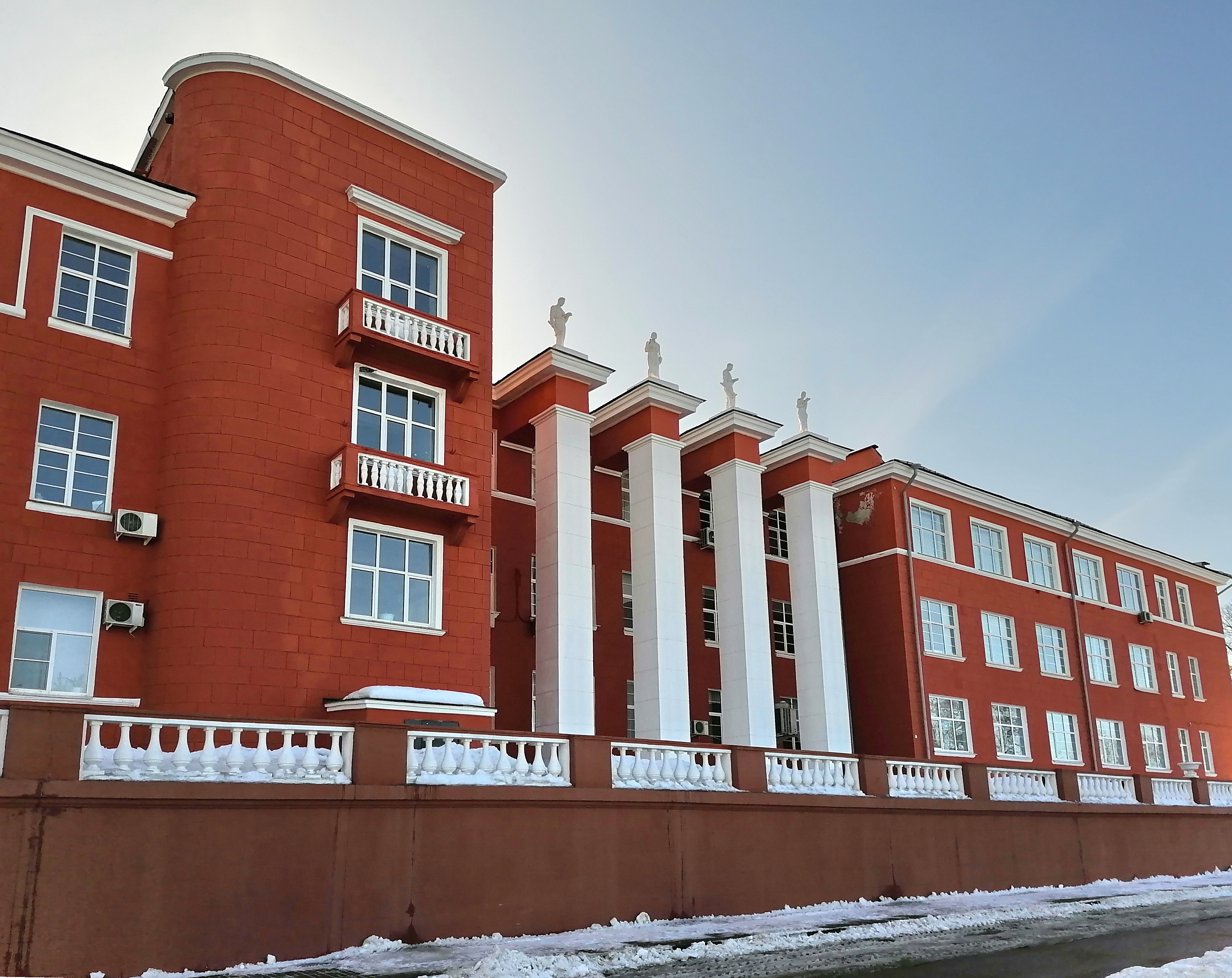
Здание индустриального института
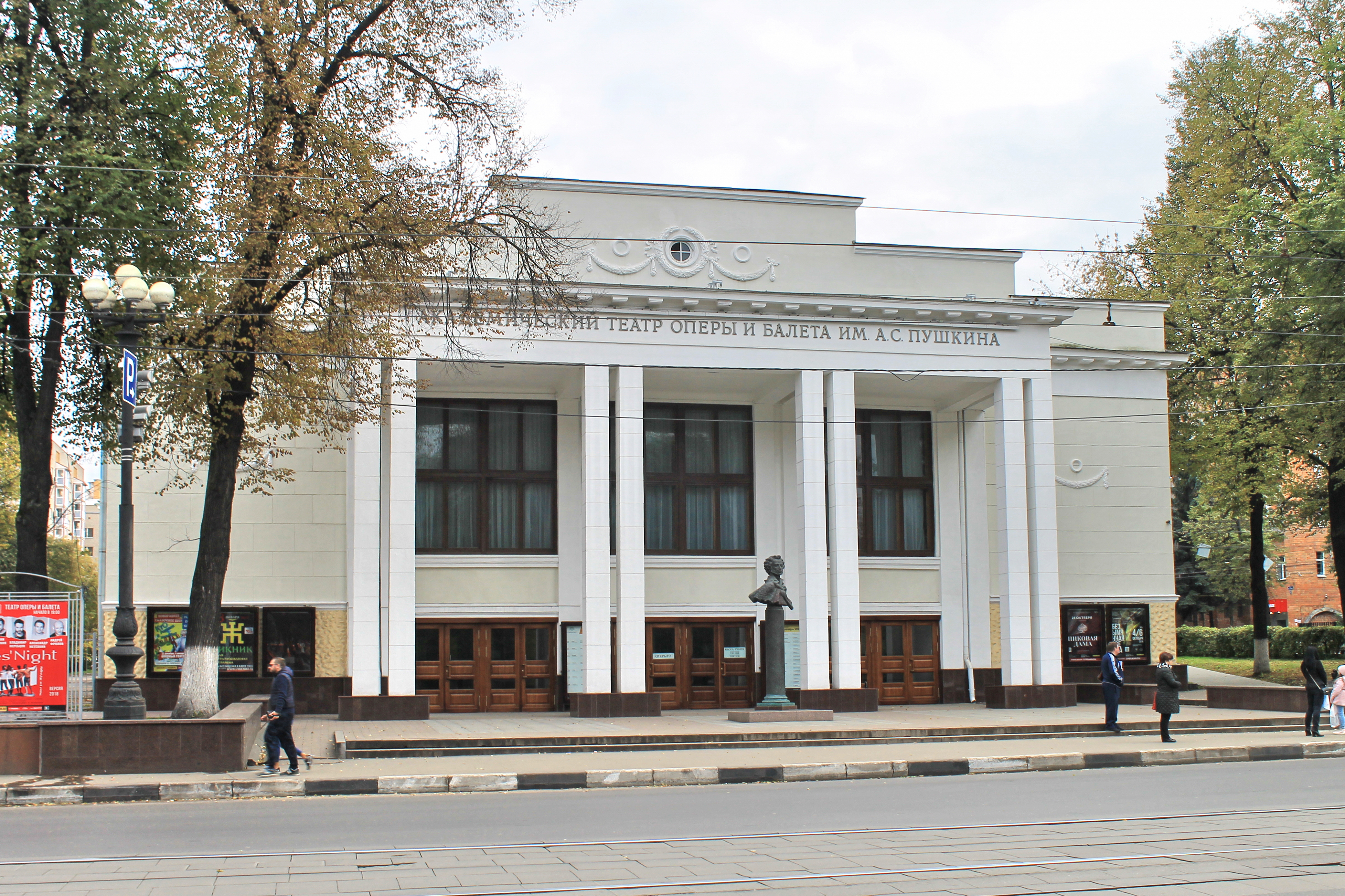
Театр оперы и балета
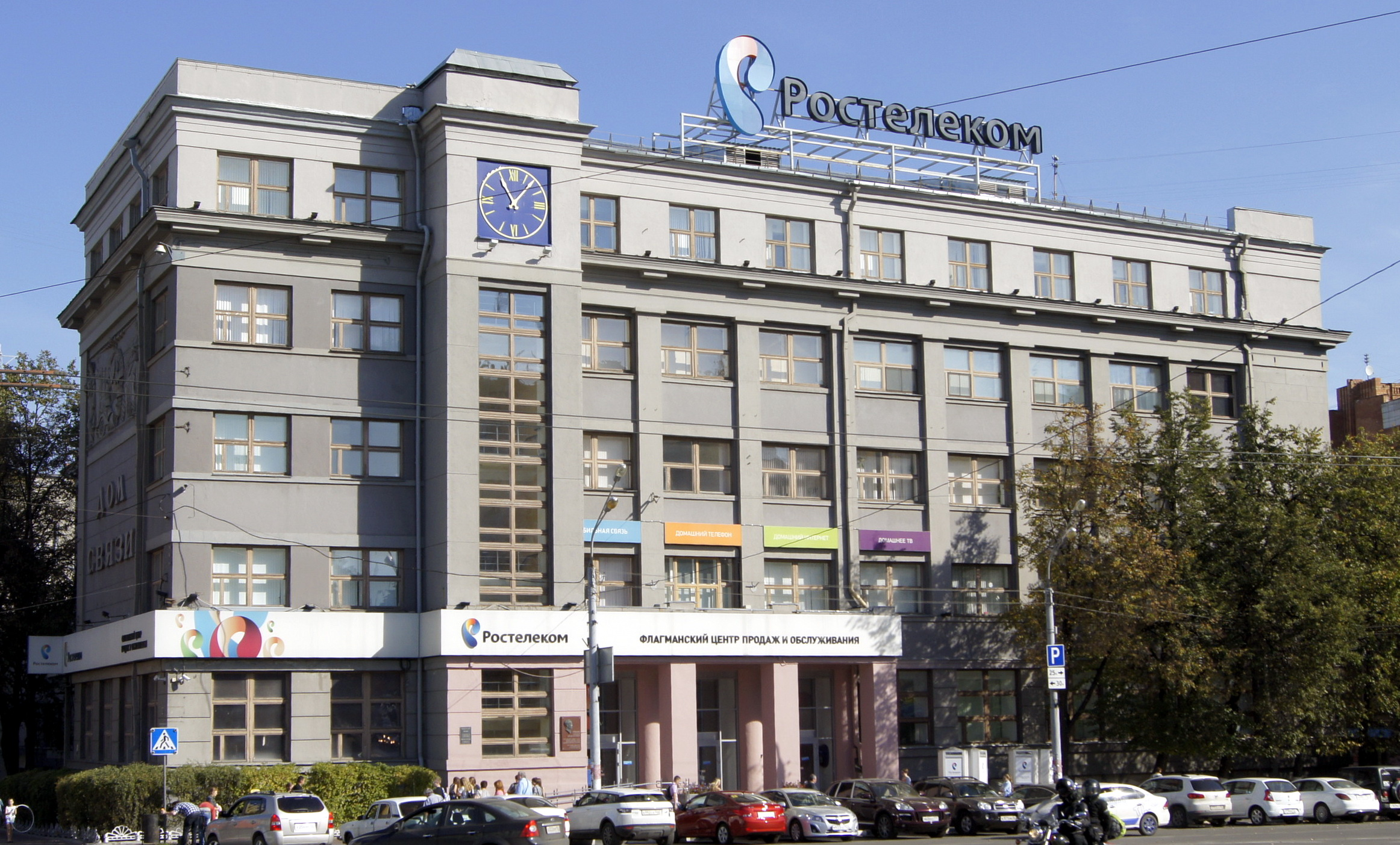
Дом связи

Если в 1920-е годы жилые дома напоминали серые коробки, то теперь их облик отличался индивидуальностью, с интересными деталями декора: ограждениями балконов, поясками, наличниками окон в виде рамок, парапетами. Среди них первым примером перехода к постконструктивизму стал жилой дом на улице Советской № 16 (арх. Е. М. Мичурин, 1936). Памятником федерального значение впоследствии стал так называемый Радиусный дом в Соцгороде Автозавода (арх. Н. Красильников и Н. Полюдов, 1935—1937). К другим ярким примерам постконструктивизма в жилой застройке относятся: жилой дом Общества старых большевиков по улице Минина № 27 (арх. В. А. Орельский, 1935), жилой дом специалистов на улице Минина № 5 (арх. А. А. Яковлев, 1936), жилой дом по улице Коминтерна (арх. А. А. Яковлев, 1937), жилой дом на Варварской № 4 (арх. А. А. Яковлев, 1936), жилой дом на Ошарской № 57 (арх. А. А. Яковлев, 1937). В Соцгороде возводились целые кварталы в постконструктивизме. В 1936 году на проспекте Октября вырос дом-квартал (арх. И. А. Голосов).
В конце 1930-х годов в архитектуре общественных зданий усилились тенденции декоративизма. Ярким примером веяния служит здание станции «Родина» детской железной дороги (арх. А. А. Яковлев, 1939). Особое место среди построек этого периода занимало здание конечной станции детской железной дороги «Счастливая» в Соцгороде (арх. Б. М. Анисимов, 1939), как пример своеобразной интерпретации стиля ар-деко 1930-х годов. В нижегородской архитектуре ар-деко, тем не менее, не получил широкого распространения.

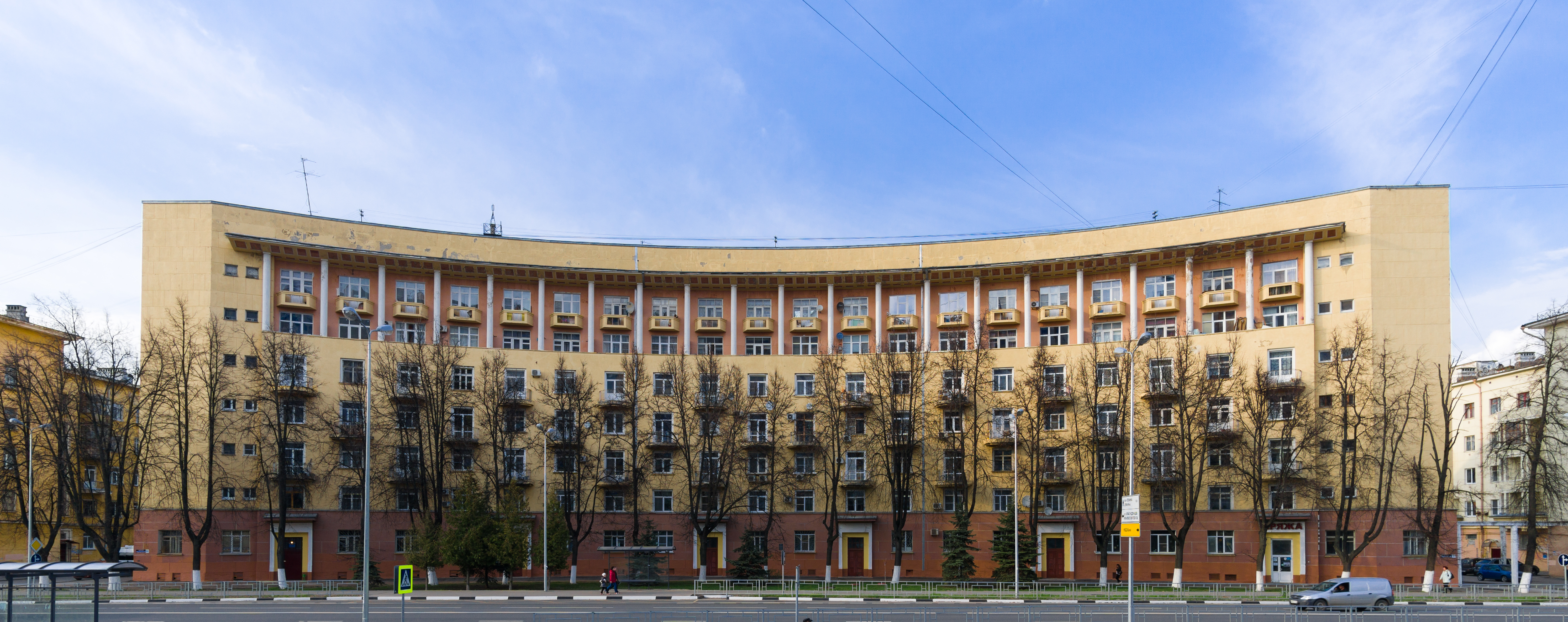
Радиусный дом в Соцгороде
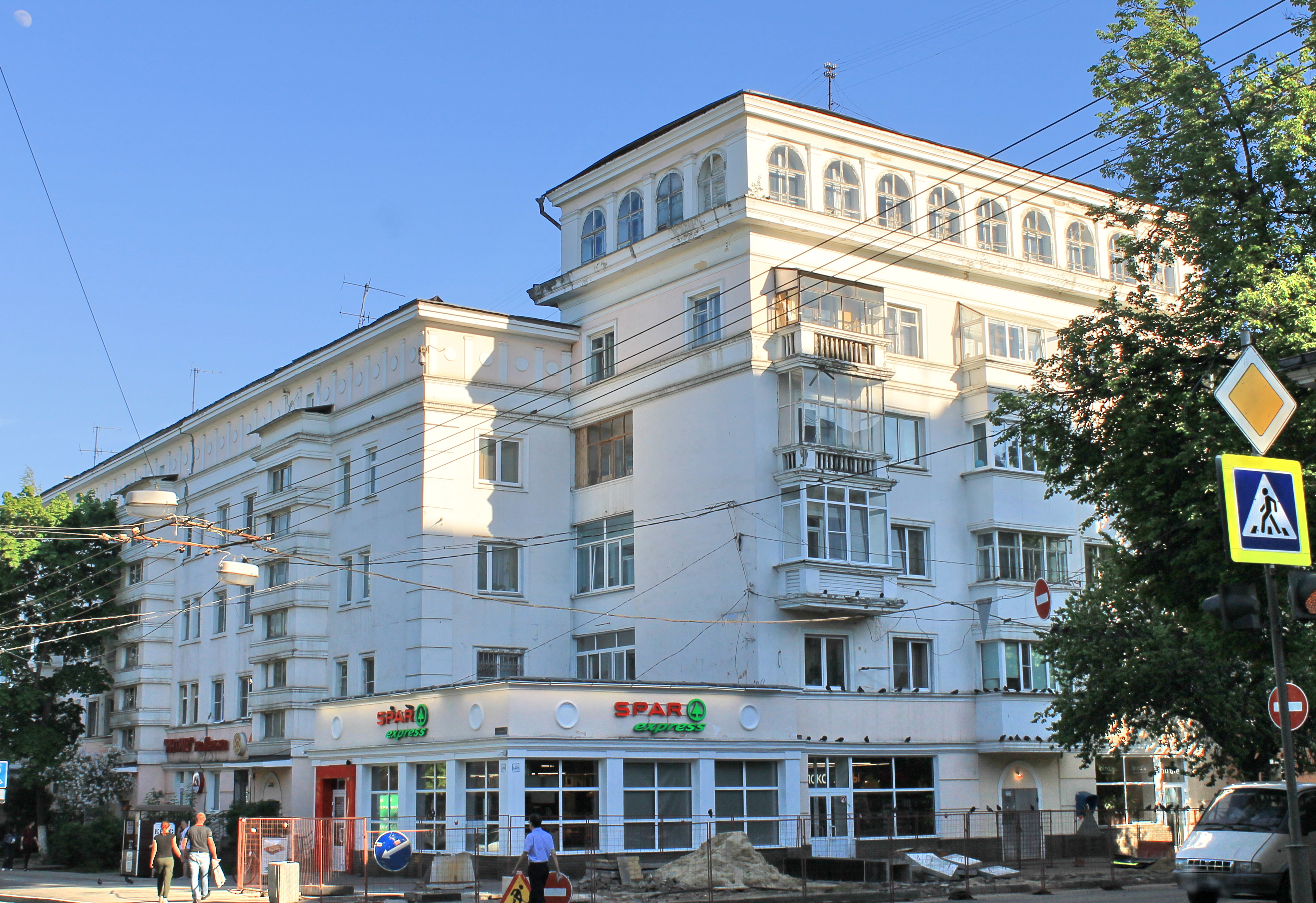
Жилой дом общества старых большевиков
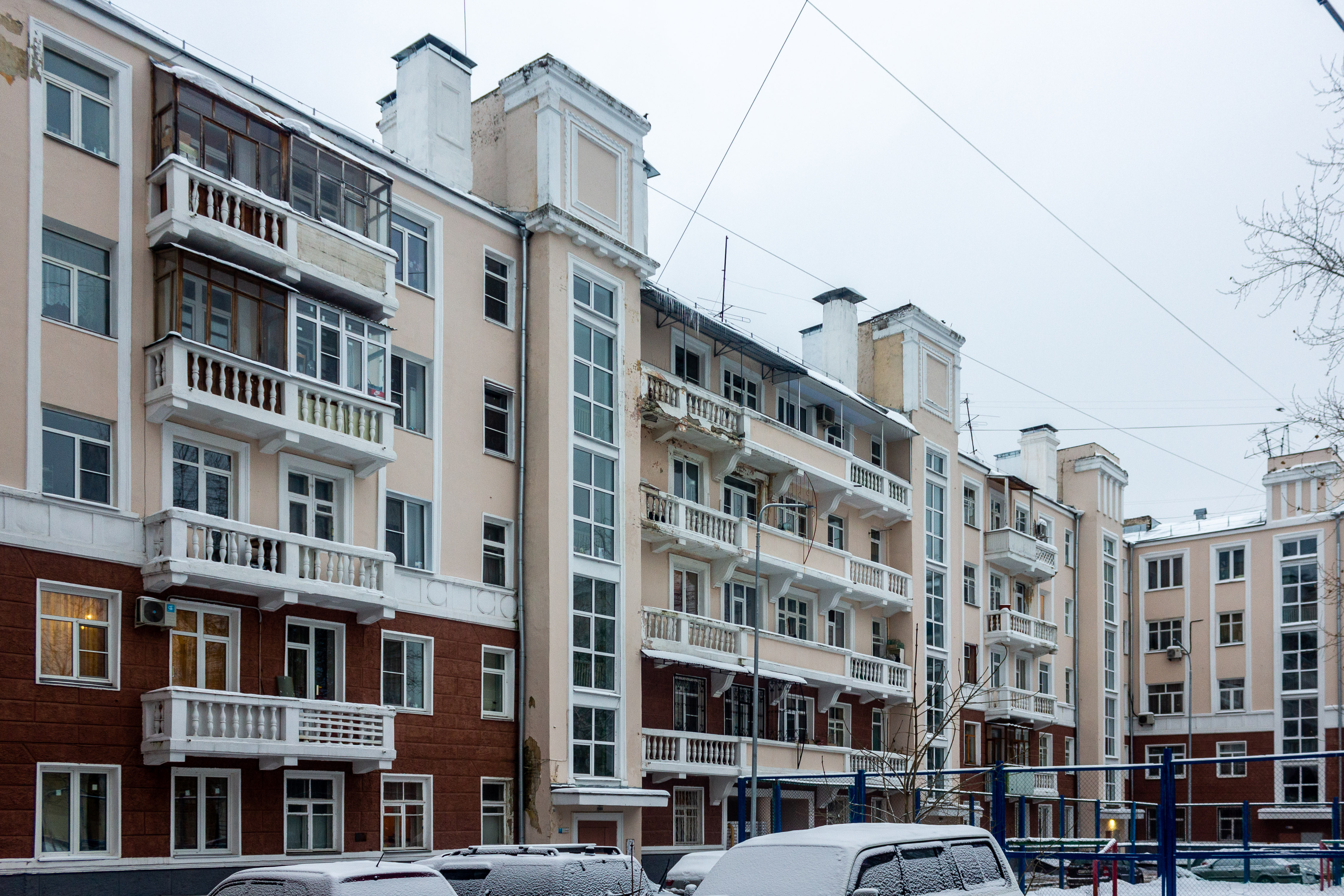
Жилой дом специалистов на улице Минина № 5
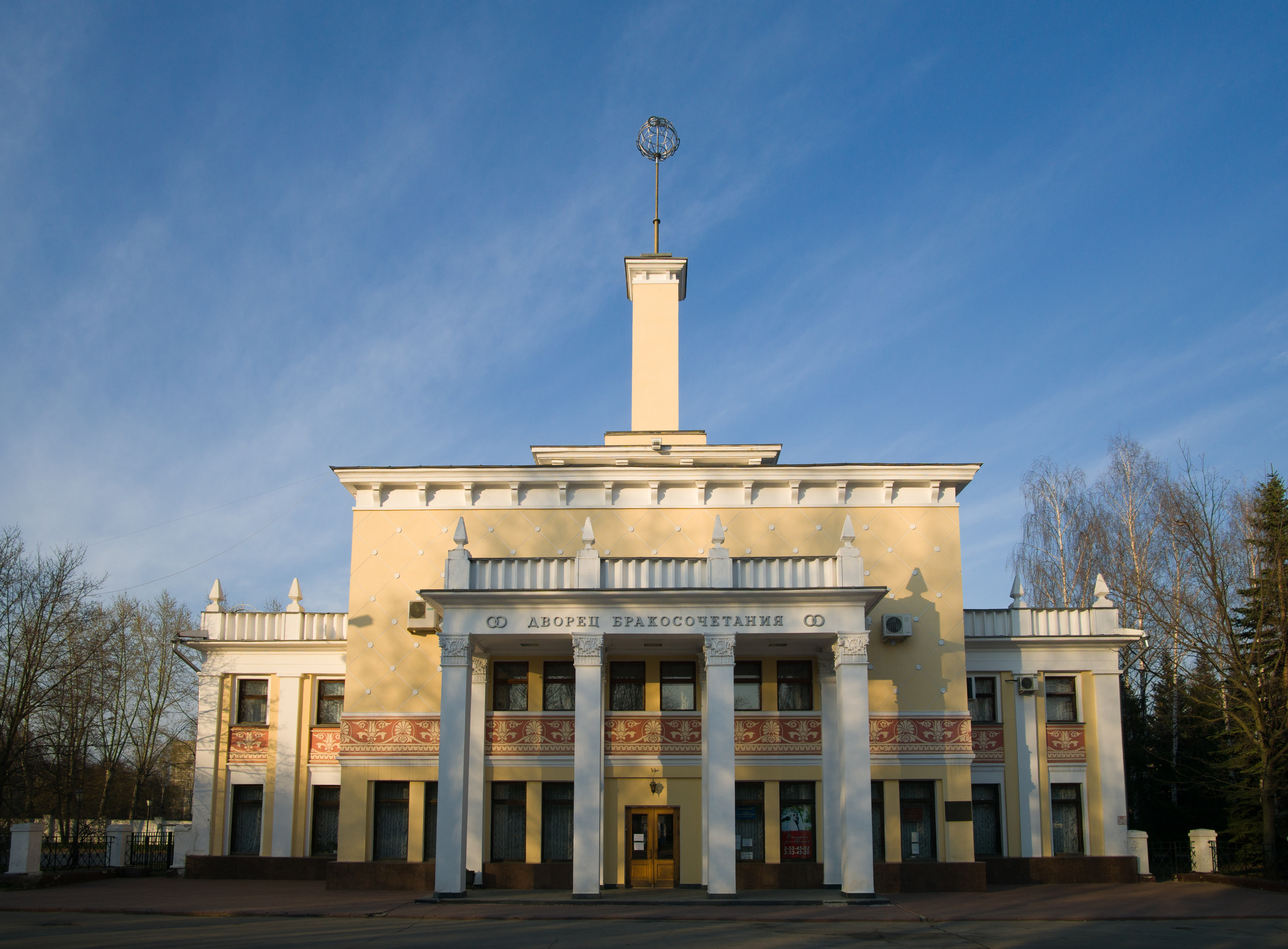
Здание станции «Счастливая»
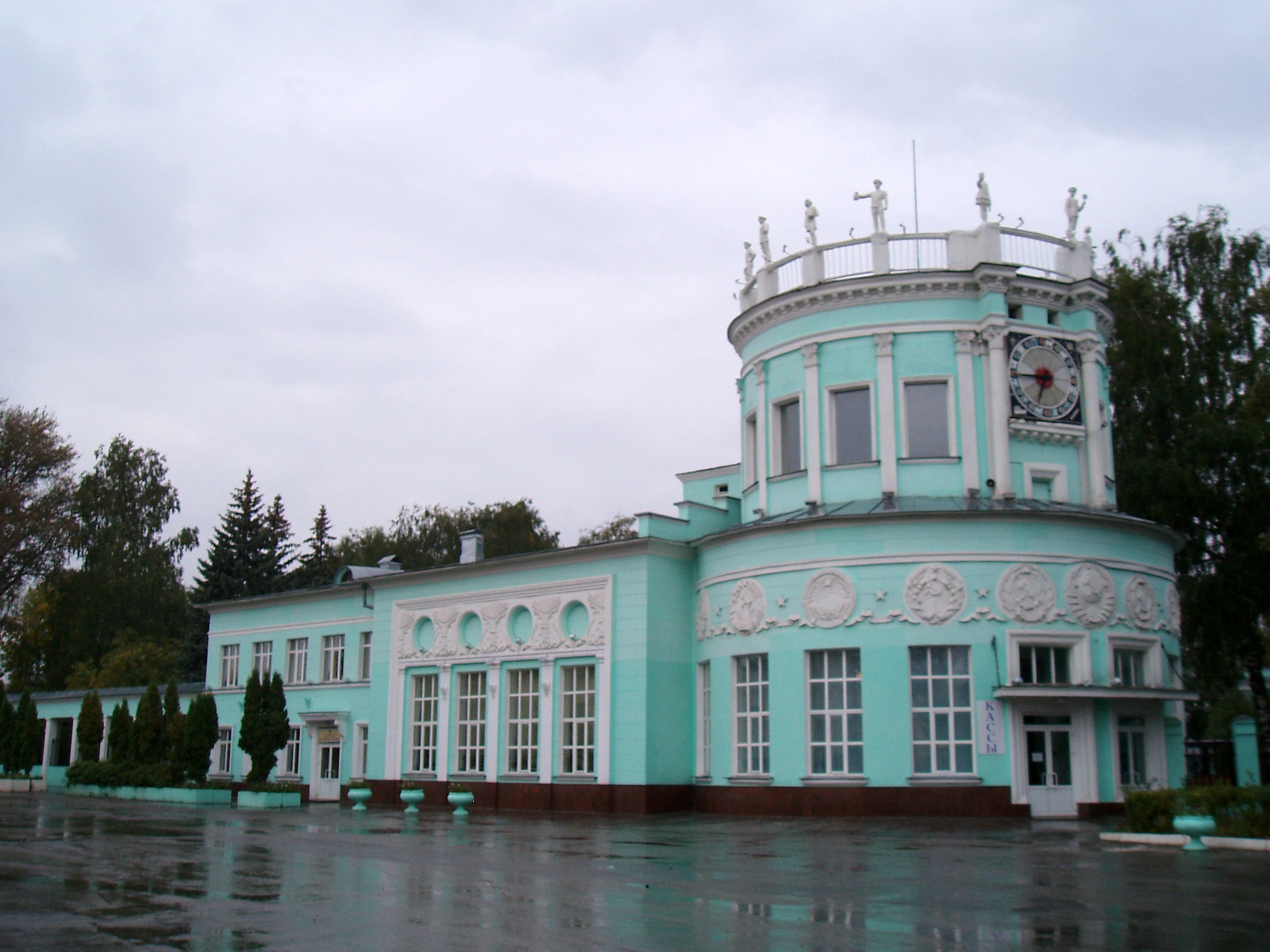
Здание станции «Родина»

#### Советский неоклассицизм
В послевоенные годы основным стилем в архитектуре СССР стал советский неоклассицизм — логическое продолжение творческих поисков архитекторов конца 1930-х годов. Зодчие стремились к возрождению классических традиций в рамках историзма, так как язык классики помогал создавать парадные ансамбли площадей и улиц, разрушенных в период войны. Нижегородская архитектура 1940—1950-х годов характеризовалась тем, что в этот период впервые в истории её развития не участвовали архитекторы из Москвы и Санкт-Петербурга, так как Нижний Новгород получил статус «закрытого» города. Местные архитекторы, в основном — выпускники петербургских ВУЗов (Академии художеств и института гражданских инженеров), а также ГИСИ им. В. П. Чкалова — стали формировать архитектурный облик города. Советский неоклассицизм в Горьком не был однороден: внутри него существовали различные стилистические течения: академическое направление, опиравшееся на античность и русскую классику, региональное направление и откровенная эклектика, изобретавшая гибридные произведения. От столичной архитектуры горьковскую отличало отсутствие палладианских колоннад и советского ар-деко, оказавшего влияние на сталинские высотки Москвы.
Течение неоренессансного классицизма в Горьком было связано с отказом от использования ордера. Внимание горьковских архитекторов этого периода было приковано к работам академика И. В. Жолтовского, композиционные приёмы которого (жилые дома на Смоленской площади и Большой Калужской улице в Москве) стали предметом для подражания. Характерным примером заимствования из архитектуры Ренессанса стала работа первой женщины-архитектора Горького Л. Б. Рождественской 1953 года — дом завода «Красное Сормово» на ул. Б. Покровской. По аналогичной схеме возводились и общественные здания, как, например, общежитие политехнического института (1955, арх. Д. П. Сильванов).
Следующим течением стал так называемый монументальный неоклассицизм, для которого характерны строгие монументальные классицистические решения. Административное здание Горэнерго на площади Маркина (1949—1953, арх. А. Н. Тюпиков, В. А. Орельский) отличалось сдержанностью в декоре. Здание Универмага в Канавинском районе, первоначально построенное в 1935 году по проекту А. Ф. Жукова, позже было перестроено (1953, арх. В. Н. Рымаренко) в строгом классицистическом русле.

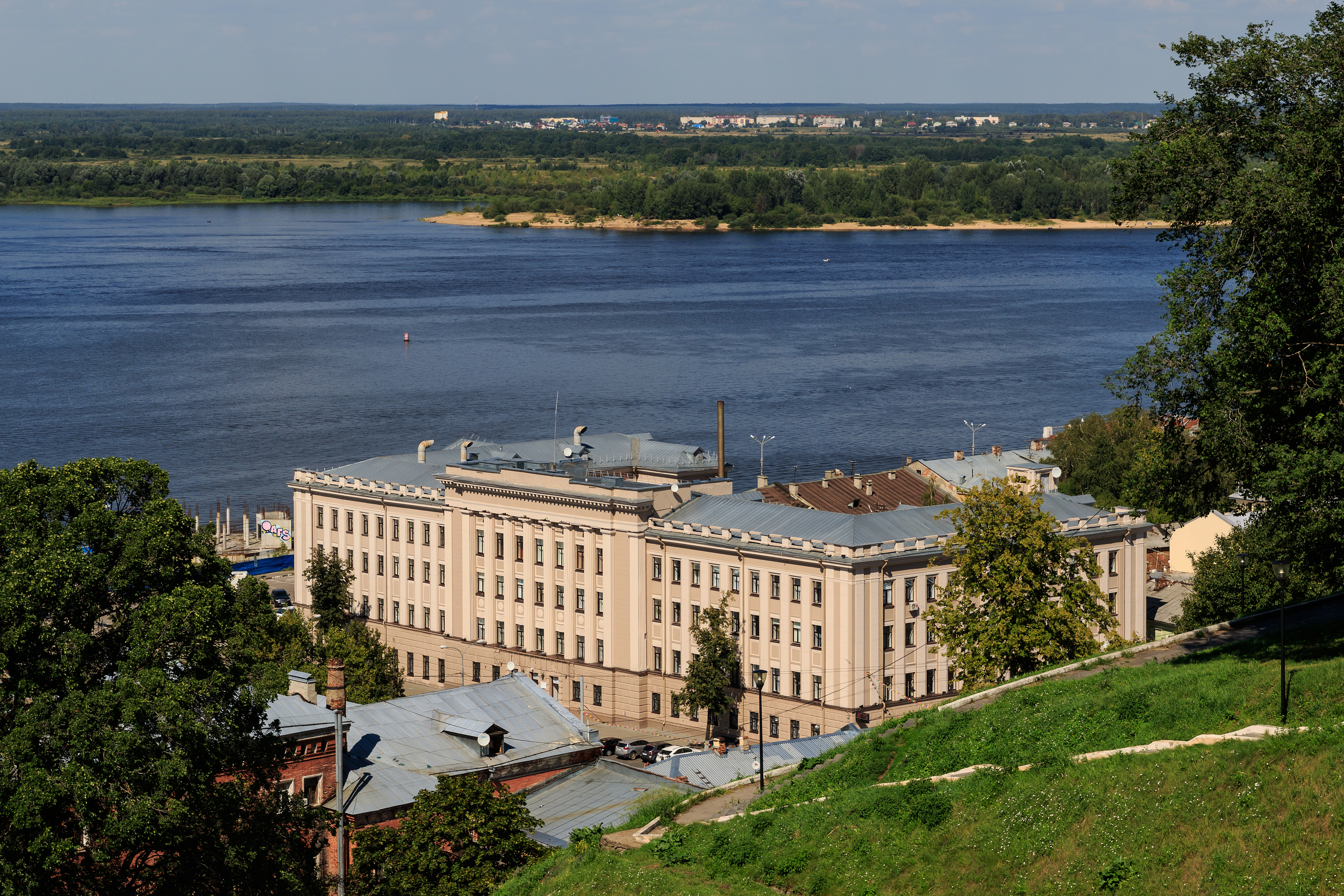
Здание Горэнерго
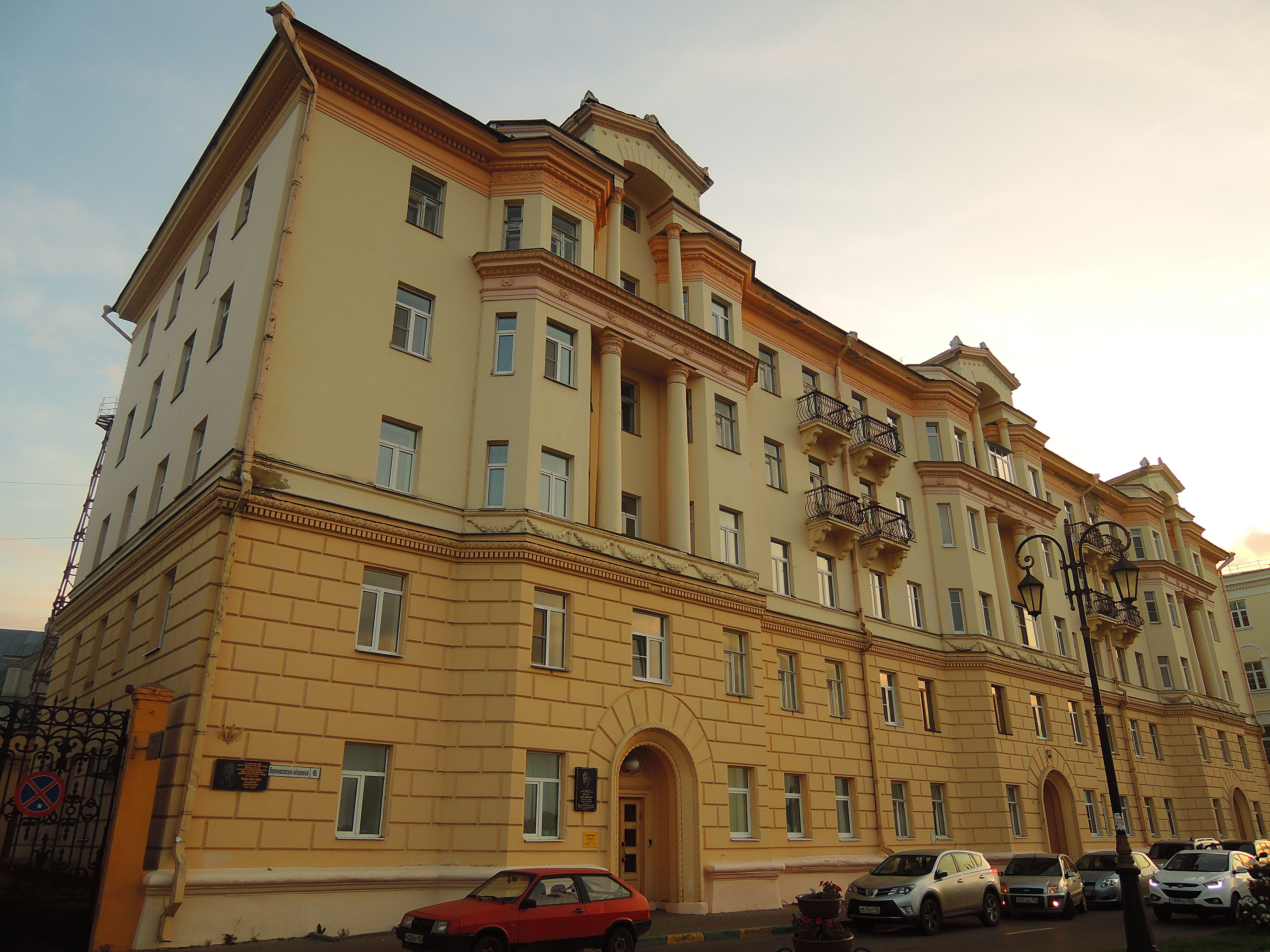
Жилой дом архитектора Ю. Н. Бубнова на Верхне-Волжской набережной
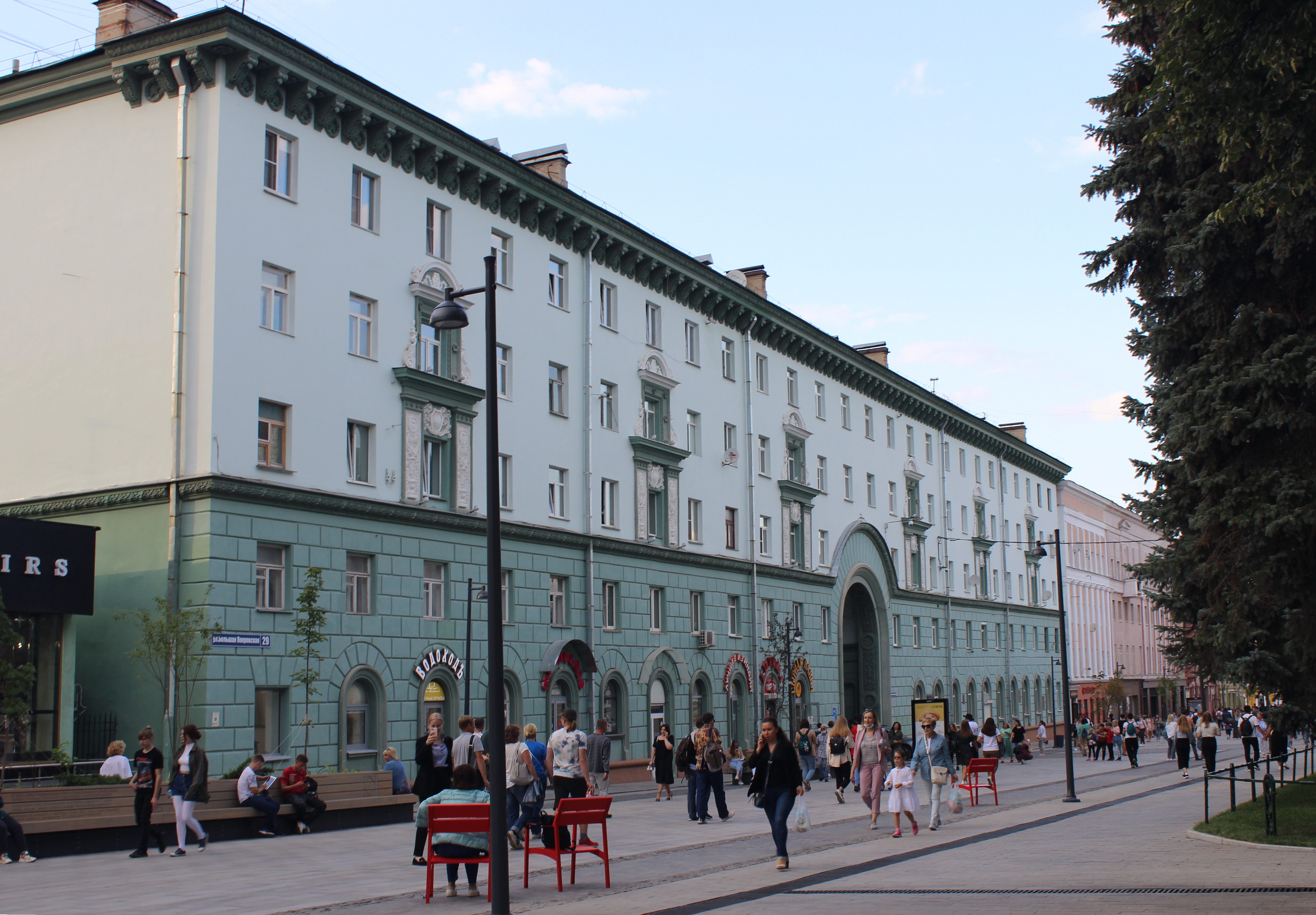
Жилой дом завода «Красное Сормово»
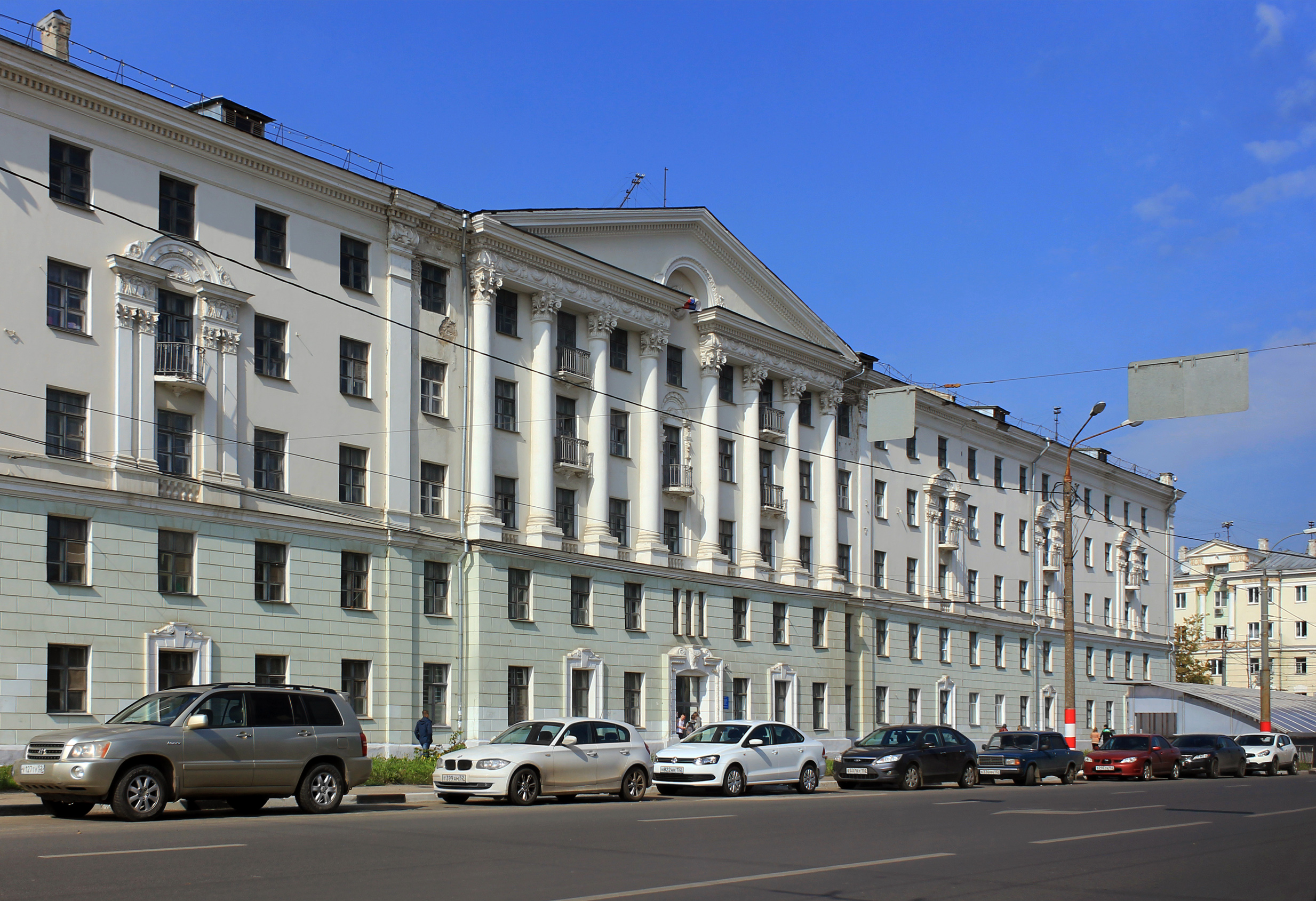
Общежитие политехнического института

Вариант модернизированной классики представлял собой упрощённый неоклассицизм, напоминавший работы постконструктивизма 1930-х годов. Примером служит административно-лабораторный корпус завода им. В. И. Ленина на пр. Гагарина, 37 (1951—1953, арх. Л. А. Нифонтов). Неоклассицизм с элементами барокко отличался наличием декоративных форм в обрамлении аттиков, наличников окон, имевшими косвенное отношение к барочной архитектуре. Фигурные аттики, восходящие к необарокко XIX века, украшали жилой дом № 112 по пр. Гагарина (1949, арх. Ю. Н. Бубнов). Аттиками, отсылающими к кокошниками периода русского барокко, был увенчан дом № 41 на ул. Белинского (1954, арх. Д. П. Сильванов).
Неоклассицизм с элементами русской классики обращался к формам русского классицизма XVIII века в произведениях архитекторов А. Воронихина, А. Захарова, М. Казакова. Здание биологического факультета мединститута по пр. Гагарина, 70 (1956, арх. Л. А. Нифонтов) решалось на основе классицистической симметрии, с мощным шестиколонным портиком. Аналогичные мотивы были использованы в проекте здания 123-квартирного дома № 114 завода им. В. И. Ленина на пр. Гагарина (1954—1956, арх. Л. А. Нифонтов). Неоклассицизм с элементами ар-деко и регионализма отличался компилятивным подходом. Ярким примером стал жилой дом № 35 Горьковской железной дороги на ул. Октябрьской революции (1952—1954, арх. Д. П. Сильванов).
Безордерная неоклассика с элементами регионализма заметно расширяла палитру художественных средств: архитекторы стремились осваивать ордер, сочетая его с местными фольклорными мотивами. Примером стал жилой дом № 5 по ул. Ульянова (1956, арх. Д. П. Сильванов), в котором оформление окон восходило к народной вышивке, орнаментам в народном зодчестве нижегородского края. Сочетанием приёмов классики, барокко и народной архитектуры выделялся жилой дом № 41 на пересечении улиц Белинского и Ашхабадской (1949, Д. П. Сильванов).

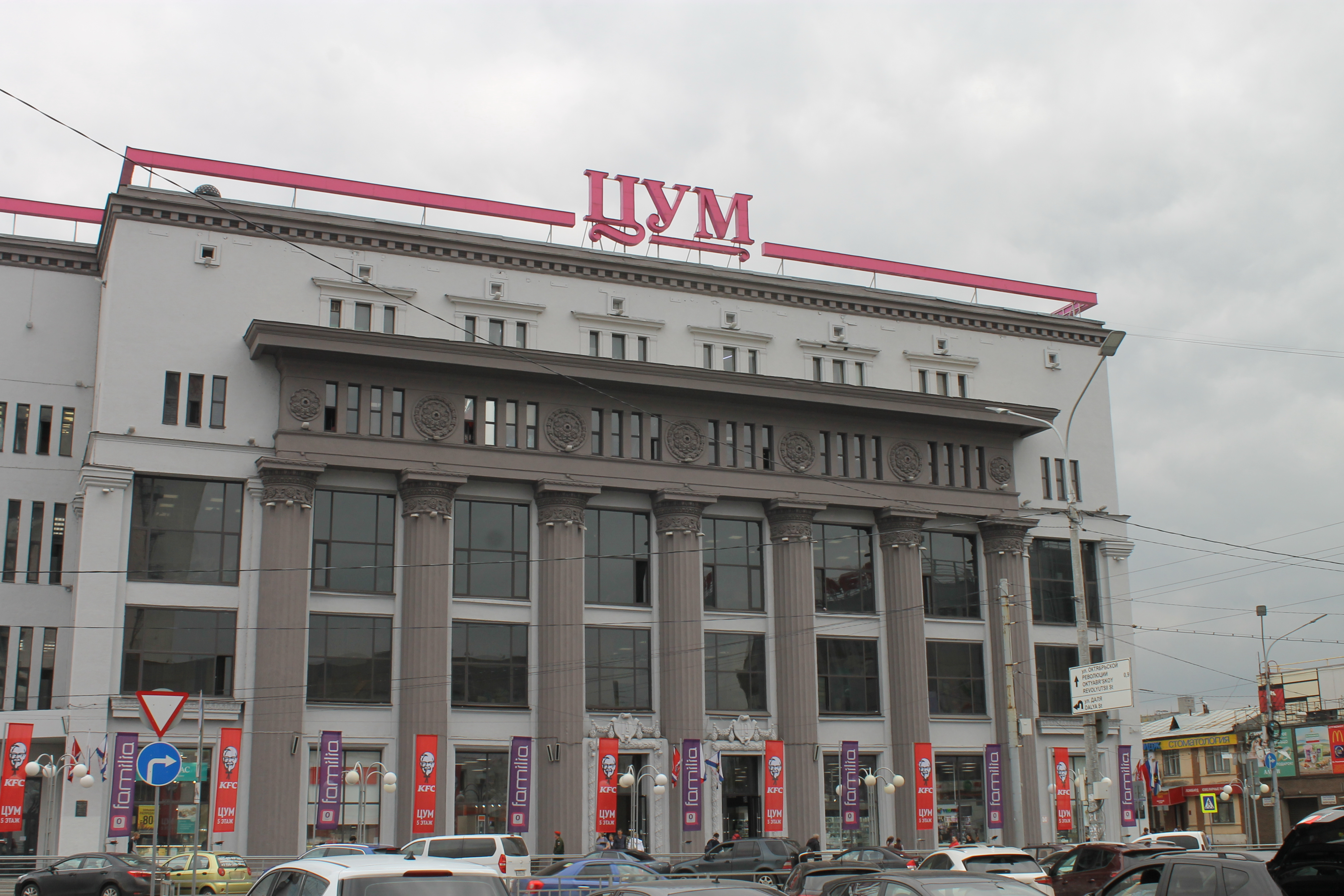
Канавинский универмаг
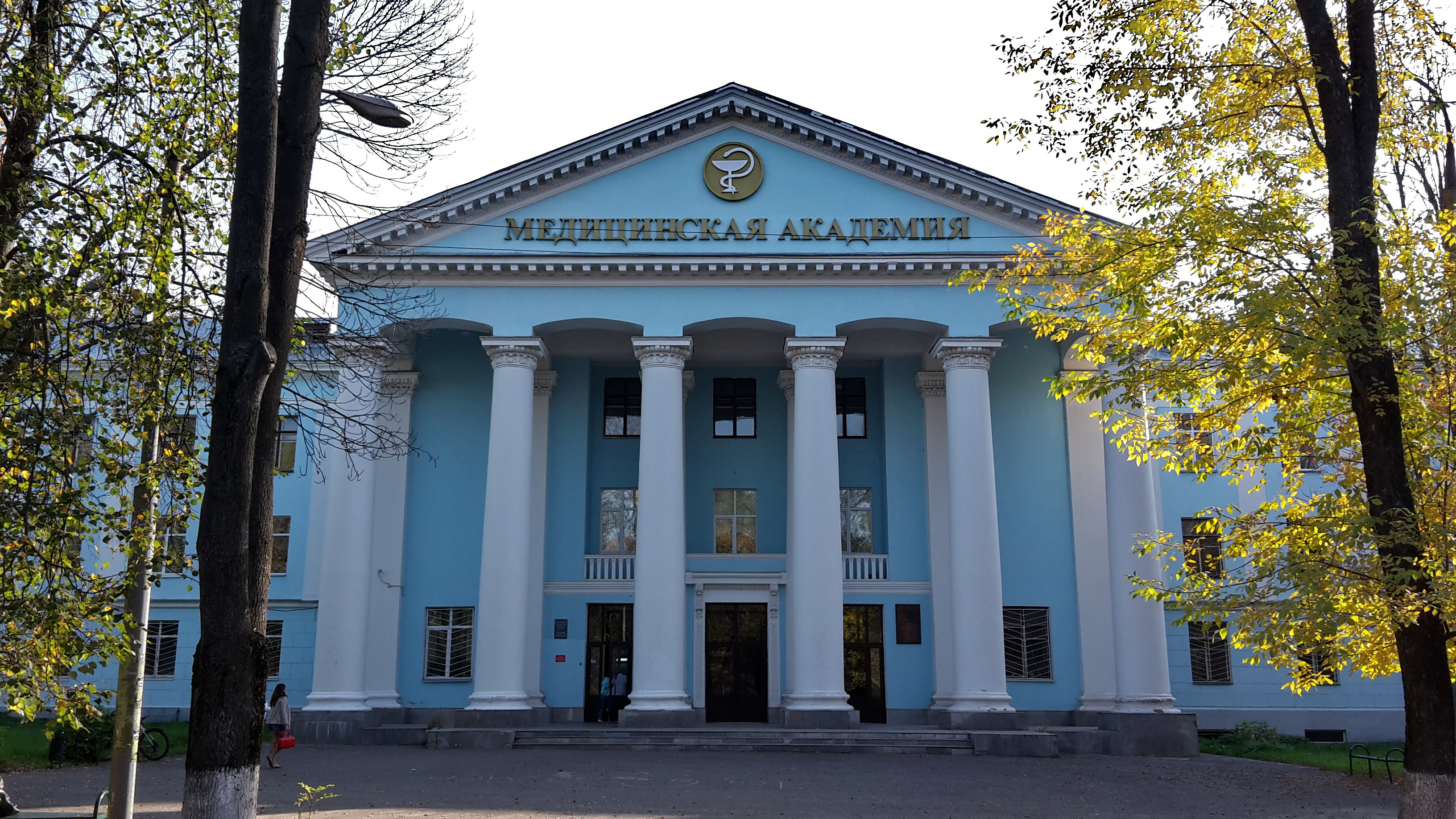
Здание биологического факультета мединститута
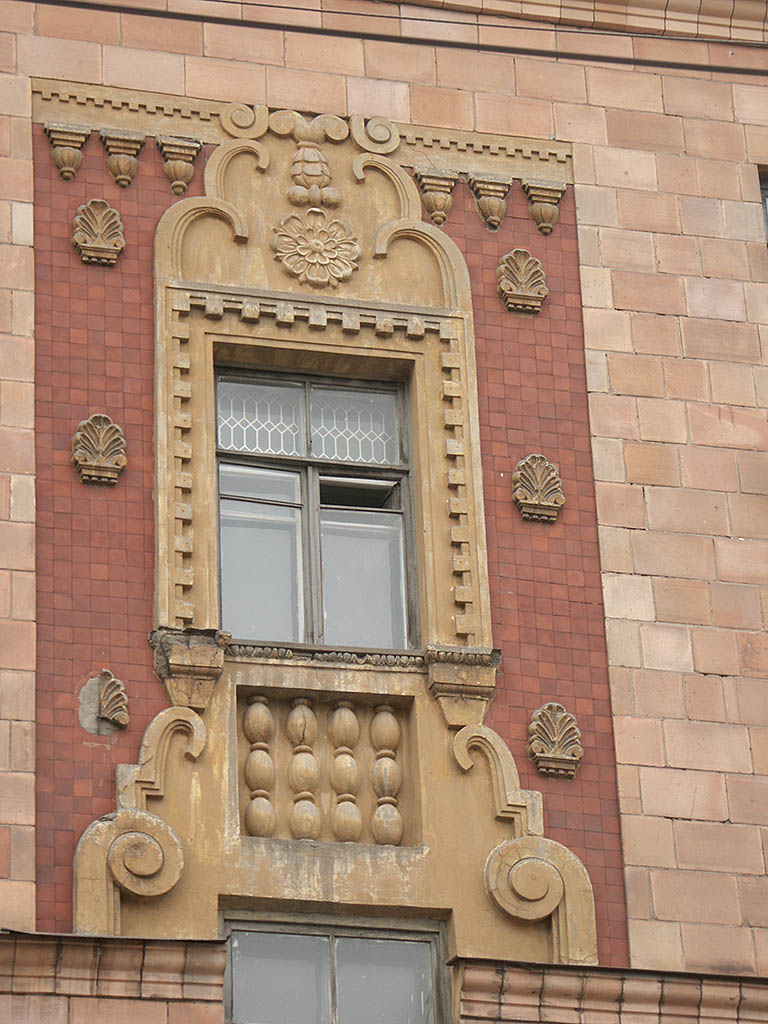
Оформление окна жилого дома № 5 по ул. Ульянова
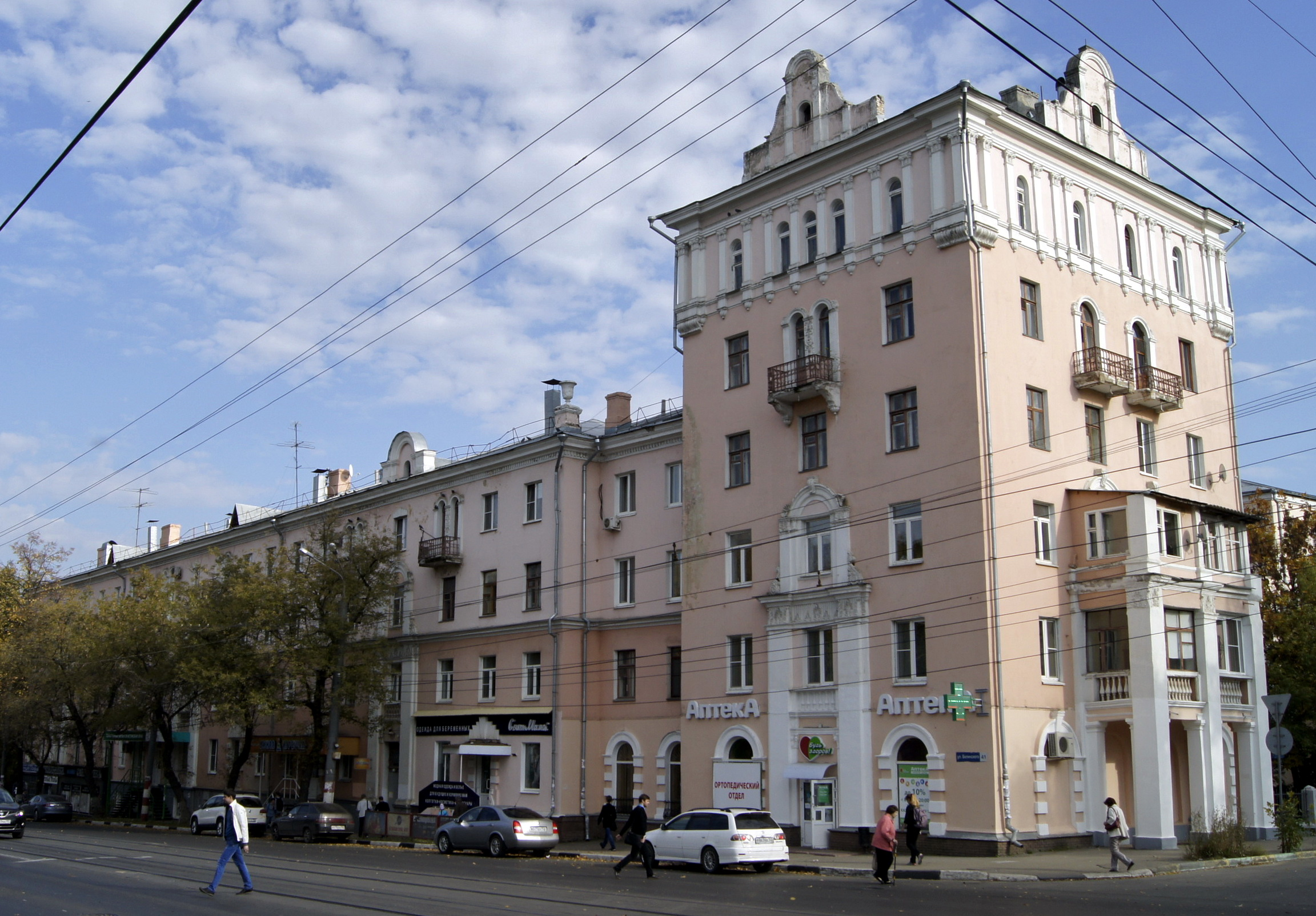
Жилой дом на углу Белинской и Ашхабадской улиц

#### Сталинский ампир
После победы в Великой Отечественной войне в архитектуре вновь возник интерес к русскому ампиру, как стилю способному выразить дух и пафос патриотизма Победы. В Москве довольно скоро сложился новый стиль советский ампир, который так же называют сталинским ампиром. Во многих городах СССР после войны возводились мемориальные сооружения, служившие памятниками Победе. В Нижнем Новгороде таким символическим сооружением стала Чкаловская лестница на Волжском откосе (1943—1949, арх. А. А. Яковлев, Л. В. Руднев, В. О. Мунц). Сталинский ампир, как вариант советского неоклассицизма, придавал зданиям большую индивидуальность, с акцентом на декоративные детали: картуши, розетки с тематическими барельефами. Развитие направления в Горьком характеризовалось утратой чистоты стиля: он сохранил свои черты в отдельных элементах декора, чаще всего в виде венков, гирлянд и античных вазонов. Характерным примером советского ампира в застройке стал жилой дом Горьковского автозавода № 2 по улице Минина (1954, арх. А. Н. Тюпиков, В. В. Воронков). Особой декоративностью выделялось здание школы № 1 на пл. Минина и Пожарского (1954, арх. А. Пузанов), украшенное звёздами, факелами, венками, гирляндами и коринфским ордером.

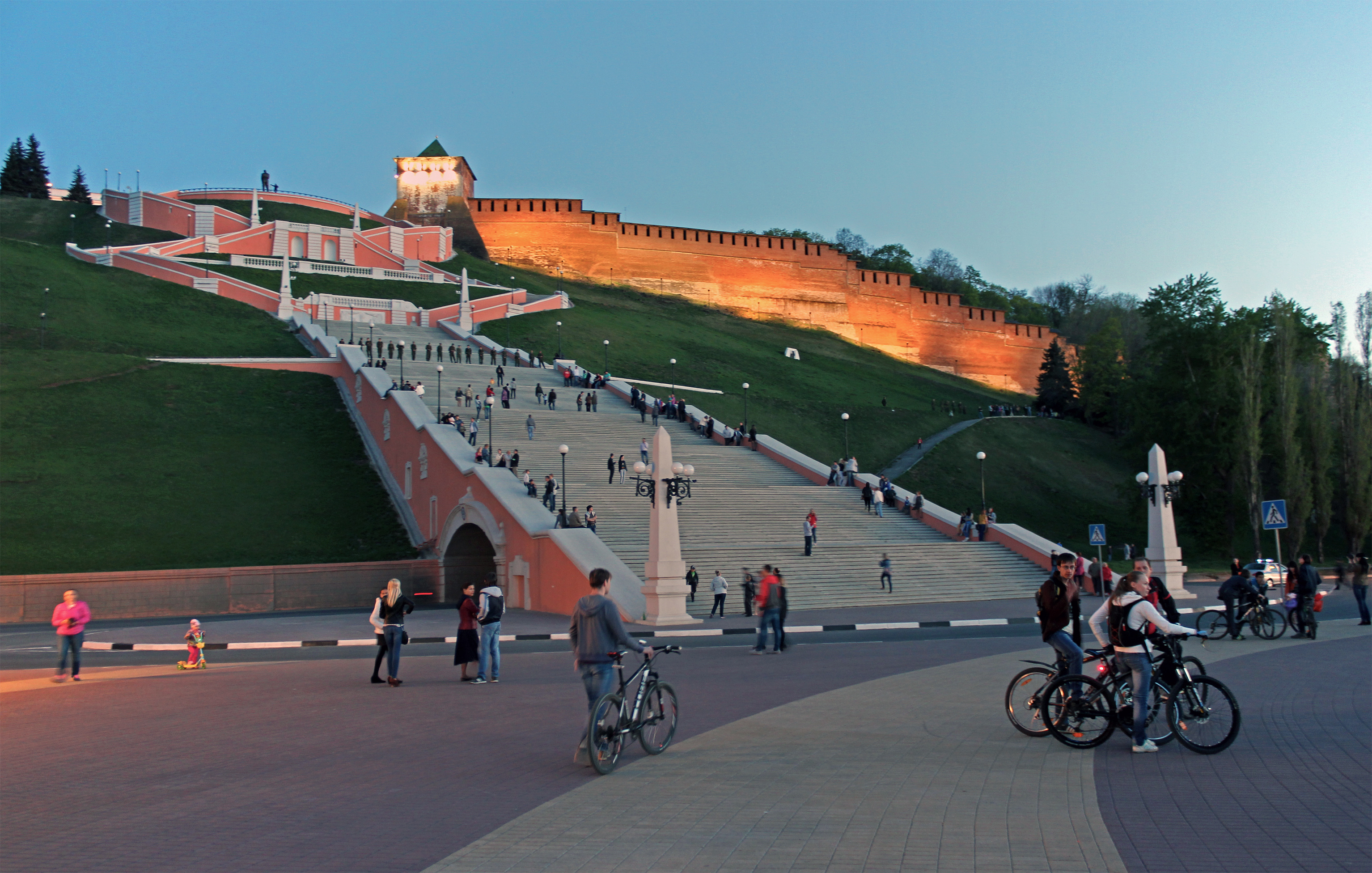
Чкаловская лестница
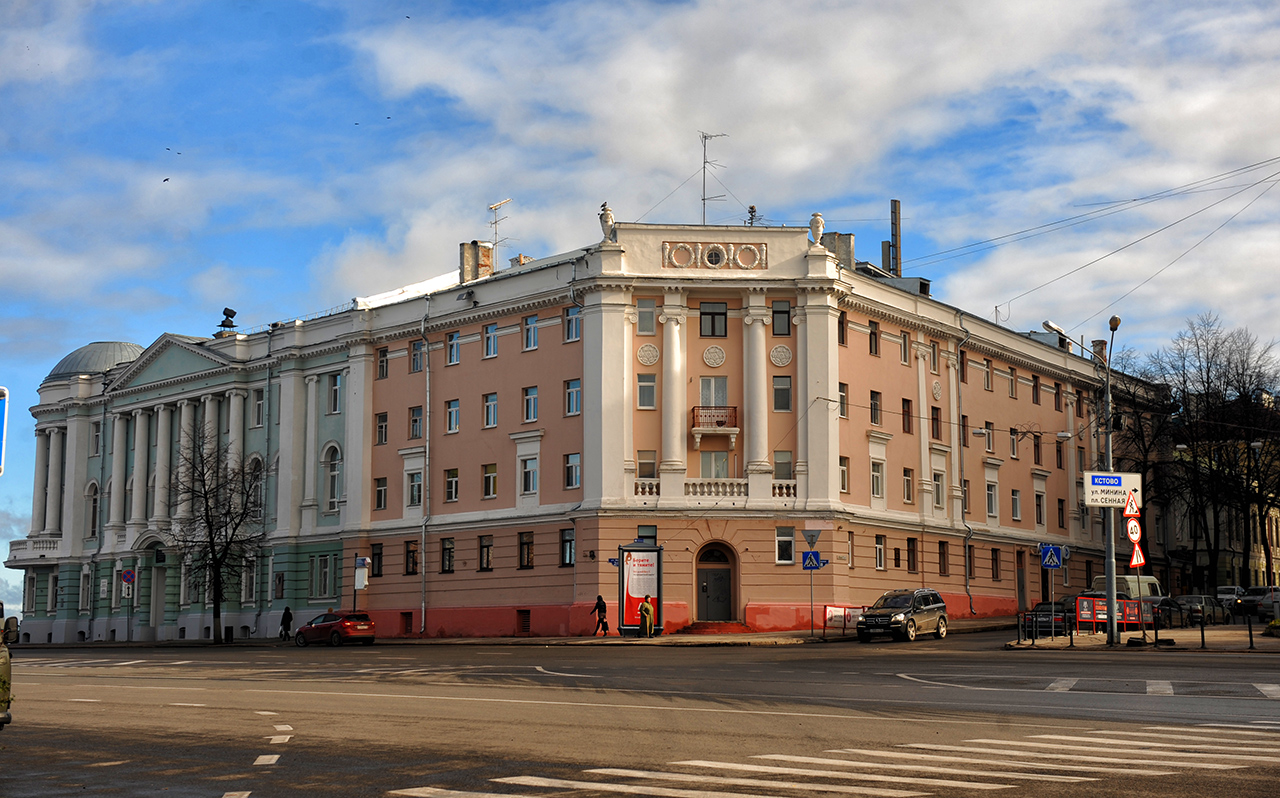
Жилой дом Горьковского автозавода
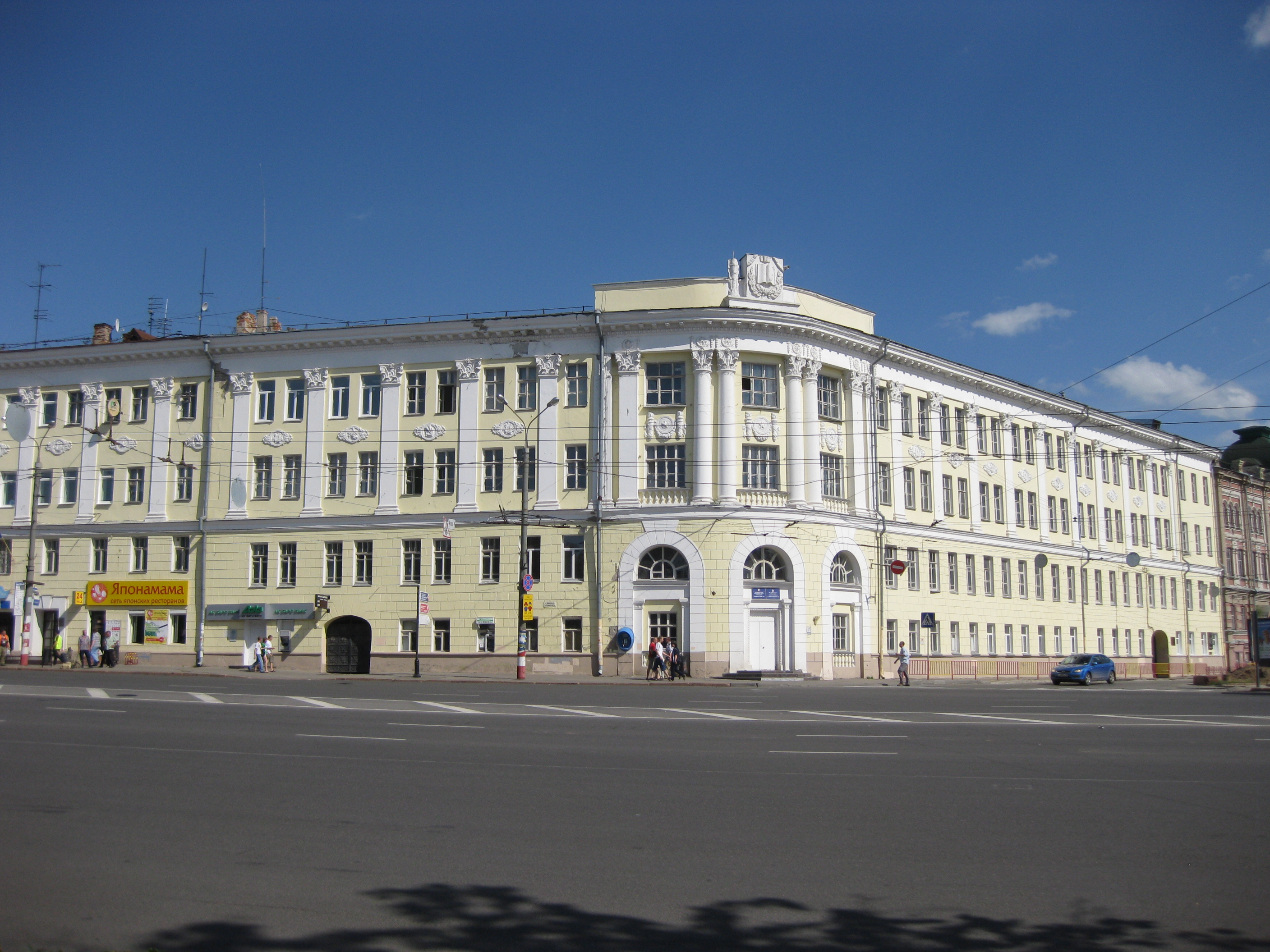
Здание гимназии № 1
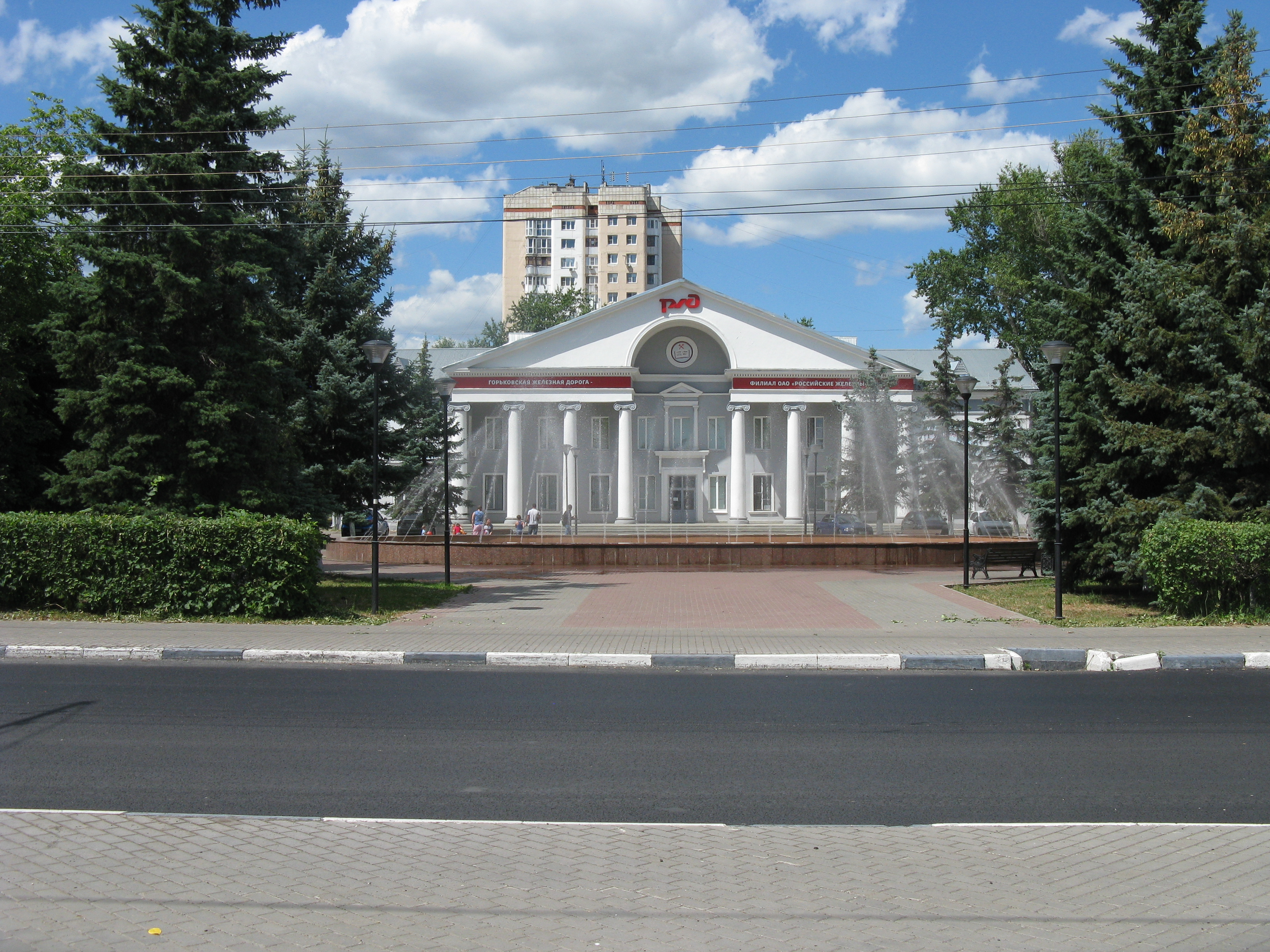
Дворец культуры железнодорожников

### Советский модернизм
Советский архитектурный модернизм формировался в период с 1955 по 1985 года — начало 90-х годов XX века. 7 декабря 1954 года Н. С. Хрущёв на Всесоюзном совещании строителей в Кремле выступил с речью, в которой раскритиковал сталинскую архитектуру за дороговизну и помпезность. 4 декабря 1955 года вышло постановление «Об устранении излишеств в проектировании и строительстве», вслед за которым вновь возводимые общественные и жилые дома лишились декора. Одновременно с этим происходил процесс включения советской архитектуры в общемировые тенденции, чему способствовала «хрущёвская оттепель». Новый стиль стал ориентироваться на опыт западных архитекторов-модернистов и советский авангард. Позже внутри советского модернизма развилось множество архитектурных направлений: неофункционализм, формализм, неоконструктивизм, необрутализм, футуризм, метаболизм, органическая архитектура, био-тек, техницизм, хай-тек и др.
С конца 1950-х годов архитекторы Горького развивали творческие поиски в рамках типового индустриального домостроения. В архитектурных формах зданий стала отражаться новая «рационалистическая эстетика», демократичная и рассчитанная на массовое общество. Международный интернациональный стиль в советском варианте был значительно обеднён, от него осталась только «форма параллелепипеда». Примерами советского интернационального стиля в застройке города стали: Дом моды (арх. Ю. П. Осин, 1972; утрачен), здание Горьковского НИИ Радиосвязи (сейчас - научно-производственное предприятие «Полёт») на Комсомольской площади (арх. Ю. П. Осин; 1970-е годы), Дом художественных промыслов на Большой Покровской улице (арх. Ю. П. Осин, худ. Д. А. Макаров, 1968—1975).
Отказ от архитектурных излишеств в Горьком был воспринят достаточно жёстко и понимался буквально, как снос и разрушение. На ряде жилых зданий были сняты вазоны, парапеты, балясины и декоративная лепнина. Архитектура перестала восприниматься, как искусство, была подчинена утилитарным нуждам. На первый план вышел метод серийного проектирования массовой жилой застройки, а ведущим типом жилого здания, как и по всей стране, стал экономичный панельный пятиэтажный дом-коробка (характерный пример — застройка Юбилейного бульвара, арх. Б. С. Нелюбин, 1966). Массовое жилищное строительство стало внедряться и в историческом центре, что вылилось в тотальный снос не только рядовой исторической, но и ценной застройки. Всё это привело к тому, что архитектура города стала однообразной, монотонной и уже в середине 1970-х годов возникло противодействие сложившемуся положению вещей. Архитекторы стали искать новые формы пластической образной выразительности, но без обращения к историзму.

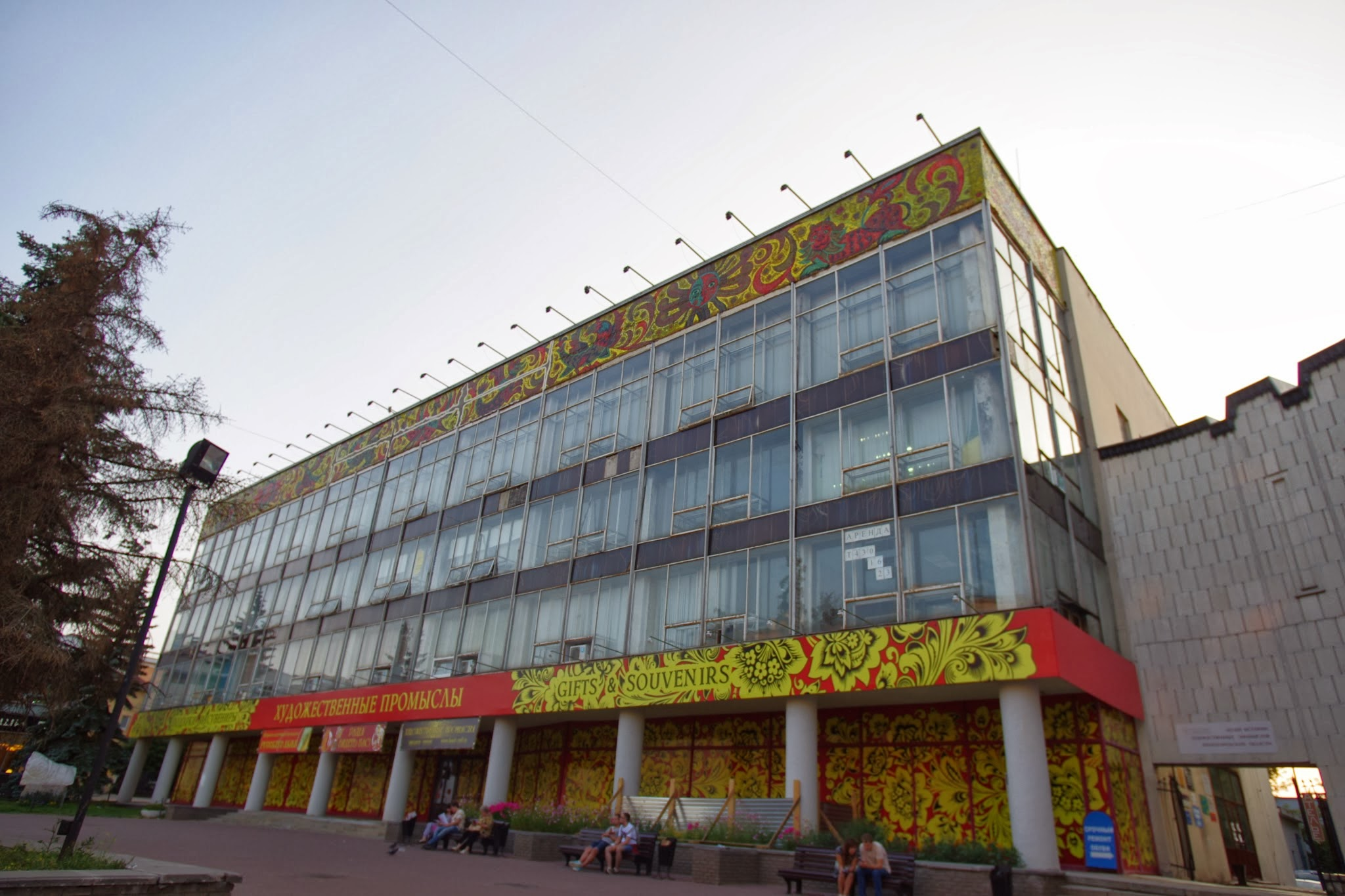
Дом художественных промыслов на Большой Покровской улице
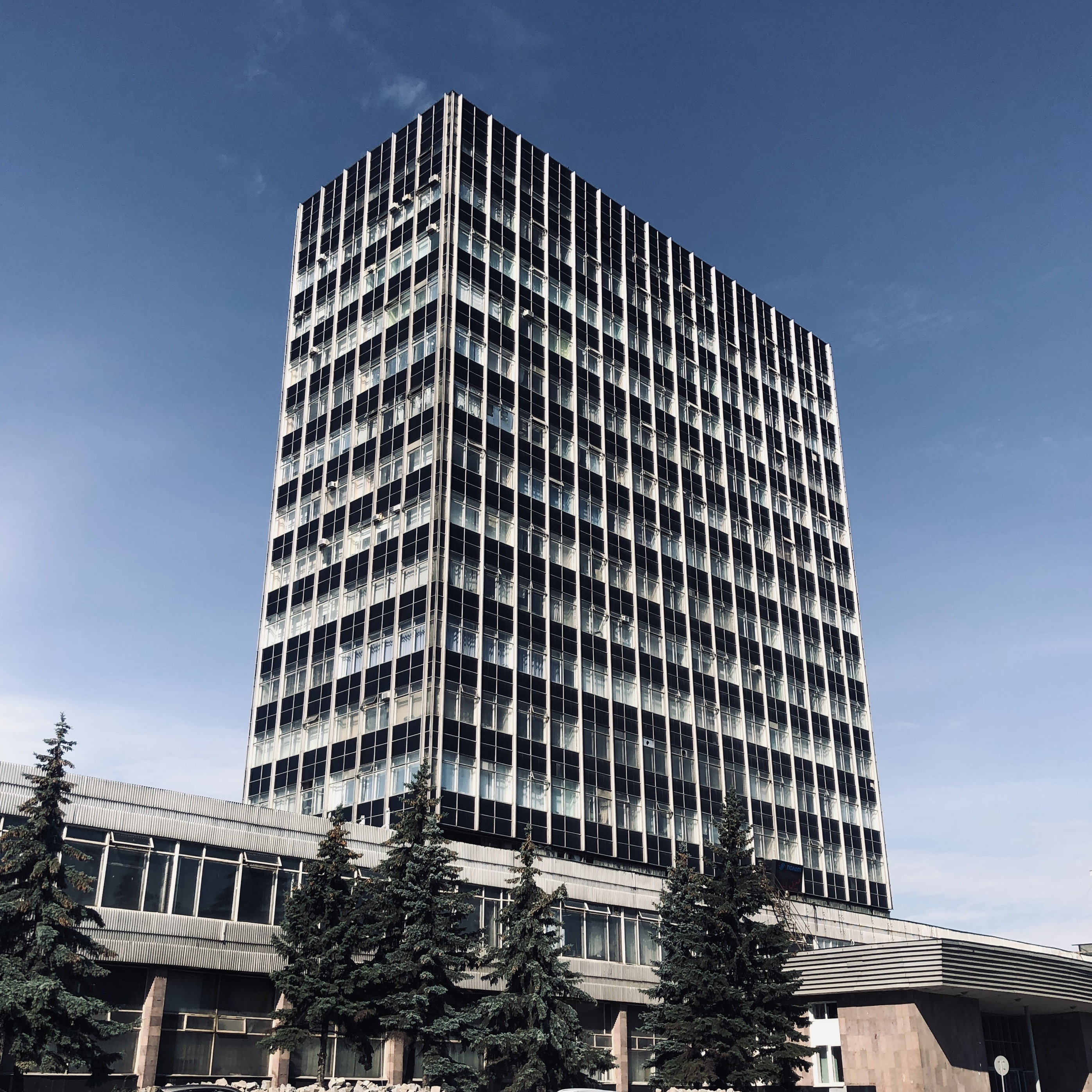
Здание Горьковского НИИ Радиосвязи (Научно-производственное предприятие «Полёт»)
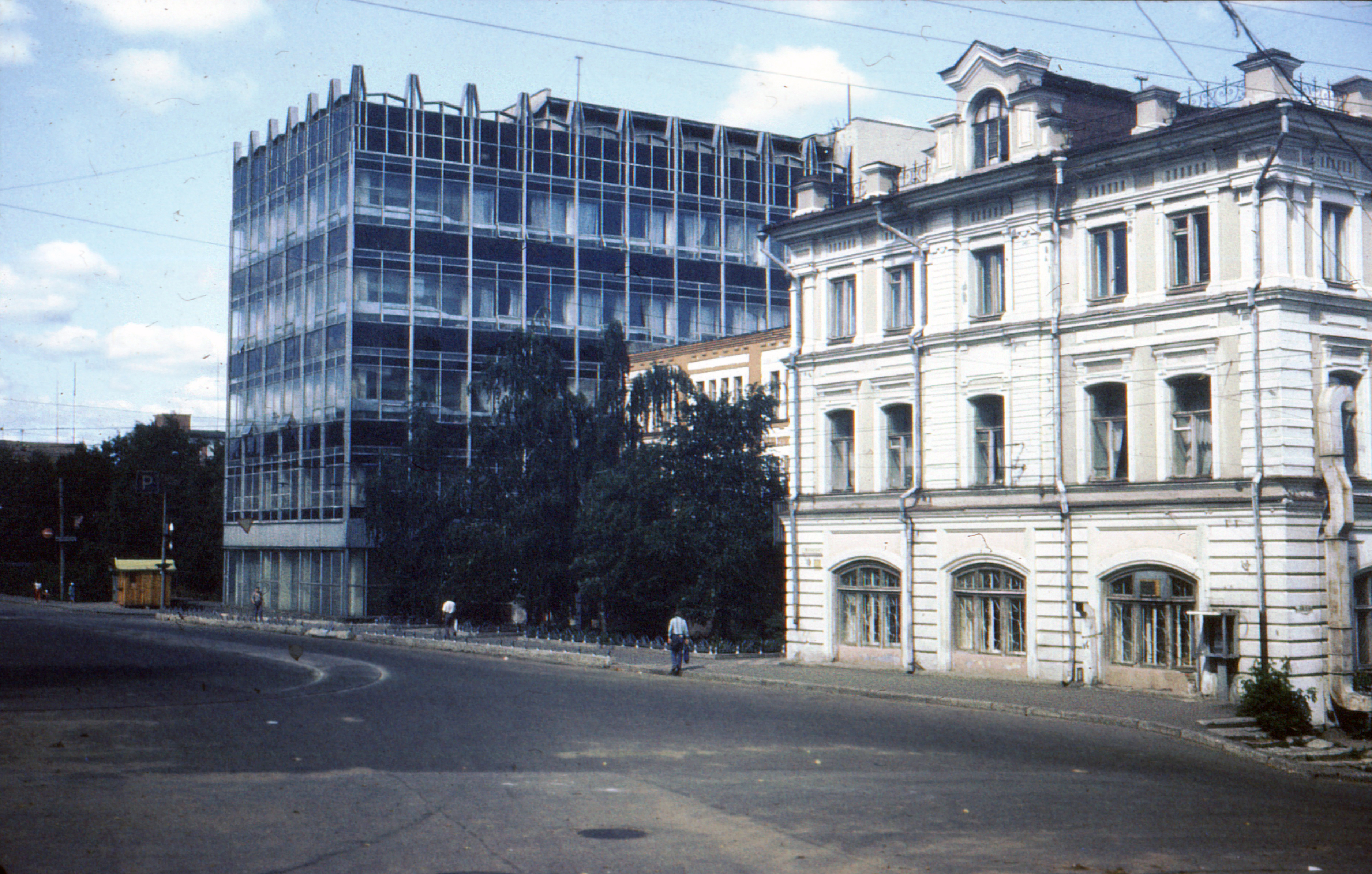
Дом моды (на заднем плане)
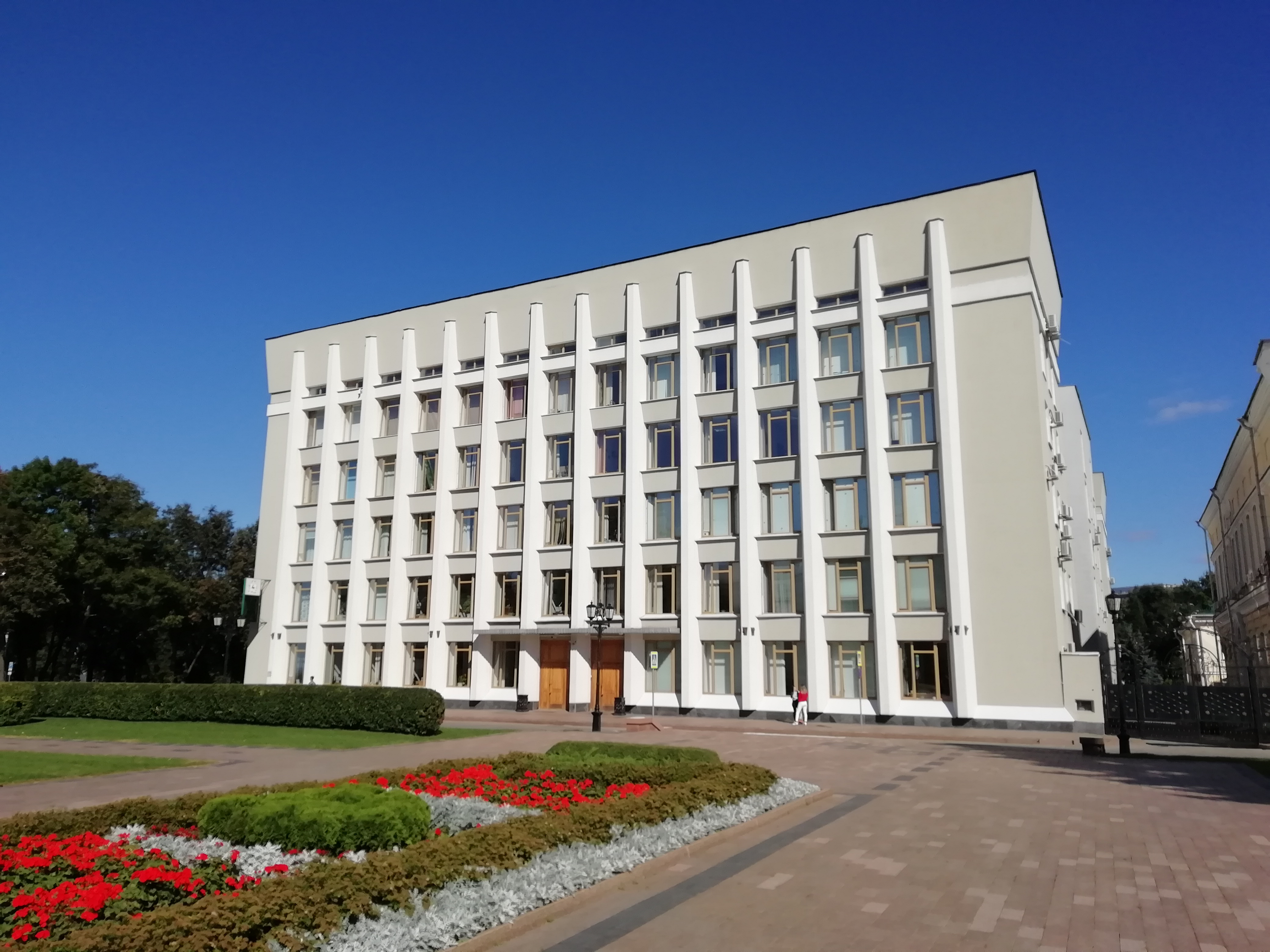
Здание Обкома партии в Нижегородском кремле
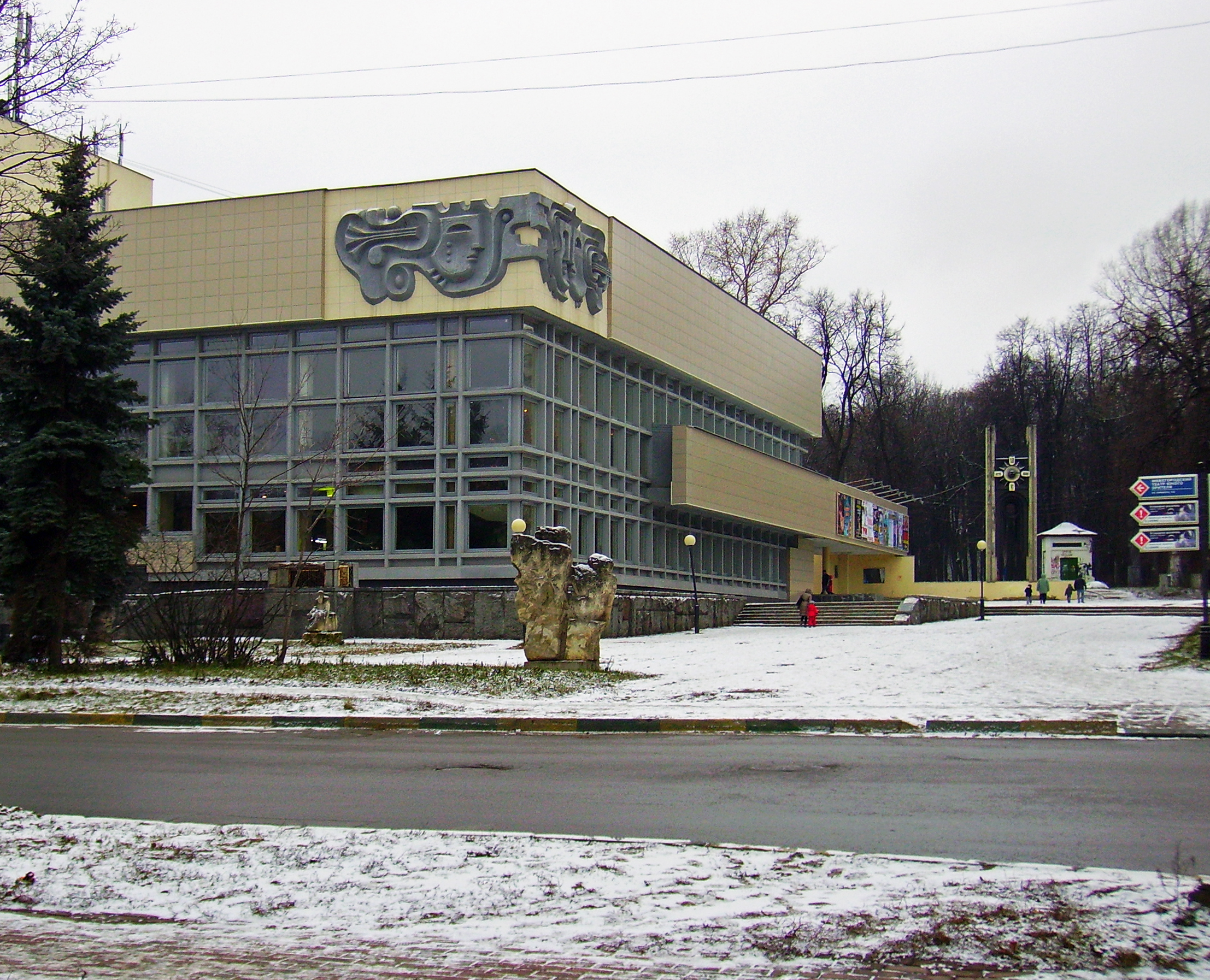
Здание ТЮЗа

Однако, среди типовой в массе застройки, встречались и уникальные здания. Среди жилой застройки выделялся уникальный Радиусный дом на набережной Федоровского (1968) архитектора Бенедикта Бастырева. В 1962—63 годах был возведён сегодня утраченный первый в городе широкоформатный кинотеатр «Октябрь» (арх. Л. Б. Рождественская; худ. Д. Арсенин, К. Шихов). По индивидуальному проекту построено кафе «Чайка» на Верхневолжской набережной (арх. В. А. Лапин, 1968). В 1964 году был возведён речной вокзал на Нижневолжской набережной (арх. М. И. Чурилин, Л. С. Смирнова), напоминавший издали теплоход и выделявшийся на фоне типовой застройки Горького. Интерьеры здания были оформлены художественными росписями на горьковскую тематику и тематику морского царства (худ. Д. Арсенин, И. Ашкенази, К. Шихов). По проекту московского архитектора С. М. Готлиба в 1965 году было построено здание железнодорожного вокзала. Под влиянием архитектуры Дворца съездов в 1975 году было возведено здание Обкома партии в кремле (арх. В. В. Воронков, В. Н. Рымаренко).
В обозначенный период горьковские архитекторы часто обращались к опыту конструктивизма 1920-х — 1930-х годов. Примером служит здание гостиницы «Нижегородская» на улице Заломова, 2 (арх. В. Н. Рымаренко, 1965), выполненная на основе типового проекта. Уникальным было здание Театра юного зрителя (моск. арх. И. А. Заславская, Ю. Л. Шварцбрейм, 1968), в котором видна преемственность авангарду 1920-х годов. На основе опыта авангарда строились здания в стеклянном исполнении: в 1964 году по проекту московского архитектора С. Х. Сатунца было возведено здание цирка на улице Марата (не сохранилось). Ярким примером неоконструктивизма в застройке Нижнего Новгорода стала Судейская вышка на Гребном канале (арх. Ю. Карцев, С. Касаткин, 1986).
С начала 1970-х годов начался процесс перехода от «стеклянно-бетонной коробочной архитектуры к монументально-пластической». Причиной стало основание архитектором Юрием Николаевичем Бубновым архитектурного факультета в Горьковском инженерно-строительном институте им. В. П. Чкалова. Новую плеяду архитекторов волновала проблема утраты Горьким своего своеобразия, что вылилось в конце 1970-х годов в появление первых признаков декоративизма: парапеты 12-тиэтажных зданий, построенных в это время в центральной части города, украшали элементы, напоминавшие зубцы Нижегородского кремля. В 1970—1980-е годы в городе было возведено множество общественных зданий, и хотя большинство строились по типовым проектам, существовали и уникальные работы: кинотеатр «Сормовский» (арх. С. Хвиль), Дом пионеров Сормовского района (арх. Г. Макаров), Центр начисления пенсий (арх. В. Дмитриев), здание Промстройпроекта (арх. Ю. Осин), административное здание на ул. Горького (арх. Ю. Бубнов, О. Титов, В. Ровнов), больница по Южному шоссе (арх. О. Гуляков), дом культуры «Победа» (арх. И. Пугин), здание народного суда в Канавинском районе (арх. В. Захарычев), телефонная станция на ул. Ванеева (арх. Г. Макаров).
В 1975 году местные архитекторы стали проектировать станции первой линии Горьковского метрополитена. Одной из самых интересных в архитектурном плане стала станция «Ленинская» (арх. В. Дмитриев).

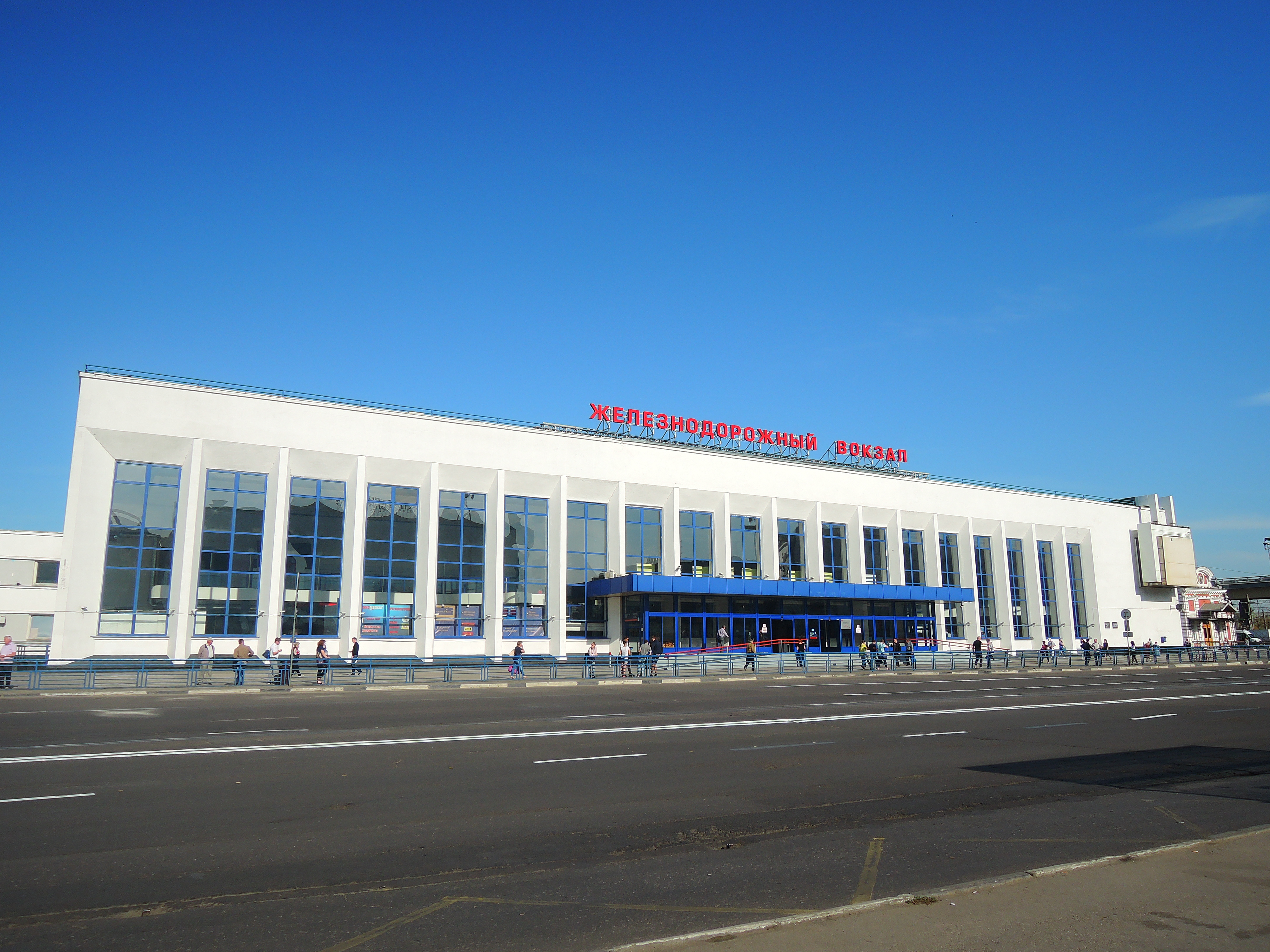
Московский вокзал
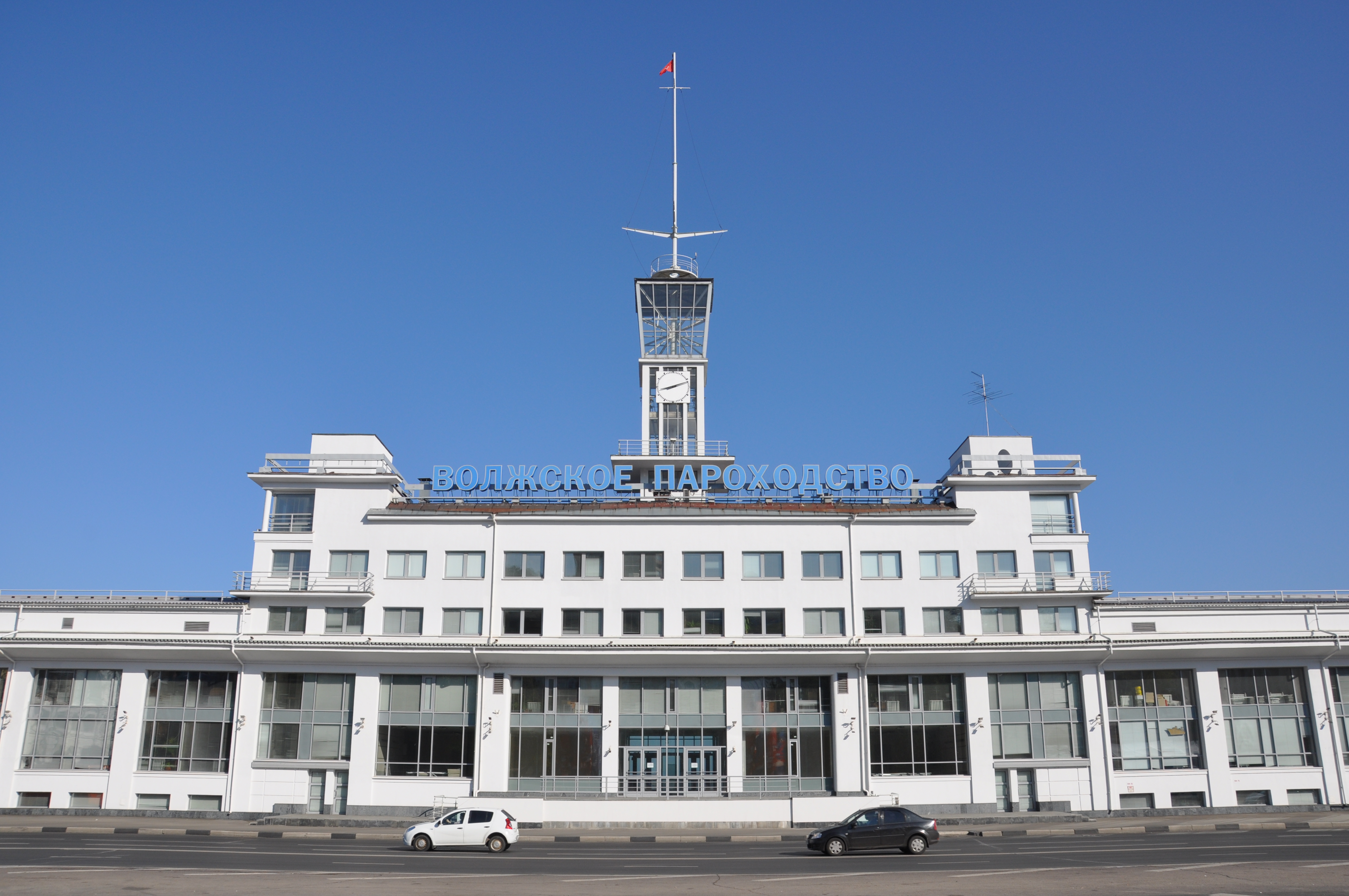
Речной вокзал
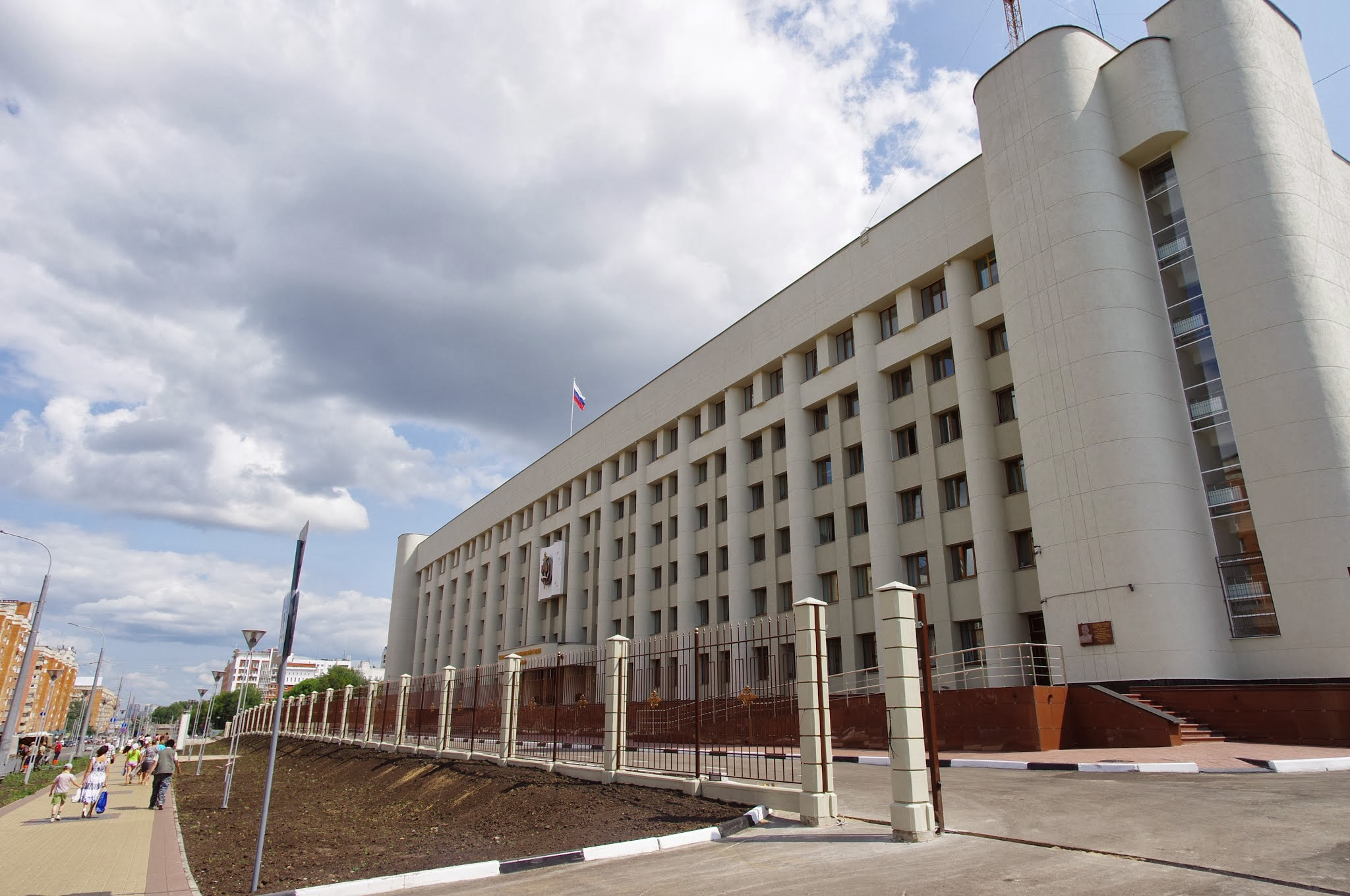
Административное здание на ул. Горького
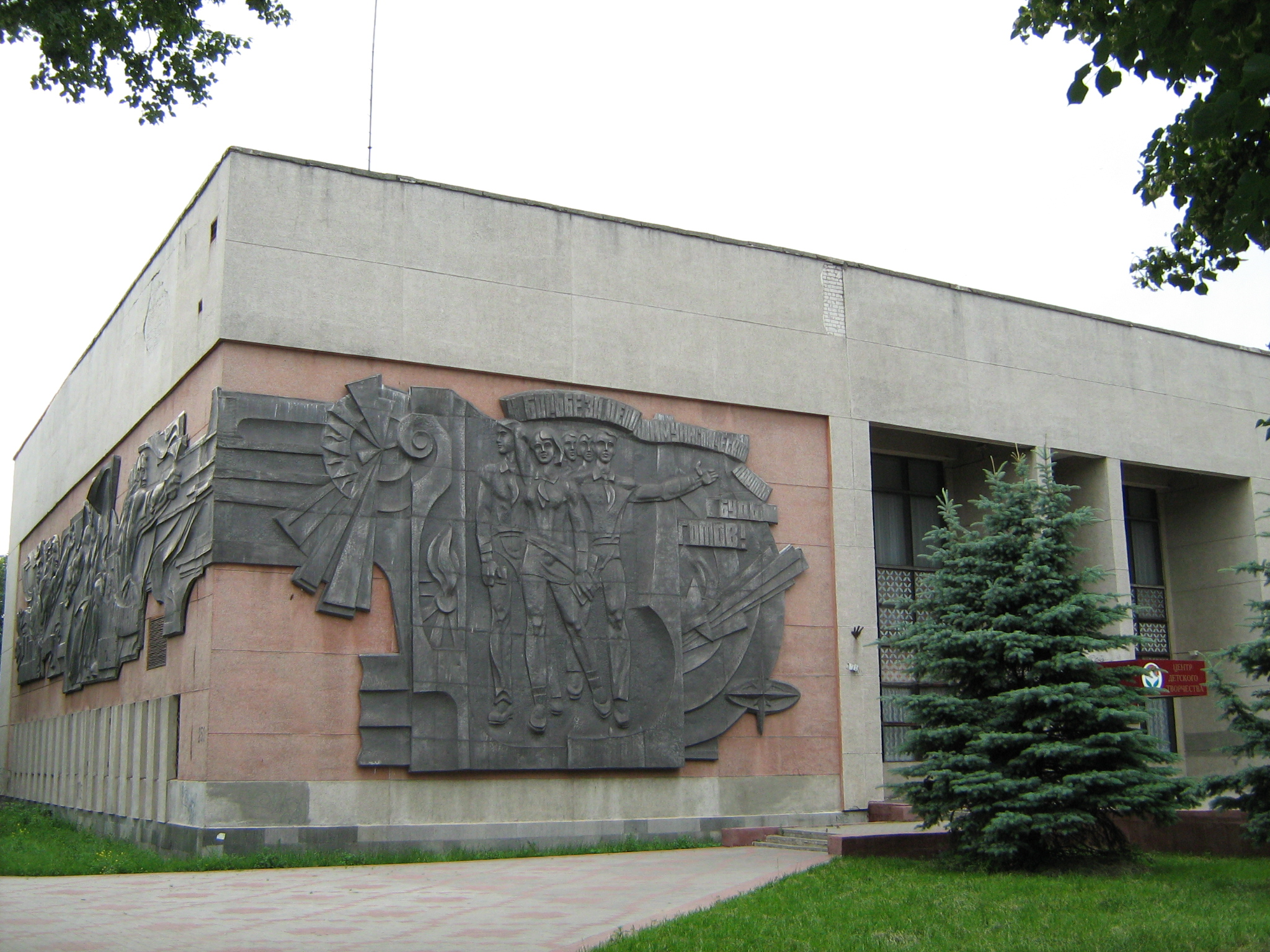
Дом пионеров Сормовского района
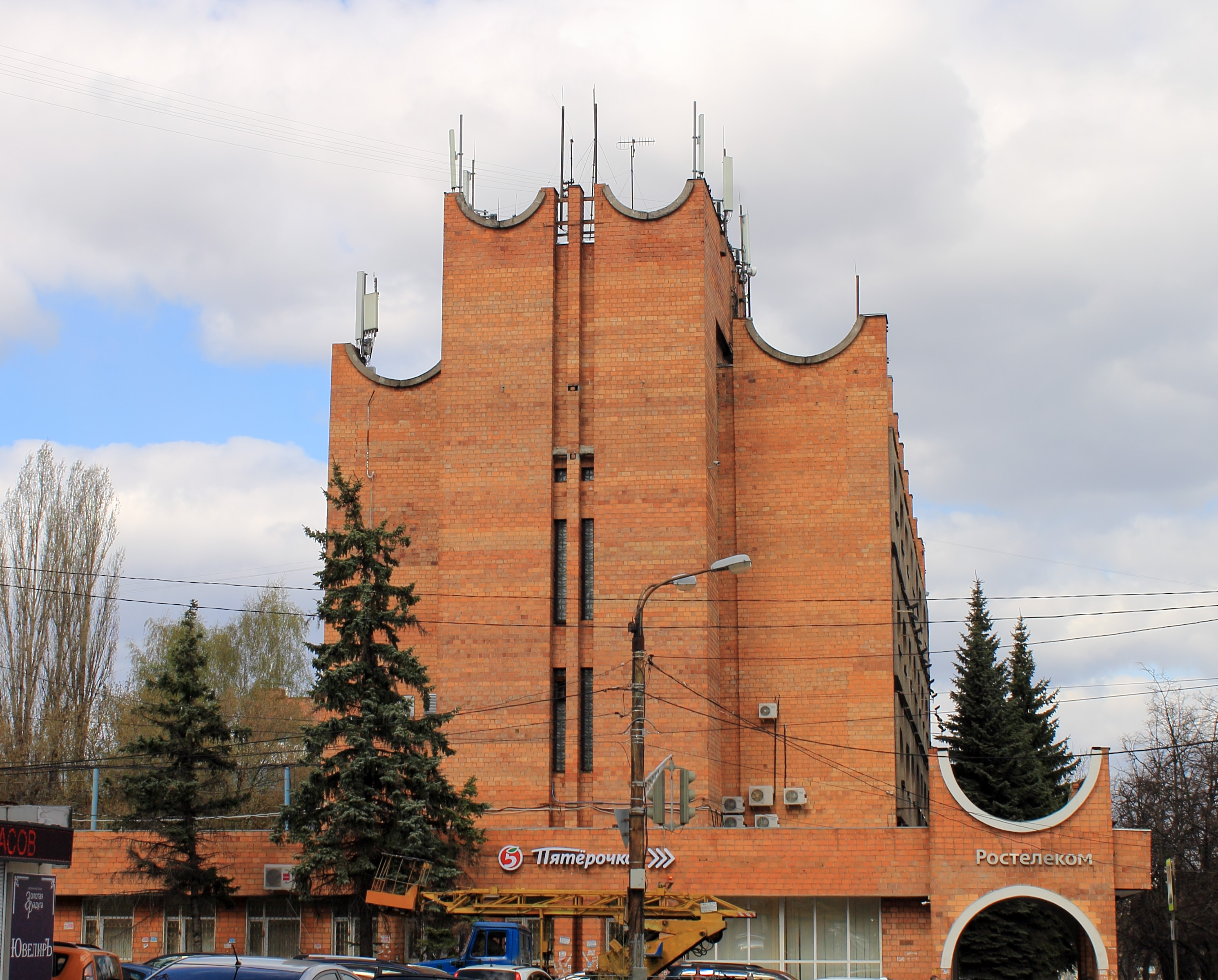
Телефонная станция на ул. Ванеева

### Постмодернизм
Постсоветский период, с начала 1990-х годов, ознаменовался для российской и нижегородской архитектуры полистилизмом, характерным и для развития общемировой архитектуры. Постмодернизм, или новый эклектизм, возник в Нижнем Новгороде со значительным опозданием и выразился в отказе от рационалистической и синтетической линий и повороте к декоративно-художественной линии: обращение к историзму и рождению новой эклектики, проявившейся в виде постмодернизма, отличного от западных и российских столичных вариантов. Если на Западе, по определению Ч. Дженкса, проявились шесть стилистических течений постмодернизма, то в Нижнем Новгороде четыре: историзм, частичный историзм (с разделением на постмодернистский неоклассицизм, неомодерн, неоэклектизм, нео-ар-деко), контекстуализм и регионализм. Остальные были представлены лишь единичными объектами.
Нижегородский постмодернизм отличало обращение к местным традициям, наследию и стилям рубежа XIX—XX веков — модерну и ретроспективизму (неорусскому стилю и неоклассицизму), эклектизму и соединению их с современностью. Интерес к сложившейся исторической среде и попытка вести с ней диалог — отличительная черта нижегородского постмодернизма на начальном этапе его развития, определившая своеобразие архитектуры города конца XX столетия.
В период 2000—2010-х годов постмодернизм не ушёл с архитектурной арены Нижнего Новгорода. Характерным представителем историзма стало здание гостиницы Sheraton на Театральной площади (арх. Е. Пестов, Е. Рыбин; 2011—2017). Примером постмодернизма с элементами деконструкции — офисное здание на улице Большой Печерской № 40 (арх. Е. Пестов, А. Каменюк; 1997—2017); неоэклектизма — дом № 9 на улице Семашко (арх. О. Добротина, Е. Григорьев, М. Толмачев; 2009—2013); неомодерна — пятисекционный дом № 14 на улице Ошарской (арх. В. Бандаков А. Дехтяр, В. Коваленко, Л. Лафер, А. Харитонов, А. Худин; 1999—2001). Одна из ярких построек конца 2010-х годов — «Дом на Свободе» (арх. А. Дехтяр, О. Барабанова, М. Котикова, М. Новоселова, А. Сапунцов; 2015—2018) — редкий для Нижнего Новгорода пример стилистики нео-ар-деко. Тем не менее, наибольшую известность в российском зодчестве приобрёл стиль нижегородской архитектурной школы 1990-х годов.

#### Нижегородская архитектурная школа
Архитектура Нижнего Новгорода 1990-х годов стала уникальным феноменом. В 1998 году критик Г. И. Ревзин назвал город «столицей архитектурного зодчества», а спроектированные в этот период здания стабильно брали первые места на фестивалях. Архитектурный критик Б. Голдхоорн назвал происходящее в городе «архитектурным обжорством», в то время как в Москве и Петербурге, по его мнению, не создавалось ничего уникального. Возникновение феномена связано с нижегородской архитектурной школой 90-х годов, и её основателями — архитекторами Александром Харитоновым и Евгением Пестовым.
А. Е. Харитонов, главный архитектор Нижнего Новгорода в 1993—1998 года, оказал существенное влияние на архитектуру всего города. Ему удалось на законодательном уровне запретить строительство по типовым проектам в исторической части Нижнего Новгорода. Вскоре Пестов и Харитонов смогли собрать нижегородских архитекторов в своеобразное творческое содружество, объединённое идеями преобразования города, возвращения в него настоящей архитектуры. В рамках этих идей выработался уникальный средовой подход к строительству: формирование комплексной, «дворовой» архитектуры, ориентированной на человека.

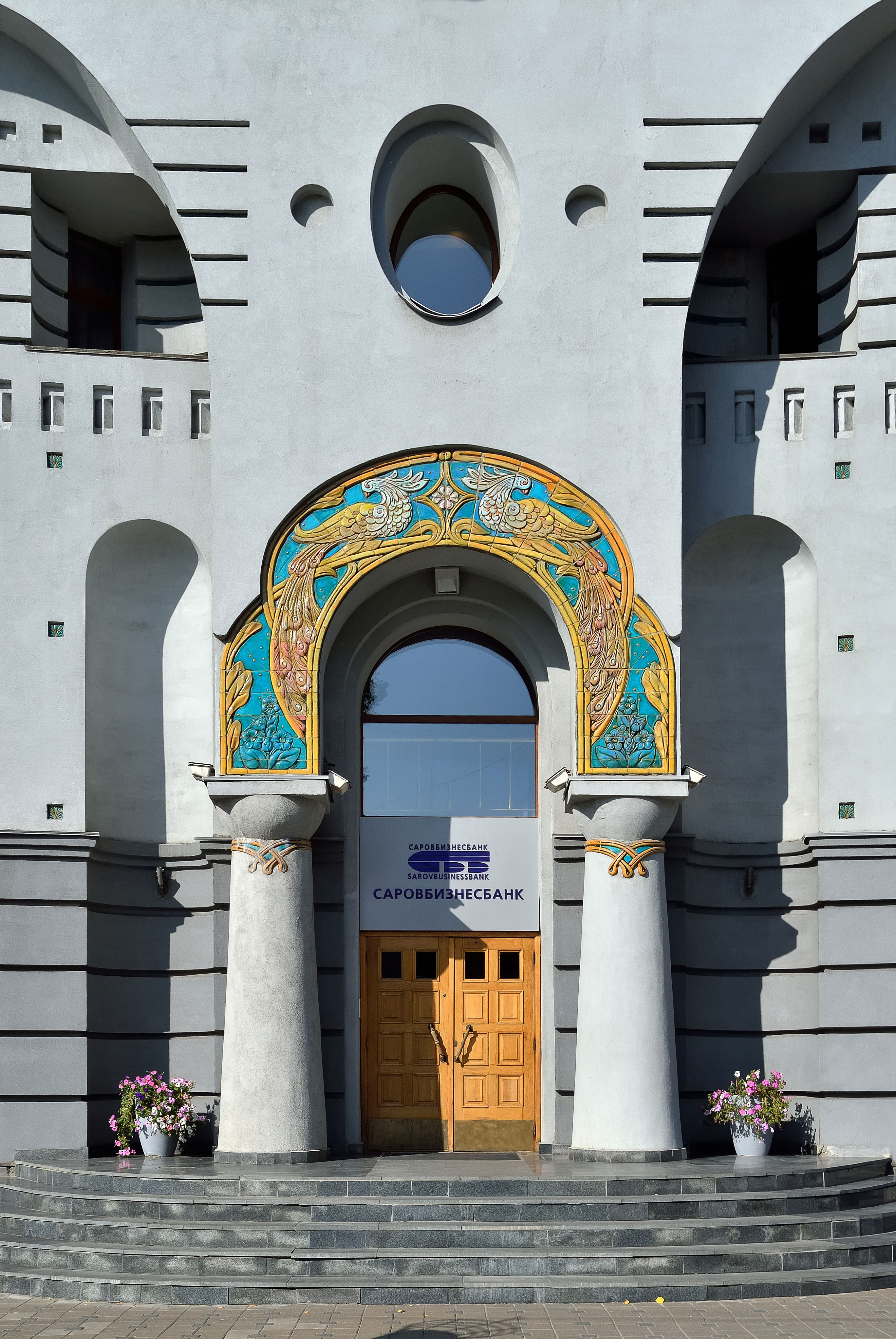
Оформление портала банка «Гарантия»
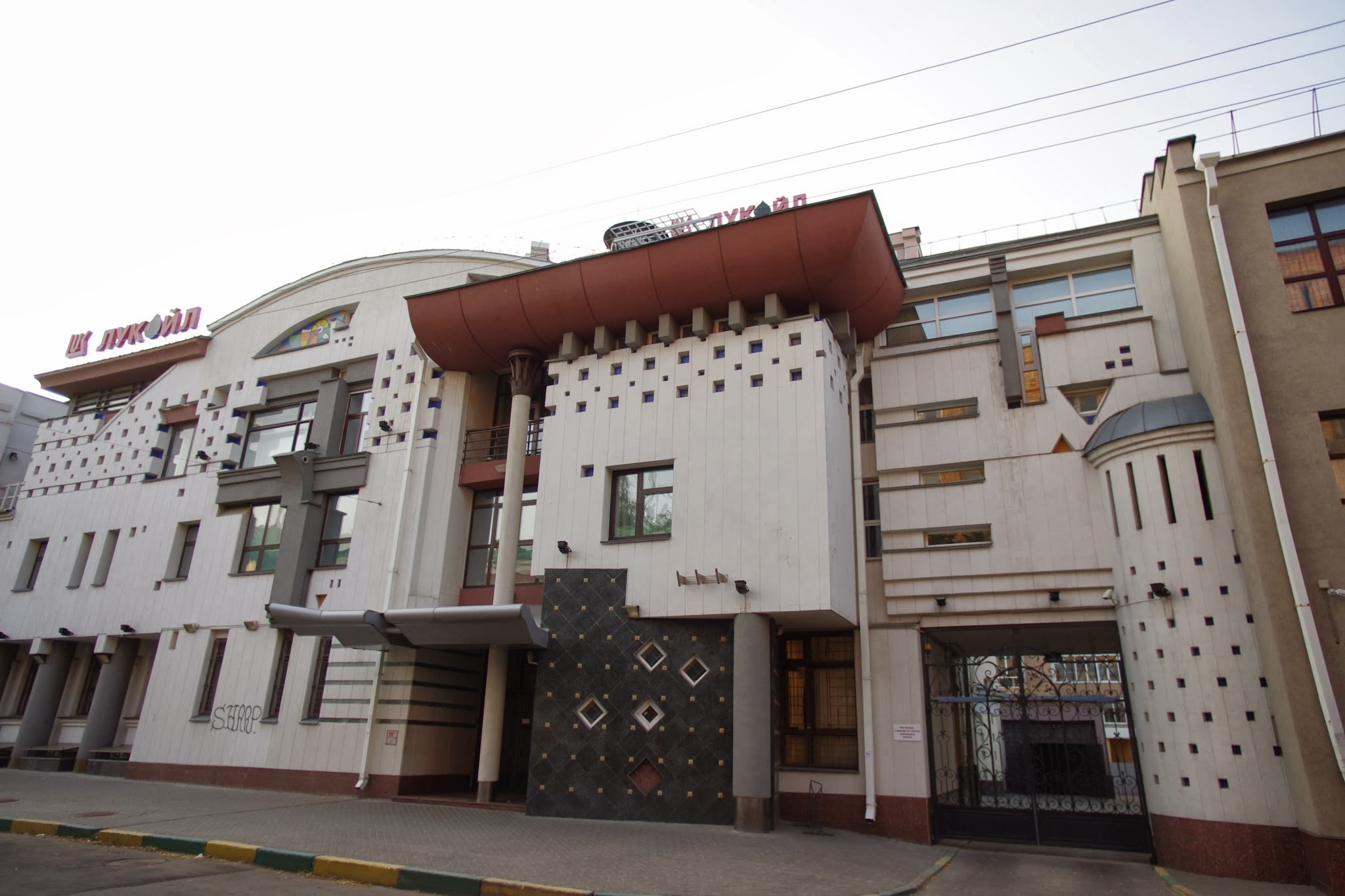
Офисное здание «Реликварий» на Грузинской улице
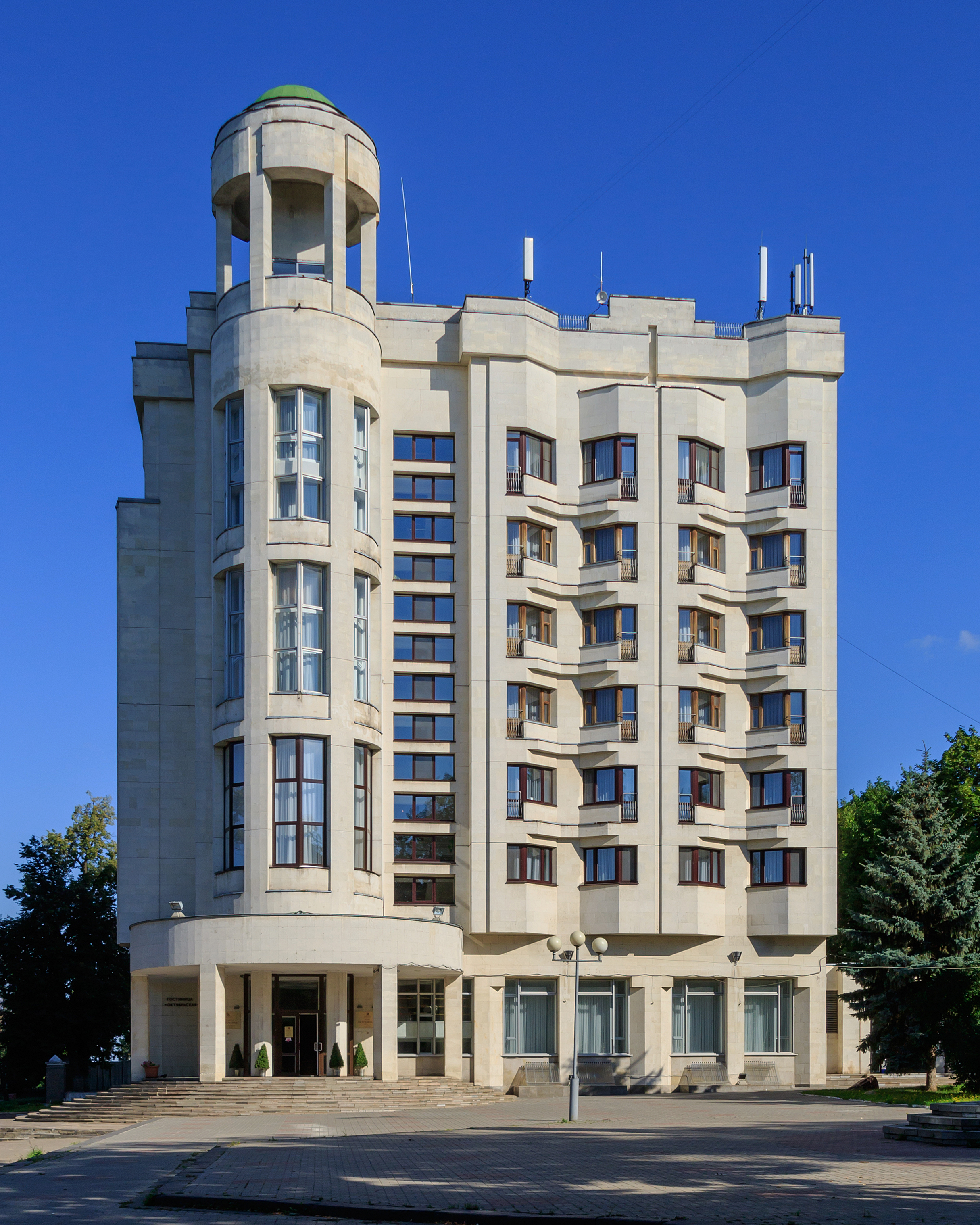
Гостиница «Октябрьская»
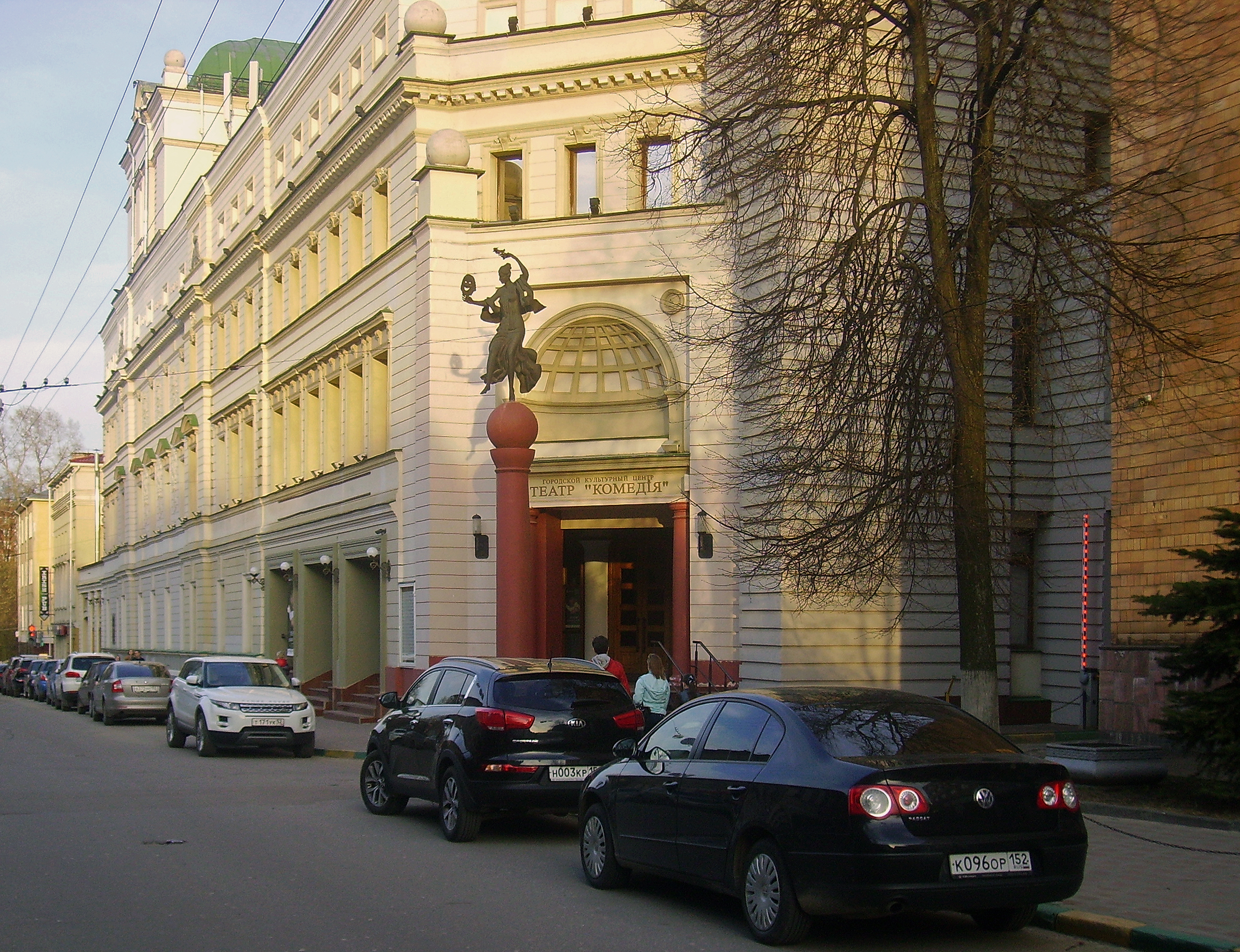
Театр «Комедія»
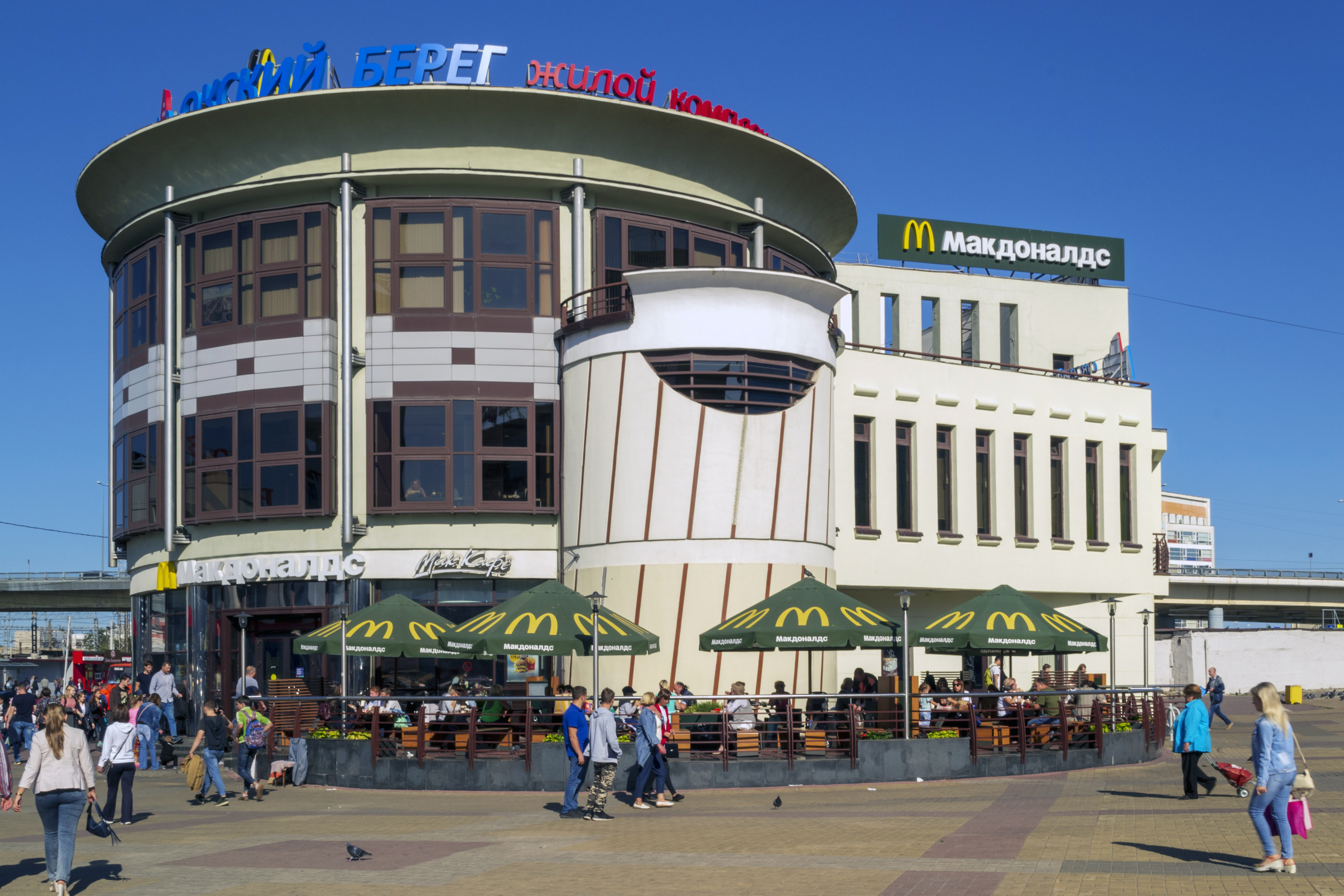
Здание «Макдональдса» на площади Революции

В рамках стиля в Нижнем Новгороде было построено множество зданий, среди которых: Банк «Гарантия» (М. Покровская, 7), Акрополь (Ульянова, 47), Театр «Комедия» (Грузинская, 23), «Дом-Куча» (Б. Покровская, 47-б), «Каскад» (Решетниковская, 4), Башня-репродуктор (Фрунзе, 7), «Пила» (Славянская, 10-а), здание «Макдональдса» (пл. Революции), «Титаник» (М. Покровская, 7), гостиница «Октябрьская» (Верхневолжская наб., 9-а), «Дом с акцентом» (Полтавская, 16), Архстрой Gallery (Ошарская, 14), «Дом под синей крышей» (Ковалихинская, 14), Дом актёра (Пискунова, 10), Стадион «Динамо» (Университетский пер., 4), «Супрематический натюрморт» (Плотничий пер. и ул. Ильинская), «Клетчатый дом» (ул. Горького), «Пагода» (Студёная, 61), «Версаль» (Студёная, 55-а), «Перископ» (Решетниковская, 4-а).

### Неомодернизм
На рубеже XX—XXI веков начался новый поворотный момент в архитектуре Нижнего Новгорода, связанный с отказом от историзма во внешних его проявлениях и обращением к образной выразительности контекстуального подхода. На смену постмодернизму 1990-х годов пришёл новейший модернизм (неомодернизм), в котором взаимосвязаны элементы деконструктивизма, неоконструктивизма и хай-тека. Для новейшего нижегородского модернизма стали характерны: отказ от однообразия; отказ от историзма; внимание к трактовке деталей и пластике фасадов; создание сложной композиции; контраст цвета и фактур; геометризированность объёмов; использование новых строительных материалов, конструкций, технологий; преемственность с конструктивизмом и постконструктивизмом 1930-х годов. Под влиянием идей интернациональной архитектуры в историческом центре возникли неомодернистские здания: одним из первых стало здание 2-й очереди банка «Гарантия» на Почаинском овраге (арх. А. Е. Харитонов, Е. Н. Пестов, Н. Н. Пестов; 1999—2000), продемонстрировавшее новое образное выражение, лишённое исторических реминисценций и ориентированное в будущее. Ещё одним знаковым примером нового стиля стало здание международного центра торговли на улице Октябрьской (арх. А. Б. Дехтяр, Р. В. Нехорошев, В. П. Бандаков, В. А. Коваленко, Д. Л. Февралев; 2010).

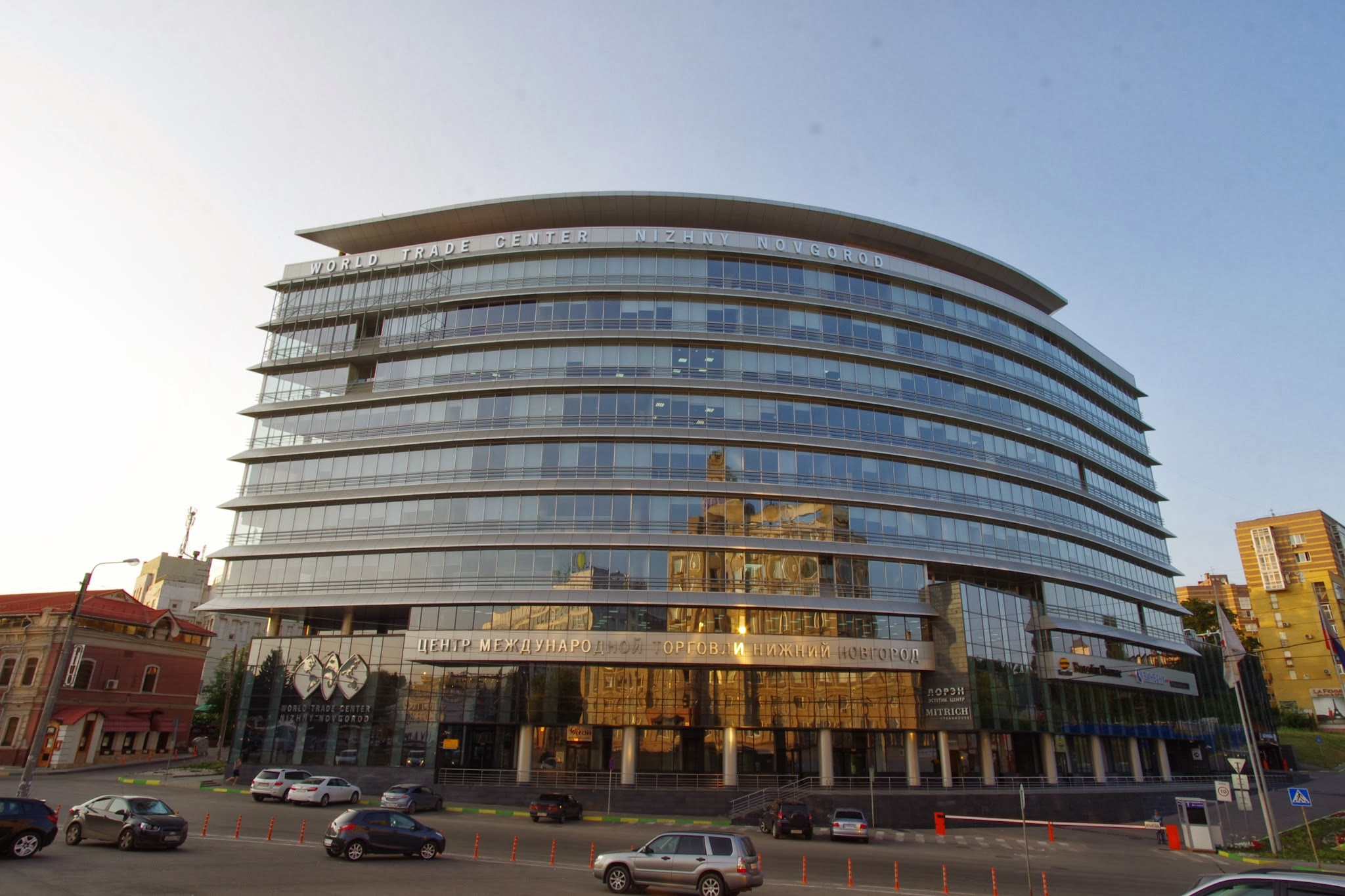
Центр международной торговли
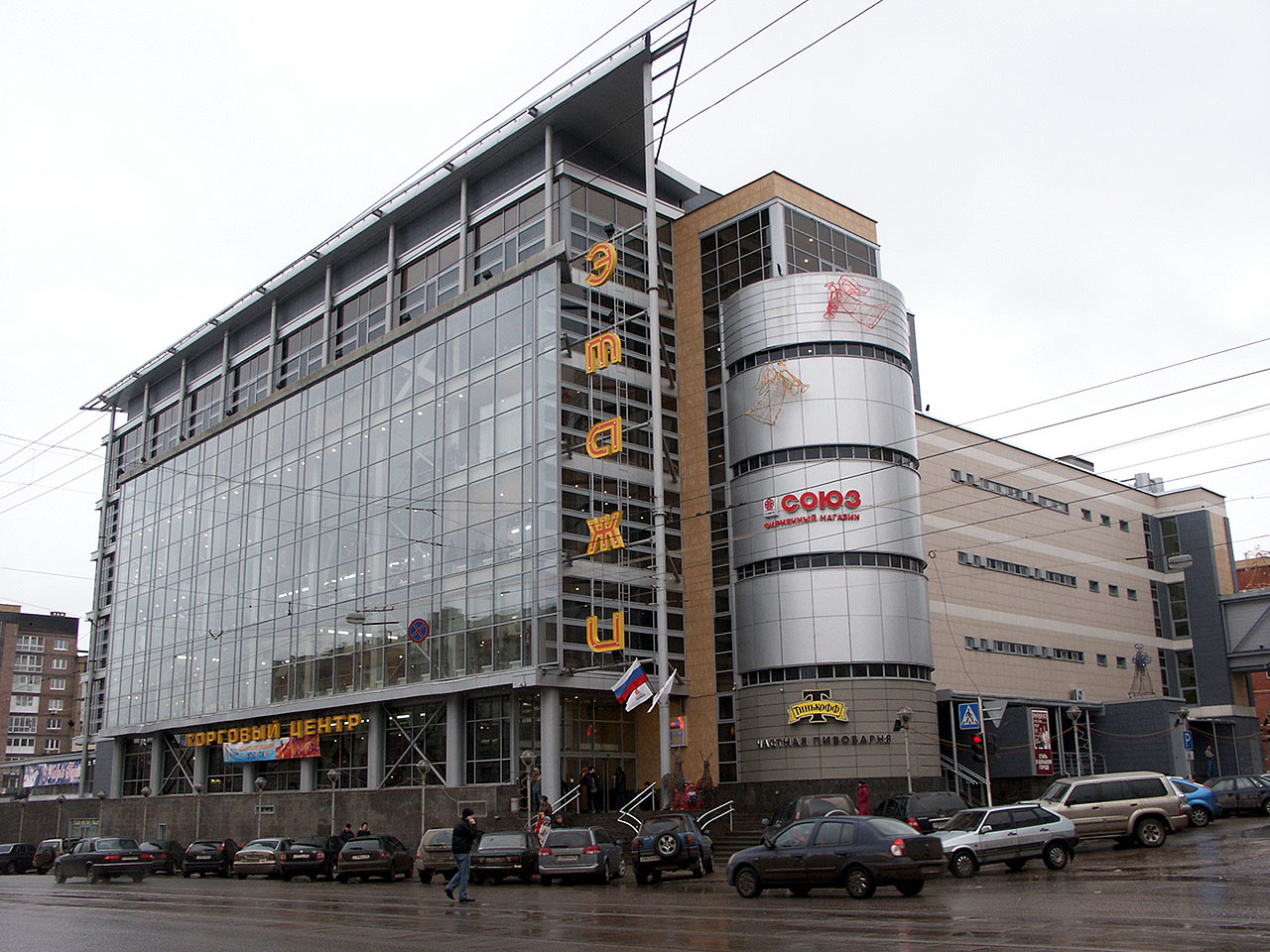
Торговый центр «Этажи»
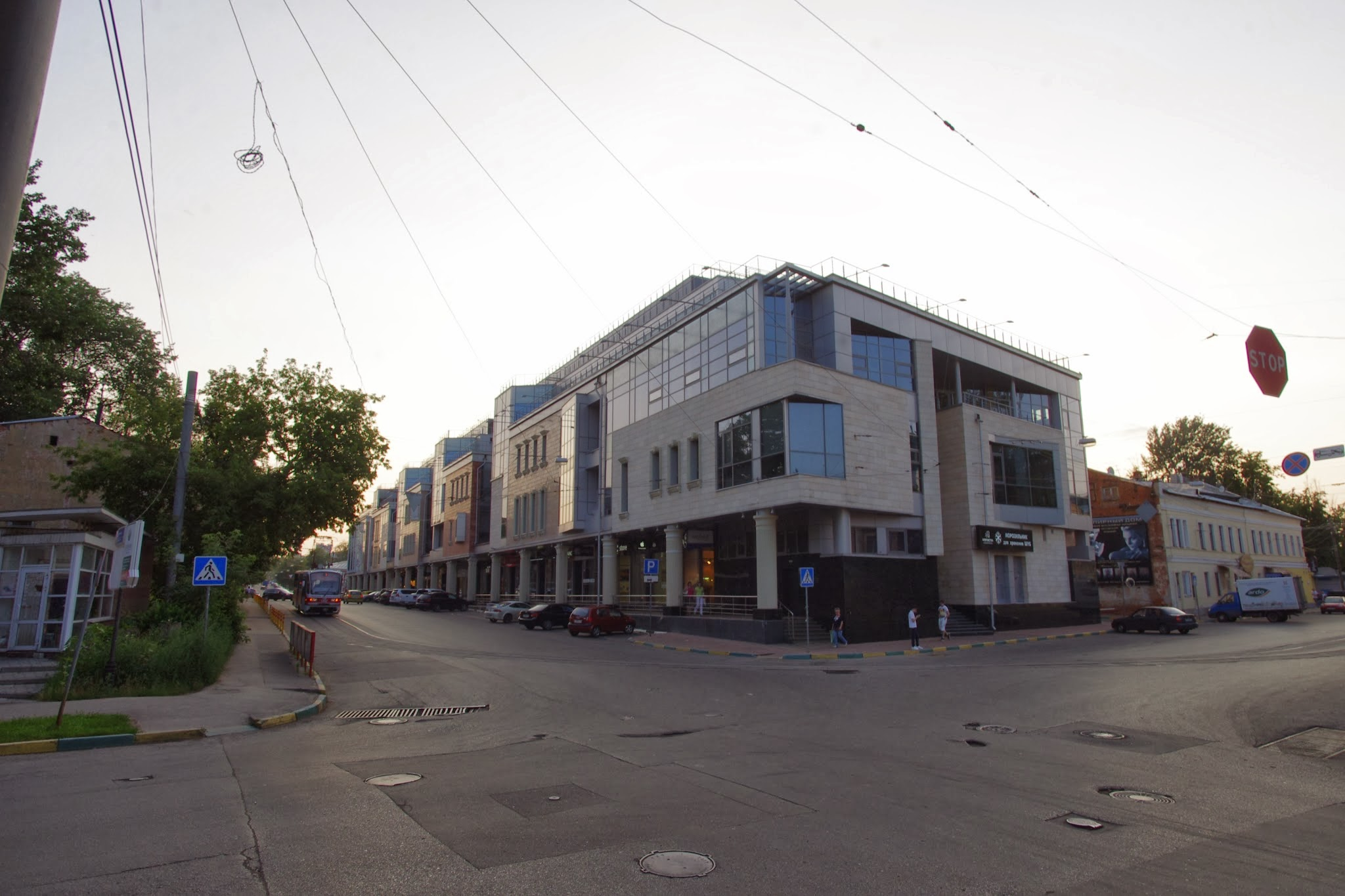
Лобачевский Plaza
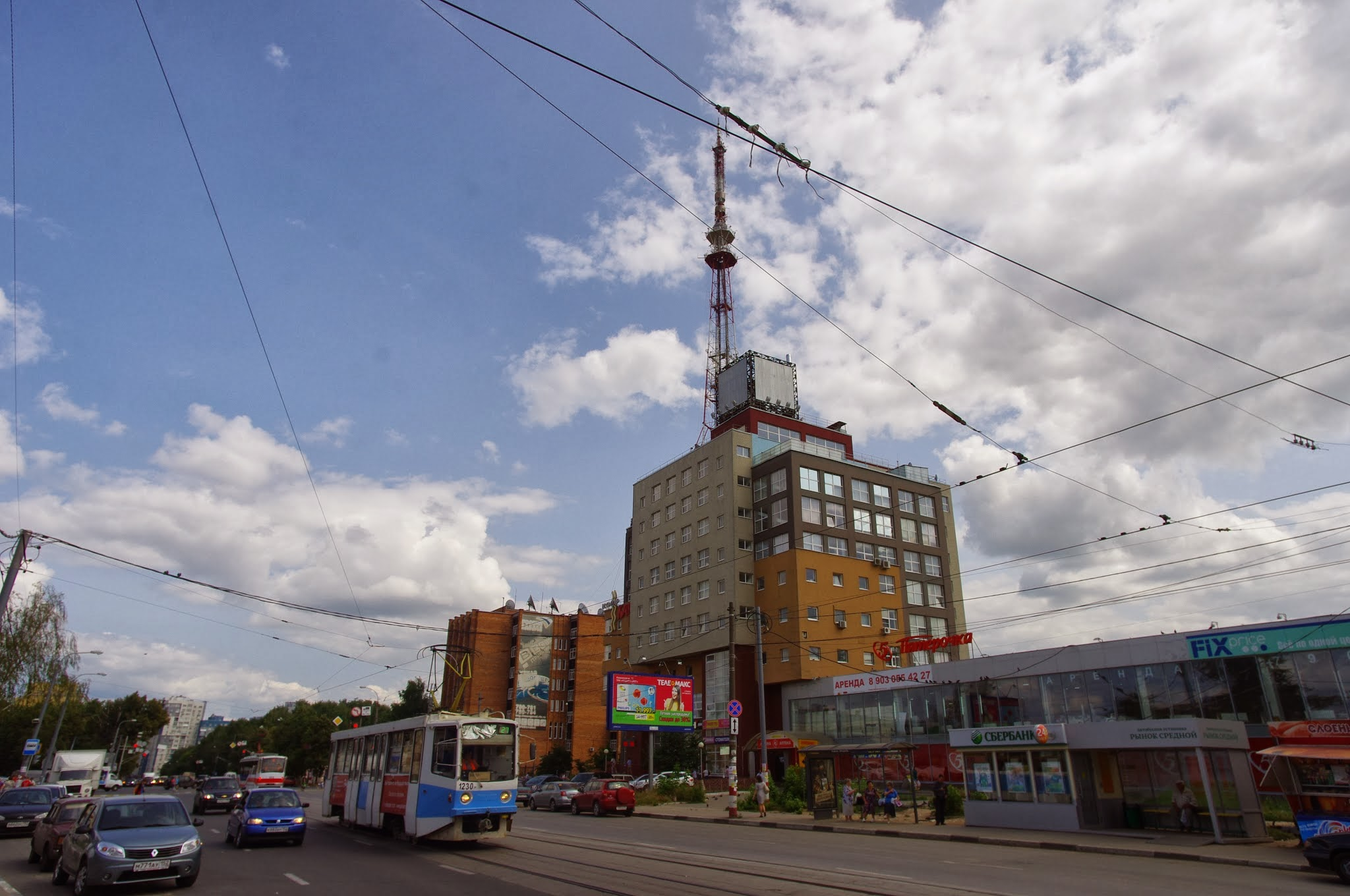
Офисное здание рядом с телецентром
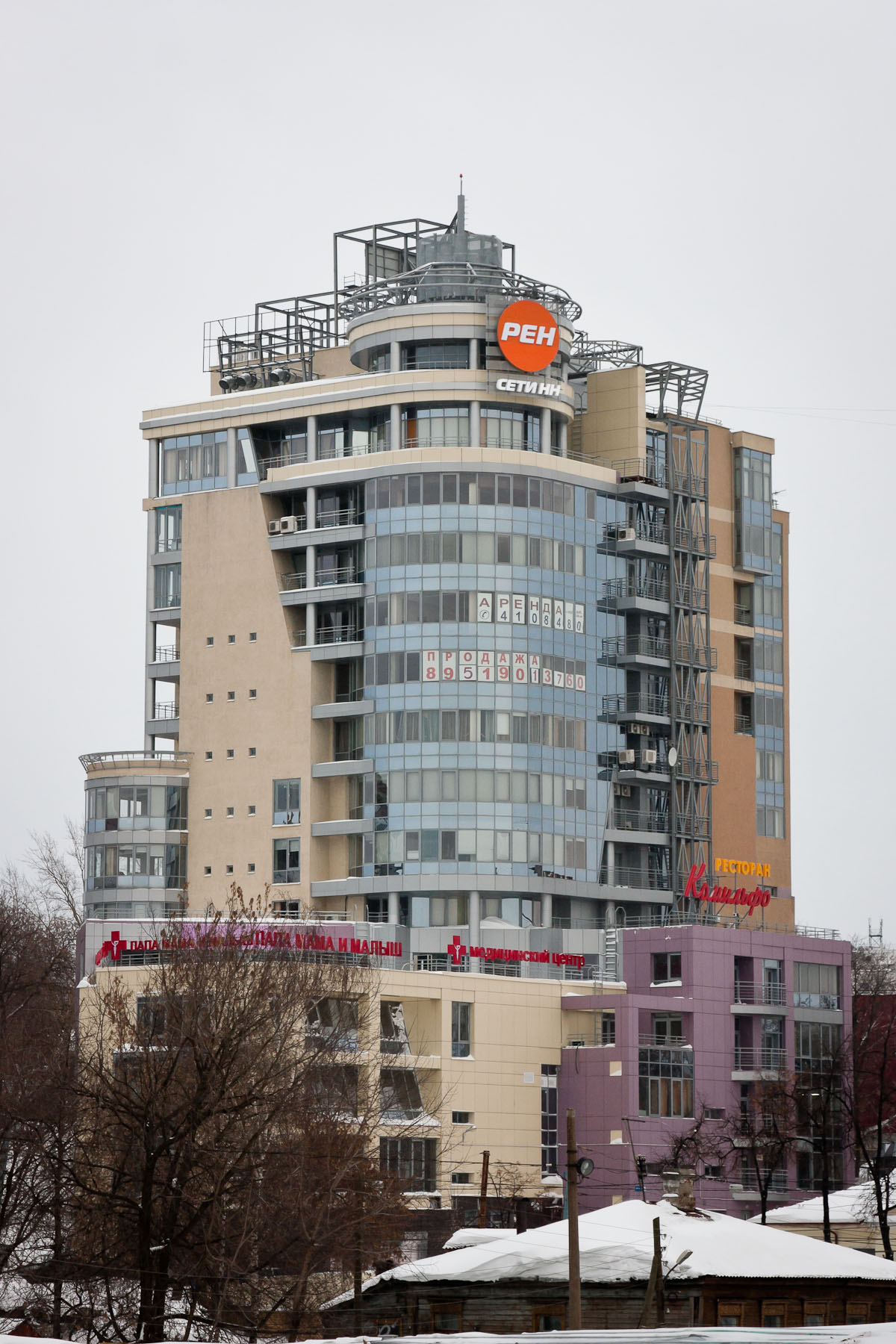
Офисное здание на улице Максима Горького

Принципы конструктивизма стали активно применяться в современных общественных зданиях: торговый центр «Этажи» (арх. В. Ф. Быков, А. М. Сазонов, Д. М. Слепов, В. В. Никишин; 2002), офисное здание рядом с телецентром (арх. А. Худин, 2005), офисное здание на улице Ошарской (арх. В. В. Зубков, 2015), торговый центр на улице Гайдара (арх. В. В. Никишин, 2015). В офисном здании у «Чёрного пруда» (арх. Г. Б. Тарасов, 2005) чувствовалось влияние советского авангарда в плане формообразования (отсылка к Дому советов в Нижегородском кремле). В моду вновь вошли идеи минимализма: здание ресторана на Верхневолжской набережной (арх. О. А. Барабанова, А. Б. Дехтяр; 2018), и деконструктивизма: торгово-развлекательный комплекс на Казанском шоссе (арх. А. Ю. Чакрыгин, 2013), офисное здание на пересечении улиц Большой Печёрской и Фрунзе (арх. Е. Н. Пестов, А. Н. Каменюк; 2016). В рамках внешнего декора появились элементы хай-тека: бизнес-центр «Александровский сад» у Георгиевского съезда (арх. В. Ф. Борисюк, 2007).

## Градозащита

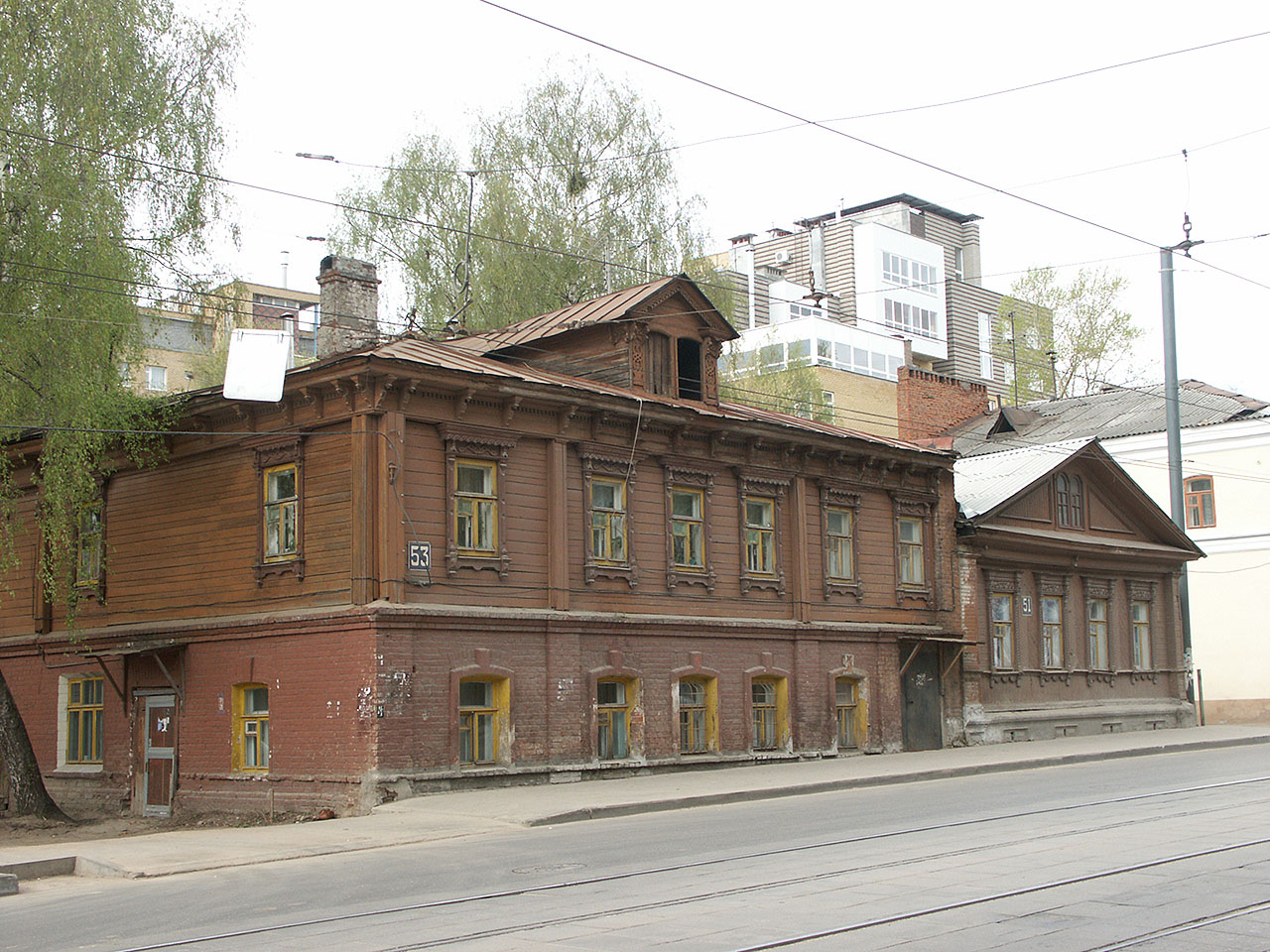
Снесённая деревянная застройка по Большой Печёрской улице. На её месте выстроено офисное здание.

Центр Нижнего Новгорода с радиально-полукольцевой планировкой, окружающей Нижегородский кремль, на 2019 год состоял в основном из зданий XIX века, которые представляют собой памятники архитектуры и ценную историческую среду. При этом находятся они, зачастую, в плачевном состоянии и требуют больших реставрационных работ. В особенно запущенном состоянии находится исчезающая деревянная историческая застройка. В целом, Нижний Новгород обладает большим количеством объектов культурного наследия (ОКН). На 2019 год в Едином реестре объектов культурного наследия РФ в Нижнем Новгороде было зафиксировано 799 ОКН. Из них федерального значения — 71.
Снос ОКН в целях возведения на их месте новых зданий, по словам экспертов, был достаточно распространённой практикой в городе в последние десятилетия. По данным организатора градозащитного движения «СпасГрад» Анны Давыдовой, за период 2009—2019 годов было уничтожено более десяти таких объектов. По информации городского исследователя и активиста Олеси Филатовой за период 2011—2017 годов только в историческом центре было снесено около сорока объектов дореволюционной постройки. Ни статус памятника, ни поведённая реставрация не влияли на решения о сносах. Таким образом был уничтожен дом Чеботарёва — двухэтажный каменный особняк в стиле позднего классицизма, на пересечении улиц Горького и Студёной: в феврале 2011 года он был лишён статуса памятника, а в июле 2012 года снесён. Такую же схему застройщики применили к усадьбе Давыдовой-Печёркиной XIX века (№ 46 по ул. Новой). В 2010 году она была исключена из списка вновь выявленных объектов культурного наследия, а через пять лет снесена застройщиками. В марте 2013 года снесён незадолго до этого отреставрированный дом купчихи Гузеевой.
Иногда под нужды девелоперов сносились целые кварталы исторической застройки. Так, ради строительства жилищного комплекса «Симфония Нижнего», который собирались возводить компании, аффилированные с Эладой Нагорной, женой бывшего мера города Олега Сорокина, практически полностью снесли квартал в историческом центре в границах улиц Ильинская, Максима Горького и Новая. Всего было уничтожено 13 зданий, среди которых особняки купчихи Гузеевой и Марьи Карамзиной XIX века постройки. В 2014 году администрация города утвердила проект планировки и межевания части территории квартала в границах улиц Крупской, Большая Покровская, Воровского и Костина. В ходе «планировки» была снесена большая часть ценной исторической застройки квартала, в том числе швейно-такелажная фабрика купца Кочетова, имевшая признаки ОКН. На месте снесённых зданий расположилась парковка ТЦ «Небо» и в будущем предполагается возвести элитный жилой комплекс «Воровского, 12», строительство которого ведут фирмы политика Александра Мелешкина.

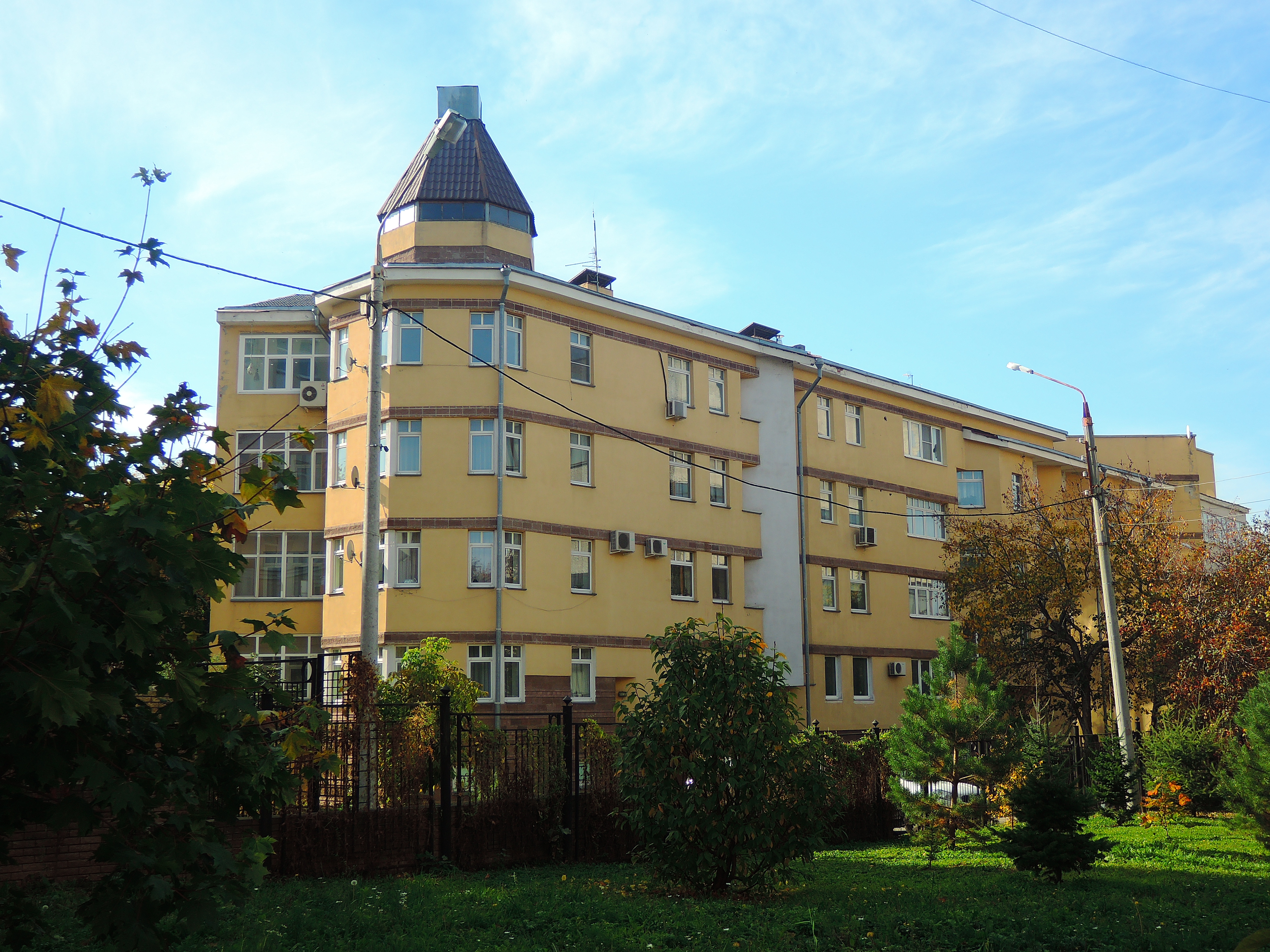
Некоторые незаконно снесённые ОКН в городе не исключают из списка памятников. Так, современный дом по пер. Гоголя, 5 постройки 2000-х годов по документам значится памятником — особняком XVIII века.

Одной из наиболее актуальных проблем развития города является сохранение деревянной исторической застройки. Нижний Новгород обладает богатейшим наследием деревянной и каменно-деревянной архитектуры XIX — начала XX веков, сохранившейся в виде фрагментов улиц и кварталов. Как указывали историки архитектуры А. С. Шумилкин и Е. Е. Грачёва, на протяжении последних десятилетий происходила утрата деревянной застройки, а в последние годы процесс достиг катастрофического масштаба, который стал угрожать полным исчезновением деревянного зодчества в исторической части города. В целях сохранения деревянной застройки в Нижнем Новгороде было основано региональное общественное движение «Деревянные города», занимающееся продвижением идеи комплексного сохранения кварталов исторической деревянной застройки, с учётом развития Нижнего Новгорода, и ссылаясь на удачный опыт других городов, как например: Иркутска («130-й квартал») и Томска (где в ходе программы сохранения ценной исторической среды спасено более 100 деревянных памятников). В 2017—2018 годах силами общественности было спасено (законсервировано) несколько деревянных зданий-памятников. Существуют проекты редевелопмента кварталов: улиц Короленко, Новая, Славянская и Студёная (39 памятников деревянного зодчества), «Квартал 1833 года» градозащитника Сергея Сипатова (11 исторических зданий). В 2018 году в городе началось волонтёрское движение «Том Сойер Фест», цель которого — сохранение памятников архитектуры. В первый год волонтёрами был отреставрирован Дом А. К. Скворцовой. В 2019 году — три здания; к работам привлечены 300 волонтёров.
В 2020 году скандальная ситуация сложилась с сохранением комплекса жилых домов по улице Новой в заповедном квартале улиц Короленко, Новая, Славянская и Студёная. В сентябре выявленному памятнику было отказано во включении в список объектов культурного наследия. Приказом управления ГООКН Нижегородской области за подписью руководителя управления Г. В. Меламеда, памятник был исключён из перечня выявленных объектов культурного наследия. По словам правозащитника Станислава Дмитриевского ситуация свидетельствует, что Нижний Новгород возвращается во времена, когда строительные фирмы извлекали сверхприбыли из «хищнического уничтожения исторической части города». По словам эксперта, градозащитники дважды приводили в администрацию области инвесторов, готовых заниматься реставрацией исторических зданий, однако инициатива была заблокирована на административном уровне, так как чиновникам удобнее реализовывать масштабные сверхприбыльные проекты, сопряжённые с коррупцией.     

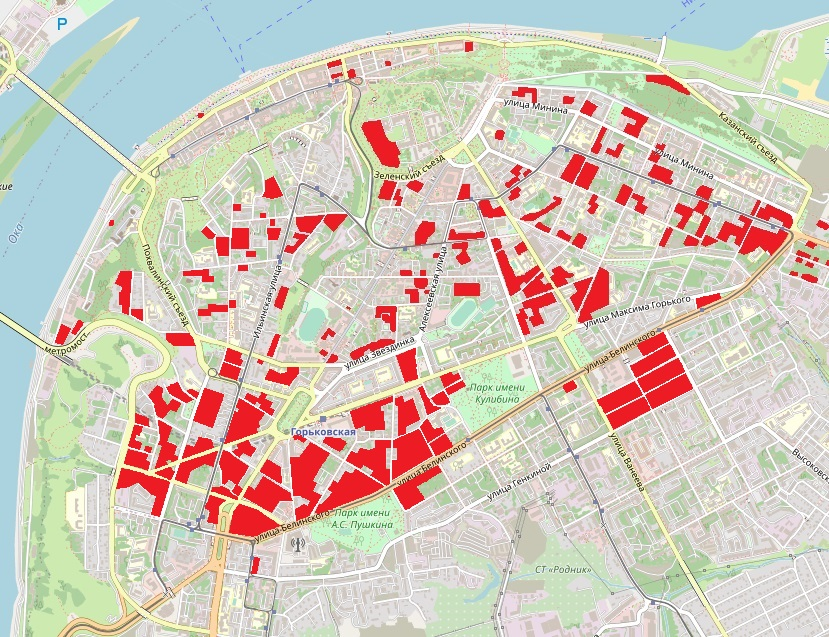
Утраченная историко-архитектурная среда (выделена красным цветом) исторического центра Нижнего Новгорода за период 1991—2020 гг.

## Выдающиеся архитектурные объекты

### Архитектурные ансамбли
В списках указаны в основном объекты, внесённые в Единый государственный реестр объектов культурного наследия (памятников истории и культуры) народов Российской Федерации, которым официально присвоен статус архитектурного ансамбля. Некоторые объекты, не указанные в Едином реестре, внесены со ссылкой на мнения искусствоведов и историков архитектуры, подтверждающих единое пространственное решение данных комплексов (например, Архитектурный комплекс колонии для душевнобольных при селе Ляхово).
- Музей быта народов Нижегородского Поволжья, XVIII—XIX века
- Металлические конструкции павильонов Центрального здания Всероссийских выставок 1882 и 1896 годов
- Комплекс дома-коммуны рабочего жилищно-строительного кооперативного товарищества «Культурная революция», 1929—1932
- Комплекс Соцгородка и «радиусный» дом, 1935—1937
- Ансамбль застройки жилых кварталов № 3, 4 Соцгорода автозавода, 1938
- Нижегородский кремль, XVI—XX века

#### Ансамбли городских усадеб
| Изображение | Датировка                                 | Наименование                                                 | Местонахождение                                                                                              |
| ----------- | ----------------------------------------- | ------------------------------------------------------------ | --- |
|             | XIX век                                   | Усадьба мещанина E. C. Кoпылoвa — цехового A. И. Зaпoльcкoгo | ул. Ильинская, 44 (литер А), 44А                                                                             |
|             | 1824—1829                                 | Усадьба Строгановых                                          | улица Рождественская, 45, 45б, 45в                                                                           |
|             | 1837—1838                                 | Усадьба Лебединской                                          | улица Минина, 11, 11а                                                                                        |
|             | 1837—1839                                 | Усадьба Голицыных                                            | Рождественская улица, 47                                                                                     |
|             | 1825—1848                                 | Усадьба Рябининой                                            | улица Ильинская, 56                                                                                          |
|             | 1845—1848                                 | Усадьба Г. Сверчкова                                         | Большая Покровская улица, 6                                                                                  |
|             | 1839—1840-е гг.                           | Усадьба М. Л. Пупковой                                       | Ильинская ул., 94 (литера А), 94а (литера В)                                                                 |
|             | 1838—1849                                 | Усадьба Вяхиревых                                            | Черниговская улица, 12                                                                                       |
|             | 1825—1857                                 | Усадьба А. И. Костромина — А. Шушляева                       | Рождественская улица, 30—32                                                                                  |
|             | 1860-е гг.                                | Усадьба Макаровских                                          | пер. Крутой, 6 (литер А)                                                                                     |
|             | 1860-е гг.                                | Усадьба Н. П. Вагина                                         | ул. Ильинская, 42 (литер А), 42а (литер Б)                                                                   |
|             | 1860—1861                                 | Усадьба П. Н. Соколовой                                      | ул. Ошарская, 10 ул. Ошарская, 10А (бывшая торговая лавка, снесёна в 2019 году)                              |
|             | Конец XVIII в. — 1864                     | Усадьба Кашириных                                            | ул. Ковалихинская, д. 33 (литеры А, А1, А2, Ж)                                                               |
|             | 1840-е, 1870-е гг.                        | Усадьба Губина                                               | ул. Минина, 10 (литер Б), 10а (литеры А, А1)                                                                 |
|             | 1851, 1870                                | Усадьба И. К. Лопашева                                       | на пересечении ул. Пискунова, ул. Большой Покровской, 8 (литеры А, Б)                                        |
|             | Первая половина XIX века — 1874           | Усадьба Зайцевых                                             | Рождественская ул., 20                                                                                       |
|             | 1875—1877                                 | Усадьба С. М. Рукавишникова                                  | наб. Верхне-Волжская, 7                                                                                      |
|             | 1877                                      | Усадьба Е. И. Богоявленской                                  | Большая Печёрская ул., 41 (литеры А, А1), 41а (литеры Б, Б1)                                                 |
|             | 1828—1830, 1880-е гг.                     | Усадьба А. Я. Пальцевой                                      | ул. Пискунова, 9 (Литеры А, Б), 9в                                                                           |
|             | 1880-е гг.                                | Усадьба Г. М. Самсонова                                      | ул. Грузинская, 3, 3б                                                                                        |
|             | 1883, 1889                                | Усадьба В. Е. Кожевникова                                    | ул. Черниговская, 14 (литера А), 14а (литера Б)                                                              |
|             | 1891                                      | Усадьба В. М. Лемке                                          | ул. Новая, 21/11, ул. Короленко, 11                                                                          |
|             | Вторая половина XIX века; 1862; 1891—1899 | Усадьба Ф. П. Яхонтовой (П. И. Константиновского)            | Новая ул., 22а, 22, 22б                                                                                      |
|             | Середина XIX — конец XIX века             | Усадьба В. В. Бердиниковой                                   | ул. Короленко, 13/20, ул. Новая, 20А                                                                         |
|             | конец XIX века                            | Городская усадьба                                            | Алёши Пешкова ул., 23/21 (литера А), Даля ул. 23 (литера А)                                                  |
|             | 2-я четв. XIX века — начало XX века       | Городская усадьба                                            | Крутой пер., 8 (литер Б)                                                                                     |
|             | 1880-е гг., 1882, 1895, начало XX в.      | Усадьба А. И. Башкировой                                     | Большая Печёрская ул., 13                                                                                    |
|             | Начало XX в.                              | Усадьба В. И. Бородинова                                     | Чкалова ул., 15, 17                                                                                          |
|             | 1900                                      | Усадьба Д. С. Махнатова                                      | ул. Горького, 59 (литер А), 57 (литер А)                                                                     |
|             | 1839, 1902                                | Усадьба Е. В. Веселовской                                    | на пересечении ул. Пискунова, ул. Большой Печёрской, 47/1 (литеры А, А1), ул. Большая Печёрская, 3 (литер А) |
|             | 1895—1902                                 | Усадьба Серебренниковой                                      | ул. Большая Покровская, д. 68/14, д. 68, ул. Воровского, д. 14                                               |
|             | 1-я четв. XIX в., 1902—1903 гг.           | Усадьба Неустроевых — А. Я. Башкирова                        | ул. Семашко, д. 7/20; д. 7б                                                                                  |
|             | 1890-е — 1903                             | Усадьба М. Н. Щелокова                                       | Студеная ул., 10 (литера Б), 10а (литера А), 10б (литера В)                                                  |
|             | 1882—1904                                 | Усадьба А. И. Башкировой                                     | улица Большая Печёрская, 11, 11б                                                                             |
|             | 1860-е гг., 1905                          | Усадьба И. И. Рудинского — А. П. Сергеева                    | ул. Большая Печёрская, 14 (литеры А, Б)                                                                      |
|             | 1905                                      | Усадьба купца А. В. Маркова                                  | ул. Ильинская, 61 (литеры А, Е, Д, Ж)                                                                        |
|             | 1830-е, 1903, 1904—1906 гг.               | Усадьба И. Я. Равкинд                                        | ул. Большая Покровская, 42 (литеры А, Б)                                                                     |
|             | 1904—1906                                 | Усадьба А. Н. Седова                                         | ул. Студёная, 49/6 (литеры А, А1, Б)                                                                         |
|             | 1906—1907                                 | Усадьба Гусевых                                              | ул. Славянская, 4а (литера Б), 4б                                                                            |
|             | 1907—1909                                 | Усадьба М. И. Сизовой                                        | ул. Звездинка, д. 10б (литер Б)                                                                              |
|             | 1908—1909                                 | Усадьба М. Н. Щелокова                                       | На пересечении ул. Пискунова, ул. Пожарского, 4/22 (литеры А, А1), ул. Пожарского, 20 (литеры Б, З)          |
|             | 1840—1910                                 | Усадьба М. П. Водовозовой — М. П. Солина                     | пер. Мельничный, 3аб, 3вдж                                                                                   |
|             | 1911—1913                                 | Усадьба Ненюковых                                            | Холодный пер., 4 (литера А)                                                                                  |

#### Ансамбли монастырей и церквей
| Изображение | Датировка                 | Наименование                                               | Местонахождение                                                                   |
| ----------- | ------------------------- | ---------------------------------------------------------- | --------------------------------------------------------------------------------- |
|             | XVII век                  | Ансамбль Благовещенского монастыря                         | пер. Мельничный, д. 8, д. 8а, д. 10, д. 10а, д. 12, ул. Похвалинский съезд, д. 5а |
|             | XVII век                  | Ансамбль Печёрского монастыря                              | Приволжская ул., 108                                                              |
|             | 1719                      | Церковь Рождества Богородицы (Строгановская) с колокольней | ул. Рождественская, дом 34а (литеры А, А1, А2, А3)                                |
|             | 1814—1851                 | Ансамбль Крестовоздвиженского женского монастыря           | Окский съезд, 2а, Западный городок, 1, 2, 6, 7, 8, 22                             |
|             | 1866—1884                 | Ансамбль Вознесенской церкви                               | ул. Ильинская, 54, пер. Плотничный, 34                                            |
|             | 1896                      | Комплекс Скорбященской церкви                              | ул. Нестерова, 2 (литеры А, А1, Б)                                                |
|             | конец XIX — начало XX вв. | Элементы комплекса Александро-Невского собора              | ул. Стрелка, д.14, лит. А, Б                                                      |
|             | 1900—1904                 | Комплекс Спасо-Преображенского собора в селе Сормово       | Щербакова ул., д. 11, д. 12                                                       |
|             | 1914—1916                 | Комплекс построек городского (нового) кладбища             | ул. Пушкина, 34 (литеры А, Г1, Г3)                                                |

#### Парковые ансамбли
| Изображение | Датировка        | Наименование                                                  | Местонахождение |
| ----------- | ---------------- | ------------------------------------------------------------- | --- |
|             | конец XVIII века | Архиерейский сад                                              | квартал в границах Пискунова, Минина ул., Минина и Пожарского пл., Ульянова ул.                                              |
|             | 1834—1840        | Александровский сад                                           | склон горы между Георгиевским, Казанским съездами, Верхне-Волжской наб.                                                      |
|             | начало XX века   | Парк, заложенный в память Александра Сергеевича Пушкина       | квартал в границах Белинского, Студеная, Тимирязева, Пушкина ул.                                                             |
|             | 1930-е гг.       | Автозаводский парк культуры и отдыха                          | квартал в границах Молодёжный пр., И. И. Киселева пл., Героя Смирнова ул.                                                    |
|             | 1930-е гг.       | Сормовский парк культуры и отдыха                             | квартал в границах Буревестника пл., Энгельса, Красных зорь, Карпинского ул., левого берега реки Левинки и озера Сормовского |
|             | 1934             | Ботанический сад Нижегородского государственного университета | на пересечении Анкудиновского шоссе и Спасской ул.                                                                           |
|             | 1951             | Сквер им. А. М. Горького                                      | Максима Горького пл. |
|             | 1958             | Парк «Швейцария»                                              | верхнее плато Окского откоса вдоль Гагарина пр., от Горной ул. до Краснозвездной ул.                                         |

#### Ансамбли промышленных зданий
| Изображение | Датировка                                                                 | Наименование                                                                | Местонахождение                                                 |
| ----------- | ------------------------------------------------------------------------- | --------------------------------------------------------------------------- | --------------------------------------------------------------- |
|             | 1876                                                                      | Комплекс мукомольной мельницы Я. Е. Башкирова                               | Интернациональная ул., д. 49, д. 94, д. 96, д. 96а, д. 96б      |
|             | 1859—1890-е гг.                                                           | Комплекс судостроительного завода И. С. Колчина — У. С. Курбатова           | ул. Красная слобода, 8 (литера А), 9 (литера А1)                |
|             | 1882—1895                                                                 | Комплекс пивного завода Ф. Я. Ермолаева                                     | ул. Почаинская, 15, 17, 19                                      |
|             | 1899                                                                      | Комплекс казённых винных складов                                            | ул. Белинского, 61                                              |
|             | 1900                                                                      | Фабрика товарищества нижегородской льнопрядильной мануфактуры               | пер. Мотальный, 6, 8, 10, ул. Даргомыжского, 11а                |
|             | 1870-е гг., 1896—1905                                                     | † Комплекс кондитерской фабрики купца Кочетова                              | ул. Воровского, 6                                               |
|             | 1901—1903, 1904—1905                                                      | Комплекс зданий АО «Сормово»                                                | улица Коминтерна, 166 (литер А), улица Ефремова, 1 (литер А)    |
|             | 1892—1916                                                                 | Комплекс зданий АО «Сормово»                                                | ул. Баррикад, 1                                                 |
|             | 1887 г., 1895 г., 1890-е гг., 1909 г., 1910—1914 гг., 1914 г., 1920-е гг. | Комплекс мукомольной мельницы торгового дома «Емельян Башкиров с сыновьями» | Гаршина ул., 40 (литеры А, А1, А2, Д, И, И1, И2), 42 (литера А) |

#### Ансамбли банковских зданий
| Изображение | Датировка | Наименование                                                    | Местонахождение                                                      |
| ----------- | --------- | --------------------------------------------------------------- | -------------------------------------------------------------------- |
|             | 1913      | Ансамбль зданий Нижегородского отделения Государственного банка | на пересечении улиц Большой Покровской и Грузинской, 26/17 (литер Б) |
|             | 1913—1916 | Комплекс банка Рукавишниковых                                   | Рождественская ул., 23, Нижневолжская наб., 11                       |
|             | 1913—1916 | Комплекс Поземельного крестьянского банка                       | Пискунова ул., 39                                                    |

#### Ансамбли больничных учреждений
| Изображение | Датировка | Наименование                                                            | Местонахождение                       |
| ----------- | --------- | ----------------------------------------------------------------------- | ------------------------------------- |
|             | 1886—1888 | Комплекс психоневрологической больницы, основанной врачом П. П. Кащенко | Ульянова ул., 41                      |
|             | 1899—1908 | Архитектурный комплекс колонии для душевнобольных при селе Ляхово       | ул. Кащенко, 12А                      |
|             | 1910—1911 | Больница Красного Креста, построенная на средства М. М. Рукавишникова   | наб. Верхне-Волжская, 21-22 (литер А) |
|             | 1830—1914 | Нижегородская губернская земская больница                               | ул. Минина, д. 20и, д. 20Б, д. 20е    |

#### Ансамбли государственных учреждений
| Изображение | Датировка | Наименование                              | Местонахождение                                  |
| ----------- | --------- | ----------------------------------------- | ------------------------------------------------ |
|             | 1819—1823 | Нижегородский острог                      | Пл. Свободы, 2а                                  |
|             | 1835—1853 | Красные казармы                           | Нижневолжская набережная, 1а, 1б                 |
|             | 1858—1859 | Нижегородская уездная земская управа      | ул. Большая Печёрская, 28/7, 28в                 |
|             | 1871—1872 | Комплекс зданий Губернской земской управы | ул. Минина, 18, 18а                              |
|             | 1910—1913 | Комплекс зданий Тобольских казарм         | Гагарина пр., 60 (корпуса 2, 3, 4, 5, 7, 13, 19) |
|             | 1913—1916 | Комплекс зданий городской тюрьмы          | Гагарина пр., 26а (литеры А, Д; корпус 5), 28    |

#### Ансамбли благотворительных учреждений
| Изображение | Датировка  | Наименование                                    | Местонахождение                          |
| ----------- | ---------- | ----------------------------------------------- | ---------------------------------------- |
|             | 1880—1882  | † Комплекс детского приюта им. О. В. Кутайсовой | Костина ул., 2 (литера Б), Новая ул. 36  |
|             | 1887, 1907 | Комплекс Вдовьего дома                          | Кулибина ул., 3, 4, 4/1, Гагарина пр., 2 |

### Архитектурные памятники
В свёрнутом списке указаны памятники архитектуры, построенные в Нижнем Новгороде за XVII—XX века. Список представлен в приблизительной хронологической последовательности, в случае нескольких этапов строительства — по времени наиболее значительной перестройки. За основу взяты перечни архитектурных памятников из книги краеведа Н. Ф. Филатова.
- Дом Петра I, XVII в.
- Палаты А. Ф. Олисова, 1676
- Кожевенный завод (палаты) Пушниковых, 1697—1710
- Дом Н. М. Карамзина, конец XVIII в.
- Дом М. А. Костромина, конец XVIII в.
- Мучной корпус Нижнепосадского гостиного двора (Скоба), 1780—1784
- Дом Дамаскина, 1784
- Здание партикулярной аптеки, 1789—1792
- Дом И. С. Пятова, 1819
- Дом купца И. Пименова, 20-е годы XIX в.
- Дом декабристов Белавиных, 20-е годы XIX в.
- Дом М. Кузнецова, 20-е годы XIX в.
- Комплекс зданий тюремного острога, 1819—1823
- Дом И. С. Нестерова, 1823
- Дом А. Б. Смирнова, 1823
- Дом И. Косарева, 1823—1824
- Дом причта Рождественской церкви, 1823—1825
- Усадьба Кугушевых, 1824—1825
- Дом дворянского собрания, 1822—1826
- Усадьба Строгановых, 1824—1829
- Дом И. И. Киризеева, 1829
- Дом Брызгаловых, 30-е гг. XIX в.
- Здание нижегородской семинарии, 1827—1831
- Соляная контора Строгановых, 1828—1831
- Дом Есыревых, 1832
- Дом Ненюковых, 1832—1833
- Дом А. Беляева, 1834
- Мартыновская больница, 1832—1835
- Дом Обрядчиковых, 1835
- Дом Я. И. Наченского, 1836
- Дом И. Шувалова — А. К. Гейнце, 1836—1837
- Дом Лебединских, 1837—1838
- † Дом А. А. Клочковой, 1837—1838 (в 2008 году перенесён с улицы Варварской в Щёлоковский хутор, на его месте построен жилой комплекс «Премьер»)
- Дом Ф. А. Румянцевой, 1825—1839
- Съезжий дом, 1836—1839
- Дом Ф. П. Переплётчикова, 1837—1839
- Здание уездного училища, 1837—1839
- Усадьба Голицыных, 1837—1839
- Дом А. Л. Барышевой, 1837—1839
- Доходный дом И. А. Княгининского, 1837—1839
- Дом М. И. Редозубова, 1838—1839
- Усадьба Добролюбовых, 1838—1839
- Дом Спириных, 1838—1839
- Дом Кузнецовых, 1839
- Дом П. Рычковой, 1839
- † Дом И. Белянина, 1839 (снесён в 2000-е годы)
- Дом И. Я. Курочкина, 1839
- Здание соляной конторы, 1750—1840-е годы
- † Дом М. Денисовой, 1839—1840 (снесён ради строительства Международного центра торговли)
- Дом Ф. П. Переплётчикова (второй), 1839—1840
- Дом П. Малеевского, 1839—1840
- Дом В. Ключарёва, 1839—1840
- Дом С. И. Пятова, 1840
- Дом Ермолаевых — П. Парфёнова, 1840
- Дом Верениновых, 1840—1841
- Дом М. Водовозовой, 1840—1841
- † Дом Ф. Серебрицкого, 1840—1841 (уничтожен т. н. «фасадизмом» в 2010 году; воссозданные фасады включены в объём многоэтажного элитного жилого дома «Холодный 10»)
- Дом А. А. Чистяковой, 1841
- Дом Балакиревых, 1841
- Дом купца В. М. Арясова, 1838—1842
- Дом Д. И. Климова, 1840—1842
- Дом И. Е. Вялова, 1840—1842
- Дом С. Я. Никлауса, 1841—1842
- † Дом И. Благообразова, 1842 (снесён, на его месте построено офисное здание)
- Дом Ф. Евланова, 1842
- Верхнепосадские торговые лавки, 1834—1843
- Дом Н. И. Белильникова, 1840—1843
- Дом А. Вялова, 1841—1844
- Дома Никольского причта, 1842—1844
- Дом С. С. Долганова, 1843—1844
- Дом А. Андреевой, 1843—1844
- Дом П. Петровой, 1843—1844
- Дом М. В. Медведева, 1843—1844
- † Дом И. Дятлова, 1826—1845 (редкий образец дворянской архитектуры; снесён, на его месте выстроен отель Mercure)
- Дом причта Спасо-Преображенского собора, 1842—1845
- Доходный дом Абамелек-Лазаревых, 1844—1845
- Дом М. А. Полтанова, 1843—1846
- Флигель домов Никольского причта, 1844—1846
- Дом Г. С. Долганова, 1846
- Дом П. Е. Кубаревой, 1838—1847
- † Дом А. Степановой, 1842—1847 (входил в единый комплекс с домом С. С. Бубнова, снесён в 2014 году)
- † Дом В. Соколовой, 1846—1847 (снесён, на его месте в 1996 году построено офисное здание «Реликварий» по проекту арх. А. Рубцова, В. Никишина и М. Седовой)
- Дом Ильиной, 1847
- Усадьба Щукиных — А. Ненюкова, 1822—1848
- Усадьба Заплатиных — Комаровых, 1825—1848
- † Дом Я. И. Васильева, 1828—1848 (снесён)
- Дом Пушниковых, 1833—1848
- Дом Обросимовых, 1839—1848
- Александровский дворянский институт, 1844—1848
- Дом Г. Ф. Сверчкова, 1845—1848
- Доходный дом Б. Н. Юсупова, 1847—1848
- Усадьба Н. Г. Щепетовой, 1838—1849
- Усадьба Максимовых, 1839—1849
- Дом В. К. Мичурина, 1848—1849
- Дом Виноградовых, 1826—1851
- Дом титулярного советника П. Н. Григорьева, 1850—1851
- Дом Е. Трушенинниковой, 1851—1852
- † Дом Е. Гребенщиковой, 1851—1852 (необычный дом, восходивший в архитектуре к палатам А. Ф. Олисова. Снесён застройщиками, на его месте построено здание по улице Черниговской, 8)
- Дом К. Белокрыльцева — Стригулиных, 1852
- Дом Кашириных, 1852
- Дом И. К. Лопашева, 1824—1853
- Красные казармы, 1835—1853
- Дом А. Д. Улыбышева, 1853—1854
- Дом Остатошниковых — Рудинских, 1848—1855
- Усадьба Костроминых — Шушляева, 1825—1857
- Баня В. Мичурина на Чёрном пруду, 1852—1857
- Мариинский женский институт, 1848—1858
- Дом М. Ф. Черкасова, 1856—1858
- Торговый дом Скоба, 1859—1861
- Дом П. В. Вяхирева, 1860—1861
- † Дом Н. И. Лизакина, 1860—1861 (незаконно снесён в 2012 году[127])
- Дом А. Е. Дмитриевой, 1861
- Дом А. С. Гущина, 1837—1862
- † Дом А. И. Надеждиной — М. А. Комаровой, 1842—1862 (состоял из двух зданий; аварийное здание по Малой Покровской, 16а было снесено в 2018 году к Чемпионату мира по футболу)
- Дом И. Н. Соболева, 1860—1862
- Завод И. С. Колчина, 1857—1863
- Корпус общественных лавок, 1859—1863
- Дом В. К. Мичурина, 1848—1864
- † Дом С. С. Бубнова, 1864—1868 (снесён отельером Дмитрием Володиным в 2014 году[128])
- Дом причта Ильинской церкви, 1868—1869
- Женское епархиальное училище, 1861—1870
- Торговый корпус Ф. Н. Гущина, 1869—1871
- Дом П. Д. Климова, 1870—1871
- Дом причта Казанской церкви, 1867—1872
- Здание 2-го детского приюта, 1861—1874
- Первый детский приют, 1846—1875
- Пассаж Блиновых, 1876—1878
- Дом причта Покровской церкви, 1877—1878
- Дом Е. Е. Пальцева, 1873—1879
- Дом купцов Чурина и Зверева — доходный дом купца И. В. Гребенщикова, XVIII век — 1880-е
- Дом Мещанского собрания, 1849—1881
- Доходный дом М. Д. Лизякиной — Н. П. Краснощекова, 1866—1867, 1880—1883
- † Дом А. Я. Малышева, 1883—1884 (снесён в 2006 году при строительстве высотного здания по ул. Минина, 19/6; одновременно был уничтожен фасадизмом ОКН дом П. Я. Ильиной)
- Ночлежный дом Бугровых (Скоба), 1880—1885
- Владимирское реальное училище, 1881—1885
- Дом В. М. Бурмистровой с интерьером, 1885
- Доходный дом Кудряшова — Чеснокова, 1884—1886
- Корпус завода Добровых и Набгольц, 1885—1886
- Вдовий дом, 1884—1887
- Городской торговый корпус, выстроенный на пожертвования Николая Александровича Бугрова, 1885—1888
- Дом А. И. Башкировой, 1882—1894
- Дом Приспешниковых. Редакция «Нижегородского листка», 1894
- Дом Д. А. Обрядчикова, 1820—1896
- Доходный дом Блиновых, 1853—1896
- Здание Окружного суда, 1889—1896
- Здание городского театра, 1894—1896
- Здание Волжско-Камского банка, 1894—1896
- Здание Нижегородской биржи, 1895—1896
- Доходный дом П. Ф. Ремлера, 1897—1898
- Дом М. М. Нестерова, 1843—1899
- Дом Д. А. Вернера, 1899
- Мариинская женская гимназия, 1839, 1872, 1901
- Доходный дом городского общества, 1822—1902
- Дом Веселовских, 1839—1902
- Ромодановский вокзал Московско-Казанской железной дороги (Нижегородско-Сызранской), 1900—1903
- Городская дума, 1899—1904
- Школа баррикад в Сормове, 1902—1904
- Дом И. П. Тет, 1904
- Дом А. А. Извольского, 1904
- Дом трудолюбия имени Михаила и Любови Рукавишниковых, 1903—1905
- Клуб сормовских служащих, 1904—1905
- Дом А. С. Остатошникова с магазином, 1847, 1865, 1905—1906
- Дом К. Г. Иванова, 1905—1907
- Дом В. С. Прядилова, 1906—1908
- Дома Д. И. Казанского, 1908—1909
- Дом В. М. Постникова, 1838—1911
- Ансамбль Нижегородского отделения Государственного банка, 1911—1913
- Здания волжской дистанции, 1912—1913
- Дом Каменских, 1913—1914
- Усадьба Анучиных — Вяловых — Гагариных, 1913—1914
- Банк Рукавишниковых, 1908—1916
- Дом Д. В. Сироткина, 1913—1916
- Ансамбль Крестьянского поземельного банка, 1913—1916
- Торговый флигель О. Н. Каменевой, 1914—1916
- Школа и богадельня для слепых, 1914—1916
- Здание Удельной конторы, 1826—1936

### Разное
- Молитовская льнопрядильная фабрика — перестраивается в офисный центр